# Strategi (schack)
Den här artikeln använder algebraisk schacknotation för att beskriva schackdragen.
I schack handlar strategi om att sätta upp mål och långsiktiga planer för partiet. Grunden för en strategisk plan är en bedömning av den aktuella ställningen på brädet. Bedömningen tar hänsyn till sådana faktorer som bondestrukturen, pjäsernas placering, svaga fält, med mera. Utifrån detta kan spelaren formulera en plan.
Strategi jämförs vanligtvis med taktik som avser kortsiktiga dragföljder med forcerat spel 

## Plan
Det är viktigt att ha en plan för spelet och det har sagts att "en dålig plan är bättre än ingen plan alls".
Utan en plan finns risken att man bara flyttar runt pjäserna med kortsiktiga hot utan något övergripande mål.
Planen är sällan densamma under hela partiet utan den behöver bytas eller revideras flera gånger, till exempel när motståndaren gör något överraskande, när man uppnår ett delmål, eller när partiet går in i en ny fas.
|   | a | b | c | d | e | f | g | h |   |
| 8 | c8 svart torn · f8 svart torn · g8 svart kung · a7 svart bonde · b7 svart löpare · d7 svart springare · e7 svart drottning · f7 svart bonde · g7 svart bonde · h7 svart bonde · b6 svart bonde · c6 svart bonde · d6 svart bonde · f6 svart springare · e5 svart bonde · c4 vit bonde · d4 vit bonde · e4 vit bonde · c3 vit springare · f3 vit springare · g3 vit bonde · a2 vit bonde · b2 vit bonde · c2 vit drottning · f2 vit bonde · g2 vit löpare · h2 vit bonde · d1 vit torn · e1 vit torn · g1 vit kung | c8 svart torn · f8 svart torn · g8 svart kung · a7 svart bonde · b7 svart löpare · d7 svart springare · e7 svart drottning · f7 svart bonde · g7 svart bonde · h7 svart bonde · b6 svart bonde · c6 svart bonde · d6 svart bonde · f6 svart springare · e5 svart bonde · c4 vit bonde · d4 vit bonde · e4 vit bonde · c3 vit springare · f3 vit springare · g3 vit bonde · a2 vit bonde · b2 vit bonde · c2 vit drottning · f2 vit bonde · g2 vit löpare · h2 vit bonde · d1 vit torn · e1 vit torn · g1 vit kung | c8 svart torn · f8 svart torn · g8 svart kung · a7 svart bonde · b7 svart löpare · d7 svart springare · e7 svart drottning · f7 svart bonde · g7 svart bonde · h7 svart bonde · b6 svart bonde · c6 svart bonde · d6 svart bonde · f6 svart springare · e5 svart bonde · c4 vit bonde · d4 vit bonde · e4 vit bonde · c3 vit springare · f3 vit springare · g3 vit bonde · a2 vit bonde · b2 vit bonde · c2 vit drottning · f2 vit bonde · g2 vit löpare · h2 vit bonde · d1 vit torn · e1 vit torn · g1 vit kung | c8 svart torn · f8 svart torn · g8 svart kung · a7 svart bonde · b7 svart löpare · d7 svart springare · e7 svart drottning · f7 svart bonde · g7 svart bonde · h7 svart bonde · b6 svart bonde · c6 svart bonde · d6 svart bonde · f6 svart springare · e5 svart bonde · c4 vit bonde · d4 vit bonde · e4 vit bonde · c3 vit springare · f3 vit springare · g3 vit bonde · a2 vit bonde · b2 vit bonde · c2 vit drottning · f2 vit bonde · g2 vit löpare · h2 vit bonde · d1 vit torn · e1 vit torn · g1 vit kung | c8 svart torn · f8 svart torn · g8 svart kung · a7 svart bonde · b7 svart löpare · d7 svart springare · e7 svart drottning · f7 svart bonde · g7 svart bonde · h7 svart bonde · b6 svart bonde · c6 svart bonde · d6 svart bonde · f6 svart springare · e5 svart bonde · c4 vit bonde · d4 vit bonde · e4 vit bonde · c3 vit springare · f3 vit springare · g3 vit bonde · a2 vit bonde · b2 vit bonde · c2 vit drottning · f2 vit bonde · g2 vit löpare · h2 vit bonde · d1 vit torn · e1 vit torn · g1 vit kung | c8 svart torn · f8 svart torn · g8 svart kung · a7 svart bonde · b7 svart löpare · d7 svart springare · e7 svart drottning · f7 svart bonde · g7 svart bonde · h7 svart bonde · b6 svart bonde · c6 svart bonde · d6 svart bonde · f6 svart springare · e5 svart bonde · c4 vit bonde · d4 vit bonde · e4 vit bonde · c3 vit springare · f3 vit springare · g3 vit bonde · a2 vit bonde · b2 vit bonde · c2 vit drottning · f2 vit bonde · g2 vit löpare · h2 vit bonde · d1 vit torn · e1 vit torn · g1 vit kung | c8 svart torn · f8 svart torn · g8 svart kung · a7 svart bonde · b7 svart löpare · d7 svart springare · e7 svart drottning · f7 svart bonde · g7 svart bonde · h7 svart bonde · b6 svart bonde · c6 svart bonde · d6 svart bonde · f6 svart springare · e5 svart bonde · c4 vit bonde · d4 vit bonde · e4 vit bonde · c3 vit springare · f3 vit springare · g3 vit bonde · a2 vit bonde · b2 vit bonde · c2 vit drottning · f2 vit bonde · g2 vit löpare · h2 vit bonde · d1 vit torn · e1 vit torn · g1 vit kung | c8 svart torn · f8 svart torn · g8 svart kung · a7 svart bonde · b7 svart löpare · d7 svart springare · e7 svart drottning · f7 svart bonde · g7 svart bonde · h7 svart bonde · b6 svart bonde · c6 svart bonde · d6 svart bonde · f6 svart springare · e5 svart bonde · c4 vit bonde · d4 vit bonde · e4 vit bonde · c3 vit springare · f3 vit springare · g3 vit bonde · a2 vit bonde · b2 vit bonde · c2 vit drottning · f2 vit bonde · g2 vit löpare · h2 vit bonde · d1 vit torn · e1 vit torn · g1 vit kung | 8 |
| 7 | c8 svart torn · f8 svart torn · g8 svart kung · a7 svart bonde · b7 svart löpare · d7 svart springare · e7 svart drottning · f7 svart bonde · g7 svart bonde · h7 svart bonde · b6 svart bonde · c6 svart bonde · d6 svart bonde · f6 svart springare · e5 svart bonde · c4 vit bonde · d4 vit bonde · e4 vit bonde · c3 vit springare · f3 vit springare · g3 vit bonde · a2 vit bonde · b2 vit bonde · c2 vit drottning · f2 vit bonde · g2 vit löpare · h2 vit bonde · d1 vit torn · e1 vit torn · g1 vit kung | c8 svart torn · f8 svart torn · g8 svart kung · a7 svart bonde · b7 svart löpare · d7 svart springare · e7 svart drottning · f7 svart bonde · g7 svart bonde · h7 svart bonde · b6 svart bonde · c6 svart bonde · d6 svart bonde · f6 svart springare · e5 svart bonde · c4 vit bonde · d4 vit bonde · e4 vit bonde · c3 vit springare · f3 vit springare · g3 vit bonde · a2 vit bonde · b2 vit bonde · c2 vit drottning · f2 vit bonde · g2 vit löpare · h2 vit bonde · d1 vit torn · e1 vit torn · g1 vit kung | c8 svart torn · f8 svart torn · g8 svart kung · a7 svart bonde · b7 svart löpare · d7 svart springare · e7 svart drottning · f7 svart bonde · g7 svart bonde · h7 svart bonde · b6 svart bonde · c6 svart bonde · d6 svart bonde · f6 svart springare · e5 svart bonde · c4 vit bonde · d4 vit bonde · e4 vit bonde · c3 vit springare · f3 vit springare · g3 vit bonde · a2 vit bonde · b2 vit bonde · c2 vit drottning · f2 vit bonde · g2 vit löpare · h2 vit bonde · d1 vit torn · e1 vit torn · g1 vit kung | c8 svart torn · f8 svart torn · g8 svart kung · a7 svart bonde · b7 svart löpare · d7 svart springare · e7 svart drottning · f7 svart bonde · g7 svart bonde · h7 svart bonde · b6 svart bonde · c6 svart bonde · d6 svart bonde · f6 svart springare · e5 svart bonde · c4 vit bonde · d4 vit bonde · e4 vit bonde · c3 vit springare · f3 vit springare · g3 vit bonde · a2 vit bonde · b2 vit bonde · c2 vit drottning · f2 vit bonde · g2 vit löpare · h2 vit bonde · d1 vit torn · e1 vit torn · g1 vit kung | c8 svart torn · f8 svart torn · g8 svart kung · a7 svart bonde · b7 svart löpare · d7 svart springare · e7 svart drottning · f7 svart bonde · g7 svart bonde · h7 svart bonde · b6 svart bonde · c6 svart bonde · d6 svart bonde · f6 svart springare · e5 svart bonde · c4 vit bonde · d4 vit bonde · e4 vit bonde · c3 vit springare · f3 vit springare · g3 vit bonde · a2 vit bonde · b2 vit bonde · c2 vit drottning · f2 vit bonde · g2 vit löpare · h2 vit bonde · d1 vit torn · e1 vit torn · g1 vit kung | c8 svart torn · f8 svart torn · g8 svart kung · a7 svart bonde · b7 svart löpare · d7 svart springare · e7 svart drottning · f7 svart bonde · g7 svart bonde · h7 svart bonde · b6 svart bonde · c6 svart bonde · d6 svart bonde · f6 svart springare · e5 svart bonde · c4 vit bonde · d4 vit bonde · e4 vit bonde · c3 vit springare · f3 vit springare · g3 vit bonde · a2 vit bonde · b2 vit bonde · c2 vit drottning · f2 vit bonde · g2 vit löpare · h2 vit bonde · d1 vit torn · e1 vit torn · g1 vit kung | c8 svart torn · f8 svart torn · g8 svart kung · a7 svart bonde · b7 svart löpare · d7 svart springare · e7 svart drottning · f7 svart bonde · g7 svart bonde · h7 svart bonde · b6 svart bonde · c6 svart bonde · d6 svart bonde · f6 svart springare · e5 svart bonde · c4 vit bonde · d4 vit bonde · e4 vit bonde · c3 vit springare · f3 vit springare · g3 vit bonde · a2 vit bonde · b2 vit bonde · c2 vit drottning · f2 vit bonde · g2 vit löpare · h2 vit bonde · d1 vit torn · e1 vit torn · g1 vit kung | c8 svart torn · f8 svart torn · g8 svart kung · a7 svart bonde · b7 svart löpare · d7 svart springare · e7 svart drottning · f7 svart bonde · g7 svart bonde · h7 svart bonde · b6 svart bonde · c6 svart bonde · d6 svart bonde · f6 svart springare · e5 svart bonde · c4 vit bonde · d4 vit bonde · e4 vit bonde · c3 vit springare · f3 vit springare · g3 vit bonde · a2 vit bonde · b2 vit bonde · c2 vit drottning · f2 vit bonde · g2 vit löpare · h2 vit bonde · d1 vit torn · e1 vit torn · g1 vit kung | 7 |
| 6 | c8 svart torn · f8 svart torn · g8 svart kung · a7 svart bonde · b7 svart löpare · d7 svart springare · e7 svart drottning · f7 svart bonde · g7 svart bonde · h7 svart bonde · b6 svart bonde · c6 svart bonde · d6 svart bonde · f6 svart springare · e5 svart bonde · c4 vit bonde · d4 vit bonde · e4 vit bonde · c3 vit springare · f3 vit springare · g3 vit bonde · a2 vit bonde · b2 vit bonde · c2 vit drottning · f2 vit bonde · g2 vit löpare · h2 vit bonde · d1 vit torn · e1 vit torn · g1 vit kung | c8 svart torn · f8 svart torn · g8 svart kung · a7 svart bonde · b7 svart löpare · d7 svart springare · e7 svart drottning · f7 svart bonde · g7 svart bonde · h7 svart bonde · b6 svart bonde · c6 svart bonde · d6 svart bonde · f6 svart springare · e5 svart bonde · c4 vit bonde · d4 vit bonde · e4 vit bonde · c3 vit springare · f3 vit springare · g3 vit bonde · a2 vit bonde · b2 vit bonde · c2 vit drottning · f2 vit bonde · g2 vit löpare · h2 vit bonde · d1 vit torn · e1 vit torn · g1 vit kung | c8 svart torn · f8 svart torn · g8 svart kung · a7 svart bonde · b7 svart löpare · d7 svart springare · e7 svart drottning · f7 svart bonde · g7 svart bonde · h7 svart bonde · b6 svart bonde · c6 svart bonde · d6 svart bonde · f6 svart springare · e5 svart bonde · c4 vit bonde · d4 vit bonde · e4 vit bonde · c3 vit springare · f3 vit springare · g3 vit bonde · a2 vit bonde · b2 vit bonde · c2 vit drottning · f2 vit bonde · g2 vit löpare · h2 vit bonde · d1 vit torn · e1 vit torn · g1 vit kung | c8 svart torn · f8 svart torn · g8 svart kung · a7 svart bonde · b7 svart löpare · d7 svart springare · e7 svart drottning · f7 svart bonde · g7 svart bonde · h7 svart bonde · b6 svart bonde · c6 svart bonde · d6 svart bonde · f6 svart springare · e5 svart bonde · c4 vit bonde · d4 vit bonde · e4 vit bonde · c3 vit springare · f3 vit springare · g3 vit bonde · a2 vit bonde · b2 vit bonde · c2 vit drottning · f2 vit bonde · g2 vit löpare · h2 vit bonde · d1 vit torn · e1 vit torn · g1 vit kung | c8 svart torn · f8 svart torn · g8 svart kung · a7 svart bonde · b7 svart löpare · d7 svart springare · e7 svart drottning · f7 svart bonde · g7 svart bonde · h7 svart bonde · b6 svart bonde · c6 svart bonde · d6 svart bonde · f6 svart springare · e5 svart bonde · c4 vit bonde · d4 vit bonde · e4 vit bonde · c3 vit springare · f3 vit springare · g3 vit bonde · a2 vit bonde · b2 vit bonde · c2 vit drottning · f2 vit bonde · g2 vit löpare · h2 vit bonde · d1 vit torn · e1 vit torn · g1 vit kung | c8 svart torn · f8 svart torn · g8 svart kung · a7 svart bonde · b7 svart löpare · d7 svart springare · e7 svart drottning · f7 svart bonde · g7 svart bonde · h7 svart bonde · b6 svart bonde · c6 svart bonde · d6 svart bonde · f6 svart springare · e5 svart bonde · c4 vit bonde · d4 vit bonde · e4 vit bonde · c3 vit springare · f3 vit springare · g3 vit bonde · a2 vit bonde · b2 vit bonde · c2 vit drottning · f2 vit bonde · g2 vit löpare · h2 vit bonde · d1 vit torn · e1 vit torn · g1 vit kung | c8 svart torn · f8 svart torn · g8 svart kung · a7 svart bonde · b7 svart löpare · d7 svart springare · e7 svart drottning · f7 svart bonde · g7 svart bonde · h7 svart bonde · b6 svart bonde · c6 svart bonde · d6 svart bonde · f6 svart springare · e5 svart bonde · c4 vit bonde · d4 vit bonde · e4 vit bonde · c3 vit springare · f3 vit springare · g3 vit bonde · a2 vit bonde · b2 vit bonde · c2 vit drottning · f2 vit bonde · g2 vit löpare · h2 vit bonde · d1 vit torn · e1 vit torn · g1 vit kung | c8 svart torn · f8 svart torn · g8 svart kung · a7 svart bonde · b7 svart löpare · d7 svart springare · e7 svart drottning · f7 svart bonde · g7 svart bonde · h7 svart bonde · b6 svart bonde · c6 svart bonde · d6 svart bonde · f6 svart springare · e5 svart bonde · c4 vit bonde · d4 vit bonde · e4 vit bonde · c3 vit springare · f3 vit springare · g3 vit bonde · a2 vit bonde · b2 vit bonde · c2 vit drottning · f2 vit bonde · g2 vit löpare · h2 vit bonde · d1 vit torn · e1 vit torn · g1 vit kung | 6 |
| 5 | c8 svart torn · f8 svart torn · g8 svart kung · a7 svart bonde · b7 svart löpare · d7 svart springare · e7 svart drottning · f7 svart bonde · g7 svart bonde · h7 svart bonde · b6 svart bonde · c6 svart bonde · d6 svart bonde · f6 svart springare · e5 svart bonde · c4 vit bonde · d4 vit bonde · e4 vit bonde · c3 vit springare · f3 vit springare · g3 vit bonde · a2 vit bonde · b2 vit bonde · c2 vit drottning · f2 vit bonde · g2 vit löpare · h2 vit bonde · d1 vit torn · e1 vit torn · g1 vit kung | c8 svart torn · f8 svart torn · g8 svart kung · a7 svart bonde · b7 svart löpare · d7 svart springare · e7 svart drottning · f7 svart bonde · g7 svart bonde · h7 svart bonde · b6 svart bonde · c6 svart bonde · d6 svart bonde · f6 svart springare · e5 svart bonde · c4 vit bonde · d4 vit bonde · e4 vit bonde · c3 vit springare · f3 vit springare · g3 vit bonde · a2 vit bonde · b2 vit bonde · c2 vit drottning · f2 vit bonde · g2 vit löpare · h2 vit bonde · d1 vit torn · e1 vit torn · g1 vit kung | c8 svart torn · f8 svart torn · g8 svart kung · a7 svart bonde · b7 svart löpare · d7 svart springare · e7 svart drottning · f7 svart bonde · g7 svart bonde · h7 svart bonde · b6 svart bonde · c6 svart bonde · d6 svart bonde · f6 svart springare · e5 svart bonde · c4 vit bonde · d4 vit bonde · e4 vit bonde · c3 vit springare · f3 vit springare · g3 vit bonde · a2 vit bonde · b2 vit bonde · c2 vit drottning · f2 vit bonde · g2 vit löpare · h2 vit bonde · d1 vit torn · e1 vit torn · g1 vit kung | c8 svart torn · f8 svart torn · g8 svart kung · a7 svart bonde · b7 svart löpare · d7 svart springare · e7 svart drottning · f7 svart bonde · g7 svart bonde · h7 svart bonde · b6 svart bonde · c6 svart bonde · d6 svart bonde · f6 svart springare · e5 svart bonde · c4 vit bonde · d4 vit bonde · e4 vit bonde · c3 vit springare · f3 vit springare · g3 vit bonde · a2 vit bonde · b2 vit bonde · c2 vit drottning · f2 vit bonde · g2 vit löpare · h2 vit bonde · d1 vit torn · e1 vit torn · g1 vit kung | c8 svart torn · f8 svart torn · g8 svart kung · a7 svart bonde · b7 svart löpare · d7 svart springare · e7 svart drottning · f7 svart bonde · g7 svart bonde · h7 svart bonde · b6 svart bonde · c6 svart bonde · d6 svart bonde · f6 svart springare · e5 svart bonde · c4 vit bonde · d4 vit bonde · e4 vit bonde · c3 vit springare · f3 vit springare · g3 vit bonde · a2 vit bonde · b2 vit bonde · c2 vit drottning · f2 vit bonde · g2 vit löpare · h2 vit bonde · d1 vit torn · e1 vit torn · g1 vit kung | c8 svart torn · f8 svart torn · g8 svart kung · a7 svart bonde · b7 svart löpare · d7 svart springare · e7 svart drottning · f7 svart bonde · g7 svart bonde · h7 svart bonde · b6 svart bonde · c6 svart bonde · d6 svart bonde · f6 svart springare · e5 svart bonde · c4 vit bonde · d4 vit bonde · e4 vit bonde · c3 vit springare · f3 vit springare · g3 vit bonde · a2 vit bonde · b2 vit bonde · c2 vit drottning · f2 vit bonde · g2 vit löpare · h2 vit bonde · d1 vit torn · e1 vit torn · g1 vit kung | c8 svart torn · f8 svart torn · g8 svart kung · a7 svart bonde · b7 svart löpare · d7 svart springare · e7 svart drottning · f7 svart bonde · g7 svart bonde · h7 svart bonde · b6 svart bonde · c6 svart bonde · d6 svart bonde · f6 svart springare · e5 svart bonde · c4 vit bonde · d4 vit bonde · e4 vit bonde · c3 vit springare · f3 vit springare · g3 vit bonde · a2 vit bonde · b2 vit bonde · c2 vit drottning · f2 vit bonde · g2 vit löpare · h2 vit bonde · d1 vit torn · e1 vit torn · g1 vit kung | c8 svart torn · f8 svart torn · g8 svart kung · a7 svart bonde · b7 svart löpare · d7 svart springare · e7 svart drottning · f7 svart bonde · g7 svart bonde · h7 svart bonde · b6 svart bonde · c6 svart bonde · d6 svart bonde · f6 svart springare · e5 svart bonde · c4 vit bonde · d4 vit bonde · e4 vit bonde · c3 vit springare · f3 vit springare · g3 vit bonde · a2 vit bonde · b2 vit bonde · c2 vit drottning · f2 vit bonde · g2 vit löpare · h2 vit bonde · d1 vit torn · e1 vit torn · g1 vit kung | 5 |
| 4 | c8 svart torn · f8 svart torn · g8 svart kung · a7 svart bonde · b7 svart löpare · d7 svart springare · e7 svart drottning · f7 svart bonde · g7 svart bonde · h7 svart bonde · b6 svart bonde · c6 svart bonde · d6 svart bonde · f6 svart springare · e5 svart bonde · c4 vit bonde · d4 vit bonde · e4 vit bonde · c3 vit springare · f3 vit springare · g3 vit bonde · a2 vit bonde · b2 vit bonde · c2 vit drottning · f2 vit bonde · g2 vit löpare · h2 vit bonde · d1 vit torn · e1 vit torn · g1 vit kung | c8 svart torn · f8 svart torn · g8 svart kung · a7 svart bonde · b7 svart löpare · d7 svart springare · e7 svart drottning · f7 svart bonde · g7 svart bonde · h7 svart bonde · b6 svart bonde · c6 svart bonde · d6 svart bonde · f6 svart springare · e5 svart bonde · c4 vit bonde · d4 vit bonde · e4 vit bonde · c3 vit springare · f3 vit springare · g3 vit bonde · a2 vit bonde · b2 vit bonde · c2 vit drottning · f2 vit bonde · g2 vit löpare · h2 vit bonde · d1 vit torn · e1 vit torn · g1 vit kung | c8 svart torn · f8 svart torn · g8 svart kung · a7 svart bonde · b7 svart löpare · d7 svart springare · e7 svart drottning · f7 svart bonde · g7 svart bonde · h7 svart bonde · b6 svart bonde · c6 svart bonde · d6 svart bonde · f6 svart springare · e5 svart bonde · c4 vit bonde · d4 vit bonde · e4 vit bonde · c3 vit springare · f3 vit springare · g3 vit bonde · a2 vit bonde · b2 vit bonde · c2 vit drottning · f2 vit bonde · g2 vit löpare · h2 vit bonde · d1 vit torn · e1 vit torn · g1 vit kung | c8 svart torn · f8 svart torn · g8 svart kung · a7 svart bonde · b7 svart löpare · d7 svart springare · e7 svart drottning · f7 svart bonde · g7 svart bonde · h7 svart bonde · b6 svart bonde · c6 svart bonde · d6 svart bonde · f6 svart springare · e5 svart bonde · c4 vit bonde · d4 vit bonde · e4 vit bonde · c3 vit springare · f3 vit springare · g3 vit bonde · a2 vit bonde · b2 vit bonde · c2 vit drottning · f2 vit bonde · g2 vit löpare · h2 vit bonde · d1 vit torn · e1 vit torn · g1 vit kung | c8 svart torn · f8 svart torn · g8 svart kung · a7 svart bonde · b7 svart löpare · d7 svart springare · e7 svart drottning · f7 svart bonde · g7 svart bonde · h7 svart bonde · b6 svart bonde · c6 svart bonde · d6 svart bonde · f6 svart springare · e5 svart bonde · c4 vit bonde · d4 vit bonde · e4 vit bonde · c3 vit springare · f3 vit springare · g3 vit bonde · a2 vit bonde · b2 vit bonde · c2 vit drottning · f2 vit bonde · g2 vit löpare · h2 vit bonde · d1 vit torn · e1 vit torn · g1 vit kung | c8 svart torn · f8 svart torn · g8 svart kung · a7 svart bonde · b7 svart löpare · d7 svart springare · e7 svart drottning · f7 svart bonde · g7 svart bonde · h7 svart bonde · b6 svart bonde · c6 svart bonde · d6 svart bonde · f6 svart springare · e5 svart bonde · c4 vit bonde · d4 vit bonde · e4 vit bonde · c3 vit springare · f3 vit springare · g3 vit bonde · a2 vit bonde · b2 vit bonde · c2 vit drottning · f2 vit bonde · g2 vit löpare · h2 vit bonde · d1 vit torn · e1 vit torn · g1 vit kung | c8 svart torn · f8 svart torn · g8 svart kung · a7 svart bonde · b7 svart löpare · d7 svart springare · e7 svart drottning · f7 svart bonde · g7 svart bonde · h7 svart bonde · b6 svart bonde · c6 svart bonde · d6 svart bonde · f6 svart springare · e5 svart bonde · c4 vit bonde · d4 vit bonde · e4 vit bonde · c3 vit springare · f3 vit springare · g3 vit bonde · a2 vit bonde · b2 vit bonde · c2 vit drottning · f2 vit bonde · g2 vit löpare · h2 vit bonde · d1 vit torn · e1 vit torn · g1 vit kung | c8 svart torn · f8 svart torn · g8 svart kung · a7 svart bonde · b7 svart löpare · d7 svart springare · e7 svart drottning · f7 svart bonde · g7 svart bonde · h7 svart bonde · b6 svart bonde · c6 svart bonde · d6 svart bonde · f6 svart springare · e5 svart bonde · c4 vit bonde · d4 vit bonde · e4 vit bonde · c3 vit springare · f3 vit springare · g3 vit bonde · a2 vit bonde · b2 vit bonde · c2 vit drottning · f2 vit bonde · g2 vit löpare · h2 vit bonde · d1 vit torn · e1 vit torn · g1 vit kung | 4 |
| 3 | c8 svart torn · f8 svart torn · g8 svart kung · a7 svart bonde · b7 svart löpare · d7 svart springare · e7 svart drottning · f7 svart bonde · g7 svart bonde · h7 svart bonde · b6 svart bonde · c6 svart bonde · d6 svart bonde · f6 svart springare · e5 svart bonde · c4 vit bonde · d4 vit bonde · e4 vit bonde · c3 vit springare · f3 vit springare · g3 vit bonde · a2 vit bonde · b2 vit bonde · c2 vit drottning · f2 vit bonde · g2 vit löpare · h2 vit bonde · d1 vit torn · e1 vit torn · g1 vit kung | c8 svart torn · f8 svart torn · g8 svart kung · a7 svart bonde · b7 svart löpare · d7 svart springare · e7 svart drottning · f7 svart bonde · g7 svart bonde · h7 svart bonde · b6 svart bonde · c6 svart bonde · d6 svart bonde · f6 svart springare · e5 svart bonde · c4 vit bonde · d4 vit bonde · e4 vit bonde · c3 vit springare · f3 vit springare · g3 vit bonde · a2 vit bonde · b2 vit bonde · c2 vit drottning · f2 vit bonde · g2 vit löpare · h2 vit bonde · d1 vit torn · e1 vit torn · g1 vit kung | c8 svart torn · f8 svart torn · g8 svart kung · a7 svart bonde · b7 svart löpare · d7 svart springare · e7 svart drottning · f7 svart bonde · g7 svart bonde · h7 svart bonde · b6 svart bonde · c6 svart bonde · d6 svart bonde · f6 svart springare · e5 svart bonde · c4 vit bonde · d4 vit bonde · e4 vit bonde · c3 vit springare · f3 vit springare · g3 vit bonde · a2 vit bonde · b2 vit bonde · c2 vit drottning · f2 vit bonde · g2 vit löpare · h2 vit bonde · d1 vit torn · e1 vit torn · g1 vit kung | c8 svart torn · f8 svart torn · g8 svart kung · a7 svart bonde · b7 svart löpare · d7 svart springare · e7 svart drottning · f7 svart bonde · g7 svart bonde · h7 svart bonde · b6 svart bonde · c6 svart bonde · d6 svart bonde · f6 svart springare · e5 svart bonde · c4 vit bonde · d4 vit bonde · e4 vit bonde · c3 vit springare · f3 vit springare · g3 vit bonde · a2 vit bonde · b2 vit bonde · c2 vit drottning · f2 vit bonde · g2 vit löpare · h2 vit bonde · d1 vit torn · e1 vit torn · g1 vit kung | c8 svart torn · f8 svart torn · g8 svart kung · a7 svart bonde · b7 svart löpare · d7 svart springare · e7 svart drottning · f7 svart bonde · g7 svart bonde · h7 svart bonde · b6 svart bonde · c6 svart bonde · d6 svart bonde · f6 svart springare · e5 svart bonde · c4 vit bonde · d4 vit bonde · e4 vit bonde · c3 vit springare · f3 vit springare · g3 vit bonde · a2 vit bonde · b2 vit bonde · c2 vit drottning · f2 vit bonde · g2 vit löpare · h2 vit bonde · d1 vit torn · e1 vit torn · g1 vit kung | c8 svart torn · f8 svart torn · g8 svart kung · a7 svart bonde · b7 svart löpare · d7 svart springare · e7 svart drottning · f7 svart bonde · g7 svart bonde · h7 svart bonde · b6 svart bonde · c6 svart bonde · d6 svart bonde · f6 svart springare · e5 svart bonde · c4 vit bonde · d4 vit bonde · e4 vit bonde · c3 vit springare · f3 vit springare · g3 vit bonde · a2 vit bonde · b2 vit bonde · c2 vit drottning · f2 vit bonde · g2 vit löpare · h2 vit bonde · d1 vit torn · e1 vit torn · g1 vit kung | c8 svart torn · f8 svart torn · g8 svart kung · a7 svart bonde · b7 svart löpare · d7 svart springare · e7 svart drottning · f7 svart bonde · g7 svart bonde · h7 svart bonde · b6 svart bonde · c6 svart bonde · d6 svart bonde · f6 svart springare · e5 svart bonde · c4 vit bonde · d4 vit bonde · e4 vit bonde · c3 vit springare · f3 vit springare · g3 vit bonde · a2 vit bonde · b2 vit bonde · c2 vit drottning · f2 vit bonde · g2 vit löpare · h2 vit bonde · d1 vit torn · e1 vit torn · g1 vit kung | c8 svart torn · f8 svart torn · g8 svart kung · a7 svart bonde · b7 svart löpare · d7 svart springare · e7 svart drottning · f7 svart bonde · g7 svart bonde · h7 svart bonde · b6 svart bonde · c6 svart bonde · d6 svart bonde · f6 svart springare · e5 svart bonde · c4 vit bonde · d4 vit bonde · e4 vit bonde · c3 vit springare · f3 vit springare · g3 vit bonde · a2 vit bonde · b2 vit bonde · c2 vit drottning · f2 vit bonde · g2 vit löpare · h2 vit bonde · d1 vit torn · e1 vit torn · g1 vit kung | 3 |
| 2 | c8 svart torn · f8 svart torn · g8 svart kung · a7 svart bonde · b7 svart löpare · d7 svart springare · e7 svart drottning · f7 svart bonde · g7 svart bonde · h7 svart bonde · b6 svart bonde · c6 svart bonde · d6 svart bonde · f6 svart springare · e5 svart bonde · c4 vit bonde · d4 vit bonde · e4 vit bonde · c3 vit springare · f3 vit springare · g3 vit bonde · a2 vit bonde · b2 vit bonde · c2 vit drottning · f2 vit bonde · g2 vit löpare · h2 vit bonde · d1 vit torn · e1 vit torn · g1 vit kung | c8 svart torn · f8 svart torn · g8 svart kung · a7 svart bonde · b7 svart löpare · d7 svart springare · e7 svart drottning · f7 svart bonde · g7 svart bonde · h7 svart bonde · b6 svart bonde · c6 svart bonde · d6 svart bonde · f6 svart springare · e5 svart bonde · c4 vit bonde · d4 vit bonde · e4 vit bonde · c3 vit springare · f3 vit springare · g3 vit bonde · a2 vit bonde · b2 vit bonde · c2 vit drottning · f2 vit bonde · g2 vit löpare · h2 vit bonde · d1 vit torn · e1 vit torn · g1 vit kung | c8 svart torn · f8 svart torn · g8 svart kung · a7 svart bonde · b7 svart löpare · d7 svart springare · e7 svart drottning · f7 svart bonde · g7 svart bonde · h7 svart bonde · b6 svart bonde · c6 svart bonde · d6 svart bonde · f6 svart springare · e5 svart bonde · c4 vit bonde · d4 vit bonde · e4 vit bonde · c3 vit springare · f3 vit springare · g3 vit bonde · a2 vit bonde · b2 vit bonde · c2 vit drottning · f2 vit bonde · g2 vit löpare · h2 vit bonde · d1 vit torn · e1 vit torn · g1 vit kung | c8 svart torn · f8 svart torn · g8 svart kung · a7 svart bonde · b7 svart löpare · d7 svart springare · e7 svart drottning · f7 svart bonde · g7 svart bonde · h7 svart bonde · b6 svart bonde · c6 svart bonde · d6 svart bonde · f6 svart springare · e5 svart bonde · c4 vit bonde · d4 vit bonde · e4 vit bonde · c3 vit springare · f3 vit springare · g3 vit bonde · a2 vit bonde · b2 vit bonde · c2 vit drottning · f2 vit bonde · g2 vit löpare · h2 vit bonde · d1 vit torn · e1 vit torn · g1 vit kung | c8 svart torn · f8 svart torn · g8 svart kung · a7 svart bonde · b7 svart löpare · d7 svart springare · e7 svart drottning · f7 svart bonde · g7 svart bonde · h7 svart bonde · b6 svart bonde · c6 svart bonde · d6 svart bonde · f6 svart springare · e5 svart bonde · c4 vit bonde · d4 vit bonde · e4 vit bonde · c3 vit springare · f3 vit springare · g3 vit bonde · a2 vit bonde · b2 vit bonde · c2 vit drottning · f2 vit bonde · g2 vit löpare · h2 vit bonde · d1 vit torn · e1 vit torn · g1 vit kung | c8 svart torn · f8 svart torn · g8 svart kung · a7 svart bonde · b7 svart löpare · d7 svart springare · e7 svart drottning · f7 svart bonde · g7 svart bonde · h7 svart bonde · b6 svart bonde · c6 svart bonde · d6 svart bonde · f6 svart springare · e5 svart bonde · c4 vit bonde · d4 vit bonde · e4 vit bonde · c3 vit springare · f3 vit springare · g3 vit bonde · a2 vit bonde · b2 vit bonde · c2 vit drottning · f2 vit bonde · g2 vit löpare · h2 vit bonde · d1 vit torn · e1 vit torn · g1 vit kung | c8 svart torn · f8 svart torn · g8 svart kung · a7 svart bonde · b7 svart löpare · d7 svart springare · e7 svart drottning · f7 svart bonde · g7 svart bonde · h7 svart bonde · b6 svart bonde · c6 svart bonde · d6 svart bonde · f6 svart springare · e5 svart bonde · c4 vit bonde · d4 vit bonde · e4 vit bonde · c3 vit springare · f3 vit springare · g3 vit bonde · a2 vit bonde · b2 vit bonde · c2 vit drottning · f2 vit bonde · g2 vit löpare · h2 vit bonde · d1 vit torn · e1 vit torn · g1 vit kung | c8 svart torn · f8 svart torn · g8 svart kung · a7 svart bonde · b7 svart löpare · d7 svart springare · e7 svart drottning · f7 svart bonde · g7 svart bonde · h7 svart bonde · b6 svart bonde · c6 svart bonde · d6 svart bonde · f6 svart springare · e5 svart bonde · c4 vit bonde · d4 vit bonde · e4 vit bonde · c3 vit springare · f3 vit springare · g3 vit bonde · a2 vit bonde · b2 vit bonde · c2 vit drottning · f2 vit bonde · g2 vit löpare · h2 vit bonde · d1 vit torn · e1 vit torn · g1 vit kung | 2 |
| 1 | c8 svart torn · f8 svart torn · g8 svart kung · a7 svart bonde · b7 svart löpare · d7 svart springare · e7 svart drottning · f7 svart bonde · g7 svart bonde · h7 svart bonde · b6 svart bonde · c6 svart bonde · d6 svart bonde · f6 svart springare · e5 svart bonde · c4 vit bonde · d4 vit bonde · e4 vit bonde · c3 vit springare · f3 vit springare · g3 vit bonde · a2 vit bonde · b2 vit bonde · c2 vit drottning · f2 vit bonde · g2 vit löpare · h2 vit bonde · d1 vit torn · e1 vit torn · g1 vit kung | c8 svart torn · f8 svart torn · g8 svart kung · a7 svart bonde · b7 svart löpare · d7 svart springare · e7 svart drottning · f7 svart bonde · g7 svart bonde · h7 svart bonde · b6 svart bonde · c6 svart bonde · d6 svart bonde · f6 svart springare · e5 svart bonde · c4 vit bonde · d4 vit bonde · e4 vit bonde · c3 vit springare · f3 vit springare · g3 vit bonde · a2 vit bonde · b2 vit bonde · c2 vit drottning · f2 vit bonde · g2 vit löpare · h2 vit bonde · d1 vit torn · e1 vit torn · g1 vit kung | c8 svart torn · f8 svart torn · g8 svart kung · a7 svart bonde · b7 svart löpare · d7 svart springare · e7 svart drottning · f7 svart bonde · g7 svart bonde · h7 svart bonde · b6 svart bonde · c6 svart bonde · d6 svart bonde · f6 svart springare · e5 svart bonde · c4 vit bonde · d4 vit bonde · e4 vit bonde · c3 vit springare · f3 vit springare · g3 vit bonde · a2 vit bonde · b2 vit bonde · c2 vit drottning · f2 vit bonde · g2 vit löpare · h2 vit bonde · d1 vit torn · e1 vit torn · g1 vit kung | c8 svart torn · f8 svart torn · g8 svart kung · a7 svart bonde · b7 svart löpare · d7 svart springare · e7 svart drottning · f7 svart bonde · g7 svart bonde · h7 svart bonde · b6 svart bonde · c6 svart bonde · d6 svart bonde · f6 svart springare · e5 svart bonde · c4 vit bonde · d4 vit bonde · e4 vit bonde · c3 vit springare · f3 vit springare · g3 vit bonde · a2 vit bonde · b2 vit bonde · c2 vit drottning · f2 vit bonde · g2 vit löpare · h2 vit bonde · d1 vit torn · e1 vit torn · g1 vit kung | c8 svart torn · f8 svart torn · g8 svart kung · a7 svart bonde · b7 svart löpare · d7 svart springare · e7 svart drottning · f7 svart bonde · g7 svart bonde · h7 svart bonde · b6 svart bonde · c6 svart bonde · d6 svart bonde · f6 svart springare · e5 svart bonde · c4 vit bonde · d4 vit bonde · e4 vit bonde · c3 vit springare · f3 vit springare · g3 vit bonde · a2 vit bonde · b2 vit bonde · c2 vit drottning · f2 vit bonde · g2 vit löpare · h2 vit bonde · d1 vit torn · e1 vit torn · g1 vit kung | c8 svart torn · f8 svart torn · g8 svart kung · a7 svart bonde · b7 svart löpare · d7 svart springare · e7 svart drottning · f7 svart bonde · g7 svart bonde · h7 svart bonde · b6 svart bonde · c6 svart bonde · d6 svart bonde · f6 svart springare · e5 svart bonde · c4 vit bonde · d4 vit bonde · e4 vit bonde · c3 vit springare · f3 vit springare · g3 vit bonde · a2 vit bonde · b2 vit bonde · c2 vit drottning · f2 vit bonde · g2 vit löpare · h2 vit bonde · d1 vit torn · e1 vit torn · g1 vit kung | c8 svart torn · f8 svart torn · g8 svart kung · a7 svart bonde · b7 svart löpare · d7 svart springare · e7 svart drottning · f7 svart bonde · g7 svart bonde · h7 svart bonde · b6 svart bonde · c6 svart bonde · d6 svart bonde · f6 svart springare · e5 svart bonde · c4 vit bonde · d4 vit bonde · e4 vit bonde · c3 vit springare · f3 vit springare · g3 vit bonde · a2 vit bonde · b2 vit bonde · c2 vit drottning · f2 vit bonde · g2 vit löpare · h2 vit bonde · d1 vit torn · e1 vit torn · g1 vit kung | c8 svart torn · f8 svart torn · g8 svart kung · a7 svart bonde · b7 svart löpare · d7 svart springare · e7 svart drottning · f7 svart bonde · g7 svart bonde · h7 svart bonde · b6 svart bonde · c6 svart bonde · d6 svart bonde · f6 svart springare · e5 svart bonde · c4 vit bonde · d4 vit bonde · e4 vit bonde · c3 vit springare · f3 vit springare · g3 vit bonde · a2 vit bonde · b2 vit bonde · c2 vit drottning · f2 vit bonde · g2 vit löpare · h2 vit bonde · d1 vit torn · e1 vit torn · g1 vit kung | 1 |
|   | a | b | c | d | e | f | g | h |   |

Om inte ställningen är forcerad så finns det i regel mer än en tänkbar plan och spelarna kan välja plan efter personliga preferenser och spelstil. I diagrammet spelade vit 14.Da4 vilket Keres kritiserade som planlöst. Han menade att det fanns tre konkreta planer där vit hade utnyttjat sitt friare spel bättre:
- 14.b4 följt av 15.Db3 och bondeattack på damflygeln.
- 14.Sh4 g6 15.Dd2! med hotet att föra över damen till kungsflygeln följt av f2-f4.
- Torndubblering på d-linjen och sedan Lh3.[2]

Men det är inte alltid möjligt att välja plan fritt. I vissa ställningar är det direkt dumdristigt att ge sig på ett kungsangrepp medan andra kan kräva att man gör det för att behålla en positionell fördel man skaffat sig. Som en allmän regel bör man spela på den flygel där man är starkast.

## Positionsbedömning
Bedömningen av en ställning beror på flera faktorer.
Det grundläggande är det materiella styrkeförhållandet som baseras på schackpjäsernas relativa värden. 
Detta måste vägas mot olika positionella faktorer:
- Bondestrukturen
- Svaga fält
- Pjäsernas placering och aktivitet
- Öppna linjer och diagonaler
- Löpare mot springare
- Kungarnas säkerhet

De två första faktorerna (bondestrukturen och svaga fält) hänger ihop och är relativt statiska. Det kan vara svårt att till exempel bli av med en dubbelbonde eller ändra en låst bondeställning. De övriga faktorerna är mera dynamiska och det krävs ofta ett aktivt spel för att till exempel behålla kontrollen över en öppen linje.
Värderingen av ställningen kan vara till viss del personlig och beroende på ens spelstil. Vissa spelare lägger stor vikt vid löparparet eller en terrängfördel medan andra skattar dynamiska faktorer och angreppschanser högre.

## Bondestrukturen
Vilka strategier som är lämpliga beror till stor del på bondestrukturen. 
Speciellt viktig är bondeställningen i centrum. Om centrum är låst, med många bönder och få öppna linjer och diagonaler för pjäserna, får spelarna i stället operera på flyglarna. Det kan ske genom att avancera med bönderna på ena flygeln.
Om centrum däremot är öppet, med få bönder och öppna linjer, så är det viktigt med ett aktivt pjässpel och en säker plats för kungen.
Det finns också beprövade erfarenheter och "standardplaner" för vanliga centrumformationer som till exempel isolerad d-bonde och hängande bönder.

### Terrängfördel
|   | a | b | c | d | e | f | g | h |   |
| 8 | a8 svart torn · d8 svart drottning · f8 svart torn · g8 svart kung · a7 svart bonde · b7 svart löpare · c7 svart bonde · d7 svart springare · e7 svart löpare · f7 svart bonde · g7 svart bonde · h7 svart bonde · b6 svart bonde · d6 svart bonde · f6 svart springare · d5 vit bonde · e5 svart bonde · c4 vit bonde · e4 vit bonde · a3 vit bonde · c3 vit springare · g3 vit bonde · b2 vit bonde · e2 vit springare · f2 vit bonde · g2 vit löpare · h2 vit bonde · a1 vit torn · c1 vit löpare · d1 vit drottning · f1 vit torn · g1 vit kung | a8 svart torn · d8 svart drottning · f8 svart torn · g8 svart kung · a7 svart bonde · b7 svart löpare · c7 svart bonde · d7 svart springare · e7 svart löpare · f7 svart bonde · g7 svart bonde · h7 svart bonde · b6 svart bonde · d6 svart bonde · f6 svart springare · d5 vit bonde · e5 svart bonde · c4 vit bonde · e4 vit bonde · a3 vit bonde · c3 vit springare · g3 vit bonde · b2 vit bonde · e2 vit springare · f2 vit bonde · g2 vit löpare · h2 vit bonde · a1 vit torn · c1 vit löpare · d1 vit drottning · f1 vit torn · g1 vit kung | a8 svart torn · d8 svart drottning · f8 svart torn · g8 svart kung · a7 svart bonde · b7 svart löpare · c7 svart bonde · d7 svart springare · e7 svart löpare · f7 svart bonde · g7 svart bonde · h7 svart bonde · b6 svart bonde · d6 svart bonde · f6 svart springare · d5 vit bonde · e5 svart bonde · c4 vit bonde · e4 vit bonde · a3 vit bonde · c3 vit springare · g3 vit bonde · b2 vit bonde · e2 vit springare · f2 vit bonde · g2 vit löpare · h2 vit bonde · a1 vit torn · c1 vit löpare · d1 vit drottning · f1 vit torn · g1 vit kung | a8 svart torn · d8 svart drottning · f8 svart torn · g8 svart kung · a7 svart bonde · b7 svart löpare · c7 svart bonde · d7 svart springare · e7 svart löpare · f7 svart bonde · g7 svart bonde · h7 svart bonde · b6 svart bonde · d6 svart bonde · f6 svart springare · d5 vit bonde · e5 svart bonde · c4 vit bonde · e4 vit bonde · a3 vit bonde · c3 vit springare · g3 vit bonde · b2 vit bonde · e2 vit springare · f2 vit bonde · g2 vit löpare · h2 vit bonde · a1 vit torn · c1 vit löpare · d1 vit drottning · f1 vit torn · g1 vit kung | a8 svart torn · d8 svart drottning · f8 svart torn · g8 svart kung · a7 svart bonde · b7 svart löpare · c7 svart bonde · d7 svart springare · e7 svart löpare · f7 svart bonde · g7 svart bonde · h7 svart bonde · b6 svart bonde · d6 svart bonde · f6 svart springare · d5 vit bonde · e5 svart bonde · c4 vit bonde · e4 vit bonde · a3 vit bonde · c3 vit springare · g3 vit bonde · b2 vit bonde · e2 vit springare · f2 vit bonde · g2 vit löpare · h2 vit bonde · a1 vit torn · c1 vit löpare · d1 vit drottning · f1 vit torn · g1 vit kung | a8 svart torn · d8 svart drottning · f8 svart torn · g8 svart kung · a7 svart bonde · b7 svart löpare · c7 svart bonde · d7 svart springare · e7 svart löpare · f7 svart bonde · g7 svart bonde · h7 svart bonde · b6 svart bonde · d6 svart bonde · f6 svart springare · d5 vit bonde · e5 svart bonde · c4 vit bonde · e4 vit bonde · a3 vit bonde · c3 vit springare · g3 vit bonde · b2 vit bonde · e2 vit springare · f2 vit bonde · g2 vit löpare · h2 vit bonde · a1 vit torn · c1 vit löpare · d1 vit drottning · f1 vit torn · g1 vit kung | a8 svart torn · d8 svart drottning · f8 svart torn · g8 svart kung · a7 svart bonde · b7 svart löpare · c7 svart bonde · d7 svart springare · e7 svart löpare · f7 svart bonde · g7 svart bonde · h7 svart bonde · b6 svart bonde · d6 svart bonde · f6 svart springare · d5 vit bonde · e5 svart bonde · c4 vit bonde · e4 vit bonde · a3 vit bonde · c3 vit springare · g3 vit bonde · b2 vit bonde · e2 vit springare · f2 vit bonde · g2 vit löpare · h2 vit bonde · a1 vit torn · c1 vit löpare · d1 vit drottning · f1 vit torn · g1 vit kung | a8 svart torn · d8 svart drottning · f8 svart torn · g8 svart kung · a7 svart bonde · b7 svart löpare · c7 svart bonde · d7 svart springare · e7 svart löpare · f7 svart bonde · g7 svart bonde · h7 svart bonde · b6 svart bonde · d6 svart bonde · f6 svart springare · d5 vit bonde · e5 svart bonde · c4 vit bonde · e4 vit bonde · a3 vit bonde · c3 vit springare · g3 vit bonde · b2 vit bonde · e2 vit springare · f2 vit bonde · g2 vit löpare · h2 vit bonde · a1 vit torn · c1 vit löpare · d1 vit drottning · f1 vit torn · g1 vit kung | 8 |
| 7 | a8 svart torn · d8 svart drottning · f8 svart torn · g8 svart kung · a7 svart bonde · b7 svart löpare · c7 svart bonde · d7 svart springare · e7 svart löpare · f7 svart bonde · g7 svart bonde · h7 svart bonde · b6 svart bonde · d6 svart bonde · f6 svart springare · d5 vit bonde · e5 svart bonde · c4 vit bonde · e4 vit bonde · a3 vit bonde · c3 vit springare · g3 vit bonde · b2 vit bonde · e2 vit springare · f2 vit bonde · g2 vit löpare · h2 vit bonde · a1 vit torn · c1 vit löpare · d1 vit drottning · f1 vit torn · g1 vit kung | a8 svart torn · d8 svart drottning · f8 svart torn · g8 svart kung · a7 svart bonde · b7 svart löpare · c7 svart bonde · d7 svart springare · e7 svart löpare · f7 svart bonde · g7 svart bonde · h7 svart bonde · b6 svart bonde · d6 svart bonde · f6 svart springare · d5 vit bonde · e5 svart bonde · c4 vit bonde · e4 vit bonde · a3 vit bonde · c3 vit springare · g3 vit bonde · b2 vit bonde · e2 vit springare · f2 vit bonde · g2 vit löpare · h2 vit bonde · a1 vit torn · c1 vit löpare · d1 vit drottning · f1 vit torn · g1 vit kung | a8 svart torn · d8 svart drottning · f8 svart torn · g8 svart kung · a7 svart bonde · b7 svart löpare · c7 svart bonde · d7 svart springare · e7 svart löpare · f7 svart bonde · g7 svart bonde · h7 svart bonde · b6 svart bonde · d6 svart bonde · f6 svart springare · d5 vit bonde · e5 svart bonde · c4 vit bonde · e4 vit bonde · a3 vit bonde · c3 vit springare · g3 vit bonde · b2 vit bonde · e2 vit springare · f2 vit bonde · g2 vit löpare · h2 vit bonde · a1 vit torn · c1 vit löpare · d1 vit drottning · f1 vit torn · g1 vit kung | a8 svart torn · d8 svart drottning · f8 svart torn · g8 svart kung · a7 svart bonde · b7 svart löpare · c7 svart bonde · d7 svart springare · e7 svart löpare · f7 svart bonde · g7 svart bonde · h7 svart bonde · b6 svart bonde · d6 svart bonde · f6 svart springare · d5 vit bonde · e5 svart bonde · c4 vit bonde · e4 vit bonde · a3 vit bonde · c3 vit springare · g3 vit bonde · b2 vit bonde · e2 vit springare · f2 vit bonde · g2 vit löpare · h2 vit bonde · a1 vit torn · c1 vit löpare · d1 vit drottning · f1 vit torn · g1 vit kung | a8 svart torn · d8 svart drottning · f8 svart torn · g8 svart kung · a7 svart bonde · b7 svart löpare · c7 svart bonde · d7 svart springare · e7 svart löpare · f7 svart bonde · g7 svart bonde · h7 svart bonde · b6 svart bonde · d6 svart bonde · f6 svart springare · d5 vit bonde · e5 svart bonde · c4 vit bonde · e4 vit bonde · a3 vit bonde · c3 vit springare · g3 vit bonde · b2 vit bonde · e2 vit springare · f2 vit bonde · g2 vit löpare · h2 vit bonde · a1 vit torn · c1 vit löpare · d1 vit drottning · f1 vit torn · g1 vit kung | a8 svart torn · d8 svart drottning · f8 svart torn · g8 svart kung · a7 svart bonde · b7 svart löpare · c7 svart bonde · d7 svart springare · e7 svart löpare · f7 svart bonde · g7 svart bonde · h7 svart bonde · b6 svart bonde · d6 svart bonde · f6 svart springare · d5 vit bonde · e5 svart bonde · c4 vit bonde · e4 vit bonde · a3 vit bonde · c3 vit springare · g3 vit bonde · b2 vit bonde · e2 vit springare · f2 vit bonde · g2 vit löpare · h2 vit bonde · a1 vit torn · c1 vit löpare · d1 vit drottning · f1 vit torn · g1 vit kung | a8 svart torn · d8 svart drottning · f8 svart torn · g8 svart kung · a7 svart bonde · b7 svart löpare · c7 svart bonde · d7 svart springare · e7 svart löpare · f7 svart bonde · g7 svart bonde · h7 svart bonde · b6 svart bonde · d6 svart bonde · f6 svart springare · d5 vit bonde · e5 svart bonde · c4 vit bonde · e4 vit bonde · a3 vit bonde · c3 vit springare · g3 vit bonde · b2 vit bonde · e2 vit springare · f2 vit bonde · g2 vit löpare · h2 vit bonde · a1 vit torn · c1 vit löpare · d1 vit drottning · f1 vit torn · g1 vit kung | a8 svart torn · d8 svart drottning · f8 svart torn · g8 svart kung · a7 svart bonde · b7 svart löpare · c7 svart bonde · d7 svart springare · e7 svart löpare · f7 svart bonde · g7 svart bonde · h7 svart bonde · b6 svart bonde · d6 svart bonde · f6 svart springare · d5 vit bonde · e5 svart bonde · c4 vit bonde · e4 vit bonde · a3 vit bonde · c3 vit springare · g3 vit bonde · b2 vit bonde · e2 vit springare · f2 vit bonde · g2 vit löpare · h2 vit bonde · a1 vit torn · c1 vit löpare · d1 vit drottning · f1 vit torn · g1 vit kung | 7 |
| 6 | a8 svart torn · d8 svart drottning · f8 svart torn · g8 svart kung · a7 svart bonde · b7 svart löpare · c7 svart bonde · d7 svart springare · e7 svart löpare · f7 svart bonde · g7 svart bonde · h7 svart bonde · b6 svart bonde · d6 svart bonde · f6 svart springare · d5 vit bonde · e5 svart bonde · c4 vit bonde · e4 vit bonde · a3 vit bonde · c3 vit springare · g3 vit bonde · b2 vit bonde · e2 vit springare · f2 vit bonde · g2 vit löpare · h2 vit bonde · a1 vit torn · c1 vit löpare · d1 vit drottning · f1 vit torn · g1 vit kung | a8 svart torn · d8 svart drottning · f8 svart torn · g8 svart kung · a7 svart bonde · b7 svart löpare · c7 svart bonde · d7 svart springare · e7 svart löpare · f7 svart bonde · g7 svart bonde · h7 svart bonde · b6 svart bonde · d6 svart bonde · f6 svart springare · d5 vit bonde · e5 svart bonde · c4 vit bonde · e4 vit bonde · a3 vit bonde · c3 vit springare · g3 vit bonde · b2 vit bonde · e2 vit springare · f2 vit bonde · g2 vit löpare · h2 vit bonde · a1 vit torn · c1 vit löpare · d1 vit drottning · f1 vit torn · g1 vit kung | a8 svart torn · d8 svart drottning · f8 svart torn · g8 svart kung · a7 svart bonde · b7 svart löpare · c7 svart bonde · d7 svart springare · e7 svart löpare · f7 svart bonde · g7 svart bonde · h7 svart bonde · b6 svart bonde · d6 svart bonde · f6 svart springare · d5 vit bonde · e5 svart bonde · c4 vit bonde · e4 vit bonde · a3 vit bonde · c3 vit springare · g3 vit bonde · b2 vit bonde · e2 vit springare · f2 vit bonde · g2 vit löpare · h2 vit bonde · a1 vit torn · c1 vit löpare · d1 vit drottning · f1 vit torn · g1 vit kung | a8 svart torn · d8 svart drottning · f8 svart torn · g8 svart kung · a7 svart bonde · b7 svart löpare · c7 svart bonde · d7 svart springare · e7 svart löpare · f7 svart bonde · g7 svart bonde · h7 svart bonde · b6 svart bonde · d6 svart bonde · f6 svart springare · d5 vit bonde · e5 svart bonde · c4 vit bonde · e4 vit bonde · a3 vit bonde · c3 vit springare · g3 vit bonde · b2 vit bonde · e2 vit springare · f2 vit bonde · g2 vit löpare · h2 vit bonde · a1 vit torn · c1 vit löpare · d1 vit drottning · f1 vit torn · g1 vit kung | a8 svart torn · d8 svart drottning · f8 svart torn · g8 svart kung · a7 svart bonde · b7 svart löpare · c7 svart bonde · d7 svart springare · e7 svart löpare · f7 svart bonde · g7 svart bonde · h7 svart bonde · b6 svart bonde · d6 svart bonde · f6 svart springare · d5 vit bonde · e5 svart bonde · c4 vit bonde · e4 vit bonde · a3 vit bonde · c3 vit springare · g3 vit bonde · b2 vit bonde · e2 vit springare · f2 vit bonde · g2 vit löpare · h2 vit bonde · a1 vit torn · c1 vit löpare · d1 vit drottning · f1 vit torn · g1 vit kung | a8 svart torn · d8 svart drottning · f8 svart torn · g8 svart kung · a7 svart bonde · b7 svart löpare · c7 svart bonde · d7 svart springare · e7 svart löpare · f7 svart bonde · g7 svart bonde · h7 svart bonde · b6 svart bonde · d6 svart bonde · f6 svart springare · d5 vit bonde · e5 svart bonde · c4 vit bonde · e4 vit bonde · a3 vit bonde · c3 vit springare · g3 vit bonde · b2 vit bonde · e2 vit springare · f2 vit bonde · g2 vit löpare · h2 vit bonde · a1 vit torn · c1 vit löpare · d1 vit drottning · f1 vit torn · g1 vit kung | a8 svart torn · d8 svart drottning · f8 svart torn · g8 svart kung · a7 svart bonde · b7 svart löpare · c7 svart bonde · d7 svart springare · e7 svart löpare · f7 svart bonde · g7 svart bonde · h7 svart bonde · b6 svart bonde · d6 svart bonde · f6 svart springare · d5 vit bonde · e5 svart bonde · c4 vit bonde · e4 vit bonde · a3 vit bonde · c3 vit springare · g3 vit bonde · b2 vit bonde · e2 vit springare · f2 vit bonde · g2 vit löpare · h2 vit bonde · a1 vit torn · c1 vit löpare · d1 vit drottning · f1 vit torn · g1 vit kung | a8 svart torn · d8 svart drottning · f8 svart torn · g8 svart kung · a7 svart bonde · b7 svart löpare · c7 svart bonde · d7 svart springare · e7 svart löpare · f7 svart bonde · g7 svart bonde · h7 svart bonde · b6 svart bonde · d6 svart bonde · f6 svart springare · d5 vit bonde · e5 svart bonde · c4 vit bonde · e4 vit bonde · a3 vit bonde · c3 vit springare · g3 vit bonde · b2 vit bonde · e2 vit springare · f2 vit bonde · g2 vit löpare · h2 vit bonde · a1 vit torn · c1 vit löpare · d1 vit drottning · f1 vit torn · g1 vit kung | 6 |
| 5 | a8 svart torn · d8 svart drottning · f8 svart torn · g8 svart kung · a7 svart bonde · b7 svart löpare · c7 svart bonde · d7 svart springare · e7 svart löpare · f7 svart bonde · g7 svart bonde · h7 svart bonde · b6 svart bonde · d6 svart bonde · f6 svart springare · d5 vit bonde · e5 svart bonde · c4 vit bonde · e4 vit bonde · a3 vit bonde · c3 vit springare · g3 vit bonde · b2 vit bonde · e2 vit springare · f2 vit bonde · g2 vit löpare · h2 vit bonde · a1 vit torn · c1 vit löpare · d1 vit drottning · f1 vit torn · g1 vit kung | a8 svart torn · d8 svart drottning · f8 svart torn · g8 svart kung · a7 svart bonde · b7 svart löpare · c7 svart bonde · d7 svart springare · e7 svart löpare · f7 svart bonde · g7 svart bonde · h7 svart bonde · b6 svart bonde · d6 svart bonde · f6 svart springare · d5 vit bonde · e5 svart bonde · c4 vit bonde · e4 vit bonde · a3 vit bonde · c3 vit springare · g3 vit bonde · b2 vit bonde · e2 vit springare · f2 vit bonde · g2 vit löpare · h2 vit bonde · a1 vit torn · c1 vit löpare · d1 vit drottning · f1 vit torn · g1 vit kung | a8 svart torn · d8 svart drottning · f8 svart torn · g8 svart kung · a7 svart bonde · b7 svart löpare · c7 svart bonde · d7 svart springare · e7 svart löpare · f7 svart bonde · g7 svart bonde · h7 svart bonde · b6 svart bonde · d6 svart bonde · f6 svart springare · d5 vit bonde · e5 svart bonde · c4 vit bonde · e4 vit bonde · a3 vit bonde · c3 vit springare · g3 vit bonde · b2 vit bonde · e2 vit springare · f2 vit bonde · g2 vit löpare · h2 vit bonde · a1 vit torn · c1 vit löpare · d1 vit drottning · f1 vit torn · g1 vit kung | a8 svart torn · d8 svart drottning · f8 svart torn · g8 svart kung · a7 svart bonde · b7 svart löpare · c7 svart bonde · d7 svart springare · e7 svart löpare · f7 svart bonde · g7 svart bonde · h7 svart bonde · b6 svart bonde · d6 svart bonde · f6 svart springare · d5 vit bonde · e5 svart bonde · c4 vit bonde · e4 vit bonde · a3 vit bonde · c3 vit springare · g3 vit bonde · b2 vit bonde · e2 vit springare · f2 vit bonde · g2 vit löpare · h2 vit bonde · a1 vit torn · c1 vit löpare · d1 vit drottning · f1 vit torn · g1 vit kung | a8 svart torn · d8 svart drottning · f8 svart torn · g8 svart kung · a7 svart bonde · b7 svart löpare · c7 svart bonde · d7 svart springare · e7 svart löpare · f7 svart bonde · g7 svart bonde · h7 svart bonde · b6 svart bonde · d6 svart bonde · f6 svart springare · d5 vit bonde · e5 svart bonde · c4 vit bonde · e4 vit bonde · a3 vit bonde · c3 vit springare · g3 vit bonde · b2 vit bonde · e2 vit springare · f2 vit bonde · g2 vit löpare · h2 vit bonde · a1 vit torn · c1 vit löpare · d1 vit drottning · f1 vit torn · g1 vit kung | a8 svart torn · d8 svart drottning · f8 svart torn · g8 svart kung · a7 svart bonde · b7 svart löpare · c7 svart bonde · d7 svart springare · e7 svart löpare · f7 svart bonde · g7 svart bonde · h7 svart bonde · b6 svart bonde · d6 svart bonde · f6 svart springare · d5 vit bonde · e5 svart bonde · c4 vit bonde · e4 vit bonde · a3 vit bonde · c3 vit springare · g3 vit bonde · b2 vit bonde · e2 vit springare · f2 vit bonde · g2 vit löpare · h2 vit bonde · a1 vit torn · c1 vit löpare · d1 vit drottning · f1 vit torn · g1 vit kung | a8 svart torn · d8 svart drottning · f8 svart torn · g8 svart kung · a7 svart bonde · b7 svart löpare · c7 svart bonde · d7 svart springare · e7 svart löpare · f7 svart bonde · g7 svart bonde · h7 svart bonde · b6 svart bonde · d6 svart bonde · f6 svart springare · d5 vit bonde · e5 svart bonde · c4 vit bonde · e4 vit bonde · a3 vit bonde · c3 vit springare · g3 vit bonde · b2 vit bonde · e2 vit springare · f2 vit bonde · g2 vit löpare · h2 vit bonde · a1 vit torn · c1 vit löpare · d1 vit drottning · f1 vit torn · g1 vit kung | a8 svart torn · d8 svart drottning · f8 svart torn · g8 svart kung · a7 svart bonde · b7 svart löpare · c7 svart bonde · d7 svart springare · e7 svart löpare · f7 svart bonde · g7 svart bonde · h7 svart bonde · b6 svart bonde · d6 svart bonde · f6 svart springare · d5 vit bonde · e5 svart bonde · c4 vit bonde · e4 vit bonde · a3 vit bonde · c3 vit springare · g3 vit bonde · b2 vit bonde · e2 vit springare · f2 vit bonde · g2 vit löpare · h2 vit bonde · a1 vit torn · c1 vit löpare · d1 vit drottning · f1 vit torn · g1 vit kung | 5 |
| 4 | a8 svart torn · d8 svart drottning · f8 svart torn · g8 svart kung · a7 svart bonde · b7 svart löpare · c7 svart bonde · d7 svart springare · e7 svart löpare · f7 svart bonde · g7 svart bonde · h7 svart bonde · b6 svart bonde · d6 svart bonde · f6 svart springare · d5 vit bonde · e5 svart bonde · c4 vit bonde · e4 vit bonde · a3 vit bonde · c3 vit springare · g3 vit bonde · b2 vit bonde · e2 vit springare · f2 vit bonde · g2 vit löpare · h2 vit bonde · a1 vit torn · c1 vit löpare · d1 vit drottning · f1 vit torn · g1 vit kung | a8 svart torn · d8 svart drottning · f8 svart torn · g8 svart kung · a7 svart bonde · b7 svart löpare · c7 svart bonde · d7 svart springare · e7 svart löpare · f7 svart bonde · g7 svart bonde · h7 svart bonde · b6 svart bonde · d6 svart bonde · f6 svart springare · d5 vit bonde · e5 svart bonde · c4 vit bonde · e4 vit bonde · a3 vit bonde · c3 vit springare · g3 vit bonde · b2 vit bonde · e2 vit springare · f2 vit bonde · g2 vit löpare · h2 vit bonde · a1 vit torn · c1 vit löpare · d1 vit drottning · f1 vit torn · g1 vit kung | a8 svart torn · d8 svart drottning · f8 svart torn · g8 svart kung · a7 svart bonde · b7 svart löpare · c7 svart bonde · d7 svart springare · e7 svart löpare · f7 svart bonde · g7 svart bonde · h7 svart bonde · b6 svart bonde · d6 svart bonde · f6 svart springare · d5 vit bonde · e5 svart bonde · c4 vit bonde · e4 vit bonde · a3 vit bonde · c3 vit springare · g3 vit bonde · b2 vit bonde · e2 vit springare · f2 vit bonde · g2 vit löpare · h2 vit bonde · a1 vit torn · c1 vit löpare · d1 vit drottning · f1 vit torn · g1 vit kung | a8 svart torn · d8 svart drottning · f8 svart torn · g8 svart kung · a7 svart bonde · b7 svart löpare · c7 svart bonde · d7 svart springare · e7 svart löpare · f7 svart bonde · g7 svart bonde · h7 svart bonde · b6 svart bonde · d6 svart bonde · f6 svart springare · d5 vit bonde · e5 svart bonde · c4 vit bonde · e4 vit bonde · a3 vit bonde · c3 vit springare · g3 vit bonde · b2 vit bonde · e2 vit springare · f2 vit bonde · g2 vit löpare · h2 vit bonde · a1 vit torn · c1 vit löpare · d1 vit drottning · f1 vit torn · g1 vit kung | a8 svart torn · d8 svart drottning · f8 svart torn · g8 svart kung · a7 svart bonde · b7 svart löpare · c7 svart bonde · d7 svart springare · e7 svart löpare · f7 svart bonde · g7 svart bonde · h7 svart bonde · b6 svart bonde · d6 svart bonde · f6 svart springare · d5 vit bonde · e5 svart bonde · c4 vit bonde · e4 vit bonde · a3 vit bonde · c3 vit springare · g3 vit bonde · b2 vit bonde · e2 vit springare · f2 vit bonde · g2 vit löpare · h2 vit bonde · a1 vit torn · c1 vit löpare · d1 vit drottning · f1 vit torn · g1 vit kung | a8 svart torn · d8 svart drottning · f8 svart torn · g8 svart kung · a7 svart bonde · b7 svart löpare · c7 svart bonde · d7 svart springare · e7 svart löpare · f7 svart bonde · g7 svart bonde · h7 svart bonde · b6 svart bonde · d6 svart bonde · f6 svart springare · d5 vit bonde · e5 svart bonde · c4 vit bonde · e4 vit bonde · a3 vit bonde · c3 vit springare · g3 vit bonde · b2 vit bonde · e2 vit springare · f2 vit bonde · g2 vit löpare · h2 vit bonde · a1 vit torn · c1 vit löpare · d1 vit drottning · f1 vit torn · g1 vit kung | a8 svart torn · d8 svart drottning · f8 svart torn · g8 svart kung · a7 svart bonde · b7 svart löpare · c7 svart bonde · d7 svart springare · e7 svart löpare · f7 svart bonde · g7 svart bonde · h7 svart bonde · b6 svart bonde · d6 svart bonde · f6 svart springare · d5 vit bonde · e5 svart bonde · c4 vit bonde · e4 vit bonde · a3 vit bonde · c3 vit springare · g3 vit bonde · b2 vit bonde · e2 vit springare · f2 vit bonde · g2 vit löpare · h2 vit bonde · a1 vit torn · c1 vit löpare · d1 vit drottning · f1 vit torn · g1 vit kung | a8 svart torn · d8 svart drottning · f8 svart torn · g8 svart kung · a7 svart bonde · b7 svart löpare · c7 svart bonde · d7 svart springare · e7 svart löpare · f7 svart bonde · g7 svart bonde · h7 svart bonde · b6 svart bonde · d6 svart bonde · f6 svart springare · d5 vit bonde · e5 svart bonde · c4 vit bonde · e4 vit bonde · a3 vit bonde · c3 vit springare · g3 vit bonde · b2 vit bonde · e2 vit springare · f2 vit bonde · g2 vit löpare · h2 vit bonde · a1 vit torn · c1 vit löpare · d1 vit drottning · f1 vit torn · g1 vit kung | 4 |
| 3 | a8 svart torn · d8 svart drottning · f8 svart torn · g8 svart kung · a7 svart bonde · b7 svart löpare · c7 svart bonde · d7 svart springare · e7 svart löpare · f7 svart bonde · g7 svart bonde · h7 svart bonde · b6 svart bonde · d6 svart bonde · f6 svart springare · d5 vit bonde · e5 svart bonde · c4 vit bonde · e4 vit bonde · a3 vit bonde · c3 vit springare · g3 vit bonde · b2 vit bonde · e2 vit springare · f2 vit bonde · g2 vit löpare · h2 vit bonde · a1 vit torn · c1 vit löpare · d1 vit drottning · f1 vit torn · g1 vit kung | a8 svart torn · d8 svart drottning · f8 svart torn · g8 svart kung · a7 svart bonde · b7 svart löpare · c7 svart bonde · d7 svart springare · e7 svart löpare · f7 svart bonde · g7 svart bonde · h7 svart bonde · b6 svart bonde · d6 svart bonde · f6 svart springare · d5 vit bonde · e5 svart bonde · c4 vit bonde · e4 vit bonde · a3 vit bonde · c3 vit springare · g3 vit bonde · b2 vit bonde · e2 vit springare · f2 vit bonde · g2 vit löpare · h2 vit bonde · a1 vit torn · c1 vit löpare · d1 vit drottning · f1 vit torn · g1 vit kung | a8 svart torn · d8 svart drottning · f8 svart torn · g8 svart kung · a7 svart bonde · b7 svart löpare · c7 svart bonde · d7 svart springare · e7 svart löpare · f7 svart bonde · g7 svart bonde · h7 svart bonde · b6 svart bonde · d6 svart bonde · f6 svart springare · d5 vit bonde · e5 svart bonde · c4 vit bonde · e4 vit bonde · a3 vit bonde · c3 vit springare · g3 vit bonde · b2 vit bonde · e2 vit springare · f2 vit bonde · g2 vit löpare · h2 vit bonde · a1 vit torn · c1 vit löpare · d1 vit drottning · f1 vit torn · g1 vit kung | a8 svart torn · d8 svart drottning · f8 svart torn · g8 svart kung · a7 svart bonde · b7 svart löpare · c7 svart bonde · d7 svart springare · e7 svart löpare · f7 svart bonde · g7 svart bonde · h7 svart bonde · b6 svart bonde · d6 svart bonde · f6 svart springare · d5 vit bonde · e5 svart bonde · c4 vit bonde · e4 vit bonde · a3 vit bonde · c3 vit springare · g3 vit bonde · b2 vit bonde · e2 vit springare · f2 vit bonde · g2 vit löpare · h2 vit bonde · a1 vit torn · c1 vit löpare · d1 vit drottning · f1 vit torn · g1 vit kung | a8 svart torn · d8 svart drottning · f8 svart torn · g8 svart kung · a7 svart bonde · b7 svart löpare · c7 svart bonde · d7 svart springare · e7 svart löpare · f7 svart bonde · g7 svart bonde · h7 svart bonde · b6 svart bonde · d6 svart bonde · f6 svart springare · d5 vit bonde · e5 svart bonde · c4 vit bonde · e4 vit bonde · a3 vit bonde · c3 vit springare · g3 vit bonde · b2 vit bonde · e2 vit springare · f2 vit bonde · g2 vit löpare · h2 vit bonde · a1 vit torn · c1 vit löpare · d1 vit drottning · f1 vit torn · g1 vit kung | a8 svart torn · d8 svart drottning · f8 svart torn · g8 svart kung · a7 svart bonde · b7 svart löpare · c7 svart bonde · d7 svart springare · e7 svart löpare · f7 svart bonde · g7 svart bonde · h7 svart bonde · b6 svart bonde · d6 svart bonde · f6 svart springare · d5 vit bonde · e5 svart bonde · c4 vit bonde · e4 vit bonde · a3 vit bonde · c3 vit springare · g3 vit bonde · b2 vit bonde · e2 vit springare · f2 vit bonde · g2 vit löpare · h2 vit bonde · a1 vit torn · c1 vit löpare · d1 vit drottning · f1 vit torn · g1 vit kung | a8 svart torn · d8 svart drottning · f8 svart torn · g8 svart kung · a7 svart bonde · b7 svart löpare · c7 svart bonde · d7 svart springare · e7 svart löpare · f7 svart bonde · g7 svart bonde · h7 svart bonde · b6 svart bonde · d6 svart bonde · f6 svart springare · d5 vit bonde · e5 svart bonde · c4 vit bonde · e4 vit bonde · a3 vit bonde · c3 vit springare · g3 vit bonde · b2 vit bonde · e2 vit springare · f2 vit bonde · g2 vit löpare · h2 vit bonde · a1 vit torn · c1 vit löpare · d1 vit drottning · f1 vit torn · g1 vit kung | a8 svart torn · d8 svart drottning · f8 svart torn · g8 svart kung · a7 svart bonde · b7 svart löpare · c7 svart bonde · d7 svart springare · e7 svart löpare · f7 svart bonde · g7 svart bonde · h7 svart bonde · b6 svart bonde · d6 svart bonde · f6 svart springare · d5 vit bonde · e5 svart bonde · c4 vit bonde · e4 vit bonde · a3 vit bonde · c3 vit springare · g3 vit bonde · b2 vit bonde · e2 vit springare · f2 vit bonde · g2 vit löpare · h2 vit bonde · a1 vit torn · c1 vit löpare · d1 vit drottning · f1 vit torn · g1 vit kung | 3 |
| 2 | a8 svart torn · d8 svart drottning · f8 svart torn · g8 svart kung · a7 svart bonde · b7 svart löpare · c7 svart bonde · d7 svart springare · e7 svart löpare · f7 svart bonde · g7 svart bonde · h7 svart bonde · b6 svart bonde · d6 svart bonde · f6 svart springare · d5 vit bonde · e5 svart bonde · c4 vit bonde · e4 vit bonde · a3 vit bonde · c3 vit springare · g3 vit bonde · b2 vit bonde · e2 vit springare · f2 vit bonde · g2 vit löpare · h2 vit bonde · a1 vit torn · c1 vit löpare · d1 vit drottning · f1 vit torn · g1 vit kung | a8 svart torn · d8 svart drottning · f8 svart torn · g8 svart kung · a7 svart bonde · b7 svart löpare · c7 svart bonde · d7 svart springare · e7 svart löpare · f7 svart bonde · g7 svart bonde · h7 svart bonde · b6 svart bonde · d6 svart bonde · f6 svart springare · d5 vit bonde · e5 svart bonde · c4 vit bonde · e4 vit bonde · a3 vit bonde · c3 vit springare · g3 vit bonde · b2 vit bonde · e2 vit springare · f2 vit bonde · g2 vit löpare · h2 vit bonde · a1 vit torn · c1 vit löpare · d1 vit drottning · f1 vit torn · g1 vit kung | a8 svart torn · d8 svart drottning · f8 svart torn · g8 svart kung · a7 svart bonde · b7 svart löpare · c7 svart bonde · d7 svart springare · e7 svart löpare · f7 svart bonde · g7 svart bonde · h7 svart bonde · b6 svart bonde · d6 svart bonde · f6 svart springare · d5 vit bonde · e5 svart bonde · c4 vit bonde · e4 vit bonde · a3 vit bonde · c3 vit springare · g3 vit bonde · b2 vit bonde · e2 vit springare · f2 vit bonde · g2 vit löpare · h2 vit bonde · a1 vit torn · c1 vit löpare · d1 vit drottning · f1 vit torn · g1 vit kung | a8 svart torn · d8 svart drottning · f8 svart torn · g8 svart kung · a7 svart bonde · b7 svart löpare · c7 svart bonde · d7 svart springare · e7 svart löpare · f7 svart bonde · g7 svart bonde · h7 svart bonde · b6 svart bonde · d6 svart bonde · f6 svart springare · d5 vit bonde · e5 svart bonde · c4 vit bonde · e4 vit bonde · a3 vit bonde · c3 vit springare · g3 vit bonde · b2 vit bonde · e2 vit springare · f2 vit bonde · g2 vit löpare · h2 vit bonde · a1 vit torn · c1 vit löpare · d1 vit drottning · f1 vit torn · g1 vit kung | a8 svart torn · d8 svart drottning · f8 svart torn · g8 svart kung · a7 svart bonde · b7 svart löpare · c7 svart bonde · d7 svart springare · e7 svart löpare · f7 svart bonde · g7 svart bonde · h7 svart bonde · b6 svart bonde · d6 svart bonde · f6 svart springare · d5 vit bonde · e5 svart bonde · c4 vit bonde · e4 vit bonde · a3 vit bonde · c3 vit springare · g3 vit bonde · b2 vit bonde · e2 vit springare · f2 vit bonde · g2 vit löpare · h2 vit bonde · a1 vit torn · c1 vit löpare · d1 vit drottning · f1 vit torn · g1 vit kung | a8 svart torn · d8 svart drottning · f8 svart torn · g8 svart kung · a7 svart bonde · b7 svart löpare · c7 svart bonde · d7 svart springare · e7 svart löpare · f7 svart bonde · g7 svart bonde · h7 svart bonde · b6 svart bonde · d6 svart bonde · f6 svart springare · d5 vit bonde · e5 svart bonde · c4 vit bonde · e4 vit bonde · a3 vit bonde · c3 vit springare · g3 vit bonde · b2 vit bonde · e2 vit springare · f2 vit bonde · g2 vit löpare · h2 vit bonde · a1 vit torn · c1 vit löpare · d1 vit drottning · f1 vit torn · g1 vit kung | a8 svart torn · d8 svart drottning · f8 svart torn · g8 svart kung · a7 svart bonde · b7 svart löpare · c7 svart bonde · d7 svart springare · e7 svart löpare · f7 svart bonde · g7 svart bonde · h7 svart bonde · b6 svart bonde · d6 svart bonde · f6 svart springare · d5 vit bonde · e5 svart bonde · c4 vit bonde · e4 vit bonde · a3 vit bonde · c3 vit springare · g3 vit bonde · b2 vit bonde · e2 vit springare · f2 vit bonde · g2 vit löpare · h2 vit bonde · a1 vit torn · c1 vit löpare · d1 vit drottning · f1 vit torn · g1 vit kung | a8 svart torn · d8 svart drottning · f8 svart torn · g8 svart kung · a7 svart bonde · b7 svart löpare · c7 svart bonde · d7 svart springare · e7 svart löpare · f7 svart bonde · g7 svart bonde · h7 svart bonde · b6 svart bonde · d6 svart bonde · f6 svart springare · d5 vit bonde · e5 svart bonde · c4 vit bonde · e4 vit bonde · a3 vit bonde · c3 vit springare · g3 vit bonde · b2 vit bonde · e2 vit springare · f2 vit bonde · g2 vit löpare · h2 vit bonde · a1 vit torn · c1 vit löpare · d1 vit drottning · f1 vit torn · g1 vit kung | 2 |
| 1 | a8 svart torn · d8 svart drottning · f8 svart torn · g8 svart kung · a7 svart bonde · b7 svart löpare · c7 svart bonde · d7 svart springare · e7 svart löpare · f7 svart bonde · g7 svart bonde · h7 svart bonde · b6 svart bonde · d6 svart bonde · f6 svart springare · d5 vit bonde · e5 svart bonde · c4 vit bonde · e4 vit bonde · a3 vit bonde · c3 vit springare · g3 vit bonde · b2 vit bonde · e2 vit springare · f2 vit bonde · g2 vit löpare · h2 vit bonde · a1 vit torn · c1 vit löpare · d1 vit drottning · f1 vit torn · g1 vit kung | a8 svart torn · d8 svart drottning · f8 svart torn · g8 svart kung · a7 svart bonde · b7 svart löpare · c7 svart bonde · d7 svart springare · e7 svart löpare · f7 svart bonde · g7 svart bonde · h7 svart bonde · b6 svart bonde · d6 svart bonde · f6 svart springare · d5 vit bonde · e5 svart bonde · c4 vit bonde · e4 vit bonde · a3 vit bonde · c3 vit springare · g3 vit bonde · b2 vit bonde · e2 vit springare · f2 vit bonde · g2 vit löpare · h2 vit bonde · a1 vit torn · c1 vit löpare · d1 vit drottning · f1 vit torn · g1 vit kung | a8 svart torn · d8 svart drottning · f8 svart torn · g8 svart kung · a7 svart bonde · b7 svart löpare · c7 svart bonde · d7 svart springare · e7 svart löpare · f7 svart bonde · g7 svart bonde · h7 svart bonde · b6 svart bonde · d6 svart bonde · f6 svart springare · d5 vit bonde · e5 svart bonde · c4 vit bonde · e4 vit bonde · a3 vit bonde · c3 vit springare · g3 vit bonde · b2 vit bonde · e2 vit springare · f2 vit bonde · g2 vit löpare · h2 vit bonde · a1 vit torn · c1 vit löpare · d1 vit drottning · f1 vit torn · g1 vit kung | a8 svart torn · d8 svart drottning · f8 svart torn · g8 svart kung · a7 svart bonde · b7 svart löpare · c7 svart bonde · d7 svart springare · e7 svart löpare · f7 svart bonde · g7 svart bonde · h7 svart bonde · b6 svart bonde · d6 svart bonde · f6 svart springare · d5 vit bonde · e5 svart bonde · c4 vit bonde · e4 vit bonde · a3 vit bonde · c3 vit springare · g3 vit bonde · b2 vit bonde · e2 vit springare · f2 vit bonde · g2 vit löpare · h2 vit bonde · a1 vit torn · c1 vit löpare · d1 vit drottning · f1 vit torn · g1 vit kung | a8 svart torn · d8 svart drottning · f8 svart torn · g8 svart kung · a7 svart bonde · b7 svart löpare · c7 svart bonde · d7 svart springare · e7 svart löpare · f7 svart bonde · g7 svart bonde · h7 svart bonde · b6 svart bonde · d6 svart bonde · f6 svart springare · d5 vit bonde · e5 svart bonde · c4 vit bonde · e4 vit bonde · a3 vit bonde · c3 vit springare · g3 vit bonde · b2 vit bonde · e2 vit springare · f2 vit bonde · g2 vit löpare · h2 vit bonde · a1 vit torn · c1 vit löpare · d1 vit drottning · f1 vit torn · g1 vit kung | a8 svart torn · d8 svart drottning · f8 svart torn · g8 svart kung · a7 svart bonde · b7 svart löpare · c7 svart bonde · d7 svart springare · e7 svart löpare · f7 svart bonde · g7 svart bonde · h7 svart bonde · b6 svart bonde · d6 svart bonde · f6 svart springare · d5 vit bonde · e5 svart bonde · c4 vit bonde · e4 vit bonde · a3 vit bonde · c3 vit springare · g3 vit bonde · b2 vit bonde · e2 vit springare · f2 vit bonde · g2 vit löpare · h2 vit bonde · a1 vit torn · c1 vit löpare · d1 vit drottning · f1 vit torn · g1 vit kung | a8 svart torn · d8 svart drottning · f8 svart torn · g8 svart kung · a7 svart bonde · b7 svart löpare · c7 svart bonde · d7 svart springare · e7 svart löpare · f7 svart bonde · g7 svart bonde · h7 svart bonde · b6 svart bonde · d6 svart bonde · f6 svart springare · d5 vit bonde · e5 svart bonde · c4 vit bonde · e4 vit bonde · a3 vit bonde · c3 vit springare · g3 vit bonde · b2 vit bonde · e2 vit springare · f2 vit bonde · g2 vit löpare · h2 vit bonde · a1 vit torn · c1 vit löpare · d1 vit drottning · f1 vit torn · g1 vit kung | a8 svart torn · d8 svart drottning · f8 svart torn · g8 svart kung · a7 svart bonde · b7 svart löpare · c7 svart bonde · d7 svart springare · e7 svart löpare · f7 svart bonde · g7 svart bonde · h7 svart bonde · b6 svart bonde · d6 svart bonde · f6 svart springare · d5 vit bonde · e5 svart bonde · c4 vit bonde · e4 vit bonde · a3 vit bonde · c3 vit springare · g3 vit bonde · b2 vit bonde · e2 vit springare · f2 vit bonde · g2 vit löpare · h2 vit bonde · a1 vit torn · c1 vit löpare · d1 vit drottning · f1 vit torn · g1 vit kung | 1 |
|   | a | b | c | d | e | f | g | h |   |

Den sida som har kontrollen över störst del av brädet sägs, med en lite militär term, ha en terrängfördel. Om det inte finns andra faktorer som kompenserar, ger det en fördel i form av en större rörlighet för pjäserna som gör det lättare att operera på båda flyglarna och uppnå olika taktiska och strategiska mål. 

### Bondemajoritet
|   | a | b | c | d | e | f | g | h |   |
| 8 | g8 svart kung · a7 svart bonde · b7 svart bonde · c7 svart bonde · f7 svart bonde · g7 svart bonde · h7 svart bonde · d5 svart bonde · e5 vit bonde · a2 vit bonde · b2 vit bonde · c2 vit bonde · f2 vit bonde · g2 vit bonde · h2 vit bonde · g1 vit kung | g8 svart kung · a7 svart bonde · b7 svart bonde · c7 svart bonde · f7 svart bonde · g7 svart bonde · h7 svart bonde · d5 svart bonde · e5 vit bonde · a2 vit bonde · b2 vit bonde · c2 vit bonde · f2 vit bonde · g2 vit bonde · h2 vit bonde · g1 vit kung | g8 svart kung · a7 svart bonde · b7 svart bonde · c7 svart bonde · f7 svart bonde · g7 svart bonde · h7 svart bonde · d5 svart bonde · e5 vit bonde · a2 vit bonde · b2 vit bonde · c2 vit bonde · f2 vit bonde · g2 vit bonde · h2 vit bonde · g1 vit kung | g8 svart kung · a7 svart bonde · b7 svart bonde · c7 svart bonde · f7 svart bonde · g7 svart bonde · h7 svart bonde · d5 svart bonde · e5 vit bonde · a2 vit bonde · b2 vit bonde · c2 vit bonde · f2 vit bonde · g2 vit bonde · h2 vit bonde · g1 vit kung | g8 svart kung · a7 svart bonde · b7 svart bonde · c7 svart bonde · f7 svart bonde · g7 svart bonde · h7 svart bonde · d5 svart bonde · e5 vit bonde · a2 vit bonde · b2 vit bonde · c2 vit bonde · f2 vit bonde · g2 vit bonde · h2 vit bonde · g1 vit kung | g8 svart kung · a7 svart bonde · b7 svart bonde · c7 svart bonde · f7 svart bonde · g7 svart bonde · h7 svart bonde · d5 svart bonde · e5 vit bonde · a2 vit bonde · b2 vit bonde · c2 vit bonde · f2 vit bonde · g2 vit bonde · h2 vit bonde · g1 vit kung | g8 svart kung · a7 svart bonde · b7 svart bonde · c7 svart bonde · f7 svart bonde · g7 svart bonde · h7 svart bonde · d5 svart bonde · e5 vit bonde · a2 vit bonde · b2 vit bonde · c2 vit bonde · f2 vit bonde · g2 vit bonde · h2 vit bonde · g1 vit kung | g8 svart kung · a7 svart bonde · b7 svart bonde · c7 svart bonde · f7 svart bonde · g7 svart bonde · h7 svart bonde · d5 svart bonde · e5 vit bonde · a2 vit bonde · b2 vit bonde · c2 vit bonde · f2 vit bonde · g2 vit bonde · h2 vit bonde · g1 vit kung | 8 |
| 7 | g8 svart kung · a7 svart bonde · b7 svart bonde · c7 svart bonde · f7 svart bonde · g7 svart bonde · h7 svart bonde · d5 svart bonde · e5 vit bonde · a2 vit bonde · b2 vit bonde · c2 vit bonde · f2 vit bonde · g2 vit bonde · h2 vit bonde · g1 vit kung | g8 svart kung · a7 svart bonde · b7 svart bonde · c7 svart bonde · f7 svart bonde · g7 svart bonde · h7 svart bonde · d5 svart bonde · e5 vit bonde · a2 vit bonde · b2 vit bonde · c2 vit bonde · f2 vit bonde · g2 vit bonde · h2 vit bonde · g1 vit kung | g8 svart kung · a7 svart bonde · b7 svart bonde · c7 svart bonde · f7 svart bonde · g7 svart bonde · h7 svart bonde · d5 svart bonde · e5 vit bonde · a2 vit bonde · b2 vit bonde · c2 vit bonde · f2 vit bonde · g2 vit bonde · h2 vit bonde · g1 vit kung | g8 svart kung · a7 svart bonde · b7 svart bonde · c7 svart bonde · f7 svart bonde · g7 svart bonde · h7 svart bonde · d5 svart bonde · e5 vit bonde · a2 vit bonde · b2 vit bonde · c2 vit bonde · f2 vit bonde · g2 vit bonde · h2 vit bonde · g1 vit kung | g8 svart kung · a7 svart bonde · b7 svart bonde · c7 svart bonde · f7 svart bonde · g7 svart bonde · h7 svart bonde · d5 svart bonde · e5 vit bonde · a2 vit bonde · b2 vit bonde · c2 vit bonde · f2 vit bonde · g2 vit bonde · h2 vit bonde · g1 vit kung | g8 svart kung · a7 svart bonde · b7 svart bonde · c7 svart bonde · f7 svart bonde · g7 svart bonde · h7 svart bonde · d5 svart bonde · e5 vit bonde · a2 vit bonde · b2 vit bonde · c2 vit bonde · f2 vit bonde · g2 vit bonde · h2 vit bonde · g1 vit kung | g8 svart kung · a7 svart bonde · b7 svart bonde · c7 svart bonde · f7 svart bonde · g7 svart bonde · h7 svart bonde · d5 svart bonde · e5 vit bonde · a2 vit bonde · b2 vit bonde · c2 vit bonde · f2 vit bonde · g2 vit bonde · h2 vit bonde · g1 vit kung | g8 svart kung · a7 svart bonde · b7 svart bonde · c7 svart bonde · f7 svart bonde · g7 svart bonde · h7 svart bonde · d5 svart bonde · e5 vit bonde · a2 vit bonde · b2 vit bonde · c2 vit bonde · f2 vit bonde · g2 vit bonde · h2 vit bonde · g1 vit kung | 7 |
| 6 | g8 svart kung · a7 svart bonde · b7 svart bonde · c7 svart bonde · f7 svart bonde · g7 svart bonde · h7 svart bonde · d5 svart bonde · e5 vit bonde · a2 vit bonde · b2 vit bonde · c2 vit bonde · f2 vit bonde · g2 vit bonde · h2 vit bonde · g1 vit kung | g8 svart kung · a7 svart bonde · b7 svart bonde · c7 svart bonde · f7 svart bonde · g7 svart bonde · h7 svart bonde · d5 svart bonde · e5 vit bonde · a2 vit bonde · b2 vit bonde · c2 vit bonde · f2 vit bonde · g2 vit bonde · h2 vit bonde · g1 vit kung | g8 svart kung · a7 svart bonde · b7 svart bonde · c7 svart bonde · f7 svart bonde · g7 svart bonde · h7 svart bonde · d5 svart bonde · e5 vit bonde · a2 vit bonde · b2 vit bonde · c2 vit bonde · f2 vit bonde · g2 vit bonde · h2 vit bonde · g1 vit kung | g8 svart kung · a7 svart bonde · b7 svart bonde · c7 svart bonde · f7 svart bonde · g7 svart bonde · h7 svart bonde · d5 svart bonde · e5 vit bonde · a2 vit bonde · b2 vit bonde · c2 vit bonde · f2 vit bonde · g2 vit bonde · h2 vit bonde · g1 vit kung | g8 svart kung · a7 svart bonde · b7 svart bonde · c7 svart bonde · f7 svart bonde · g7 svart bonde · h7 svart bonde · d5 svart bonde · e5 vit bonde · a2 vit bonde · b2 vit bonde · c2 vit bonde · f2 vit bonde · g2 vit bonde · h2 vit bonde · g1 vit kung | g8 svart kung · a7 svart bonde · b7 svart bonde · c7 svart bonde · f7 svart bonde · g7 svart bonde · h7 svart bonde · d5 svart bonde · e5 vit bonde · a2 vit bonde · b2 vit bonde · c2 vit bonde · f2 vit bonde · g2 vit bonde · h2 vit bonde · g1 vit kung | g8 svart kung · a7 svart bonde · b7 svart bonde · c7 svart bonde · f7 svart bonde · g7 svart bonde · h7 svart bonde · d5 svart bonde · e5 vit bonde · a2 vit bonde · b2 vit bonde · c2 vit bonde · f2 vit bonde · g2 vit bonde · h2 vit bonde · g1 vit kung | g8 svart kung · a7 svart bonde · b7 svart bonde · c7 svart bonde · f7 svart bonde · g7 svart bonde · h7 svart bonde · d5 svart bonde · e5 vit bonde · a2 vit bonde · b2 vit bonde · c2 vit bonde · f2 vit bonde · g2 vit bonde · h2 vit bonde · g1 vit kung | 6 |
| 5 | g8 svart kung · a7 svart bonde · b7 svart bonde · c7 svart bonde · f7 svart bonde · g7 svart bonde · h7 svart bonde · d5 svart bonde · e5 vit bonde · a2 vit bonde · b2 vit bonde · c2 vit bonde · f2 vit bonde · g2 vit bonde · h2 vit bonde · g1 vit kung | g8 svart kung · a7 svart bonde · b7 svart bonde · c7 svart bonde · f7 svart bonde · g7 svart bonde · h7 svart bonde · d5 svart bonde · e5 vit bonde · a2 vit bonde · b2 vit bonde · c2 vit bonde · f2 vit bonde · g2 vit bonde · h2 vit bonde · g1 vit kung | g8 svart kung · a7 svart bonde · b7 svart bonde · c7 svart bonde · f7 svart bonde · g7 svart bonde · h7 svart bonde · d5 svart bonde · e5 vit bonde · a2 vit bonde · b2 vit bonde · c2 vit bonde · f2 vit bonde · g2 vit bonde · h2 vit bonde · g1 vit kung | g8 svart kung · a7 svart bonde · b7 svart bonde · c7 svart bonde · f7 svart bonde · g7 svart bonde · h7 svart bonde · d5 svart bonde · e5 vit bonde · a2 vit bonde · b2 vit bonde · c2 vit bonde · f2 vit bonde · g2 vit bonde · h2 vit bonde · g1 vit kung | g8 svart kung · a7 svart bonde · b7 svart bonde · c7 svart bonde · f7 svart bonde · g7 svart bonde · h7 svart bonde · d5 svart bonde · e5 vit bonde · a2 vit bonde · b2 vit bonde · c2 vit bonde · f2 vit bonde · g2 vit bonde · h2 vit bonde · g1 vit kung | g8 svart kung · a7 svart bonde · b7 svart bonde · c7 svart bonde · f7 svart bonde · g7 svart bonde · h7 svart bonde · d5 svart bonde · e5 vit bonde · a2 vit bonde · b2 vit bonde · c2 vit bonde · f2 vit bonde · g2 vit bonde · h2 vit bonde · g1 vit kung | g8 svart kung · a7 svart bonde · b7 svart bonde · c7 svart bonde · f7 svart bonde · g7 svart bonde · h7 svart bonde · d5 svart bonde · e5 vit bonde · a2 vit bonde · b2 vit bonde · c2 vit bonde · f2 vit bonde · g2 vit bonde · h2 vit bonde · g1 vit kung | g8 svart kung · a7 svart bonde · b7 svart bonde · c7 svart bonde · f7 svart bonde · g7 svart bonde · h7 svart bonde · d5 svart bonde · e5 vit bonde · a2 vit bonde · b2 vit bonde · c2 vit bonde · f2 vit bonde · g2 vit bonde · h2 vit bonde · g1 vit kung | 5 |
| 4 | g8 svart kung · a7 svart bonde · b7 svart bonde · c7 svart bonde · f7 svart bonde · g7 svart bonde · h7 svart bonde · d5 svart bonde · e5 vit bonde · a2 vit bonde · b2 vit bonde · c2 vit bonde · f2 vit bonde · g2 vit bonde · h2 vit bonde · g1 vit kung | g8 svart kung · a7 svart bonde · b7 svart bonde · c7 svart bonde · f7 svart bonde · g7 svart bonde · h7 svart bonde · d5 svart bonde · e5 vit bonde · a2 vit bonde · b2 vit bonde · c2 vit bonde · f2 vit bonde · g2 vit bonde · h2 vit bonde · g1 vit kung | g8 svart kung · a7 svart bonde · b7 svart bonde · c7 svart bonde · f7 svart bonde · g7 svart bonde · h7 svart bonde · d5 svart bonde · e5 vit bonde · a2 vit bonde · b2 vit bonde · c2 vit bonde · f2 vit bonde · g2 vit bonde · h2 vit bonde · g1 vit kung | g8 svart kung · a7 svart bonde · b7 svart bonde · c7 svart bonde · f7 svart bonde · g7 svart bonde · h7 svart bonde · d5 svart bonde · e5 vit bonde · a2 vit bonde · b2 vit bonde · c2 vit bonde · f2 vit bonde · g2 vit bonde · h2 vit bonde · g1 vit kung | g8 svart kung · a7 svart bonde · b7 svart bonde · c7 svart bonde · f7 svart bonde · g7 svart bonde · h7 svart bonde · d5 svart bonde · e5 vit bonde · a2 vit bonde · b2 vit bonde · c2 vit bonde · f2 vit bonde · g2 vit bonde · h2 vit bonde · g1 vit kung | g8 svart kung · a7 svart bonde · b7 svart bonde · c7 svart bonde · f7 svart bonde · g7 svart bonde · h7 svart bonde · d5 svart bonde · e5 vit bonde · a2 vit bonde · b2 vit bonde · c2 vit bonde · f2 vit bonde · g2 vit bonde · h2 vit bonde · g1 vit kung | g8 svart kung · a7 svart bonde · b7 svart bonde · c7 svart bonde · f7 svart bonde · g7 svart bonde · h7 svart bonde · d5 svart bonde · e5 vit bonde · a2 vit bonde · b2 vit bonde · c2 vit bonde · f2 vit bonde · g2 vit bonde · h2 vit bonde · g1 vit kung | g8 svart kung · a7 svart bonde · b7 svart bonde · c7 svart bonde · f7 svart bonde · g7 svart bonde · h7 svart bonde · d5 svart bonde · e5 vit bonde · a2 vit bonde · b2 vit bonde · c2 vit bonde · f2 vit bonde · g2 vit bonde · h2 vit bonde · g1 vit kung | 4 |
| 3 | g8 svart kung · a7 svart bonde · b7 svart bonde · c7 svart bonde · f7 svart bonde · g7 svart bonde · h7 svart bonde · d5 svart bonde · e5 vit bonde · a2 vit bonde · b2 vit bonde · c2 vit bonde · f2 vit bonde · g2 vit bonde · h2 vit bonde · g1 vit kung | g8 svart kung · a7 svart bonde · b7 svart bonde · c7 svart bonde · f7 svart bonde · g7 svart bonde · h7 svart bonde · d5 svart bonde · e5 vit bonde · a2 vit bonde · b2 vit bonde · c2 vit bonde · f2 vit bonde · g2 vit bonde · h2 vit bonde · g1 vit kung | g8 svart kung · a7 svart bonde · b7 svart bonde · c7 svart bonde · f7 svart bonde · g7 svart bonde · h7 svart bonde · d5 svart bonde · e5 vit bonde · a2 vit bonde · b2 vit bonde · c2 vit bonde · f2 vit bonde · g2 vit bonde · h2 vit bonde · g1 vit kung | g8 svart kung · a7 svart bonde · b7 svart bonde · c7 svart bonde · f7 svart bonde · g7 svart bonde · h7 svart bonde · d5 svart bonde · e5 vit bonde · a2 vit bonde · b2 vit bonde · c2 vit bonde · f2 vit bonde · g2 vit bonde · h2 vit bonde · g1 vit kung | g8 svart kung · a7 svart bonde · b7 svart bonde · c7 svart bonde · f7 svart bonde · g7 svart bonde · h7 svart bonde · d5 svart bonde · e5 vit bonde · a2 vit bonde · b2 vit bonde · c2 vit bonde · f2 vit bonde · g2 vit bonde · h2 vit bonde · g1 vit kung | g8 svart kung · a7 svart bonde · b7 svart bonde · c7 svart bonde · f7 svart bonde · g7 svart bonde · h7 svart bonde · d5 svart bonde · e5 vit bonde · a2 vit bonde · b2 vit bonde · c2 vit bonde · f2 vit bonde · g2 vit bonde · h2 vit bonde · g1 vit kung | g8 svart kung · a7 svart bonde · b7 svart bonde · c7 svart bonde · f7 svart bonde · g7 svart bonde · h7 svart bonde · d5 svart bonde · e5 vit bonde · a2 vit bonde · b2 vit bonde · c2 vit bonde · f2 vit bonde · g2 vit bonde · h2 vit bonde · g1 vit kung | g8 svart kung · a7 svart bonde · b7 svart bonde · c7 svart bonde · f7 svart bonde · g7 svart bonde · h7 svart bonde · d5 svart bonde · e5 vit bonde · a2 vit bonde · b2 vit bonde · c2 vit bonde · f2 vit bonde · g2 vit bonde · h2 vit bonde · g1 vit kung | 3 |
| 2 | g8 svart kung · a7 svart bonde · b7 svart bonde · c7 svart bonde · f7 svart bonde · g7 svart bonde · h7 svart bonde · d5 svart bonde · e5 vit bonde · a2 vit bonde · b2 vit bonde · c2 vit bonde · f2 vit bonde · g2 vit bonde · h2 vit bonde · g1 vit kung | g8 svart kung · a7 svart bonde · b7 svart bonde · c7 svart bonde · f7 svart bonde · g7 svart bonde · h7 svart bonde · d5 svart bonde · e5 vit bonde · a2 vit bonde · b2 vit bonde · c2 vit bonde · f2 vit bonde · g2 vit bonde · h2 vit bonde · g1 vit kung | g8 svart kung · a7 svart bonde · b7 svart bonde · c7 svart bonde · f7 svart bonde · g7 svart bonde · h7 svart bonde · d5 svart bonde · e5 vit bonde · a2 vit bonde · b2 vit bonde · c2 vit bonde · f2 vit bonde · g2 vit bonde · h2 vit bonde · g1 vit kung | g8 svart kung · a7 svart bonde · b7 svart bonde · c7 svart bonde · f7 svart bonde · g7 svart bonde · h7 svart bonde · d5 svart bonde · e5 vit bonde · a2 vit bonde · b2 vit bonde · c2 vit bonde · f2 vit bonde · g2 vit bonde · h2 vit bonde · g1 vit kung | g8 svart kung · a7 svart bonde · b7 svart bonde · c7 svart bonde · f7 svart bonde · g7 svart bonde · h7 svart bonde · d5 svart bonde · e5 vit bonde · a2 vit bonde · b2 vit bonde · c2 vit bonde · f2 vit bonde · g2 vit bonde · h2 vit bonde · g1 vit kung | g8 svart kung · a7 svart bonde · b7 svart bonde · c7 svart bonde · f7 svart bonde · g7 svart bonde · h7 svart bonde · d5 svart bonde · e5 vit bonde · a2 vit bonde · b2 vit bonde · c2 vit bonde · f2 vit bonde · g2 vit bonde · h2 vit bonde · g1 vit kung | g8 svart kung · a7 svart bonde · b7 svart bonde · c7 svart bonde · f7 svart bonde · g7 svart bonde · h7 svart bonde · d5 svart bonde · e5 vit bonde · a2 vit bonde · b2 vit bonde · c2 vit bonde · f2 vit bonde · g2 vit bonde · h2 vit bonde · g1 vit kung | g8 svart kung · a7 svart bonde · b7 svart bonde · c7 svart bonde · f7 svart bonde · g7 svart bonde · h7 svart bonde · d5 svart bonde · e5 vit bonde · a2 vit bonde · b2 vit bonde · c2 vit bonde · f2 vit bonde · g2 vit bonde · h2 vit bonde · g1 vit kung | 2 |
| 1 | g8 svart kung · a7 svart bonde · b7 svart bonde · c7 svart bonde · f7 svart bonde · g7 svart bonde · h7 svart bonde · d5 svart bonde · e5 vit bonde · a2 vit bonde · b2 vit bonde · c2 vit bonde · f2 vit bonde · g2 vit bonde · h2 vit bonde · g1 vit kung | g8 svart kung · a7 svart bonde · b7 svart bonde · c7 svart bonde · f7 svart bonde · g7 svart bonde · h7 svart bonde · d5 svart bonde · e5 vit bonde · a2 vit bonde · b2 vit bonde · c2 vit bonde · f2 vit bonde · g2 vit bonde · h2 vit bonde · g1 vit kung | g8 svart kung · a7 svart bonde · b7 svart bonde · c7 svart bonde · f7 svart bonde · g7 svart bonde · h7 svart bonde · d5 svart bonde · e5 vit bonde · a2 vit bonde · b2 vit bonde · c2 vit bonde · f2 vit bonde · g2 vit bonde · h2 vit bonde · g1 vit kung | g8 svart kung · a7 svart bonde · b7 svart bonde · c7 svart bonde · f7 svart bonde · g7 svart bonde · h7 svart bonde · d5 svart bonde · e5 vit bonde · a2 vit bonde · b2 vit bonde · c2 vit bonde · f2 vit bonde · g2 vit bonde · h2 vit bonde · g1 vit kung | g8 svart kung · a7 svart bonde · b7 svart bonde · c7 svart bonde · f7 svart bonde · g7 svart bonde · h7 svart bonde · d5 svart bonde · e5 vit bonde · a2 vit bonde · b2 vit bonde · c2 vit bonde · f2 vit bonde · g2 vit bonde · h2 vit bonde · g1 vit kung | g8 svart kung · a7 svart bonde · b7 svart bonde · c7 svart bonde · f7 svart bonde · g7 svart bonde · h7 svart bonde · d5 svart bonde · e5 vit bonde · a2 vit bonde · b2 vit bonde · c2 vit bonde · f2 vit bonde · g2 vit bonde · h2 vit bonde · g1 vit kung | g8 svart kung · a7 svart bonde · b7 svart bonde · c7 svart bonde · f7 svart bonde · g7 svart bonde · h7 svart bonde · d5 svart bonde · e5 vit bonde · a2 vit bonde · b2 vit bonde · c2 vit bonde · f2 vit bonde · g2 vit bonde · h2 vit bonde · g1 vit kung | g8 svart kung · a7 svart bonde · b7 svart bonde · c7 svart bonde · f7 svart bonde · g7 svart bonde · h7 svart bonde · d5 svart bonde · e5 vit bonde · a2 vit bonde · b2 vit bonde · c2 vit bonde · f2 vit bonde · g2 vit bonde · h2 vit bonde · g1 vit kung | 1 |
|   | a | b | c | d | e | f | g | h |   |

I många öppningar får spelarna en bondemajoritet, det vill säga fler bönder än motståndaren, på varsin flygel. Detta är en faktor i positionsbedömningen.
Att ha en majoritet på damflygeln kan vara en fördel när båda sidor rockerat kort. Bönderna på damflygeln är mera rörliga eftersom de inte behöver skydda kungen vilket kan göra det möjligt att forcera en fribonde.
Tidigare i partiet, medan det fortfarande finns många pjäser kvar och angreppschanser, kan dock en bondeövervikt på kungsflygeln vara att föredra. I diagrammet kan vit, med pjäserna rätt placerade, spela på ett angrepp med f2-f4-f5 etc. 

### Angrepp på svaga bönder
|   | a | b | c | d | e | f | g | h |   |
| 8 | b8 svart torn · d8 svart drottning · e8 svart springare · f8 svart torn · g8 svart kung · a7 svart bonde · f7 svart bonde · g7 svart löpare · h7 svart bonde · a6 svart löpare · c6 svart bonde · e6 svart bonde · g6 svart bonde · c5 svart bonde · d5 svart bonde · e5 vit bonde · f4 vit bonde · b3 vit bonde · c3 vit springare · d3 vit bonde · f3 vit springare · a2 vit bonde · c2 vit bonde · d2 vit löpare · g2 vit bonde · h2 vit bonde · d1 vit torn · e1 vit drottning · f1 vit torn · g1 vit kung | b8 svart torn · d8 svart drottning · e8 svart springare · f8 svart torn · g8 svart kung · a7 svart bonde · f7 svart bonde · g7 svart löpare · h7 svart bonde · a6 svart löpare · c6 svart bonde · e6 svart bonde · g6 svart bonde · c5 svart bonde · d5 svart bonde · e5 vit bonde · f4 vit bonde · b3 vit bonde · c3 vit springare · d3 vit bonde · f3 vit springare · a2 vit bonde · c2 vit bonde · d2 vit löpare · g2 vit bonde · h2 vit bonde · d1 vit torn · e1 vit drottning · f1 vit torn · g1 vit kung | b8 svart torn · d8 svart drottning · e8 svart springare · f8 svart torn · g8 svart kung · a7 svart bonde · f7 svart bonde · g7 svart löpare · h7 svart bonde · a6 svart löpare · c6 svart bonde · e6 svart bonde · g6 svart bonde · c5 svart bonde · d5 svart bonde · e5 vit bonde · f4 vit bonde · b3 vit bonde · c3 vit springare · d3 vit bonde · f3 vit springare · a2 vit bonde · c2 vit bonde · d2 vit löpare · g2 vit bonde · h2 vit bonde · d1 vit torn · e1 vit drottning · f1 vit torn · g1 vit kung | b8 svart torn · d8 svart drottning · e8 svart springare · f8 svart torn · g8 svart kung · a7 svart bonde · f7 svart bonde · g7 svart löpare · h7 svart bonde · a6 svart löpare · c6 svart bonde · e6 svart bonde · g6 svart bonde · c5 svart bonde · d5 svart bonde · e5 vit bonde · f4 vit bonde · b3 vit bonde · c3 vit springare · d3 vit bonde · f3 vit springare · a2 vit bonde · c2 vit bonde · d2 vit löpare · g2 vit bonde · h2 vit bonde · d1 vit torn · e1 vit drottning · f1 vit torn · g1 vit kung | b8 svart torn · d8 svart drottning · e8 svart springare · f8 svart torn · g8 svart kung · a7 svart bonde · f7 svart bonde · g7 svart löpare · h7 svart bonde · a6 svart löpare · c6 svart bonde · e6 svart bonde · g6 svart bonde · c5 svart bonde · d5 svart bonde · e5 vit bonde · f4 vit bonde · b3 vit bonde · c3 vit springare · d3 vit bonde · f3 vit springare · a2 vit bonde · c2 vit bonde · d2 vit löpare · g2 vit bonde · h2 vit bonde · d1 vit torn · e1 vit drottning · f1 vit torn · g1 vit kung | b8 svart torn · d8 svart drottning · e8 svart springare · f8 svart torn · g8 svart kung · a7 svart bonde · f7 svart bonde · g7 svart löpare · h7 svart bonde · a6 svart löpare · c6 svart bonde · e6 svart bonde · g6 svart bonde · c5 svart bonde · d5 svart bonde · e5 vit bonde · f4 vit bonde · b3 vit bonde · c3 vit springare · d3 vit bonde · f3 vit springare · a2 vit bonde · c2 vit bonde · d2 vit löpare · g2 vit bonde · h2 vit bonde · d1 vit torn · e1 vit drottning · f1 vit torn · g1 vit kung | b8 svart torn · d8 svart drottning · e8 svart springare · f8 svart torn · g8 svart kung · a7 svart bonde · f7 svart bonde · g7 svart löpare · h7 svart bonde · a6 svart löpare · c6 svart bonde · e6 svart bonde · g6 svart bonde · c5 svart bonde · d5 svart bonde · e5 vit bonde · f4 vit bonde · b3 vit bonde · c3 vit springare · d3 vit bonde · f3 vit springare · a2 vit bonde · c2 vit bonde · d2 vit löpare · g2 vit bonde · h2 vit bonde · d1 vit torn · e1 vit drottning · f1 vit torn · g1 vit kung | b8 svart torn · d8 svart drottning · e8 svart springare · f8 svart torn · g8 svart kung · a7 svart bonde · f7 svart bonde · g7 svart löpare · h7 svart bonde · a6 svart löpare · c6 svart bonde · e6 svart bonde · g6 svart bonde · c5 svart bonde · d5 svart bonde · e5 vit bonde · f4 vit bonde · b3 vit bonde · c3 vit springare · d3 vit bonde · f3 vit springare · a2 vit bonde · c2 vit bonde · d2 vit löpare · g2 vit bonde · h2 vit bonde · d1 vit torn · e1 vit drottning · f1 vit torn · g1 vit kung | 8 |
| 7 | b8 svart torn · d8 svart drottning · e8 svart springare · f8 svart torn · g8 svart kung · a7 svart bonde · f7 svart bonde · g7 svart löpare · h7 svart bonde · a6 svart löpare · c6 svart bonde · e6 svart bonde · g6 svart bonde · c5 svart bonde · d5 svart bonde · e5 vit bonde · f4 vit bonde · b3 vit bonde · c3 vit springare · d3 vit bonde · f3 vit springare · a2 vit bonde · c2 vit bonde · d2 vit löpare · g2 vit bonde · h2 vit bonde · d1 vit torn · e1 vit drottning · f1 vit torn · g1 vit kung | b8 svart torn · d8 svart drottning · e8 svart springare · f8 svart torn · g8 svart kung · a7 svart bonde · f7 svart bonde · g7 svart löpare · h7 svart bonde · a6 svart löpare · c6 svart bonde · e6 svart bonde · g6 svart bonde · c5 svart bonde · d5 svart bonde · e5 vit bonde · f4 vit bonde · b3 vit bonde · c3 vit springare · d3 vit bonde · f3 vit springare · a2 vit bonde · c2 vit bonde · d2 vit löpare · g2 vit bonde · h2 vit bonde · d1 vit torn · e1 vit drottning · f1 vit torn · g1 vit kung | b8 svart torn · d8 svart drottning · e8 svart springare · f8 svart torn · g8 svart kung · a7 svart bonde · f7 svart bonde · g7 svart löpare · h7 svart bonde · a6 svart löpare · c6 svart bonde · e6 svart bonde · g6 svart bonde · c5 svart bonde · d5 svart bonde · e5 vit bonde · f4 vit bonde · b3 vit bonde · c3 vit springare · d3 vit bonde · f3 vit springare · a2 vit bonde · c2 vit bonde · d2 vit löpare · g2 vit bonde · h2 vit bonde · d1 vit torn · e1 vit drottning · f1 vit torn · g1 vit kung | b8 svart torn · d8 svart drottning · e8 svart springare · f8 svart torn · g8 svart kung · a7 svart bonde · f7 svart bonde · g7 svart löpare · h7 svart bonde · a6 svart löpare · c6 svart bonde · e6 svart bonde · g6 svart bonde · c5 svart bonde · d5 svart bonde · e5 vit bonde · f4 vit bonde · b3 vit bonde · c3 vit springare · d3 vit bonde · f3 vit springare · a2 vit bonde · c2 vit bonde · d2 vit löpare · g2 vit bonde · h2 vit bonde · d1 vit torn · e1 vit drottning · f1 vit torn · g1 vit kung | b8 svart torn · d8 svart drottning · e8 svart springare · f8 svart torn · g8 svart kung · a7 svart bonde · f7 svart bonde · g7 svart löpare · h7 svart bonde · a6 svart löpare · c6 svart bonde · e6 svart bonde · g6 svart bonde · c5 svart bonde · d5 svart bonde · e5 vit bonde · f4 vit bonde · b3 vit bonde · c3 vit springare · d3 vit bonde · f3 vit springare · a2 vit bonde · c2 vit bonde · d2 vit löpare · g2 vit bonde · h2 vit bonde · d1 vit torn · e1 vit drottning · f1 vit torn · g1 vit kung | b8 svart torn · d8 svart drottning · e8 svart springare · f8 svart torn · g8 svart kung · a7 svart bonde · f7 svart bonde · g7 svart löpare · h7 svart bonde · a6 svart löpare · c6 svart bonde · e6 svart bonde · g6 svart bonde · c5 svart bonde · d5 svart bonde · e5 vit bonde · f4 vit bonde · b3 vit bonde · c3 vit springare · d3 vit bonde · f3 vit springare · a2 vit bonde · c2 vit bonde · d2 vit löpare · g2 vit bonde · h2 vit bonde · d1 vit torn · e1 vit drottning · f1 vit torn · g1 vit kung | b8 svart torn · d8 svart drottning · e8 svart springare · f8 svart torn · g8 svart kung · a7 svart bonde · f7 svart bonde · g7 svart löpare · h7 svart bonde · a6 svart löpare · c6 svart bonde · e6 svart bonde · g6 svart bonde · c5 svart bonde · d5 svart bonde · e5 vit bonde · f4 vit bonde · b3 vit bonde · c3 vit springare · d3 vit bonde · f3 vit springare · a2 vit bonde · c2 vit bonde · d2 vit löpare · g2 vit bonde · h2 vit bonde · d1 vit torn · e1 vit drottning · f1 vit torn · g1 vit kung | b8 svart torn · d8 svart drottning · e8 svart springare · f8 svart torn · g8 svart kung · a7 svart bonde · f7 svart bonde · g7 svart löpare · h7 svart bonde · a6 svart löpare · c6 svart bonde · e6 svart bonde · g6 svart bonde · c5 svart bonde · d5 svart bonde · e5 vit bonde · f4 vit bonde · b3 vit bonde · c3 vit springare · d3 vit bonde · f3 vit springare · a2 vit bonde · c2 vit bonde · d2 vit löpare · g2 vit bonde · h2 vit bonde · d1 vit torn · e1 vit drottning · f1 vit torn · g1 vit kung | 7 |
| 6 | b8 svart torn · d8 svart drottning · e8 svart springare · f8 svart torn · g8 svart kung · a7 svart bonde · f7 svart bonde · g7 svart löpare · h7 svart bonde · a6 svart löpare · c6 svart bonde · e6 svart bonde · g6 svart bonde · c5 svart bonde · d5 svart bonde · e5 vit bonde · f4 vit bonde · b3 vit bonde · c3 vit springare · d3 vit bonde · f3 vit springare · a2 vit bonde · c2 vit bonde · d2 vit löpare · g2 vit bonde · h2 vit bonde · d1 vit torn · e1 vit drottning · f1 vit torn · g1 vit kung | b8 svart torn · d8 svart drottning · e8 svart springare · f8 svart torn · g8 svart kung · a7 svart bonde · f7 svart bonde · g7 svart löpare · h7 svart bonde · a6 svart löpare · c6 svart bonde · e6 svart bonde · g6 svart bonde · c5 svart bonde · d5 svart bonde · e5 vit bonde · f4 vit bonde · b3 vit bonde · c3 vit springare · d3 vit bonde · f3 vit springare · a2 vit bonde · c2 vit bonde · d2 vit löpare · g2 vit bonde · h2 vit bonde · d1 vit torn · e1 vit drottning · f1 vit torn · g1 vit kung | b8 svart torn · d8 svart drottning · e8 svart springare · f8 svart torn · g8 svart kung · a7 svart bonde · f7 svart bonde · g7 svart löpare · h7 svart bonde · a6 svart löpare · c6 svart bonde · e6 svart bonde · g6 svart bonde · c5 svart bonde · d5 svart bonde · e5 vit bonde · f4 vit bonde · b3 vit bonde · c3 vit springare · d3 vit bonde · f3 vit springare · a2 vit bonde · c2 vit bonde · d2 vit löpare · g2 vit bonde · h2 vit bonde · d1 vit torn · e1 vit drottning · f1 vit torn · g1 vit kung | b8 svart torn · d8 svart drottning · e8 svart springare · f8 svart torn · g8 svart kung · a7 svart bonde · f7 svart bonde · g7 svart löpare · h7 svart bonde · a6 svart löpare · c6 svart bonde · e6 svart bonde · g6 svart bonde · c5 svart bonde · d5 svart bonde · e5 vit bonde · f4 vit bonde · b3 vit bonde · c3 vit springare · d3 vit bonde · f3 vit springare · a2 vit bonde · c2 vit bonde · d2 vit löpare · g2 vit bonde · h2 vit bonde · d1 vit torn · e1 vit drottning · f1 vit torn · g1 vit kung | b8 svart torn · d8 svart drottning · e8 svart springare · f8 svart torn · g8 svart kung · a7 svart bonde · f7 svart bonde · g7 svart löpare · h7 svart bonde · a6 svart löpare · c6 svart bonde · e6 svart bonde · g6 svart bonde · c5 svart bonde · d5 svart bonde · e5 vit bonde · f4 vit bonde · b3 vit bonde · c3 vit springare · d3 vit bonde · f3 vit springare · a2 vit bonde · c2 vit bonde · d2 vit löpare · g2 vit bonde · h2 vit bonde · d1 vit torn · e1 vit drottning · f1 vit torn · g1 vit kung | b8 svart torn · d8 svart drottning · e8 svart springare · f8 svart torn · g8 svart kung · a7 svart bonde · f7 svart bonde · g7 svart löpare · h7 svart bonde · a6 svart löpare · c6 svart bonde · e6 svart bonde · g6 svart bonde · c5 svart bonde · d5 svart bonde · e5 vit bonde · f4 vit bonde · b3 vit bonde · c3 vit springare · d3 vit bonde · f3 vit springare · a2 vit bonde · c2 vit bonde · d2 vit löpare · g2 vit bonde · h2 vit bonde · d1 vit torn · e1 vit drottning · f1 vit torn · g1 vit kung | b8 svart torn · d8 svart drottning · e8 svart springare · f8 svart torn · g8 svart kung · a7 svart bonde · f7 svart bonde · g7 svart löpare · h7 svart bonde · a6 svart löpare · c6 svart bonde · e6 svart bonde · g6 svart bonde · c5 svart bonde · d5 svart bonde · e5 vit bonde · f4 vit bonde · b3 vit bonde · c3 vit springare · d3 vit bonde · f3 vit springare · a2 vit bonde · c2 vit bonde · d2 vit löpare · g2 vit bonde · h2 vit bonde · d1 vit torn · e1 vit drottning · f1 vit torn · g1 vit kung | b8 svart torn · d8 svart drottning · e8 svart springare · f8 svart torn · g8 svart kung · a7 svart bonde · f7 svart bonde · g7 svart löpare · h7 svart bonde · a6 svart löpare · c6 svart bonde · e6 svart bonde · g6 svart bonde · c5 svart bonde · d5 svart bonde · e5 vit bonde · f4 vit bonde · b3 vit bonde · c3 vit springare · d3 vit bonde · f3 vit springare · a2 vit bonde · c2 vit bonde · d2 vit löpare · g2 vit bonde · h2 vit bonde · d1 vit torn · e1 vit drottning · f1 vit torn · g1 vit kung | 6 |
| 5 | b8 svart torn · d8 svart drottning · e8 svart springare · f8 svart torn · g8 svart kung · a7 svart bonde · f7 svart bonde · g7 svart löpare · h7 svart bonde · a6 svart löpare · c6 svart bonde · e6 svart bonde · g6 svart bonde · c5 svart bonde · d5 svart bonde · e5 vit bonde · f4 vit bonde · b3 vit bonde · c3 vit springare · d3 vit bonde · f3 vit springare · a2 vit bonde · c2 vit bonde · d2 vit löpare · g2 vit bonde · h2 vit bonde · d1 vit torn · e1 vit drottning · f1 vit torn · g1 vit kung | b8 svart torn · d8 svart drottning · e8 svart springare · f8 svart torn · g8 svart kung · a7 svart bonde · f7 svart bonde · g7 svart löpare · h7 svart bonde · a6 svart löpare · c6 svart bonde · e6 svart bonde · g6 svart bonde · c5 svart bonde · d5 svart bonde · e5 vit bonde · f4 vit bonde · b3 vit bonde · c3 vit springare · d3 vit bonde · f3 vit springare · a2 vit bonde · c2 vit bonde · d2 vit löpare · g2 vit bonde · h2 vit bonde · d1 vit torn · e1 vit drottning · f1 vit torn · g1 vit kung | b8 svart torn · d8 svart drottning · e8 svart springare · f8 svart torn · g8 svart kung · a7 svart bonde · f7 svart bonde · g7 svart löpare · h7 svart bonde · a6 svart löpare · c6 svart bonde · e6 svart bonde · g6 svart bonde · c5 svart bonde · d5 svart bonde · e5 vit bonde · f4 vit bonde · b3 vit bonde · c3 vit springare · d3 vit bonde · f3 vit springare · a2 vit bonde · c2 vit bonde · d2 vit löpare · g2 vit bonde · h2 vit bonde · d1 vit torn · e1 vit drottning · f1 vit torn · g1 vit kung | b8 svart torn · d8 svart drottning · e8 svart springare · f8 svart torn · g8 svart kung · a7 svart bonde · f7 svart bonde · g7 svart löpare · h7 svart bonde · a6 svart löpare · c6 svart bonde · e6 svart bonde · g6 svart bonde · c5 svart bonde · d5 svart bonde · e5 vit bonde · f4 vit bonde · b3 vit bonde · c3 vit springare · d3 vit bonde · f3 vit springare · a2 vit bonde · c2 vit bonde · d2 vit löpare · g2 vit bonde · h2 vit bonde · d1 vit torn · e1 vit drottning · f1 vit torn · g1 vit kung | b8 svart torn · d8 svart drottning · e8 svart springare · f8 svart torn · g8 svart kung · a7 svart bonde · f7 svart bonde · g7 svart löpare · h7 svart bonde · a6 svart löpare · c6 svart bonde · e6 svart bonde · g6 svart bonde · c5 svart bonde · d5 svart bonde · e5 vit bonde · f4 vit bonde · b3 vit bonde · c3 vit springare · d3 vit bonde · f3 vit springare · a2 vit bonde · c2 vit bonde · d2 vit löpare · g2 vit bonde · h2 vit bonde · d1 vit torn · e1 vit drottning · f1 vit torn · g1 vit kung | b8 svart torn · d8 svart drottning · e8 svart springare · f8 svart torn · g8 svart kung · a7 svart bonde · f7 svart bonde · g7 svart löpare · h7 svart bonde · a6 svart löpare · c6 svart bonde · e6 svart bonde · g6 svart bonde · c5 svart bonde · d5 svart bonde · e5 vit bonde · f4 vit bonde · b3 vit bonde · c3 vit springare · d3 vit bonde · f3 vit springare · a2 vit bonde · c2 vit bonde · d2 vit löpare · g2 vit bonde · h2 vit bonde · d1 vit torn · e1 vit drottning · f1 vit torn · g1 vit kung | b8 svart torn · d8 svart drottning · e8 svart springare · f8 svart torn · g8 svart kung · a7 svart bonde · f7 svart bonde · g7 svart löpare · h7 svart bonde · a6 svart löpare · c6 svart bonde · e6 svart bonde · g6 svart bonde · c5 svart bonde · d5 svart bonde · e5 vit bonde · f4 vit bonde · b3 vit bonde · c3 vit springare · d3 vit bonde · f3 vit springare · a2 vit bonde · c2 vit bonde · d2 vit löpare · g2 vit bonde · h2 vit bonde · d1 vit torn · e1 vit drottning · f1 vit torn · g1 vit kung | b8 svart torn · d8 svart drottning · e8 svart springare · f8 svart torn · g8 svart kung · a7 svart bonde · f7 svart bonde · g7 svart löpare · h7 svart bonde · a6 svart löpare · c6 svart bonde · e6 svart bonde · g6 svart bonde · c5 svart bonde · d5 svart bonde · e5 vit bonde · f4 vit bonde · b3 vit bonde · c3 vit springare · d3 vit bonde · f3 vit springare · a2 vit bonde · c2 vit bonde · d2 vit löpare · g2 vit bonde · h2 vit bonde · d1 vit torn · e1 vit drottning · f1 vit torn · g1 vit kung | 5 |
| 4 | b8 svart torn · d8 svart drottning · e8 svart springare · f8 svart torn · g8 svart kung · a7 svart bonde · f7 svart bonde · g7 svart löpare · h7 svart bonde · a6 svart löpare · c6 svart bonde · e6 svart bonde · g6 svart bonde · c5 svart bonde · d5 svart bonde · e5 vit bonde · f4 vit bonde · b3 vit bonde · c3 vit springare · d3 vit bonde · f3 vit springare · a2 vit bonde · c2 vit bonde · d2 vit löpare · g2 vit bonde · h2 vit bonde · d1 vit torn · e1 vit drottning · f1 vit torn · g1 vit kung | b8 svart torn · d8 svart drottning · e8 svart springare · f8 svart torn · g8 svart kung · a7 svart bonde · f7 svart bonde · g7 svart löpare · h7 svart bonde · a6 svart löpare · c6 svart bonde · e6 svart bonde · g6 svart bonde · c5 svart bonde · d5 svart bonde · e5 vit bonde · f4 vit bonde · b3 vit bonde · c3 vit springare · d3 vit bonde · f3 vit springare · a2 vit bonde · c2 vit bonde · d2 vit löpare · g2 vit bonde · h2 vit bonde · d1 vit torn · e1 vit drottning · f1 vit torn · g1 vit kung | b8 svart torn · d8 svart drottning · e8 svart springare · f8 svart torn · g8 svart kung · a7 svart bonde · f7 svart bonde · g7 svart löpare · h7 svart bonde · a6 svart löpare · c6 svart bonde · e6 svart bonde · g6 svart bonde · c5 svart bonde · d5 svart bonde · e5 vit bonde · f4 vit bonde · b3 vit bonde · c3 vit springare · d3 vit bonde · f3 vit springare · a2 vit bonde · c2 vit bonde · d2 vit löpare · g2 vit bonde · h2 vit bonde · d1 vit torn · e1 vit drottning · f1 vit torn · g1 vit kung | b8 svart torn · d8 svart drottning · e8 svart springare · f8 svart torn · g8 svart kung · a7 svart bonde · f7 svart bonde · g7 svart löpare · h7 svart bonde · a6 svart löpare · c6 svart bonde · e6 svart bonde · g6 svart bonde · c5 svart bonde · d5 svart bonde · e5 vit bonde · f4 vit bonde · b3 vit bonde · c3 vit springare · d3 vit bonde · f3 vit springare · a2 vit bonde · c2 vit bonde · d2 vit löpare · g2 vit bonde · h2 vit bonde · d1 vit torn · e1 vit drottning · f1 vit torn · g1 vit kung | b8 svart torn · d8 svart drottning · e8 svart springare · f8 svart torn · g8 svart kung · a7 svart bonde · f7 svart bonde · g7 svart löpare · h7 svart bonde · a6 svart löpare · c6 svart bonde · e6 svart bonde · g6 svart bonde · c5 svart bonde · d5 svart bonde · e5 vit bonde · f4 vit bonde · b3 vit bonde · c3 vit springare · d3 vit bonde · f3 vit springare · a2 vit bonde · c2 vit bonde · d2 vit löpare · g2 vit bonde · h2 vit bonde · d1 vit torn · e1 vit drottning · f1 vit torn · g1 vit kung | b8 svart torn · d8 svart drottning · e8 svart springare · f8 svart torn · g8 svart kung · a7 svart bonde · f7 svart bonde · g7 svart löpare · h7 svart bonde · a6 svart löpare · c6 svart bonde · e6 svart bonde · g6 svart bonde · c5 svart bonde · d5 svart bonde · e5 vit bonde · f4 vit bonde · b3 vit bonde · c3 vit springare · d3 vit bonde · f3 vit springare · a2 vit bonde · c2 vit bonde · d2 vit löpare · g2 vit bonde · h2 vit bonde · d1 vit torn · e1 vit drottning · f1 vit torn · g1 vit kung | b8 svart torn · d8 svart drottning · e8 svart springare · f8 svart torn · g8 svart kung · a7 svart bonde · f7 svart bonde · g7 svart löpare · h7 svart bonde · a6 svart löpare · c6 svart bonde · e6 svart bonde · g6 svart bonde · c5 svart bonde · d5 svart bonde · e5 vit bonde · f4 vit bonde · b3 vit bonde · c3 vit springare · d3 vit bonde · f3 vit springare · a2 vit bonde · c2 vit bonde · d2 vit löpare · g2 vit bonde · h2 vit bonde · d1 vit torn · e1 vit drottning · f1 vit torn · g1 vit kung | b8 svart torn · d8 svart drottning · e8 svart springare · f8 svart torn · g8 svart kung · a7 svart bonde · f7 svart bonde · g7 svart löpare · h7 svart bonde · a6 svart löpare · c6 svart bonde · e6 svart bonde · g6 svart bonde · c5 svart bonde · d5 svart bonde · e5 vit bonde · f4 vit bonde · b3 vit bonde · c3 vit springare · d3 vit bonde · f3 vit springare · a2 vit bonde · c2 vit bonde · d2 vit löpare · g2 vit bonde · h2 vit bonde · d1 vit torn · e1 vit drottning · f1 vit torn · g1 vit kung | 4 |
| 3 | b8 svart torn · d8 svart drottning · e8 svart springare · f8 svart torn · g8 svart kung · a7 svart bonde · f7 svart bonde · g7 svart löpare · h7 svart bonde · a6 svart löpare · c6 svart bonde · e6 svart bonde · g6 svart bonde · c5 svart bonde · d5 svart bonde · e5 vit bonde · f4 vit bonde · b3 vit bonde · c3 vit springare · d3 vit bonde · f3 vit springare · a2 vit bonde · c2 vit bonde · d2 vit löpare · g2 vit bonde · h2 vit bonde · d1 vit torn · e1 vit drottning · f1 vit torn · g1 vit kung | b8 svart torn · d8 svart drottning · e8 svart springare · f8 svart torn · g8 svart kung · a7 svart bonde · f7 svart bonde · g7 svart löpare · h7 svart bonde · a6 svart löpare · c6 svart bonde · e6 svart bonde · g6 svart bonde · c5 svart bonde · d5 svart bonde · e5 vit bonde · f4 vit bonde · b3 vit bonde · c3 vit springare · d3 vit bonde · f3 vit springare · a2 vit bonde · c2 vit bonde · d2 vit löpare · g2 vit bonde · h2 vit bonde · d1 vit torn · e1 vit drottning · f1 vit torn · g1 vit kung | b8 svart torn · d8 svart drottning · e8 svart springare · f8 svart torn · g8 svart kung · a7 svart bonde · f7 svart bonde · g7 svart löpare · h7 svart bonde · a6 svart löpare · c6 svart bonde · e6 svart bonde · g6 svart bonde · c5 svart bonde · d5 svart bonde · e5 vit bonde · f4 vit bonde · b3 vit bonde · c3 vit springare · d3 vit bonde · f3 vit springare · a2 vit bonde · c2 vit bonde · d2 vit löpare · g2 vit bonde · h2 vit bonde · d1 vit torn · e1 vit drottning · f1 vit torn · g1 vit kung | b8 svart torn · d8 svart drottning · e8 svart springare · f8 svart torn · g8 svart kung · a7 svart bonde · f7 svart bonde · g7 svart löpare · h7 svart bonde · a6 svart löpare · c6 svart bonde · e6 svart bonde · g6 svart bonde · c5 svart bonde · d5 svart bonde · e5 vit bonde · f4 vit bonde · b3 vit bonde · c3 vit springare · d3 vit bonde · f3 vit springare · a2 vit bonde · c2 vit bonde · d2 vit löpare · g2 vit bonde · h2 vit bonde · d1 vit torn · e1 vit drottning · f1 vit torn · g1 vit kung | b8 svart torn · d8 svart drottning · e8 svart springare · f8 svart torn · g8 svart kung · a7 svart bonde · f7 svart bonde · g7 svart löpare · h7 svart bonde · a6 svart löpare · c6 svart bonde · e6 svart bonde · g6 svart bonde · c5 svart bonde · d5 svart bonde · e5 vit bonde · f4 vit bonde · b3 vit bonde · c3 vit springare · d3 vit bonde · f3 vit springare · a2 vit bonde · c2 vit bonde · d2 vit löpare · g2 vit bonde · h2 vit bonde · d1 vit torn · e1 vit drottning · f1 vit torn · g1 vit kung | b8 svart torn · d8 svart drottning · e8 svart springare · f8 svart torn · g8 svart kung · a7 svart bonde · f7 svart bonde · g7 svart löpare · h7 svart bonde · a6 svart löpare · c6 svart bonde · e6 svart bonde · g6 svart bonde · c5 svart bonde · d5 svart bonde · e5 vit bonde · f4 vit bonde · b3 vit bonde · c3 vit springare · d3 vit bonde · f3 vit springare · a2 vit bonde · c2 vit bonde · d2 vit löpare · g2 vit bonde · h2 vit bonde · d1 vit torn · e1 vit drottning · f1 vit torn · g1 vit kung | b8 svart torn · d8 svart drottning · e8 svart springare · f8 svart torn · g8 svart kung · a7 svart bonde · f7 svart bonde · g7 svart löpare · h7 svart bonde · a6 svart löpare · c6 svart bonde · e6 svart bonde · g6 svart bonde · c5 svart bonde · d5 svart bonde · e5 vit bonde · f4 vit bonde · b3 vit bonde · c3 vit springare · d3 vit bonde · f3 vit springare · a2 vit bonde · c2 vit bonde · d2 vit löpare · g2 vit bonde · h2 vit bonde · d1 vit torn · e1 vit drottning · f1 vit torn · g1 vit kung | b8 svart torn · d8 svart drottning · e8 svart springare · f8 svart torn · g8 svart kung · a7 svart bonde · f7 svart bonde · g7 svart löpare · h7 svart bonde · a6 svart löpare · c6 svart bonde · e6 svart bonde · g6 svart bonde · c5 svart bonde · d5 svart bonde · e5 vit bonde · f4 vit bonde · b3 vit bonde · c3 vit springare · d3 vit bonde · f3 vit springare · a2 vit bonde · c2 vit bonde · d2 vit löpare · g2 vit bonde · h2 vit bonde · d1 vit torn · e1 vit drottning · f1 vit torn · g1 vit kung | 3 |
| 2 | b8 svart torn · d8 svart drottning · e8 svart springare · f8 svart torn · g8 svart kung · a7 svart bonde · f7 svart bonde · g7 svart löpare · h7 svart bonde · a6 svart löpare · c6 svart bonde · e6 svart bonde · g6 svart bonde · c5 svart bonde · d5 svart bonde · e5 vit bonde · f4 vit bonde · b3 vit bonde · c3 vit springare · d3 vit bonde · f3 vit springare · a2 vit bonde · c2 vit bonde · d2 vit löpare · g2 vit bonde · h2 vit bonde · d1 vit torn · e1 vit drottning · f1 vit torn · g1 vit kung | b8 svart torn · d8 svart drottning · e8 svart springare · f8 svart torn · g8 svart kung · a7 svart bonde · f7 svart bonde · g7 svart löpare · h7 svart bonde · a6 svart löpare · c6 svart bonde · e6 svart bonde · g6 svart bonde · c5 svart bonde · d5 svart bonde · e5 vit bonde · f4 vit bonde · b3 vit bonde · c3 vit springare · d3 vit bonde · f3 vit springare · a2 vit bonde · c2 vit bonde · d2 vit löpare · g2 vit bonde · h2 vit bonde · d1 vit torn · e1 vit drottning · f1 vit torn · g1 vit kung | b8 svart torn · d8 svart drottning · e8 svart springare · f8 svart torn · g8 svart kung · a7 svart bonde · f7 svart bonde · g7 svart löpare · h7 svart bonde · a6 svart löpare · c6 svart bonde · e6 svart bonde · g6 svart bonde · c5 svart bonde · d5 svart bonde · e5 vit bonde · f4 vit bonde · b3 vit bonde · c3 vit springare · d3 vit bonde · f3 vit springare · a2 vit bonde · c2 vit bonde · d2 vit löpare · g2 vit bonde · h2 vit bonde · d1 vit torn · e1 vit drottning · f1 vit torn · g1 vit kung | b8 svart torn · d8 svart drottning · e8 svart springare · f8 svart torn · g8 svart kung · a7 svart bonde · f7 svart bonde · g7 svart löpare · h7 svart bonde · a6 svart löpare · c6 svart bonde · e6 svart bonde · g6 svart bonde · c5 svart bonde · d5 svart bonde · e5 vit bonde · f4 vit bonde · b3 vit bonde · c3 vit springare · d3 vit bonde · f3 vit springare · a2 vit bonde · c2 vit bonde · d2 vit löpare · g2 vit bonde · h2 vit bonde · d1 vit torn · e1 vit drottning · f1 vit torn · g1 vit kung | b8 svart torn · d8 svart drottning · e8 svart springare · f8 svart torn · g8 svart kung · a7 svart bonde · f7 svart bonde · g7 svart löpare · h7 svart bonde · a6 svart löpare · c6 svart bonde · e6 svart bonde · g6 svart bonde · c5 svart bonde · d5 svart bonde · e5 vit bonde · f4 vit bonde · b3 vit bonde · c3 vit springare · d3 vit bonde · f3 vit springare · a2 vit bonde · c2 vit bonde · d2 vit löpare · g2 vit bonde · h2 vit bonde · d1 vit torn · e1 vit drottning · f1 vit torn · g1 vit kung | b8 svart torn · d8 svart drottning · e8 svart springare · f8 svart torn · g8 svart kung · a7 svart bonde · f7 svart bonde · g7 svart löpare · h7 svart bonde · a6 svart löpare · c6 svart bonde · e6 svart bonde · g6 svart bonde · c5 svart bonde · d5 svart bonde · e5 vit bonde · f4 vit bonde · b3 vit bonde · c3 vit springare · d3 vit bonde · f3 vit springare · a2 vit bonde · c2 vit bonde · d2 vit löpare · g2 vit bonde · h2 vit bonde · d1 vit torn · e1 vit drottning · f1 vit torn · g1 vit kung | b8 svart torn · d8 svart drottning · e8 svart springare · f8 svart torn · g8 svart kung · a7 svart bonde · f7 svart bonde · g7 svart löpare · h7 svart bonde · a6 svart löpare · c6 svart bonde · e6 svart bonde · g6 svart bonde · c5 svart bonde · d5 svart bonde · e5 vit bonde · f4 vit bonde · b3 vit bonde · c3 vit springare · d3 vit bonde · f3 vit springare · a2 vit bonde · c2 vit bonde · d2 vit löpare · g2 vit bonde · h2 vit bonde · d1 vit torn · e1 vit drottning · f1 vit torn · g1 vit kung | b8 svart torn · d8 svart drottning · e8 svart springare · f8 svart torn · g8 svart kung · a7 svart bonde · f7 svart bonde · g7 svart löpare · h7 svart bonde · a6 svart löpare · c6 svart bonde · e6 svart bonde · g6 svart bonde · c5 svart bonde · d5 svart bonde · e5 vit bonde · f4 vit bonde · b3 vit bonde · c3 vit springare · d3 vit bonde · f3 vit springare · a2 vit bonde · c2 vit bonde · d2 vit löpare · g2 vit bonde · h2 vit bonde · d1 vit torn · e1 vit drottning · f1 vit torn · g1 vit kung | 2 |
| 1 | b8 svart torn · d8 svart drottning · e8 svart springare · f8 svart torn · g8 svart kung · a7 svart bonde · f7 svart bonde · g7 svart löpare · h7 svart bonde · a6 svart löpare · c6 svart bonde · e6 svart bonde · g6 svart bonde · c5 svart bonde · d5 svart bonde · e5 vit bonde · f4 vit bonde · b3 vit bonde · c3 vit springare · d3 vit bonde · f3 vit springare · a2 vit bonde · c2 vit bonde · d2 vit löpare · g2 vit bonde · h2 vit bonde · d1 vit torn · e1 vit drottning · f1 vit torn · g1 vit kung | b8 svart torn · d8 svart drottning · e8 svart springare · f8 svart torn · g8 svart kung · a7 svart bonde · f7 svart bonde · g7 svart löpare · h7 svart bonde · a6 svart löpare · c6 svart bonde · e6 svart bonde · g6 svart bonde · c5 svart bonde · d5 svart bonde · e5 vit bonde · f4 vit bonde · b3 vit bonde · c3 vit springare · d3 vit bonde · f3 vit springare · a2 vit bonde · c2 vit bonde · d2 vit löpare · g2 vit bonde · h2 vit bonde · d1 vit torn · e1 vit drottning · f1 vit torn · g1 vit kung | b8 svart torn · d8 svart drottning · e8 svart springare · f8 svart torn · g8 svart kung · a7 svart bonde · f7 svart bonde · g7 svart löpare · h7 svart bonde · a6 svart löpare · c6 svart bonde · e6 svart bonde · g6 svart bonde · c5 svart bonde · d5 svart bonde · e5 vit bonde · f4 vit bonde · b3 vit bonde · c3 vit springare · d3 vit bonde · f3 vit springare · a2 vit bonde · c2 vit bonde · d2 vit löpare · g2 vit bonde · h2 vit bonde · d1 vit torn · e1 vit drottning · f1 vit torn · g1 vit kung | b8 svart torn · d8 svart drottning · e8 svart springare · f8 svart torn · g8 svart kung · a7 svart bonde · f7 svart bonde · g7 svart löpare · h7 svart bonde · a6 svart löpare · c6 svart bonde · e6 svart bonde · g6 svart bonde · c5 svart bonde · d5 svart bonde · e5 vit bonde · f4 vit bonde · b3 vit bonde · c3 vit springare · d3 vit bonde · f3 vit springare · a2 vit bonde · c2 vit bonde · d2 vit löpare · g2 vit bonde · h2 vit bonde · d1 vit torn · e1 vit drottning · f1 vit torn · g1 vit kung | b8 svart torn · d8 svart drottning · e8 svart springare · f8 svart torn · g8 svart kung · a7 svart bonde · f7 svart bonde · g7 svart löpare · h7 svart bonde · a6 svart löpare · c6 svart bonde · e6 svart bonde · g6 svart bonde · c5 svart bonde · d5 svart bonde · e5 vit bonde · f4 vit bonde · b3 vit bonde · c3 vit springare · d3 vit bonde · f3 vit springare · a2 vit bonde · c2 vit bonde · d2 vit löpare · g2 vit bonde · h2 vit bonde · d1 vit torn · e1 vit drottning · f1 vit torn · g1 vit kung | b8 svart torn · d8 svart drottning · e8 svart springare · f8 svart torn · g8 svart kung · a7 svart bonde · f7 svart bonde · g7 svart löpare · h7 svart bonde · a6 svart löpare · c6 svart bonde · e6 svart bonde · g6 svart bonde · c5 svart bonde · d5 svart bonde · e5 vit bonde · f4 vit bonde · b3 vit bonde · c3 vit springare · d3 vit bonde · f3 vit springare · a2 vit bonde · c2 vit bonde · d2 vit löpare · g2 vit bonde · h2 vit bonde · d1 vit torn · e1 vit drottning · f1 vit torn · g1 vit kung | b8 svart torn · d8 svart drottning · e8 svart springare · f8 svart torn · g8 svart kung · a7 svart bonde · f7 svart bonde · g7 svart löpare · h7 svart bonde · a6 svart löpare · c6 svart bonde · e6 svart bonde · g6 svart bonde · c5 svart bonde · d5 svart bonde · e5 vit bonde · f4 vit bonde · b3 vit bonde · c3 vit springare · d3 vit bonde · f3 vit springare · a2 vit bonde · c2 vit bonde · d2 vit löpare · g2 vit bonde · h2 vit bonde · d1 vit torn · e1 vit drottning · f1 vit torn · g1 vit kung | b8 svart torn · d8 svart drottning · e8 svart springare · f8 svart torn · g8 svart kung · a7 svart bonde · f7 svart bonde · g7 svart löpare · h7 svart bonde · a6 svart löpare · c6 svart bonde · e6 svart bonde · g6 svart bonde · c5 svart bonde · d5 svart bonde · e5 vit bonde · f4 vit bonde · b3 vit bonde · c3 vit springare · d3 vit bonde · f3 vit springare · a2 vit bonde · c2 vit bonde · d2 vit löpare · g2 vit bonde · h2 vit bonde · d1 vit torn · e1 vit drottning · f1 vit torn · g1 vit kung | 1 |
|   | a | b | c | d | e | f | g | h |   |

I lugna ställningar med positionellt spel är långsiktiga angrepp mot svaga bönder en vanlig plan. Isolerade, efterblivna och dubbelbönder, och basen i en bondekedja, är tacksamma mål, speciellt när de står på halvöppna linjer.
Innan man angriper en svag bonde är det viktigt att se till att den är ordentligt fixerad eller blockerad så att motståndaren inte kan frigöra sig och byta av bonden.
I diagrammet är svarts bonde på c5 svag. Den kan inte garderas av andra bönder eller bakifrån av ett torn. Vits plan är att fixera bonden och sen angripa den med springaren (från a4), löparen (från e3 eller a3) och damen (från a5).
Partiet fortsatte 14.Sa4 De7 15.c4 (fixerar bonden) 15…Sc7 16.Le3 d4 17.Lc1 Lb7 18.La3 Sa6 19.Da5 Sb4 20.Dxc5 Dxc5 21.Sxc5. 
Vit har erövrat bonden och vann senare partiet.

## Svaga fält
|   | a | b | c | d | e | f | g | h |   |
| 8 | a8 svart torn · e8 svart torn · g8 svart kung · a7 svart bonde · b7 svart bonde · f7 svart bonde · g7 svart bonde · h7 svart bonde · d6 svart bonde · f6 svart löpare · d5 vit springare · e5 svart bonde · f5 vit bonde · c4 svart drottning · e4 vit bonde · a2 vit bonde · b2 vit bonde · c2 vit bonde · g2 vit bonde · h2 vit bonde · a1 vit torn · e1 vit drottning · f1 vit torn · g1 vit kung | a8 svart torn · e8 svart torn · g8 svart kung · a7 svart bonde · b7 svart bonde · f7 svart bonde · g7 svart bonde · h7 svart bonde · d6 svart bonde · f6 svart löpare · d5 vit springare · e5 svart bonde · f5 vit bonde · c4 svart drottning · e4 vit bonde · a2 vit bonde · b2 vit bonde · c2 vit bonde · g2 vit bonde · h2 vit bonde · a1 vit torn · e1 vit drottning · f1 vit torn · g1 vit kung | a8 svart torn · e8 svart torn · g8 svart kung · a7 svart bonde · b7 svart bonde · f7 svart bonde · g7 svart bonde · h7 svart bonde · d6 svart bonde · f6 svart löpare · d5 vit springare · e5 svart bonde · f5 vit bonde · c4 svart drottning · e4 vit bonde · a2 vit bonde · b2 vit bonde · c2 vit bonde · g2 vit bonde · h2 vit bonde · a1 vit torn · e1 vit drottning · f1 vit torn · g1 vit kung | a8 svart torn · e8 svart torn · g8 svart kung · a7 svart bonde · b7 svart bonde · f7 svart bonde · g7 svart bonde · h7 svart bonde · d6 svart bonde · f6 svart löpare · d5 vit springare · e5 svart bonde · f5 vit bonde · c4 svart drottning · e4 vit bonde · a2 vit bonde · b2 vit bonde · c2 vit bonde · g2 vit bonde · h2 vit bonde · a1 vit torn · e1 vit drottning · f1 vit torn · g1 vit kung | a8 svart torn · e8 svart torn · g8 svart kung · a7 svart bonde · b7 svart bonde · f7 svart bonde · g7 svart bonde · h7 svart bonde · d6 svart bonde · f6 svart löpare · d5 vit springare · e5 svart bonde · f5 vit bonde · c4 svart drottning · e4 vit bonde · a2 vit bonde · b2 vit bonde · c2 vit bonde · g2 vit bonde · h2 vit bonde · a1 vit torn · e1 vit drottning · f1 vit torn · g1 vit kung | a8 svart torn · e8 svart torn · g8 svart kung · a7 svart bonde · b7 svart bonde · f7 svart bonde · g7 svart bonde · h7 svart bonde · d6 svart bonde · f6 svart löpare · d5 vit springare · e5 svart bonde · f5 vit bonde · c4 svart drottning · e4 vit bonde · a2 vit bonde · b2 vit bonde · c2 vit bonde · g2 vit bonde · h2 vit bonde · a1 vit torn · e1 vit drottning · f1 vit torn · g1 vit kung | a8 svart torn · e8 svart torn · g8 svart kung · a7 svart bonde · b7 svart bonde · f7 svart bonde · g7 svart bonde · h7 svart bonde · d6 svart bonde · f6 svart löpare · d5 vit springare · e5 svart bonde · f5 vit bonde · c4 svart drottning · e4 vit bonde · a2 vit bonde · b2 vit bonde · c2 vit bonde · g2 vit bonde · h2 vit bonde · a1 vit torn · e1 vit drottning · f1 vit torn · g1 vit kung | a8 svart torn · e8 svart torn · g8 svart kung · a7 svart bonde · b7 svart bonde · f7 svart bonde · g7 svart bonde · h7 svart bonde · d6 svart bonde · f6 svart löpare · d5 vit springare · e5 svart bonde · f5 vit bonde · c4 svart drottning · e4 vit bonde · a2 vit bonde · b2 vit bonde · c2 vit bonde · g2 vit bonde · h2 vit bonde · a1 vit torn · e1 vit drottning · f1 vit torn · g1 vit kung | 8 |
| 7 | a8 svart torn · e8 svart torn · g8 svart kung · a7 svart bonde · b7 svart bonde · f7 svart bonde · g7 svart bonde · h7 svart bonde · d6 svart bonde · f6 svart löpare · d5 vit springare · e5 svart bonde · f5 vit bonde · c4 svart drottning · e4 vit bonde · a2 vit bonde · b2 vit bonde · c2 vit bonde · g2 vit bonde · h2 vit bonde · a1 vit torn · e1 vit drottning · f1 vit torn · g1 vit kung | a8 svart torn · e8 svart torn · g8 svart kung · a7 svart bonde · b7 svart bonde · f7 svart bonde · g7 svart bonde · h7 svart bonde · d6 svart bonde · f6 svart löpare · d5 vit springare · e5 svart bonde · f5 vit bonde · c4 svart drottning · e4 vit bonde · a2 vit bonde · b2 vit bonde · c2 vit bonde · g2 vit bonde · h2 vit bonde · a1 vit torn · e1 vit drottning · f1 vit torn · g1 vit kung | a8 svart torn · e8 svart torn · g8 svart kung · a7 svart bonde · b7 svart bonde · f7 svart bonde · g7 svart bonde · h7 svart bonde · d6 svart bonde · f6 svart löpare · d5 vit springare · e5 svart bonde · f5 vit bonde · c4 svart drottning · e4 vit bonde · a2 vit bonde · b2 vit bonde · c2 vit bonde · g2 vit bonde · h2 vit bonde · a1 vit torn · e1 vit drottning · f1 vit torn · g1 vit kung | a8 svart torn · e8 svart torn · g8 svart kung · a7 svart bonde · b7 svart bonde · f7 svart bonde · g7 svart bonde · h7 svart bonde · d6 svart bonde · f6 svart löpare · d5 vit springare · e5 svart bonde · f5 vit bonde · c4 svart drottning · e4 vit bonde · a2 vit bonde · b2 vit bonde · c2 vit bonde · g2 vit bonde · h2 vit bonde · a1 vit torn · e1 vit drottning · f1 vit torn · g1 vit kung | a8 svart torn · e8 svart torn · g8 svart kung · a7 svart bonde · b7 svart bonde · f7 svart bonde · g7 svart bonde · h7 svart bonde · d6 svart bonde · f6 svart löpare · d5 vit springare · e5 svart bonde · f5 vit bonde · c4 svart drottning · e4 vit bonde · a2 vit bonde · b2 vit bonde · c2 vit bonde · g2 vit bonde · h2 vit bonde · a1 vit torn · e1 vit drottning · f1 vit torn · g1 vit kung | a8 svart torn · e8 svart torn · g8 svart kung · a7 svart bonde · b7 svart bonde · f7 svart bonde · g7 svart bonde · h7 svart bonde · d6 svart bonde · f6 svart löpare · d5 vit springare · e5 svart bonde · f5 vit bonde · c4 svart drottning · e4 vit bonde · a2 vit bonde · b2 vit bonde · c2 vit bonde · g2 vit bonde · h2 vit bonde · a1 vit torn · e1 vit drottning · f1 vit torn · g1 vit kung | a8 svart torn · e8 svart torn · g8 svart kung · a7 svart bonde · b7 svart bonde · f7 svart bonde · g7 svart bonde · h7 svart bonde · d6 svart bonde · f6 svart löpare · d5 vit springare · e5 svart bonde · f5 vit bonde · c4 svart drottning · e4 vit bonde · a2 vit bonde · b2 vit bonde · c2 vit bonde · g2 vit bonde · h2 vit bonde · a1 vit torn · e1 vit drottning · f1 vit torn · g1 vit kung | a8 svart torn · e8 svart torn · g8 svart kung · a7 svart bonde · b7 svart bonde · f7 svart bonde · g7 svart bonde · h7 svart bonde · d6 svart bonde · f6 svart löpare · d5 vit springare · e5 svart bonde · f5 vit bonde · c4 svart drottning · e4 vit bonde · a2 vit bonde · b2 vit bonde · c2 vit bonde · g2 vit bonde · h2 vit bonde · a1 vit torn · e1 vit drottning · f1 vit torn · g1 vit kung | 7 |
| 6 | a8 svart torn · e8 svart torn · g8 svart kung · a7 svart bonde · b7 svart bonde · f7 svart bonde · g7 svart bonde · h7 svart bonde · d6 svart bonde · f6 svart löpare · d5 vit springare · e5 svart bonde · f5 vit bonde · c4 svart drottning · e4 vit bonde · a2 vit bonde · b2 vit bonde · c2 vit bonde · g2 vit bonde · h2 vit bonde · a1 vit torn · e1 vit drottning · f1 vit torn · g1 vit kung | a8 svart torn · e8 svart torn · g8 svart kung · a7 svart bonde · b7 svart bonde · f7 svart bonde · g7 svart bonde · h7 svart bonde · d6 svart bonde · f6 svart löpare · d5 vit springare · e5 svart bonde · f5 vit bonde · c4 svart drottning · e4 vit bonde · a2 vit bonde · b2 vit bonde · c2 vit bonde · g2 vit bonde · h2 vit bonde · a1 vit torn · e1 vit drottning · f1 vit torn · g1 vit kung | a8 svart torn · e8 svart torn · g8 svart kung · a7 svart bonde · b7 svart bonde · f7 svart bonde · g7 svart bonde · h7 svart bonde · d6 svart bonde · f6 svart löpare · d5 vit springare · e5 svart bonde · f5 vit bonde · c4 svart drottning · e4 vit bonde · a2 vit bonde · b2 vit bonde · c2 vit bonde · g2 vit bonde · h2 vit bonde · a1 vit torn · e1 vit drottning · f1 vit torn · g1 vit kung | a8 svart torn · e8 svart torn · g8 svart kung · a7 svart bonde · b7 svart bonde · f7 svart bonde · g7 svart bonde · h7 svart bonde · d6 svart bonde · f6 svart löpare · d5 vit springare · e5 svart bonde · f5 vit bonde · c4 svart drottning · e4 vit bonde · a2 vit bonde · b2 vit bonde · c2 vit bonde · g2 vit bonde · h2 vit bonde · a1 vit torn · e1 vit drottning · f1 vit torn · g1 vit kung | a8 svart torn · e8 svart torn · g8 svart kung · a7 svart bonde · b7 svart bonde · f7 svart bonde · g7 svart bonde · h7 svart bonde · d6 svart bonde · f6 svart löpare · d5 vit springare · e5 svart bonde · f5 vit bonde · c4 svart drottning · e4 vit bonde · a2 vit bonde · b2 vit bonde · c2 vit bonde · g2 vit bonde · h2 vit bonde · a1 vit torn · e1 vit drottning · f1 vit torn · g1 vit kung | a8 svart torn · e8 svart torn · g8 svart kung · a7 svart bonde · b7 svart bonde · f7 svart bonde · g7 svart bonde · h7 svart bonde · d6 svart bonde · f6 svart löpare · d5 vit springare · e5 svart bonde · f5 vit bonde · c4 svart drottning · e4 vit bonde · a2 vit bonde · b2 vit bonde · c2 vit bonde · g2 vit bonde · h2 vit bonde · a1 vit torn · e1 vit drottning · f1 vit torn · g1 vit kung | a8 svart torn · e8 svart torn · g8 svart kung · a7 svart bonde · b7 svart bonde · f7 svart bonde · g7 svart bonde · h7 svart bonde · d6 svart bonde · f6 svart löpare · d5 vit springare · e5 svart bonde · f5 vit bonde · c4 svart drottning · e4 vit bonde · a2 vit bonde · b2 vit bonde · c2 vit bonde · g2 vit bonde · h2 vit bonde · a1 vit torn · e1 vit drottning · f1 vit torn · g1 vit kung | a8 svart torn · e8 svart torn · g8 svart kung · a7 svart bonde · b7 svart bonde · f7 svart bonde · g7 svart bonde · h7 svart bonde · d6 svart bonde · f6 svart löpare · d5 vit springare · e5 svart bonde · f5 vit bonde · c4 svart drottning · e4 vit bonde · a2 vit bonde · b2 vit bonde · c2 vit bonde · g2 vit bonde · h2 vit bonde · a1 vit torn · e1 vit drottning · f1 vit torn · g1 vit kung | 6 |
| 5 | a8 svart torn · e8 svart torn · g8 svart kung · a7 svart bonde · b7 svart bonde · f7 svart bonde · g7 svart bonde · h7 svart bonde · d6 svart bonde · f6 svart löpare · d5 vit springare · e5 svart bonde · f5 vit bonde · c4 svart drottning · e4 vit bonde · a2 vit bonde · b2 vit bonde · c2 vit bonde · g2 vit bonde · h2 vit bonde · a1 vit torn · e1 vit drottning · f1 vit torn · g1 vit kung | a8 svart torn · e8 svart torn · g8 svart kung · a7 svart bonde · b7 svart bonde · f7 svart bonde · g7 svart bonde · h7 svart bonde · d6 svart bonde · f6 svart löpare · d5 vit springare · e5 svart bonde · f5 vit bonde · c4 svart drottning · e4 vit bonde · a2 vit bonde · b2 vit bonde · c2 vit bonde · g2 vit bonde · h2 vit bonde · a1 vit torn · e1 vit drottning · f1 vit torn · g1 vit kung | a8 svart torn · e8 svart torn · g8 svart kung · a7 svart bonde · b7 svart bonde · f7 svart bonde · g7 svart bonde · h7 svart bonde · d6 svart bonde · f6 svart löpare · d5 vit springare · e5 svart bonde · f5 vit bonde · c4 svart drottning · e4 vit bonde · a2 vit bonde · b2 vit bonde · c2 vit bonde · g2 vit bonde · h2 vit bonde · a1 vit torn · e1 vit drottning · f1 vit torn · g1 vit kung | a8 svart torn · e8 svart torn · g8 svart kung · a7 svart bonde · b7 svart bonde · f7 svart bonde · g7 svart bonde · h7 svart bonde · d6 svart bonde · f6 svart löpare · d5 vit springare · e5 svart bonde · f5 vit bonde · c4 svart drottning · e4 vit bonde · a2 vit bonde · b2 vit bonde · c2 vit bonde · g2 vit bonde · h2 vit bonde · a1 vit torn · e1 vit drottning · f1 vit torn · g1 vit kung | a8 svart torn · e8 svart torn · g8 svart kung · a7 svart bonde · b7 svart bonde · f7 svart bonde · g7 svart bonde · h7 svart bonde · d6 svart bonde · f6 svart löpare · d5 vit springare · e5 svart bonde · f5 vit bonde · c4 svart drottning · e4 vit bonde · a2 vit bonde · b2 vit bonde · c2 vit bonde · g2 vit bonde · h2 vit bonde · a1 vit torn · e1 vit drottning · f1 vit torn · g1 vit kung | a8 svart torn · e8 svart torn · g8 svart kung · a7 svart bonde · b7 svart bonde · f7 svart bonde · g7 svart bonde · h7 svart bonde · d6 svart bonde · f6 svart löpare · d5 vit springare · e5 svart bonde · f5 vit bonde · c4 svart drottning · e4 vit bonde · a2 vit bonde · b2 vit bonde · c2 vit bonde · g2 vit bonde · h2 vit bonde · a1 vit torn · e1 vit drottning · f1 vit torn · g1 vit kung | a8 svart torn · e8 svart torn · g8 svart kung · a7 svart bonde · b7 svart bonde · f7 svart bonde · g7 svart bonde · h7 svart bonde · d6 svart bonde · f6 svart löpare · d5 vit springare · e5 svart bonde · f5 vit bonde · c4 svart drottning · e4 vit bonde · a2 vit bonde · b2 vit bonde · c2 vit bonde · g2 vit bonde · h2 vit bonde · a1 vit torn · e1 vit drottning · f1 vit torn · g1 vit kung | a8 svart torn · e8 svart torn · g8 svart kung · a7 svart bonde · b7 svart bonde · f7 svart bonde · g7 svart bonde · h7 svart bonde · d6 svart bonde · f6 svart löpare · d5 vit springare · e5 svart bonde · f5 vit bonde · c4 svart drottning · e4 vit bonde · a2 vit bonde · b2 vit bonde · c2 vit bonde · g2 vit bonde · h2 vit bonde · a1 vit torn · e1 vit drottning · f1 vit torn · g1 vit kung | 5 |
| 4 | a8 svart torn · e8 svart torn · g8 svart kung · a7 svart bonde · b7 svart bonde · f7 svart bonde · g7 svart bonde · h7 svart bonde · d6 svart bonde · f6 svart löpare · d5 vit springare · e5 svart bonde · f5 vit bonde · c4 svart drottning · e4 vit bonde · a2 vit bonde · b2 vit bonde · c2 vit bonde · g2 vit bonde · h2 vit bonde · a1 vit torn · e1 vit drottning · f1 vit torn · g1 vit kung | a8 svart torn · e8 svart torn · g8 svart kung · a7 svart bonde · b7 svart bonde · f7 svart bonde · g7 svart bonde · h7 svart bonde · d6 svart bonde · f6 svart löpare · d5 vit springare · e5 svart bonde · f5 vit bonde · c4 svart drottning · e4 vit bonde · a2 vit bonde · b2 vit bonde · c2 vit bonde · g2 vit bonde · h2 vit bonde · a1 vit torn · e1 vit drottning · f1 vit torn · g1 vit kung | a8 svart torn · e8 svart torn · g8 svart kung · a7 svart bonde · b7 svart bonde · f7 svart bonde · g7 svart bonde · h7 svart bonde · d6 svart bonde · f6 svart löpare · d5 vit springare · e5 svart bonde · f5 vit bonde · c4 svart drottning · e4 vit bonde · a2 vit bonde · b2 vit bonde · c2 vit bonde · g2 vit bonde · h2 vit bonde · a1 vit torn · e1 vit drottning · f1 vit torn · g1 vit kung | a8 svart torn · e8 svart torn · g8 svart kung · a7 svart bonde · b7 svart bonde · f7 svart bonde · g7 svart bonde · h7 svart bonde · d6 svart bonde · f6 svart löpare · d5 vit springare · e5 svart bonde · f5 vit bonde · c4 svart drottning · e4 vit bonde · a2 vit bonde · b2 vit bonde · c2 vit bonde · g2 vit bonde · h2 vit bonde · a1 vit torn · e1 vit drottning · f1 vit torn · g1 vit kung | a8 svart torn · e8 svart torn · g8 svart kung · a7 svart bonde · b7 svart bonde · f7 svart bonde · g7 svart bonde · h7 svart bonde · d6 svart bonde · f6 svart löpare · d5 vit springare · e5 svart bonde · f5 vit bonde · c4 svart drottning · e4 vit bonde · a2 vit bonde · b2 vit bonde · c2 vit bonde · g2 vit bonde · h2 vit bonde · a1 vit torn · e1 vit drottning · f1 vit torn · g1 vit kung | a8 svart torn · e8 svart torn · g8 svart kung · a7 svart bonde · b7 svart bonde · f7 svart bonde · g7 svart bonde · h7 svart bonde · d6 svart bonde · f6 svart löpare · d5 vit springare · e5 svart bonde · f5 vit bonde · c4 svart drottning · e4 vit bonde · a2 vit bonde · b2 vit bonde · c2 vit bonde · g2 vit bonde · h2 vit bonde · a1 vit torn · e1 vit drottning · f1 vit torn · g1 vit kung | a8 svart torn · e8 svart torn · g8 svart kung · a7 svart bonde · b7 svart bonde · f7 svart bonde · g7 svart bonde · h7 svart bonde · d6 svart bonde · f6 svart löpare · d5 vit springare · e5 svart bonde · f5 vit bonde · c4 svart drottning · e4 vit bonde · a2 vit bonde · b2 vit bonde · c2 vit bonde · g2 vit bonde · h2 vit bonde · a1 vit torn · e1 vit drottning · f1 vit torn · g1 vit kung | a8 svart torn · e8 svart torn · g8 svart kung · a7 svart bonde · b7 svart bonde · f7 svart bonde · g7 svart bonde · h7 svart bonde · d6 svart bonde · f6 svart löpare · d5 vit springare · e5 svart bonde · f5 vit bonde · c4 svart drottning · e4 vit bonde · a2 vit bonde · b2 vit bonde · c2 vit bonde · g2 vit bonde · h2 vit bonde · a1 vit torn · e1 vit drottning · f1 vit torn · g1 vit kung | 4 |
| 3 | a8 svart torn · e8 svart torn · g8 svart kung · a7 svart bonde · b7 svart bonde · f7 svart bonde · g7 svart bonde · h7 svart bonde · d6 svart bonde · f6 svart löpare · d5 vit springare · e5 svart bonde · f5 vit bonde · c4 svart drottning · e4 vit bonde · a2 vit bonde · b2 vit bonde · c2 vit bonde · g2 vit bonde · h2 vit bonde · a1 vit torn · e1 vit drottning · f1 vit torn · g1 vit kung | a8 svart torn · e8 svart torn · g8 svart kung · a7 svart bonde · b7 svart bonde · f7 svart bonde · g7 svart bonde · h7 svart bonde · d6 svart bonde · f6 svart löpare · d5 vit springare · e5 svart bonde · f5 vit bonde · c4 svart drottning · e4 vit bonde · a2 vit bonde · b2 vit bonde · c2 vit bonde · g2 vit bonde · h2 vit bonde · a1 vit torn · e1 vit drottning · f1 vit torn · g1 vit kung | a8 svart torn · e8 svart torn · g8 svart kung · a7 svart bonde · b7 svart bonde · f7 svart bonde · g7 svart bonde · h7 svart bonde · d6 svart bonde · f6 svart löpare · d5 vit springare · e5 svart bonde · f5 vit bonde · c4 svart drottning · e4 vit bonde · a2 vit bonde · b2 vit bonde · c2 vit bonde · g2 vit bonde · h2 vit bonde · a1 vit torn · e1 vit drottning · f1 vit torn · g1 vit kung | a8 svart torn · e8 svart torn · g8 svart kung · a7 svart bonde · b7 svart bonde · f7 svart bonde · g7 svart bonde · h7 svart bonde · d6 svart bonde · f6 svart löpare · d5 vit springare · e5 svart bonde · f5 vit bonde · c4 svart drottning · e4 vit bonde · a2 vit bonde · b2 vit bonde · c2 vit bonde · g2 vit bonde · h2 vit bonde · a1 vit torn · e1 vit drottning · f1 vit torn · g1 vit kung | a8 svart torn · e8 svart torn · g8 svart kung · a7 svart bonde · b7 svart bonde · f7 svart bonde · g7 svart bonde · h7 svart bonde · d6 svart bonde · f6 svart löpare · d5 vit springare · e5 svart bonde · f5 vit bonde · c4 svart drottning · e4 vit bonde · a2 vit bonde · b2 vit bonde · c2 vit bonde · g2 vit bonde · h2 vit bonde · a1 vit torn · e1 vit drottning · f1 vit torn · g1 vit kung | a8 svart torn · e8 svart torn · g8 svart kung · a7 svart bonde · b7 svart bonde · f7 svart bonde · g7 svart bonde · h7 svart bonde · d6 svart bonde · f6 svart löpare · d5 vit springare · e5 svart bonde · f5 vit bonde · c4 svart drottning · e4 vit bonde · a2 vit bonde · b2 vit bonde · c2 vit bonde · g2 vit bonde · h2 vit bonde · a1 vit torn · e1 vit drottning · f1 vit torn · g1 vit kung | a8 svart torn · e8 svart torn · g8 svart kung · a7 svart bonde · b7 svart bonde · f7 svart bonde · g7 svart bonde · h7 svart bonde · d6 svart bonde · f6 svart löpare · d5 vit springare · e5 svart bonde · f5 vit bonde · c4 svart drottning · e4 vit bonde · a2 vit bonde · b2 vit bonde · c2 vit bonde · g2 vit bonde · h2 vit bonde · a1 vit torn · e1 vit drottning · f1 vit torn · g1 vit kung | a8 svart torn · e8 svart torn · g8 svart kung · a7 svart bonde · b7 svart bonde · f7 svart bonde · g7 svart bonde · h7 svart bonde · d6 svart bonde · f6 svart löpare · d5 vit springare · e5 svart bonde · f5 vit bonde · c4 svart drottning · e4 vit bonde · a2 vit bonde · b2 vit bonde · c2 vit bonde · g2 vit bonde · h2 vit bonde · a1 vit torn · e1 vit drottning · f1 vit torn · g1 vit kung | 3 |
| 2 | a8 svart torn · e8 svart torn · g8 svart kung · a7 svart bonde · b7 svart bonde · f7 svart bonde · g7 svart bonde · h7 svart bonde · d6 svart bonde · f6 svart löpare · d5 vit springare · e5 svart bonde · f5 vit bonde · c4 svart drottning · e4 vit bonde · a2 vit bonde · b2 vit bonde · c2 vit bonde · g2 vit bonde · h2 vit bonde · a1 vit torn · e1 vit drottning · f1 vit torn · g1 vit kung | a8 svart torn · e8 svart torn · g8 svart kung · a7 svart bonde · b7 svart bonde · f7 svart bonde · g7 svart bonde · h7 svart bonde · d6 svart bonde · f6 svart löpare · d5 vit springare · e5 svart bonde · f5 vit bonde · c4 svart drottning · e4 vit bonde · a2 vit bonde · b2 vit bonde · c2 vit bonde · g2 vit bonde · h2 vit bonde · a1 vit torn · e1 vit drottning · f1 vit torn · g1 vit kung | a8 svart torn · e8 svart torn · g8 svart kung · a7 svart bonde · b7 svart bonde · f7 svart bonde · g7 svart bonde · h7 svart bonde · d6 svart bonde · f6 svart löpare · d5 vit springare · e5 svart bonde · f5 vit bonde · c4 svart drottning · e4 vit bonde · a2 vit bonde · b2 vit bonde · c2 vit bonde · g2 vit bonde · h2 vit bonde · a1 vit torn · e1 vit drottning · f1 vit torn · g1 vit kung | a8 svart torn · e8 svart torn · g8 svart kung · a7 svart bonde · b7 svart bonde · f7 svart bonde · g7 svart bonde · h7 svart bonde · d6 svart bonde · f6 svart löpare · d5 vit springare · e5 svart bonde · f5 vit bonde · c4 svart drottning · e4 vit bonde · a2 vit bonde · b2 vit bonde · c2 vit bonde · g2 vit bonde · h2 vit bonde · a1 vit torn · e1 vit drottning · f1 vit torn · g1 vit kung | a8 svart torn · e8 svart torn · g8 svart kung · a7 svart bonde · b7 svart bonde · f7 svart bonde · g7 svart bonde · h7 svart bonde · d6 svart bonde · f6 svart löpare · d5 vit springare · e5 svart bonde · f5 vit bonde · c4 svart drottning · e4 vit bonde · a2 vit bonde · b2 vit bonde · c2 vit bonde · g2 vit bonde · h2 vit bonde · a1 vit torn · e1 vit drottning · f1 vit torn · g1 vit kung | a8 svart torn · e8 svart torn · g8 svart kung · a7 svart bonde · b7 svart bonde · f7 svart bonde · g7 svart bonde · h7 svart bonde · d6 svart bonde · f6 svart löpare · d5 vit springare · e5 svart bonde · f5 vit bonde · c4 svart drottning · e4 vit bonde · a2 vit bonde · b2 vit bonde · c2 vit bonde · g2 vit bonde · h2 vit bonde · a1 vit torn · e1 vit drottning · f1 vit torn · g1 vit kung | a8 svart torn · e8 svart torn · g8 svart kung · a7 svart bonde · b7 svart bonde · f7 svart bonde · g7 svart bonde · h7 svart bonde · d6 svart bonde · f6 svart löpare · d5 vit springare · e5 svart bonde · f5 vit bonde · c4 svart drottning · e4 vit bonde · a2 vit bonde · b2 vit bonde · c2 vit bonde · g2 vit bonde · h2 vit bonde · a1 vit torn · e1 vit drottning · f1 vit torn · g1 vit kung | a8 svart torn · e8 svart torn · g8 svart kung · a7 svart bonde · b7 svart bonde · f7 svart bonde · g7 svart bonde · h7 svart bonde · d6 svart bonde · f6 svart löpare · d5 vit springare · e5 svart bonde · f5 vit bonde · c4 svart drottning · e4 vit bonde · a2 vit bonde · b2 vit bonde · c2 vit bonde · g2 vit bonde · h2 vit bonde · a1 vit torn · e1 vit drottning · f1 vit torn · g1 vit kung | 2 |
| 1 | a8 svart torn · e8 svart torn · g8 svart kung · a7 svart bonde · b7 svart bonde · f7 svart bonde · g7 svart bonde · h7 svart bonde · d6 svart bonde · f6 svart löpare · d5 vit springare · e5 svart bonde · f5 vit bonde · c4 svart drottning · e4 vit bonde · a2 vit bonde · b2 vit bonde · c2 vit bonde · g2 vit bonde · h2 vit bonde · a1 vit torn · e1 vit drottning · f1 vit torn · g1 vit kung | a8 svart torn · e8 svart torn · g8 svart kung · a7 svart bonde · b7 svart bonde · f7 svart bonde · g7 svart bonde · h7 svart bonde · d6 svart bonde · f6 svart löpare · d5 vit springare · e5 svart bonde · f5 vit bonde · c4 svart drottning · e4 vit bonde · a2 vit bonde · b2 vit bonde · c2 vit bonde · g2 vit bonde · h2 vit bonde · a1 vit torn · e1 vit drottning · f1 vit torn · g1 vit kung | a8 svart torn · e8 svart torn · g8 svart kung · a7 svart bonde · b7 svart bonde · f7 svart bonde · g7 svart bonde · h7 svart bonde · d6 svart bonde · f6 svart löpare · d5 vit springare · e5 svart bonde · f5 vit bonde · c4 svart drottning · e4 vit bonde · a2 vit bonde · b2 vit bonde · c2 vit bonde · g2 vit bonde · h2 vit bonde · a1 vit torn · e1 vit drottning · f1 vit torn · g1 vit kung | a8 svart torn · e8 svart torn · g8 svart kung · a7 svart bonde · b7 svart bonde · f7 svart bonde · g7 svart bonde · h7 svart bonde · d6 svart bonde · f6 svart löpare · d5 vit springare · e5 svart bonde · f5 vit bonde · c4 svart drottning · e4 vit bonde · a2 vit bonde · b2 vit bonde · c2 vit bonde · g2 vit bonde · h2 vit bonde · a1 vit torn · e1 vit drottning · f1 vit torn · g1 vit kung | a8 svart torn · e8 svart torn · g8 svart kung · a7 svart bonde · b7 svart bonde · f7 svart bonde · g7 svart bonde · h7 svart bonde · d6 svart bonde · f6 svart löpare · d5 vit springare · e5 svart bonde · f5 vit bonde · c4 svart drottning · e4 vit bonde · a2 vit bonde · b2 vit bonde · c2 vit bonde · g2 vit bonde · h2 vit bonde · a1 vit torn · e1 vit drottning · f1 vit torn · g1 vit kung | a8 svart torn · e8 svart torn · g8 svart kung · a7 svart bonde · b7 svart bonde · f7 svart bonde · g7 svart bonde · h7 svart bonde · d6 svart bonde · f6 svart löpare · d5 vit springare · e5 svart bonde · f5 vit bonde · c4 svart drottning · e4 vit bonde · a2 vit bonde · b2 vit bonde · c2 vit bonde · g2 vit bonde · h2 vit bonde · a1 vit torn · e1 vit drottning · f1 vit torn · g1 vit kung | a8 svart torn · e8 svart torn · g8 svart kung · a7 svart bonde · b7 svart bonde · f7 svart bonde · g7 svart bonde · h7 svart bonde · d6 svart bonde · f6 svart löpare · d5 vit springare · e5 svart bonde · f5 vit bonde · c4 svart drottning · e4 vit bonde · a2 vit bonde · b2 vit bonde · c2 vit bonde · g2 vit bonde · h2 vit bonde · a1 vit torn · e1 vit drottning · f1 vit torn · g1 vit kung | a8 svart torn · e8 svart torn · g8 svart kung · a7 svart bonde · b7 svart bonde · f7 svart bonde · g7 svart bonde · h7 svart bonde · d6 svart bonde · f6 svart löpare · d5 vit springare · e5 svart bonde · f5 vit bonde · c4 svart drottning · e4 vit bonde · a2 vit bonde · b2 vit bonde · c2 vit bonde · g2 vit bonde · h2 vit bonde · a1 vit torn · e1 vit drottning · f1 vit torn · g1 vit kung | 1 |
|   | a | b | c | d | e | f | g | h |   |

Fält kan vara svaga om dom inte kan kontrolleras med bönder eller andra pjäser. Typiska exempel är hål i bondeställningen eller fält framför en isolerad bonde eller dubbelbonde.
Om inte motståndaren kan utnyttja svagheten, till exempel genom att placera en pjäs där, spelar svagheten mindre roll. Statiska svagheter, som svaga fält, är också mindre viktiga medan det pågår dynamiskt spel, till exempel ett kungsangrepp. Men när pjäserna byts av och ställningen förenklas kan statiska svagheter bli avgörande.
I diagrammet har svart ett svagt fält på d5. Vi har placerat en springare där och svart kan inte driva bort den. I den här ställningen är springaren starkare än svarts löpare. 

### Svagheter på vita eller svarta fält
|   | a | b | c | d | e | f | g | h |   |
| 8 | d8 svart torn · f8 svart torn · h8 svart kung · a7 svart springare · c7 svart drottning · f7 svart bonde · g7 svart springare · h7 svart bonde · a6 svart bonde · c6 svart bonde · d6 svart bonde · f6 vit löpare · b5 svart bonde · c4 vit bonde · e4 vit bonde · b3 vit bonde · f3 vit bonde · g3 vit bonde · a2 vit bonde · d2 vit drottning · g2 vit kung · h2 vit bonde · d1 vit torn · f1 vit torn | d8 svart torn · f8 svart torn · h8 svart kung · a7 svart springare · c7 svart drottning · f7 svart bonde · g7 svart springare · h7 svart bonde · a6 svart bonde · c6 svart bonde · d6 svart bonde · f6 vit löpare · b5 svart bonde · c4 vit bonde · e4 vit bonde · b3 vit bonde · f3 vit bonde · g3 vit bonde · a2 vit bonde · d2 vit drottning · g2 vit kung · h2 vit bonde · d1 vit torn · f1 vit torn | d8 svart torn · f8 svart torn · h8 svart kung · a7 svart springare · c7 svart drottning · f7 svart bonde · g7 svart springare · h7 svart bonde · a6 svart bonde · c6 svart bonde · d6 svart bonde · f6 vit löpare · b5 svart bonde · c4 vit bonde · e4 vit bonde · b3 vit bonde · f3 vit bonde · g3 vit bonde · a2 vit bonde · d2 vit drottning · g2 vit kung · h2 vit bonde · d1 vit torn · f1 vit torn | d8 svart torn · f8 svart torn · h8 svart kung · a7 svart springare · c7 svart drottning · f7 svart bonde · g7 svart springare · h7 svart bonde · a6 svart bonde · c6 svart bonde · d6 svart bonde · f6 vit löpare · b5 svart bonde · c4 vit bonde · e4 vit bonde · b3 vit bonde · f3 vit bonde · g3 vit bonde · a2 vit bonde · d2 vit drottning · g2 vit kung · h2 vit bonde · d1 vit torn · f1 vit torn | d8 svart torn · f8 svart torn · h8 svart kung · a7 svart springare · c7 svart drottning · f7 svart bonde · g7 svart springare · h7 svart bonde · a6 svart bonde · c6 svart bonde · d6 svart bonde · f6 vit löpare · b5 svart bonde · c4 vit bonde · e4 vit bonde · b3 vit bonde · f3 vit bonde · g3 vit bonde · a2 vit bonde · d2 vit drottning · g2 vit kung · h2 vit bonde · d1 vit torn · f1 vit torn | d8 svart torn · f8 svart torn · h8 svart kung · a7 svart springare · c7 svart drottning · f7 svart bonde · g7 svart springare · h7 svart bonde · a6 svart bonde · c6 svart bonde · d6 svart bonde · f6 vit löpare · b5 svart bonde · c4 vit bonde · e4 vit bonde · b3 vit bonde · f3 vit bonde · g3 vit bonde · a2 vit bonde · d2 vit drottning · g2 vit kung · h2 vit bonde · d1 vit torn · f1 vit torn | d8 svart torn · f8 svart torn · h8 svart kung · a7 svart springare · c7 svart drottning · f7 svart bonde · g7 svart springare · h7 svart bonde · a6 svart bonde · c6 svart bonde · d6 svart bonde · f6 vit löpare · b5 svart bonde · c4 vit bonde · e4 vit bonde · b3 vit bonde · f3 vit bonde · g3 vit bonde · a2 vit bonde · d2 vit drottning · g2 vit kung · h2 vit bonde · d1 vit torn · f1 vit torn | d8 svart torn · f8 svart torn · h8 svart kung · a7 svart springare · c7 svart drottning · f7 svart bonde · g7 svart springare · h7 svart bonde · a6 svart bonde · c6 svart bonde · d6 svart bonde · f6 vit löpare · b5 svart bonde · c4 vit bonde · e4 vit bonde · b3 vit bonde · f3 vit bonde · g3 vit bonde · a2 vit bonde · d2 vit drottning · g2 vit kung · h2 vit bonde · d1 vit torn · f1 vit torn | 8 |
| 7 | d8 svart torn · f8 svart torn · h8 svart kung · a7 svart springare · c7 svart drottning · f7 svart bonde · g7 svart springare · h7 svart bonde · a6 svart bonde · c6 svart bonde · d6 svart bonde · f6 vit löpare · b5 svart bonde · c4 vit bonde · e4 vit bonde · b3 vit bonde · f3 vit bonde · g3 vit bonde · a2 vit bonde · d2 vit drottning · g2 vit kung · h2 vit bonde · d1 vit torn · f1 vit torn | d8 svart torn · f8 svart torn · h8 svart kung · a7 svart springare · c7 svart drottning · f7 svart bonde · g7 svart springare · h7 svart bonde · a6 svart bonde · c6 svart bonde · d6 svart bonde · f6 vit löpare · b5 svart bonde · c4 vit bonde · e4 vit bonde · b3 vit bonde · f3 vit bonde · g3 vit bonde · a2 vit bonde · d2 vit drottning · g2 vit kung · h2 vit bonde · d1 vit torn · f1 vit torn | d8 svart torn · f8 svart torn · h8 svart kung · a7 svart springare · c7 svart drottning · f7 svart bonde · g7 svart springare · h7 svart bonde · a6 svart bonde · c6 svart bonde · d6 svart bonde · f6 vit löpare · b5 svart bonde · c4 vit bonde · e4 vit bonde · b3 vit bonde · f3 vit bonde · g3 vit bonde · a2 vit bonde · d2 vit drottning · g2 vit kung · h2 vit bonde · d1 vit torn · f1 vit torn | d8 svart torn · f8 svart torn · h8 svart kung · a7 svart springare · c7 svart drottning · f7 svart bonde · g7 svart springare · h7 svart bonde · a6 svart bonde · c6 svart bonde · d6 svart bonde · f6 vit löpare · b5 svart bonde · c4 vit bonde · e4 vit bonde · b3 vit bonde · f3 vit bonde · g3 vit bonde · a2 vit bonde · d2 vit drottning · g2 vit kung · h2 vit bonde · d1 vit torn · f1 vit torn | d8 svart torn · f8 svart torn · h8 svart kung · a7 svart springare · c7 svart drottning · f7 svart bonde · g7 svart springare · h7 svart bonde · a6 svart bonde · c6 svart bonde · d6 svart bonde · f6 vit löpare · b5 svart bonde · c4 vit bonde · e4 vit bonde · b3 vit bonde · f3 vit bonde · g3 vit bonde · a2 vit bonde · d2 vit drottning · g2 vit kung · h2 vit bonde · d1 vit torn · f1 vit torn | d8 svart torn · f8 svart torn · h8 svart kung · a7 svart springare · c7 svart drottning · f7 svart bonde · g7 svart springare · h7 svart bonde · a6 svart bonde · c6 svart bonde · d6 svart bonde · f6 vit löpare · b5 svart bonde · c4 vit bonde · e4 vit bonde · b3 vit bonde · f3 vit bonde · g3 vit bonde · a2 vit bonde · d2 vit drottning · g2 vit kung · h2 vit bonde · d1 vit torn · f1 vit torn | d8 svart torn · f8 svart torn · h8 svart kung · a7 svart springare · c7 svart drottning · f7 svart bonde · g7 svart springare · h7 svart bonde · a6 svart bonde · c6 svart bonde · d6 svart bonde · f6 vit löpare · b5 svart bonde · c4 vit bonde · e4 vit bonde · b3 vit bonde · f3 vit bonde · g3 vit bonde · a2 vit bonde · d2 vit drottning · g2 vit kung · h2 vit bonde · d1 vit torn · f1 vit torn | d8 svart torn · f8 svart torn · h8 svart kung · a7 svart springare · c7 svart drottning · f7 svart bonde · g7 svart springare · h7 svart bonde · a6 svart bonde · c6 svart bonde · d6 svart bonde · f6 vit löpare · b5 svart bonde · c4 vit bonde · e4 vit bonde · b3 vit bonde · f3 vit bonde · g3 vit bonde · a2 vit bonde · d2 vit drottning · g2 vit kung · h2 vit bonde · d1 vit torn · f1 vit torn | 7 |
| 6 | d8 svart torn · f8 svart torn · h8 svart kung · a7 svart springare · c7 svart drottning · f7 svart bonde · g7 svart springare · h7 svart bonde · a6 svart bonde · c6 svart bonde · d6 svart bonde · f6 vit löpare · b5 svart bonde · c4 vit bonde · e4 vit bonde · b3 vit bonde · f3 vit bonde · g3 vit bonde · a2 vit bonde · d2 vit drottning · g2 vit kung · h2 vit bonde · d1 vit torn · f1 vit torn | d8 svart torn · f8 svart torn · h8 svart kung · a7 svart springare · c7 svart drottning · f7 svart bonde · g7 svart springare · h7 svart bonde · a6 svart bonde · c6 svart bonde · d6 svart bonde · f6 vit löpare · b5 svart bonde · c4 vit bonde · e4 vit bonde · b3 vit bonde · f3 vit bonde · g3 vit bonde · a2 vit bonde · d2 vit drottning · g2 vit kung · h2 vit bonde · d1 vit torn · f1 vit torn | d8 svart torn · f8 svart torn · h8 svart kung · a7 svart springare · c7 svart drottning · f7 svart bonde · g7 svart springare · h7 svart bonde · a6 svart bonde · c6 svart bonde · d6 svart bonde · f6 vit löpare · b5 svart bonde · c4 vit bonde · e4 vit bonde · b3 vit bonde · f3 vit bonde · g3 vit bonde · a2 vit bonde · d2 vit drottning · g2 vit kung · h2 vit bonde · d1 vit torn · f1 vit torn | d8 svart torn · f8 svart torn · h8 svart kung · a7 svart springare · c7 svart drottning · f7 svart bonde · g7 svart springare · h7 svart bonde · a6 svart bonde · c6 svart bonde · d6 svart bonde · f6 vit löpare · b5 svart bonde · c4 vit bonde · e4 vit bonde · b3 vit bonde · f3 vit bonde · g3 vit bonde · a2 vit bonde · d2 vit drottning · g2 vit kung · h2 vit bonde · d1 vit torn · f1 vit torn | d8 svart torn · f8 svart torn · h8 svart kung · a7 svart springare · c7 svart drottning · f7 svart bonde · g7 svart springare · h7 svart bonde · a6 svart bonde · c6 svart bonde · d6 svart bonde · f6 vit löpare · b5 svart bonde · c4 vit bonde · e4 vit bonde · b3 vit bonde · f3 vit bonde · g3 vit bonde · a2 vit bonde · d2 vit drottning · g2 vit kung · h2 vit bonde · d1 vit torn · f1 vit torn | d8 svart torn · f8 svart torn · h8 svart kung · a7 svart springare · c7 svart drottning · f7 svart bonde · g7 svart springare · h7 svart bonde · a6 svart bonde · c6 svart bonde · d6 svart bonde · f6 vit löpare · b5 svart bonde · c4 vit bonde · e4 vit bonde · b3 vit bonde · f3 vit bonde · g3 vit bonde · a2 vit bonde · d2 vit drottning · g2 vit kung · h2 vit bonde · d1 vit torn · f1 vit torn | d8 svart torn · f8 svart torn · h8 svart kung · a7 svart springare · c7 svart drottning · f7 svart bonde · g7 svart springare · h7 svart bonde · a6 svart bonde · c6 svart bonde · d6 svart bonde · f6 vit löpare · b5 svart bonde · c4 vit bonde · e4 vit bonde · b3 vit bonde · f3 vit bonde · g3 vit bonde · a2 vit bonde · d2 vit drottning · g2 vit kung · h2 vit bonde · d1 vit torn · f1 vit torn | d8 svart torn · f8 svart torn · h8 svart kung · a7 svart springare · c7 svart drottning · f7 svart bonde · g7 svart springare · h7 svart bonde · a6 svart bonde · c6 svart bonde · d6 svart bonde · f6 vit löpare · b5 svart bonde · c4 vit bonde · e4 vit bonde · b3 vit bonde · f3 vit bonde · g3 vit bonde · a2 vit bonde · d2 vit drottning · g2 vit kung · h2 vit bonde · d1 vit torn · f1 vit torn | 6 |
| 5 | d8 svart torn · f8 svart torn · h8 svart kung · a7 svart springare · c7 svart drottning · f7 svart bonde · g7 svart springare · h7 svart bonde · a6 svart bonde · c6 svart bonde · d6 svart bonde · f6 vit löpare · b5 svart bonde · c4 vit bonde · e4 vit bonde · b3 vit bonde · f3 vit bonde · g3 vit bonde · a2 vit bonde · d2 vit drottning · g2 vit kung · h2 vit bonde · d1 vit torn · f1 vit torn | d8 svart torn · f8 svart torn · h8 svart kung · a7 svart springare · c7 svart drottning · f7 svart bonde · g7 svart springare · h7 svart bonde · a6 svart bonde · c6 svart bonde · d6 svart bonde · f6 vit löpare · b5 svart bonde · c4 vit bonde · e4 vit bonde · b3 vit bonde · f3 vit bonde · g3 vit bonde · a2 vit bonde · d2 vit drottning · g2 vit kung · h2 vit bonde · d1 vit torn · f1 vit torn | d8 svart torn · f8 svart torn · h8 svart kung · a7 svart springare · c7 svart drottning · f7 svart bonde · g7 svart springare · h7 svart bonde · a6 svart bonde · c6 svart bonde · d6 svart bonde · f6 vit löpare · b5 svart bonde · c4 vit bonde · e4 vit bonde · b3 vit bonde · f3 vit bonde · g3 vit bonde · a2 vit bonde · d2 vit drottning · g2 vit kung · h2 vit bonde · d1 vit torn · f1 vit torn | d8 svart torn · f8 svart torn · h8 svart kung · a7 svart springare · c7 svart drottning · f7 svart bonde · g7 svart springare · h7 svart bonde · a6 svart bonde · c6 svart bonde · d6 svart bonde · f6 vit löpare · b5 svart bonde · c4 vit bonde · e4 vit bonde · b3 vit bonde · f3 vit bonde · g3 vit bonde · a2 vit bonde · d2 vit drottning · g2 vit kung · h2 vit bonde · d1 vit torn · f1 vit torn | d8 svart torn · f8 svart torn · h8 svart kung · a7 svart springare · c7 svart drottning · f7 svart bonde · g7 svart springare · h7 svart bonde · a6 svart bonde · c6 svart bonde · d6 svart bonde · f6 vit löpare · b5 svart bonde · c4 vit bonde · e4 vit bonde · b3 vit bonde · f3 vit bonde · g3 vit bonde · a2 vit bonde · d2 vit drottning · g2 vit kung · h2 vit bonde · d1 vit torn · f1 vit torn | d8 svart torn · f8 svart torn · h8 svart kung · a7 svart springare · c7 svart drottning · f7 svart bonde · g7 svart springare · h7 svart bonde · a6 svart bonde · c6 svart bonde · d6 svart bonde · f6 vit löpare · b5 svart bonde · c4 vit bonde · e4 vit bonde · b3 vit bonde · f3 vit bonde · g3 vit bonde · a2 vit bonde · d2 vit drottning · g2 vit kung · h2 vit bonde · d1 vit torn · f1 vit torn | d8 svart torn · f8 svart torn · h8 svart kung · a7 svart springare · c7 svart drottning · f7 svart bonde · g7 svart springare · h7 svart bonde · a6 svart bonde · c6 svart bonde · d6 svart bonde · f6 vit löpare · b5 svart bonde · c4 vit bonde · e4 vit bonde · b3 vit bonde · f3 vit bonde · g3 vit bonde · a2 vit bonde · d2 vit drottning · g2 vit kung · h2 vit bonde · d1 vit torn · f1 vit torn | d8 svart torn · f8 svart torn · h8 svart kung · a7 svart springare · c7 svart drottning · f7 svart bonde · g7 svart springare · h7 svart bonde · a6 svart bonde · c6 svart bonde · d6 svart bonde · f6 vit löpare · b5 svart bonde · c4 vit bonde · e4 vit bonde · b3 vit bonde · f3 vit bonde · g3 vit bonde · a2 vit bonde · d2 vit drottning · g2 vit kung · h2 vit bonde · d1 vit torn · f1 vit torn | 5 |
| 4 | d8 svart torn · f8 svart torn · h8 svart kung · a7 svart springare · c7 svart drottning · f7 svart bonde · g7 svart springare · h7 svart bonde · a6 svart bonde · c6 svart bonde · d6 svart bonde · f6 vit löpare · b5 svart bonde · c4 vit bonde · e4 vit bonde · b3 vit bonde · f3 vit bonde · g3 vit bonde · a2 vit bonde · d2 vit drottning · g2 vit kung · h2 vit bonde · d1 vit torn · f1 vit torn | d8 svart torn · f8 svart torn · h8 svart kung · a7 svart springare · c7 svart drottning · f7 svart bonde · g7 svart springare · h7 svart bonde · a6 svart bonde · c6 svart bonde · d6 svart bonde · f6 vit löpare · b5 svart bonde · c4 vit bonde · e4 vit bonde · b3 vit bonde · f3 vit bonde · g3 vit bonde · a2 vit bonde · d2 vit drottning · g2 vit kung · h2 vit bonde · d1 vit torn · f1 vit torn | d8 svart torn · f8 svart torn · h8 svart kung · a7 svart springare · c7 svart drottning · f7 svart bonde · g7 svart springare · h7 svart bonde · a6 svart bonde · c6 svart bonde · d6 svart bonde · f6 vit löpare · b5 svart bonde · c4 vit bonde · e4 vit bonde · b3 vit bonde · f3 vit bonde · g3 vit bonde · a2 vit bonde · d2 vit drottning · g2 vit kung · h2 vit bonde · d1 vit torn · f1 vit torn | d8 svart torn · f8 svart torn · h8 svart kung · a7 svart springare · c7 svart drottning · f7 svart bonde · g7 svart springare · h7 svart bonde · a6 svart bonde · c6 svart bonde · d6 svart bonde · f6 vit löpare · b5 svart bonde · c4 vit bonde · e4 vit bonde · b3 vit bonde · f3 vit bonde · g3 vit bonde · a2 vit bonde · d2 vit drottning · g2 vit kung · h2 vit bonde · d1 vit torn · f1 vit torn | d8 svart torn · f8 svart torn · h8 svart kung · a7 svart springare · c7 svart drottning · f7 svart bonde · g7 svart springare · h7 svart bonde · a6 svart bonde · c6 svart bonde · d6 svart bonde · f6 vit löpare · b5 svart bonde · c4 vit bonde · e4 vit bonde · b3 vit bonde · f3 vit bonde · g3 vit bonde · a2 vit bonde · d2 vit drottning · g2 vit kung · h2 vit bonde · d1 vit torn · f1 vit torn | d8 svart torn · f8 svart torn · h8 svart kung · a7 svart springare · c7 svart drottning · f7 svart bonde · g7 svart springare · h7 svart bonde · a6 svart bonde · c6 svart bonde · d6 svart bonde · f6 vit löpare · b5 svart bonde · c4 vit bonde · e4 vit bonde · b3 vit bonde · f3 vit bonde · g3 vit bonde · a2 vit bonde · d2 vit drottning · g2 vit kung · h2 vit bonde · d1 vit torn · f1 vit torn | d8 svart torn · f8 svart torn · h8 svart kung · a7 svart springare · c7 svart drottning · f7 svart bonde · g7 svart springare · h7 svart bonde · a6 svart bonde · c6 svart bonde · d6 svart bonde · f6 vit löpare · b5 svart bonde · c4 vit bonde · e4 vit bonde · b3 vit bonde · f3 vit bonde · g3 vit bonde · a2 vit bonde · d2 vit drottning · g2 vit kung · h2 vit bonde · d1 vit torn · f1 vit torn | d8 svart torn · f8 svart torn · h8 svart kung · a7 svart springare · c7 svart drottning · f7 svart bonde · g7 svart springare · h7 svart bonde · a6 svart bonde · c6 svart bonde · d6 svart bonde · f6 vit löpare · b5 svart bonde · c4 vit bonde · e4 vit bonde · b3 vit bonde · f3 vit bonde · g3 vit bonde · a2 vit bonde · d2 vit drottning · g2 vit kung · h2 vit bonde · d1 vit torn · f1 vit torn | 4 |
| 3 | d8 svart torn · f8 svart torn · h8 svart kung · a7 svart springare · c7 svart drottning · f7 svart bonde · g7 svart springare · h7 svart bonde · a6 svart bonde · c6 svart bonde · d6 svart bonde · f6 vit löpare · b5 svart bonde · c4 vit bonde · e4 vit bonde · b3 vit bonde · f3 vit bonde · g3 vit bonde · a2 vit bonde · d2 vit drottning · g2 vit kung · h2 vit bonde · d1 vit torn · f1 vit torn | d8 svart torn · f8 svart torn · h8 svart kung · a7 svart springare · c7 svart drottning · f7 svart bonde · g7 svart springare · h7 svart bonde · a6 svart bonde · c6 svart bonde · d6 svart bonde · f6 vit löpare · b5 svart bonde · c4 vit bonde · e4 vit bonde · b3 vit bonde · f3 vit bonde · g3 vit bonde · a2 vit bonde · d2 vit drottning · g2 vit kung · h2 vit bonde · d1 vit torn · f1 vit torn | d8 svart torn · f8 svart torn · h8 svart kung · a7 svart springare · c7 svart drottning · f7 svart bonde · g7 svart springare · h7 svart bonde · a6 svart bonde · c6 svart bonde · d6 svart bonde · f6 vit löpare · b5 svart bonde · c4 vit bonde · e4 vit bonde · b3 vit bonde · f3 vit bonde · g3 vit bonde · a2 vit bonde · d2 vit drottning · g2 vit kung · h2 vit bonde · d1 vit torn · f1 vit torn | d8 svart torn · f8 svart torn · h8 svart kung · a7 svart springare · c7 svart drottning · f7 svart bonde · g7 svart springare · h7 svart bonde · a6 svart bonde · c6 svart bonde · d6 svart bonde · f6 vit löpare · b5 svart bonde · c4 vit bonde · e4 vit bonde · b3 vit bonde · f3 vit bonde · g3 vit bonde · a2 vit bonde · d2 vit drottning · g2 vit kung · h2 vit bonde · d1 vit torn · f1 vit torn | d8 svart torn · f8 svart torn · h8 svart kung · a7 svart springare · c7 svart drottning · f7 svart bonde · g7 svart springare · h7 svart bonde · a6 svart bonde · c6 svart bonde · d6 svart bonde · f6 vit löpare · b5 svart bonde · c4 vit bonde · e4 vit bonde · b3 vit bonde · f3 vit bonde · g3 vit bonde · a2 vit bonde · d2 vit drottning · g2 vit kung · h2 vit bonde · d1 vit torn · f1 vit torn | d8 svart torn · f8 svart torn · h8 svart kung · a7 svart springare · c7 svart drottning · f7 svart bonde · g7 svart springare · h7 svart bonde · a6 svart bonde · c6 svart bonde · d6 svart bonde · f6 vit löpare · b5 svart bonde · c4 vit bonde · e4 vit bonde · b3 vit bonde · f3 vit bonde · g3 vit bonde · a2 vit bonde · d2 vit drottning · g2 vit kung · h2 vit bonde · d1 vit torn · f1 vit torn | d8 svart torn · f8 svart torn · h8 svart kung · a7 svart springare · c7 svart drottning · f7 svart bonde · g7 svart springare · h7 svart bonde · a6 svart bonde · c6 svart bonde · d6 svart bonde · f6 vit löpare · b5 svart bonde · c4 vit bonde · e4 vit bonde · b3 vit bonde · f3 vit bonde · g3 vit bonde · a2 vit bonde · d2 vit drottning · g2 vit kung · h2 vit bonde · d1 vit torn · f1 vit torn | d8 svart torn · f8 svart torn · h8 svart kung · a7 svart springare · c7 svart drottning · f7 svart bonde · g7 svart springare · h7 svart bonde · a6 svart bonde · c6 svart bonde · d6 svart bonde · f6 vit löpare · b5 svart bonde · c4 vit bonde · e4 vit bonde · b3 vit bonde · f3 vit bonde · g3 vit bonde · a2 vit bonde · d2 vit drottning · g2 vit kung · h2 vit bonde · d1 vit torn · f1 vit torn | 3 |
| 2 | d8 svart torn · f8 svart torn · h8 svart kung · a7 svart springare · c7 svart drottning · f7 svart bonde · g7 svart springare · h7 svart bonde · a6 svart bonde · c6 svart bonde · d6 svart bonde · f6 vit löpare · b5 svart bonde · c4 vit bonde · e4 vit bonde · b3 vit bonde · f3 vit bonde · g3 vit bonde · a2 vit bonde · d2 vit drottning · g2 vit kung · h2 vit bonde · d1 vit torn · f1 vit torn | d8 svart torn · f8 svart torn · h8 svart kung · a7 svart springare · c7 svart drottning · f7 svart bonde · g7 svart springare · h7 svart bonde · a6 svart bonde · c6 svart bonde · d6 svart bonde · f6 vit löpare · b5 svart bonde · c4 vit bonde · e4 vit bonde · b3 vit bonde · f3 vit bonde · g3 vit bonde · a2 vit bonde · d2 vit drottning · g2 vit kung · h2 vit bonde · d1 vit torn · f1 vit torn | d8 svart torn · f8 svart torn · h8 svart kung · a7 svart springare · c7 svart drottning · f7 svart bonde · g7 svart springare · h7 svart bonde · a6 svart bonde · c6 svart bonde · d6 svart bonde · f6 vit löpare · b5 svart bonde · c4 vit bonde · e4 vit bonde · b3 vit bonde · f3 vit bonde · g3 vit bonde · a2 vit bonde · d2 vit drottning · g2 vit kung · h2 vit bonde · d1 vit torn · f1 vit torn | d8 svart torn · f8 svart torn · h8 svart kung · a7 svart springare · c7 svart drottning · f7 svart bonde · g7 svart springare · h7 svart bonde · a6 svart bonde · c6 svart bonde · d6 svart bonde · f6 vit löpare · b5 svart bonde · c4 vit bonde · e4 vit bonde · b3 vit bonde · f3 vit bonde · g3 vit bonde · a2 vit bonde · d2 vit drottning · g2 vit kung · h2 vit bonde · d1 vit torn · f1 vit torn | d8 svart torn · f8 svart torn · h8 svart kung · a7 svart springare · c7 svart drottning · f7 svart bonde · g7 svart springare · h7 svart bonde · a6 svart bonde · c6 svart bonde · d6 svart bonde · f6 vit löpare · b5 svart bonde · c4 vit bonde · e4 vit bonde · b3 vit bonde · f3 vit bonde · g3 vit bonde · a2 vit bonde · d2 vit drottning · g2 vit kung · h2 vit bonde · d1 vit torn · f1 vit torn | d8 svart torn · f8 svart torn · h8 svart kung · a7 svart springare · c7 svart drottning · f7 svart bonde · g7 svart springare · h7 svart bonde · a6 svart bonde · c6 svart bonde · d6 svart bonde · f6 vit löpare · b5 svart bonde · c4 vit bonde · e4 vit bonde · b3 vit bonde · f3 vit bonde · g3 vit bonde · a2 vit bonde · d2 vit drottning · g2 vit kung · h2 vit bonde · d1 vit torn · f1 vit torn | d8 svart torn · f8 svart torn · h8 svart kung · a7 svart springare · c7 svart drottning · f7 svart bonde · g7 svart springare · h7 svart bonde · a6 svart bonde · c6 svart bonde · d6 svart bonde · f6 vit löpare · b5 svart bonde · c4 vit bonde · e4 vit bonde · b3 vit bonde · f3 vit bonde · g3 vit bonde · a2 vit bonde · d2 vit drottning · g2 vit kung · h2 vit bonde · d1 vit torn · f1 vit torn | d8 svart torn · f8 svart torn · h8 svart kung · a7 svart springare · c7 svart drottning · f7 svart bonde · g7 svart springare · h7 svart bonde · a6 svart bonde · c6 svart bonde · d6 svart bonde · f6 vit löpare · b5 svart bonde · c4 vit bonde · e4 vit bonde · b3 vit bonde · f3 vit bonde · g3 vit bonde · a2 vit bonde · d2 vit drottning · g2 vit kung · h2 vit bonde · d1 vit torn · f1 vit torn | 2 |
| 1 | d8 svart torn · f8 svart torn · h8 svart kung · a7 svart springare · c7 svart drottning · f7 svart bonde · g7 svart springare · h7 svart bonde · a6 svart bonde · c6 svart bonde · d6 svart bonde · f6 vit löpare · b5 svart bonde · c4 vit bonde · e4 vit bonde · b3 vit bonde · f3 vit bonde · g3 vit bonde · a2 vit bonde · d2 vit drottning · g2 vit kung · h2 vit bonde · d1 vit torn · f1 vit torn | d8 svart torn · f8 svart torn · h8 svart kung · a7 svart springare · c7 svart drottning · f7 svart bonde · g7 svart springare · h7 svart bonde · a6 svart bonde · c6 svart bonde · d6 svart bonde · f6 vit löpare · b5 svart bonde · c4 vit bonde · e4 vit bonde · b3 vit bonde · f3 vit bonde · g3 vit bonde · a2 vit bonde · d2 vit drottning · g2 vit kung · h2 vit bonde · d1 vit torn · f1 vit torn | d8 svart torn · f8 svart torn · h8 svart kung · a7 svart springare · c7 svart drottning · f7 svart bonde · g7 svart springare · h7 svart bonde · a6 svart bonde · c6 svart bonde · d6 svart bonde · f6 vit löpare · b5 svart bonde · c4 vit bonde · e4 vit bonde · b3 vit bonde · f3 vit bonde · g3 vit bonde · a2 vit bonde · d2 vit drottning · g2 vit kung · h2 vit bonde · d1 vit torn · f1 vit torn | d8 svart torn · f8 svart torn · h8 svart kung · a7 svart springare · c7 svart drottning · f7 svart bonde · g7 svart springare · h7 svart bonde · a6 svart bonde · c6 svart bonde · d6 svart bonde · f6 vit löpare · b5 svart bonde · c4 vit bonde · e4 vit bonde · b3 vit bonde · f3 vit bonde · g3 vit bonde · a2 vit bonde · d2 vit drottning · g2 vit kung · h2 vit bonde · d1 vit torn · f1 vit torn | d8 svart torn · f8 svart torn · h8 svart kung · a7 svart springare · c7 svart drottning · f7 svart bonde · g7 svart springare · h7 svart bonde · a6 svart bonde · c6 svart bonde · d6 svart bonde · f6 vit löpare · b5 svart bonde · c4 vit bonde · e4 vit bonde · b3 vit bonde · f3 vit bonde · g3 vit bonde · a2 vit bonde · d2 vit drottning · g2 vit kung · h2 vit bonde · d1 vit torn · f1 vit torn | d8 svart torn · f8 svart torn · h8 svart kung · a7 svart springare · c7 svart drottning · f7 svart bonde · g7 svart springare · h7 svart bonde · a6 svart bonde · c6 svart bonde · d6 svart bonde · f6 vit löpare · b5 svart bonde · c4 vit bonde · e4 vit bonde · b3 vit bonde · f3 vit bonde · g3 vit bonde · a2 vit bonde · d2 vit drottning · g2 vit kung · h2 vit bonde · d1 vit torn · f1 vit torn | d8 svart torn · f8 svart torn · h8 svart kung · a7 svart springare · c7 svart drottning · f7 svart bonde · g7 svart springare · h7 svart bonde · a6 svart bonde · c6 svart bonde · d6 svart bonde · f6 vit löpare · b5 svart bonde · c4 vit bonde · e4 vit bonde · b3 vit bonde · f3 vit bonde · g3 vit bonde · a2 vit bonde · d2 vit drottning · g2 vit kung · h2 vit bonde · d1 vit torn · f1 vit torn | d8 svart torn · f8 svart torn · h8 svart kung · a7 svart springare · c7 svart drottning · f7 svart bonde · g7 svart springare · h7 svart bonde · a6 svart bonde · c6 svart bonde · d6 svart bonde · f6 vit löpare · b5 svart bonde · c4 vit bonde · e4 vit bonde · b3 vit bonde · f3 vit bonde · g3 vit bonde · a2 vit bonde · d2 vit drottning · g2 vit kung · h2 vit bonde · d1 vit torn · f1 vit torn | 1 |
|   | a | b | c | d | e | f | g | h |   |

Ibland är det inte bara ett enskilt fält som är svagt utan alla fält av en viss färg. Det händer till exempel när man har alla bönder på vita fält och svartfältslöparen blir avbytt. 
I diagrammet har vit offrat en pjäs för att eliminera den svarta löparen på g7. Som resultat av detta är svart mycket svag på de svarta fälten. Vit fortsatte med Dg5 och avancemang med h-bonden. Svart kunde inte försvara sig utan förlorade snabbt partiet.

### Principen om två svagheter
|   | a | b | c | d | e | f | g | h |   |
| 8 | f8 svart drottning · a7 svart bonde · h7 svart bonde · b6 svart bonde · d6 svart kung · f6 svart bonde · c5 svart bonde · d5 vit bonde · f5 svart bonde · a4 vit bonde · c4 vit bonde · f4 vit bonde · g3 vit drottning · h3 vit bonde · g2 vit bonde · h2 vit kung | f8 svart drottning · a7 svart bonde · h7 svart bonde · b6 svart bonde · d6 svart kung · f6 svart bonde · c5 svart bonde · d5 vit bonde · f5 svart bonde · a4 vit bonde · c4 vit bonde · f4 vit bonde · g3 vit drottning · h3 vit bonde · g2 vit bonde · h2 vit kung | f8 svart drottning · a7 svart bonde · h7 svart bonde · b6 svart bonde · d6 svart kung · f6 svart bonde · c5 svart bonde · d5 vit bonde · f5 svart bonde · a4 vit bonde · c4 vit bonde · f4 vit bonde · g3 vit drottning · h3 vit bonde · g2 vit bonde · h2 vit kung | f8 svart drottning · a7 svart bonde · h7 svart bonde · b6 svart bonde · d6 svart kung · f6 svart bonde · c5 svart bonde · d5 vit bonde · f5 svart bonde · a4 vit bonde · c4 vit bonde · f4 vit bonde · g3 vit drottning · h3 vit bonde · g2 vit bonde · h2 vit kung | f8 svart drottning · a7 svart bonde · h7 svart bonde · b6 svart bonde · d6 svart kung · f6 svart bonde · c5 svart bonde · d5 vit bonde · f5 svart bonde · a4 vit bonde · c4 vit bonde · f4 vit bonde · g3 vit drottning · h3 vit bonde · g2 vit bonde · h2 vit kung | f8 svart drottning · a7 svart bonde · h7 svart bonde · b6 svart bonde · d6 svart kung · f6 svart bonde · c5 svart bonde · d5 vit bonde · f5 svart bonde · a4 vit bonde · c4 vit bonde · f4 vit bonde · g3 vit drottning · h3 vit bonde · g2 vit bonde · h2 vit kung | f8 svart drottning · a7 svart bonde · h7 svart bonde · b6 svart bonde · d6 svart kung · f6 svart bonde · c5 svart bonde · d5 vit bonde · f5 svart bonde · a4 vit bonde · c4 vit bonde · f4 vit bonde · g3 vit drottning · h3 vit bonde · g2 vit bonde · h2 vit kung | f8 svart drottning · a7 svart bonde · h7 svart bonde · b6 svart bonde · d6 svart kung · f6 svart bonde · c5 svart bonde · d5 vit bonde · f5 svart bonde · a4 vit bonde · c4 vit bonde · f4 vit bonde · g3 vit drottning · h3 vit bonde · g2 vit bonde · h2 vit kung | 8 |
| 7 | f8 svart drottning · a7 svart bonde · h7 svart bonde · b6 svart bonde · d6 svart kung · f6 svart bonde · c5 svart bonde · d5 vit bonde · f5 svart bonde · a4 vit bonde · c4 vit bonde · f4 vit bonde · g3 vit drottning · h3 vit bonde · g2 vit bonde · h2 vit kung | f8 svart drottning · a7 svart bonde · h7 svart bonde · b6 svart bonde · d6 svart kung · f6 svart bonde · c5 svart bonde · d5 vit bonde · f5 svart bonde · a4 vit bonde · c4 vit bonde · f4 vit bonde · g3 vit drottning · h3 vit bonde · g2 vit bonde · h2 vit kung | f8 svart drottning · a7 svart bonde · h7 svart bonde · b6 svart bonde · d6 svart kung · f6 svart bonde · c5 svart bonde · d5 vit bonde · f5 svart bonde · a4 vit bonde · c4 vit bonde · f4 vit bonde · g3 vit drottning · h3 vit bonde · g2 vit bonde · h2 vit kung | f8 svart drottning · a7 svart bonde · h7 svart bonde · b6 svart bonde · d6 svart kung · f6 svart bonde · c5 svart bonde · d5 vit bonde · f5 svart bonde · a4 vit bonde · c4 vit bonde · f4 vit bonde · g3 vit drottning · h3 vit bonde · g2 vit bonde · h2 vit kung | f8 svart drottning · a7 svart bonde · h7 svart bonde · b6 svart bonde · d6 svart kung · f6 svart bonde · c5 svart bonde · d5 vit bonde · f5 svart bonde · a4 vit bonde · c4 vit bonde · f4 vit bonde · g3 vit drottning · h3 vit bonde · g2 vit bonde · h2 vit kung | f8 svart drottning · a7 svart bonde · h7 svart bonde · b6 svart bonde · d6 svart kung · f6 svart bonde · c5 svart bonde · d5 vit bonde · f5 svart bonde · a4 vit bonde · c4 vit bonde · f4 vit bonde · g3 vit drottning · h3 vit bonde · g2 vit bonde · h2 vit kung | f8 svart drottning · a7 svart bonde · h7 svart bonde · b6 svart bonde · d6 svart kung · f6 svart bonde · c5 svart bonde · d5 vit bonde · f5 svart bonde · a4 vit bonde · c4 vit bonde · f4 vit bonde · g3 vit drottning · h3 vit bonde · g2 vit bonde · h2 vit kung | f8 svart drottning · a7 svart bonde · h7 svart bonde · b6 svart bonde · d6 svart kung · f6 svart bonde · c5 svart bonde · d5 vit bonde · f5 svart bonde · a4 vit bonde · c4 vit bonde · f4 vit bonde · g3 vit drottning · h3 vit bonde · g2 vit bonde · h2 vit kung | 7 |
| 6 | f8 svart drottning · a7 svart bonde · h7 svart bonde · b6 svart bonde · d6 svart kung · f6 svart bonde · c5 svart bonde · d5 vit bonde · f5 svart bonde · a4 vit bonde · c4 vit bonde · f4 vit bonde · g3 vit drottning · h3 vit bonde · g2 vit bonde · h2 vit kung | f8 svart drottning · a7 svart bonde · h7 svart bonde · b6 svart bonde · d6 svart kung · f6 svart bonde · c5 svart bonde · d5 vit bonde · f5 svart bonde · a4 vit bonde · c4 vit bonde · f4 vit bonde · g3 vit drottning · h3 vit bonde · g2 vit bonde · h2 vit kung | f8 svart drottning · a7 svart bonde · h7 svart bonde · b6 svart bonde · d6 svart kung · f6 svart bonde · c5 svart bonde · d5 vit bonde · f5 svart bonde · a4 vit bonde · c4 vit bonde · f4 vit bonde · g3 vit drottning · h3 vit bonde · g2 vit bonde · h2 vit kung | f8 svart drottning · a7 svart bonde · h7 svart bonde · b6 svart bonde · d6 svart kung · f6 svart bonde · c5 svart bonde · d5 vit bonde · f5 svart bonde · a4 vit bonde · c4 vit bonde · f4 vit bonde · g3 vit drottning · h3 vit bonde · g2 vit bonde · h2 vit kung | f8 svart drottning · a7 svart bonde · h7 svart bonde · b6 svart bonde · d6 svart kung · f6 svart bonde · c5 svart bonde · d5 vit bonde · f5 svart bonde · a4 vit bonde · c4 vit bonde · f4 vit bonde · g3 vit drottning · h3 vit bonde · g2 vit bonde · h2 vit kung | f8 svart drottning · a7 svart bonde · h7 svart bonde · b6 svart bonde · d6 svart kung · f6 svart bonde · c5 svart bonde · d5 vit bonde · f5 svart bonde · a4 vit bonde · c4 vit bonde · f4 vit bonde · g3 vit drottning · h3 vit bonde · g2 vit bonde · h2 vit kung | f8 svart drottning · a7 svart bonde · h7 svart bonde · b6 svart bonde · d6 svart kung · f6 svart bonde · c5 svart bonde · d5 vit bonde · f5 svart bonde · a4 vit bonde · c4 vit bonde · f4 vit bonde · g3 vit drottning · h3 vit bonde · g2 vit bonde · h2 vit kung | f8 svart drottning · a7 svart bonde · h7 svart bonde · b6 svart bonde · d6 svart kung · f6 svart bonde · c5 svart bonde · d5 vit bonde · f5 svart bonde · a4 vit bonde · c4 vit bonde · f4 vit bonde · g3 vit drottning · h3 vit bonde · g2 vit bonde · h2 vit kung | 6 |
| 5 | f8 svart drottning · a7 svart bonde · h7 svart bonde · b6 svart bonde · d6 svart kung · f6 svart bonde · c5 svart bonde · d5 vit bonde · f5 svart bonde · a4 vit bonde · c4 vit bonde · f4 vit bonde · g3 vit drottning · h3 vit bonde · g2 vit bonde · h2 vit kung | f8 svart drottning · a7 svart bonde · h7 svart bonde · b6 svart bonde · d6 svart kung · f6 svart bonde · c5 svart bonde · d5 vit bonde · f5 svart bonde · a4 vit bonde · c4 vit bonde · f4 vit bonde · g3 vit drottning · h3 vit bonde · g2 vit bonde · h2 vit kung | f8 svart drottning · a7 svart bonde · h7 svart bonde · b6 svart bonde · d6 svart kung · f6 svart bonde · c5 svart bonde · d5 vit bonde · f5 svart bonde · a4 vit bonde · c4 vit bonde · f4 vit bonde · g3 vit drottning · h3 vit bonde · g2 vit bonde · h2 vit kung | f8 svart drottning · a7 svart bonde · h7 svart bonde · b6 svart bonde · d6 svart kung · f6 svart bonde · c5 svart bonde · d5 vit bonde · f5 svart bonde · a4 vit bonde · c4 vit bonde · f4 vit bonde · g3 vit drottning · h3 vit bonde · g2 vit bonde · h2 vit kung | f8 svart drottning · a7 svart bonde · h7 svart bonde · b6 svart bonde · d6 svart kung · f6 svart bonde · c5 svart bonde · d5 vit bonde · f5 svart bonde · a4 vit bonde · c4 vit bonde · f4 vit bonde · g3 vit drottning · h3 vit bonde · g2 vit bonde · h2 vit kung | f8 svart drottning · a7 svart bonde · h7 svart bonde · b6 svart bonde · d6 svart kung · f6 svart bonde · c5 svart bonde · d5 vit bonde · f5 svart bonde · a4 vit bonde · c4 vit bonde · f4 vit bonde · g3 vit drottning · h3 vit bonde · g2 vit bonde · h2 vit kung | f8 svart drottning · a7 svart bonde · h7 svart bonde · b6 svart bonde · d6 svart kung · f6 svart bonde · c5 svart bonde · d5 vit bonde · f5 svart bonde · a4 vit bonde · c4 vit bonde · f4 vit bonde · g3 vit drottning · h3 vit bonde · g2 vit bonde · h2 vit kung | f8 svart drottning · a7 svart bonde · h7 svart bonde · b6 svart bonde · d6 svart kung · f6 svart bonde · c5 svart bonde · d5 vit bonde · f5 svart bonde · a4 vit bonde · c4 vit bonde · f4 vit bonde · g3 vit drottning · h3 vit bonde · g2 vit bonde · h2 vit kung | 5 |
| 4 | f8 svart drottning · a7 svart bonde · h7 svart bonde · b6 svart bonde · d6 svart kung · f6 svart bonde · c5 svart bonde · d5 vit bonde · f5 svart bonde · a4 vit bonde · c4 vit bonde · f4 vit bonde · g3 vit drottning · h3 vit bonde · g2 vit bonde · h2 vit kung | f8 svart drottning · a7 svart bonde · h7 svart bonde · b6 svart bonde · d6 svart kung · f6 svart bonde · c5 svart bonde · d5 vit bonde · f5 svart bonde · a4 vit bonde · c4 vit bonde · f4 vit bonde · g3 vit drottning · h3 vit bonde · g2 vit bonde · h2 vit kung | f8 svart drottning · a7 svart bonde · h7 svart bonde · b6 svart bonde · d6 svart kung · f6 svart bonde · c5 svart bonde · d5 vit bonde · f5 svart bonde · a4 vit bonde · c4 vit bonde · f4 vit bonde · g3 vit drottning · h3 vit bonde · g2 vit bonde · h2 vit kung | f8 svart drottning · a7 svart bonde · h7 svart bonde · b6 svart bonde · d6 svart kung · f6 svart bonde · c5 svart bonde · d5 vit bonde · f5 svart bonde · a4 vit bonde · c4 vit bonde · f4 vit bonde · g3 vit drottning · h3 vit bonde · g2 vit bonde · h2 vit kung | f8 svart drottning · a7 svart bonde · h7 svart bonde · b6 svart bonde · d6 svart kung · f6 svart bonde · c5 svart bonde · d5 vit bonde · f5 svart bonde · a4 vit bonde · c4 vit bonde · f4 vit bonde · g3 vit drottning · h3 vit bonde · g2 vit bonde · h2 vit kung | f8 svart drottning · a7 svart bonde · h7 svart bonde · b6 svart bonde · d6 svart kung · f6 svart bonde · c5 svart bonde · d5 vit bonde · f5 svart bonde · a4 vit bonde · c4 vit bonde · f4 vit bonde · g3 vit drottning · h3 vit bonde · g2 vit bonde · h2 vit kung | f8 svart drottning · a7 svart bonde · h7 svart bonde · b6 svart bonde · d6 svart kung · f6 svart bonde · c5 svart bonde · d5 vit bonde · f5 svart bonde · a4 vit bonde · c4 vit bonde · f4 vit bonde · g3 vit drottning · h3 vit bonde · g2 vit bonde · h2 vit kung | f8 svart drottning · a7 svart bonde · h7 svart bonde · b6 svart bonde · d6 svart kung · f6 svart bonde · c5 svart bonde · d5 vit bonde · f5 svart bonde · a4 vit bonde · c4 vit bonde · f4 vit bonde · g3 vit drottning · h3 vit bonde · g2 vit bonde · h2 vit kung | 4 |
| 3 | f8 svart drottning · a7 svart bonde · h7 svart bonde · b6 svart bonde · d6 svart kung · f6 svart bonde · c5 svart bonde · d5 vit bonde · f5 svart bonde · a4 vit bonde · c4 vit bonde · f4 vit bonde · g3 vit drottning · h3 vit bonde · g2 vit bonde · h2 vit kung | f8 svart drottning · a7 svart bonde · h7 svart bonde · b6 svart bonde · d6 svart kung · f6 svart bonde · c5 svart bonde · d5 vit bonde · f5 svart bonde · a4 vit bonde · c4 vit bonde · f4 vit bonde · g3 vit drottning · h3 vit bonde · g2 vit bonde · h2 vit kung | f8 svart drottning · a7 svart bonde · h7 svart bonde · b6 svart bonde · d6 svart kung · f6 svart bonde · c5 svart bonde · d5 vit bonde · f5 svart bonde · a4 vit bonde · c4 vit bonde · f4 vit bonde · g3 vit drottning · h3 vit bonde · g2 vit bonde · h2 vit kung | f8 svart drottning · a7 svart bonde · h7 svart bonde · b6 svart bonde · d6 svart kung · f6 svart bonde · c5 svart bonde · d5 vit bonde · f5 svart bonde · a4 vit bonde · c4 vit bonde · f4 vit bonde · g3 vit drottning · h3 vit bonde · g2 vit bonde · h2 vit kung | f8 svart drottning · a7 svart bonde · h7 svart bonde · b6 svart bonde · d6 svart kung · f6 svart bonde · c5 svart bonde · d5 vit bonde · f5 svart bonde · a4 vit bonde · c4 vit bonde · f4 vit bonde · g3 vit drottning · h3 vit bonde · g2 vit bonde · h2 vit kung | f8 svart drottning · a7 svart bonde · h7 svart bonde · b6 svart bonde · d6 svart kung · f6 svart bonde · c5 svart bonde · d5 vit bonde · f5 svart bonde · a4 vit bonde · c4 vit bonde · f4 vit bonde · g3 vit drottning · h3 vit bonde · g2 vit bonde · h2 vit kung | f8 svart drottning · a7 svart bonde · h7 svart bonde · b6 svart bonde · d6 svart kung · f6 svart bonde · c5 svart bonde · d5 vit bonde · f5 svart bonde · a4 vit bonde · c4 vit bonde · f4 vit bonde · g3 vit drottning · h3 vit bonde · g2 vit bonde · h2 vit kung | f8 svart drottning · a7 svart bonde · h7 svart bonde · b6 svart bonde · d6 svart kung · f6 svart bonde · c5 svart bonde · d5 vit bonde · f5 svart bonde · a4 vit bonde · c4 vit bonde · f4 vit bonde · g3 vit drottning · h3 vit bonde · g2 vit bonde · h2 vit kung | 3 |
| 2 | f8 svart drottning · a7 svart bonde · h7 svart bonde · b6 svart bonde · d6 svart kung · f6 svart bonde · c5 svart bonde · d5 vit bonde · f5 svart bonde · a4 vit bonde · c4 vit bonde · f4 vit bonde · g3 vit drottning · h3 vit bonde · g2 vit bonde · h2 vit kung | f8 svart drottning · a7 svart bonde · h7 svart bonde · b6 svart bonde · d6 svart kung · f6 svart bonde · c5 svart bonde · d5 vit bonde · f5 svart bonde · a4 vit bonde · c4 vit bonde · f4 vit bonde · g3 vit drottning · h3 vit bonde · g2 vit bonde · h2 vit kung | f8 svart drottning · a7 svart bonde · h7 svart bonde · b6 svart bonde · d6 svart kung · f6 svart bonde · c5 svart bonde · d5 vit bonde · f5 svart bonde · a4 vit bonde · c4 vit bonde · f4 vit bonde · g3 vit drottning · h3 vit bonde · g2 vit bonde · h2 vit kung | f8 svart drottning · a7 svart bonde · h7 svart bonde · b6 svart bonde · d6 svart kung · f6 svart bonde · c5 svart bonde · d5 vit bonde · f5 svart bonde · a4 vit bonde · c4 vit bonde · f4 vit bonde · g3 vit drottning · h3 vit bonde · g2 vit bonde · h2 vit kung | f8 svart drottning · a7 svart bonde · h7 svart bonde · b6 svart bonde · d6 svart kung · f6 svart bonde · c5 svart bonde · d5 vit bonde · f5 svart bonde · a4 vit bonde · c4 vit bonde · f4 vit bonde · g3 vit drottning · h3 vit bonde · g2 vit bonde · h2 vit kung | f8 svart drottning · a7 svart bonde · h7 svart bonde · b6 svart bonde · d6 svart kung · f6 svart bonde · c5 svart bonde · d5 vit bonde · f5 svart bonde · a4 vit bonde · c4 vit bonde · f4 vit bonde · g3 vit drottning · h3 vit bonde · g2 vit bonde · h2 vit kung | f8 svart drottning · a7 svart bonde · h7 svart bonde · b6 svart bonde · d6 svart kung · f6 svart bonde · c5 svart bonde · d5 vit bonde · f5 svart bonde · a4 vit bonde · c4 vit bonde · f4 vit bonde · g3 vit drottning · h3 vit bonde · g2 vit bonde · h2 vit kung | f8 svart drottning · a7 svart bonde · h7 svart bonde · b6 svart bonde · d6 svart kung · f6 svart bonde · c5 svart bonde · d5 vit bonde · f5 svart bonde · a4 vit bonde · c4 vit bonde · f4 vit bonde · g3 vit drottning · h3 vit bonde · g2 vit bonde · h2 vit kung | 2 |
| 1 | f8 svart drottning · a7 svart bonde · h7 svart bonde · b6 svart bonde · d6 svart kung · f6 svart bonde · c5 svart bonde · d5 vit bonde · f5 svart bonde · a4 vit bonde · c4 vit bonde · f4 vit bonde · g3 vit drottning · h3 vit bonde · g2 vit bonde · h2 vit kung | f8 svart drottning · a7 svart bonde · h7 svart bonde · b6 svart bonde · d6 svart kung · f6 svart bonde · c5 svart bonde · d5 vit bonde · f5 svart bonde · a4 vit bonde · c4 vit bonde · f4 vit bonde · g3 vit drottning · h3 vit bonde · g2 vit bonde · h2 vit kung | f8 svart drottning · a7 svart bonde · h7 svart bonde · b6 svart bonde · d6 svart kung · f6 svart bonde · c5 svart bonde · d5 vit bonde · f5 svart bonde · a4 vit bonde · c4 vit bonde · f4 vit bonde · g3 vit drottning · h3 vit bonde · g2 vit bonde · h2 vit kung | f8 svart drottning · a7 svart bonde · h7 svart bonde · b6 svart bonde · d6 svart kung · f6 svart bonde · c5 svart bonde · d5 vit bonde · f5 svart bonde · a4 vit bonde · c4 vit bonde · f4 vit bonde · g3 vit drottning · h3 vit bonde · g2 vit bonde · h2 vit kung | f8 svart drottning · a7 svart bonde · h7 svart bonde · b6 svart bonde · d6 svart kung · f6 svart bonde · c5 svart bonde · d5 vit bonde · f5 svart bonde · a4 vit bonde · c4 vit bonde · f4 vit bonde · g3 vit drottning · h3 vit bonde · g2 vit bonde · h2 vit kung | f8 svart drottning · a7 svart bonde · h7 svart bonde · b6 svart bonde · d6 svart kung · f6 svart bonde · c5 svart bonde · d5 vit bonde · f5 svart bonde · a4 vit bonde · c4 vit bonde · f4 vit bonde · g3 vit drottning · h3 vit bonde · g2 vit bonde · h2 vit kung | f8 svart drottning · a7 svart bonde · h7 svart bonde · b6 svart bonde · d6 svart kung · f6 svart bonde · c5 svart bonde · d5 vit bonde · f5 svart bonde · a4 vit bonde · c4 vit bonde · f4 vit bonde · g3 vit drottning · h3 vit bonde · g2 vit bonde · h2 vit kung | f8 svart drottning · a7 svart bonde · h7 svart bonde · b6 svart bonde · d6 svart kung · f6 svart bonde · c5 svart bonde · d5 vit bonde · f5 svart bonde · a4 vit bonde · c4 vit bonde · f4 vit bonde · g3 vit drottning · h3 vit bonde · g2 vit bonde · h2 vit kung | 1 |
|   | a | b | c | d | e | f | g | h |   |

I många lägen är det, trots att man har en bättre ställning och kan trycka mot en svaghet hos motståndaren, inte möjligt att bryta igenom eftersom förvararen kan koncentrera sina resurser till att bevaka svagheten. I sådana lägen är det nödvändigt att skapa ytterligare en svaghet och sen bearbeta båda dessa. Detta brukar kallas principen om två svagheter.
Det är lättare att utnyttja flera svagheter om man har en terrängfördel och snabbt kan flytta pjäserna mellan flyglarna.
Damen, med sin stora rörlighet, är också bra på att dra nytta av svagheter som framgår av partiexemplet i diagrammet.
Vit står bättre med en mer aktiv dam och säkrare kung, men svarts dam kan gardera e- och g-linjerna så för tillfället finns ingen möjlighet att tränga in i svarts ställning. Vit behöver öppna en front till.
31.a5! Df7
Om 31...bxa5 så följer 32.De1 och svart kan inte gardera både a5 och e6. Efter t ex 32...De7 tränger vit in på damflygeln med 33.Dxa5.
32.axb6 axb6 33.Db3 Db7 34.Db1
Svart kan inte gardera svagheterna på b6 och f5 och vit vann snabbt efter 
34...b5 35.Dxf5 bxc4 36.De6+ Kc7 37.d6+ Kd8 38.Dxf6+ Kd7 39.De7+ Kc6 40.De4+ Kb6 41.De8 uppgivet.

## Pjäsernas placering och aktivitet
Datorer mäter pjäsernas aktivitet genom att titta på hur många drag de kan utföra. Pjäsernas rörlighet är en indikation på att de är rätt placerade. Men det är också viktigt vilka fält pjäserna kontrollerar – det är intressantare att täcka fält i centrum eller runt motståndarens kung.
Kritisk är också pjäsernas samverkan, det vill säga om de samarbetar på ett harmoniskt sätt eller står i vägen för varandra. Det finns konstellationer av pjäser som ofta fungerar bra tillsammans, som löparparet, dam och springare, samt löpare och torn, men det beror alltid på den konkreta ställningen.
Även pjäsernas stabilitet är viktig, speciellt för lätta pjäser. Pjäser som har en utpost där den kan verka under en längre del av partiet är starkare än pjäser som kan jagas bort.
Allmänt bör man sträva efter att få med alla pjäserna i spelet, att centralisera pjäserna (framför allt dam och springare) och att se till att pjäserna garderar varandra (för att undvika att ge motståndaren taktiska angreppsmål).

### Förbättra den sämsta pjäsen
|   | a | b | c | d | e | f | g | h |   |
| 8 | a8 svart torn · g8 svart springare · h8 svart kung · a7 svart bonde · b7 svart bonde · d7 svart löpare · e7 svart torn · h7 svart bonde · c6 svart bonde · e6 svart bonde · d5 svart bonde · d4 vit bonde · c3 vit springare · d3 vit löpare · g3 vit torn · a2 vit bonde · b2 vit bonde · c2 vit bonde · g2 vit bonde · h2 vit bonde · c1 vit kung · f1 vit torn | a8 svart torn · g8 svart springare · h8 svart kung · a7 svart bonde · b7 svart bonde · d7 svart löpare · e7 svart torn · h7 svart bonde · c6 svart bonde · e6 svart bonde · d5 svart bonde · d4 vit bonde · c3 vit springare · d3 vit löpare · g3 vit torn · a2 vit bonde · b2 vit bonde · c2 vit bonde · g2 vit bonde · h2 vit bonde · c1 vit kung · f1 vit torn | a8 svart torn · g8 svart springare · h8 svart kung · a7 svart bonde · b7 svart bonde · d7 svart löpare · e7 svart torn · h7 svart bonde · c6 svart bonde · e6 svart bonde · d5 svart bonde · d4 vit bonde · c3 vit springare · d3 vit löpare · g3 vit torn · a2 vit bonde · b2 vit bonde · c2 vit bonde · g2 vit bonde · h2 vit bonde · c1 vit kung · f1 vit torn | a8 svart torn · g8 svart springare · h8 svart kung · a7 svart bonde · b7 svart bonde · d7 svart löpare · e7 svart torn · h7 svart bonde · c6 svart bonde · e6 svart bonde · d5 svart bonde · d4 vit bonde · c3 vit springare · d3 vit löpare · g3 vit torn · a2 vit bonde · b2 vit bonde · c2 vit bonde · g2 vit bonde · h2 vit bonde · c1 vit kung · f1 vit torn | a8 svart torn · g8 svart springare · h8 svart kung · a7 svart bonde · b7 svart bonde · d7 svart löpare · e7 svart torn · h7 svart bonde · c6 svart bonde · e6 svart bonde · d5 svart bonde · d4 vit bonde · c3 vit springare · d3 vit löpare · g3 vit torn · a2 vit bonde · b2 vit bonde · c2 vit bonde · g2 vit bonde · h2 vit bonde · c1 vit kung · f1 vit torn | a8 svart torn · g8 svart springare · h8 svart kung · a7 svart bonde · b7 svart bonde · d7 svart löpare · e7 svart torn · h7 svart bonde · c6 svart bonde · e6 svart bonde · d5 svart bonde · d4 vit bonde · c3 vit springare · d3 vit löpare · g3 vit torn · a2 vit bonde · b2 vit bonde · c2 vit bonde · g2 vit bonde · h2 vit bonde · c1 vit kung · f1 vit torn | a8 svart torn · g8 svart springare · h8 svart kung · a7 svart bonde · b7 svart bonde · d7 svart löpare · e7 svart torn · h7 svart bonde · c6 svart bonde · e6 svart bonde · d5 svart bonde · d4 vit bonde · c3 vit springare · d3 vit löpare · g3 vit torn · a2 vit bonde · b2 vit bonde · c2 vit bonde · g2 vit bonde · h2 vit bonde · c1 vit kung · f1 vit torn | a8 svart torn · g8 svart springare · h8 svart kung · a7 svart bonde · b7 svart bonde · d7 svart löpare · e7 svart torn · h7 svart bonde · c6 svart bonde · e6 svart bonde · d5 svart bonde · d4 vit bonde · c3 vit springare · d3 vit löpare · g3 vit torn · a2 vit bonde · b2 vit bonde · c2 vit bonde · g2 vit bonde · h2 vit bonde · c1 vit kung · f1 vit torn | 8 |
| 7 | a8 svart torn · g8 svart springare · h8 svart kung · a7 svart bonde · b7 svart bonde · d7 svart löpare · e7 svart torn · h7 svart bonde · c6 svart bonde · e6 svart bonde · d5 svart bonde · d4 vit bonde · c3 vit springare · d3 vit löpare · g3 vit torn · a2 vit bonde · b2 vit bonde · c2 vit bonde · g2 vit bonde · h2 vit bonde · c1 vit kung · f1 vit torn | a8 svart torn · g8 svart springare · h8 svart kung · a7 svart bonde · b7 svart bonde · d7 svart löpare · e7 svart torn · h7 svart bonde · c6 svart bonde · e6 svart bonde · d5 svart bonde · d4 vit bonde · c3 vit springare · d3 vit löpare · g3 vit torn · a2 vit bonde · b2 vit bonde · c2 vit bonde · g2 vit bonde · h2 vit bonde · c1 vit kung · f1 vit torn | a8 svart torn · g8 svart springare · h8 svart kung · a7 svart bonde · b7 svart bonde · d7 svart löpare · e7 svart torn · h7 svart bonde · c6 svart bonde · e6 svart bonde · d5 svart bonde · d4 vit bonde · c3 vit springare · d3 vit löpare · g3 vit torn · a2 vit bonde · b2 vit bonde · c2 vit bonde · g2 vit bonde · h2 vit bonde · c1 vit kung · f1 vit torn | a8 svart torn · g8 svart springare · h8 svart kung · a7 svart bonde · b7 svart bonde · d7 svart löpare · e7 svart torn · h7 svart bonde · c6 svart bonde · e6 svart bonde · d5 svart bonde · d4 vit bonde · c3 vit springare · d3 vit löpare · g3 vit torn · a2 vit bonde · b2 vit bonde · c2 vit bonde · g2 vit bonde · h2 vit bonde · c1 vit kung · f1 vit torn | a8 svart torn · g8 svart springare · h8 svart kung · a7 svart bonde · b7 svart bonde · d7 svart löpare · e7 svart torn · h7 svart bonde · c6 svart bonde · e6 svart bonde · d5 svart bonde · d4 vit bonde · c3 vit springare · d3 vit löpare · g3 vit torn · a2 vit bonde · b2 vit bonde · c2 vit bonde · g2 vit bonde · h2 vit bonde · c1 vit kung · f1 vit torn | a8 svart torn · g8 svart springare · h8 svart kung · a7 svart bonde · b7 svart bonde · d7 svart löpare · e7 svart torn · h7 svart bonde · c6 svart bonde · e6 svart bonde · d5 svart bonde · d4 vit bonde · c3 vit springare · d3 vit löpare · g3 vit torn · a2 vit bonde · b2 vit bonde · c2 vit bonde · g2 vit bonde · h2 vit bonde · c1 vit kung · f1 vit torn | a8 svart torn · g8 svart springare · h8 svart kung · a7 svart bonde · b7 svart bonde · d7 svart löpare · e7 svart torn · h7 svart bonde · c6 svart bonde · e6 svart bonde · d5 svart bonde · d4 vit bonde · c3 vit springare · d3 vit löpare · g3 vit torn · a2 vit bonde · b2 vit bonde · c2 vit bonde · g2 vit bonde · h2 vit bonde · c1 vit kung · f1 vit torn | a8 svart torn · g8 svart springare · h8 svart kung · a7 svart bonde · b7 svart bonde · d7 svart löpare · e7 svart torn · h7 svart bonde · c6 svart bonde · e6 svart bonde · d5 svart bonde · d4 vit bonde · c3 vit springare · d3 vit löpare · g3 vit torn · a2 vit bonde · b2 vit bonde · c2 vit bonde · g2 vit bonde · h2 vit bonde · c1 vit kung · f1 vit torn | 7 |
| 6 | a8 svart torn · g8 svart springare · h8 svart kung · a7 svart bonde · b7 svart bonde · d7 svart löpare · e7 svart torn · h7 svart bonde · c6 svart bonde · e6 svart bonde · d5 svart bonde · d4 vit bonde · c3 vit springare · d3 vit löpare · g3 vit torn · a2 vit bonde · b2 vit bonde · c2 vit bonde · g2 vit bonde · h2 vit bonde · c1 vit kung · f1 vit torn | a8 svart torn · g8 svart springare · h8 svart kung · a7 svart bonde · b7 svart bonde · d7 svart löpare · e7 svart torn · h7 svart bonde · c6 svart bonde · e6 svart bonde · d5 svart bonde · d4 vit bonde · c3 vit springare · d3 vit löpare · g3 vit torn · a2 vit bonde · b2 vit bonde · c2 vit bonde · g2 vit bonde · h2 vit bonde · c1 vit kung · f1 vit torn | a8 svart torn · g8 svart springare · h8 svart kung · a7 svart bonde · b7 svart bonde · d7 svart löpare · e7 svart torn · h7 svart bonde · c6 svart bonde · e6 svart bonde · d5 svart bonde · d4 vit bonde · c3 vit springare · d3 vit löpare · g3 vit torn · a2 vit bonde · b2 vit bonde · c2 vit bonde · g2 vit bonde · h2 vit bonde · c1 vit kung · f1 vit torn | a8 svart torn · g8 svart springare · h8 svart kung · a7 svart bonde · b7 svart bonde · d7 svart löpare · e7 svart torn · h7 svart bonde · c6 svart bonde · e6 svart bonde · d5 svart bonde · d4 vit bonde · c3 vit springare · d3 vit löpare · g3 vit torn · a2 vit bonde · b2 vit bonde · c2 vit bonde · g2 vit bonde · h2 vit bonde · c1 vit kung · f1 vit torn | a8 svart torn · g8 svart springare · h8 svart kung · a7 svart bonde · b7 svart bonde · d7 svart löpare · e7 svart torn · h7 svart bonde · c6 svart bonde · e6 svart bonde · d5 svart bonde · d4 vit bonde · c3 vit springare · d3 vit löpare · g3 vit torn · a2 vit bonde · b2 vit bonde · c2 vit bonde · g2 vit bonde · h2 vit bonde · c1 vit kung · f1 vit torn | a8 svart torn · g8 svart springare · h8 svart kung · a7 svart bonde · b7 svart bonde · d7 svart löpare · e7 svart torn · h7 svart bonde · c6 svart bonde · e6 svart bonde · d5 svart bonde · d4 vit bonde · c3 vit springare · d3 vit löpare · g3 vit torn · a2 vit bonde · b2 vit bonde · c2 vit bonde · g2 vit bonde · h2 vit bonde · c1 vit kung · f1 vit torn | a8 svart torn · g8 svart springare · h8 svart kung · a7 svart bonde · b7 svart bonde · d7 svart löpare · e7 svart torn · h7 svart bonde · c6 svart bonde · e6 svart bonde · d5 svart bonde · d4 vit bonde · c3 vit springare · d3 vit löpare · g3 vit torn · a2 vit bonde · b2 vit bonde · c2 vit bonde · g2 vit bonde · h2 vit bonde · c1 vit kung · f1 vit torn | a8 svart torn · g8 svart springare · h8 svart kung · a7 svart bonde · b7 svart bonde · d7 svart löpare · e7 svart torn · h7 svart bonde · c6 svart bonde · e6 svart bonde · d5 svart bonde · d4 vit bonde · c3 vit springare · d3 vit löpare · g3 vit torn · a2 vit bonde · b2 vit bonde · c2 vit bonde · g2 vit bonde · h2 vit bonde · c1 vit kung · f1 vit torn | 6 |
| 5 | a8 svart torn · g8 svart springare · h8 svart kung · a7 svart bonde · b7 svart bonde · d7 svart löpare · e7 svart torn · h7 svart bonde · c6 svart bonde · e6 svart bonde · d5 svart bonde · d4 vit bonde · c3 vit springare · d3 vit löpare · g3 vit torn · a2 vit bonde · b2 vit bonde · c2 vit bonde · g2 vit bonde · h2 vit bonde · c1 vit kung · f1 vit torn | a8 svart torn · g8 svart springare · h8 svart kung · a7 svart bonde · b7 svart bonde · d7 svart löpare · e7 svart torn · h7 svart bonde · c6 svart bonde · e6 svart bonde · d5 svart bonde · d4 vit bonde · c3 vit springare · d3 vit löpare · g3 vit torn · a2 vit bonde · b2 vit bonde · c2 vit bonde · g2 vit bonde · h2 vit bonde · c1 vit kung · f1 vit torn | a8 svart torn · g8 svart springare · h8 svart kung · a7 svart bonde · b7 svart bonde · d7 svart löpare · e7 svart torn · h7 svart bonde · c6 svart bonde · e6 svart bonde · d5 svart bonde · d4 vit bonde · c3 vit springare · d3 vit löpare · g3 vit torn · a2 vit bonde · b2 vit bonde · c2 vit bonde · g2 vit bonde · h2 vit bonde · c1 vit kung · f1 vit torn | a8 svart torn · g8 svart springare · h8 svart kung · a7 svart bonde · b7 svart bonde · d7 svart löpare · e7 svart torn · h7 svart bonde · c6 svart bonde · e6 svart bonde · d5 svart bonde · d4 vit bonde · c3 vit springare · d3 vit löpare · g3 vit torn · a2 vit bonde · b2 vit bonde · c2 vit bonde · g2 vit bonde · h2 vit bonde · c1 vit kung · f1 vit torn | a8 svart torn · g8 svart springare · h8 svart kung · a7 svart bonde · b7 svart bonde · d7 svart löpare · e7 svart torn · h7 svart bonde · c6 svart bonde · e6 svart bonde · d5 svart bonde · d4 vit bonde · c3 vit springare · d3 vit löpare · g3 vit torn · a2 vit bonde · b2 vit bonde · c2 vit bonde · g2 vit bonde · h2 vit bonde · c1 vit kung · f1 vit torn | a8 svart torn · g8 svart springare · h8 svart kung · a7 svart bonde · b7 svart bonde · d7 svart löpare · e7 svart torn · h7 svart bonde · c6 svart bonde · e6 svart bonde · d5 svart bonde · d4 vit bonde · c3 vit springare · d3 vit löpare · g3 vit torn · a2 vit bonde · b2 vit bonde · c2 vit bonde · g2 vit bonde · h2 vit bonde · c1 vit kung · f1 vit torn | a8 svart torn · g8 svart springare · h8 svart kung · a7 svart bonde · b7 svart bonde · d7 svart löpare · e7 svart torn · h7 svart bonde · c6 svart bonde · e6 svart bonde · d5 svart bonde · d4 vit bonde · c3 vit springare · d3 vit löpare · g3 vit torn · a2 vit bonde · b2 vit bonde · c2 vit bonde · g2 vit bonde · h2 vit bonde · c1 vit kung · f1 vit torn | a8 svart torn · g8 svart springare · h8 svart kung · a7 svart bonde · b7 svart bonde · d7 svart löpare · e7 svart torn · h7 svart bonde · c6 svart bonde · e6 svart bonde · d5 svart bonde · d4 vit bonde · c3 vit springare · d3 vit löpare · g3 vit torn · a2 vit bonde · b2 vit bonde · c2 vit bonde · g2 vit bonde · h2 vit bonde · c1 vit kung · f1 vit torn | 5 |
| 4 | a8 svart torn · g8 svart springare · h8 svart kung · a7 svart bonde · b7 svart bonde · d7 svart löpare · e7 svart torn · h7 svart bonde · c6 svart bonde · e6 svart bonde · d5 svart bonde · d4 vit bonde · c3 vit springare · d3 vit löpare · g3 vit torn · a2 vit bonde · b2 vit bonde · c2 vit bonde · g2 vit bonde · h2 vit bonde · c1 vit kung · f1 vit torn | a8 svart torn · g8 svart springare · h8 svart kung · a7 svart bonde · b7 svart bonde · d7 svart löpare · e7 svart torn · h7 svart bonde · c6 svart bonde · e6 svart bonde · d5 svart bonde · d4 vit bonde · c3 vit springare · d3 vit löpare · g3 vit torn · a2 vit bonde · b2 vit bonde · c2 vit bonde · g2 vit bonde · h2 vit bonde · c1 vit kung · f1 vit torn | a8 svart torn · g8 svart springare · h8 svart kung · a7 svart bonde · b7 svart bonde · d7 svart löpare · e7 svart torn · h7 svart bonde · c6 svart bonde · e6 svart bonde · d5 svart bonde · d4 vit bonde · c3 vit springare · d3 vit löpare · g3 vit torn · a2 vit bonde · b2 vit bonde · c2 vit bonde · g2 vit bonde · h2 vit bonde · c1 vit kung · f1 vit torn | a8 svart torn · g8 svart springare · h8 svart kung · a7 svart bonde · b7 svart bonde · d7 svart löpare · e7 svart torn · h7 svart bonde · c6 svart bonde · e6 svart bonde · d5 svart bonde · d4 vit bonde · c3 vit springare · d3 vit löpare · g3 vit torn · a2 vit bonde · b2 vit bonde · c2 vit bonde · g2 vit bonde · h2 vit bonde · c1 vit kung · f1 vit torn | a8 svart torn · g8 svart springare · h8 svart kung · a7 svart bonde · b7 svart bonde · d7 svart löpare · e7 svart torn · h7 svart bonde · c6 svart bonde · e6 svart bonde · d5 svart bonde · d4 vit bonde · c3 vit springare · d3 vit löpare · g3 vit torn · a2 vit bonde · b2 vit bonde · c2 vit bonde · g2 vit bonde · h2 vit bonde · c1 vit kung · f1 vit torn | a8 svart torn · g8 svart springare · h8 svart kung · a7 svart bonde · b7 svart bonde · d7 svart löpare · e7 svart torn · h7 svart bonde · c6 svart bonde · e6 svart bonde · d5 svart bonde · d4 vit bonde · c3 vit springare · d3 vit löpare · g3 vit torn · a2 vit bonde · b2 vit bonde · c2 vit bonde · g2 vit bonde · h2 vit bonde · c1 vit kung · f1 vit torn | a8 svart torn · g8 svart springare · h8 svart kung · a7 svart bonde · b7 svart bonde · d7 svart löpare · e7 svart torn · h7 svart bonde · c6 svart bonde · e6 svart bonde · d5 svart bonde · d4 vit bonde · c3 vit springare · d3 vit löpare · g3 vit torn · a2 vit bonde · b2 vit bonde · c2 vit bonde · g2 vit bonde · h2 vit bonde · c1 vit kung · f1 vit torn | a8 svart torn · g8 svart springare · h8 svart kung · a7 svart bonde · b7 svart bonde · d7 svart löpare · e7 svart torn · h7 svart bonde · c6 svart bonde · e6 svart bonde · d5 svart bonde · d4 vit bonde · c3 vit springare · d3 vit löpare · g3 vit torn · a2 vit bonde · b2 vit bonde · c2 vit bonde · g2 vit bonde · h2 vit bonde · c1 vit kung · f1 vit torn | 4 |
| 3 | a8 svart torn · g8 svart springare · h8 svart kung · a7 svart bonde · b7 svart bonde · d7 svart löpare · e7 svart torn · h7 svart bonde · c6 svart bonde · e6 svart bonde · d5 svart bonde · d4 vit bonde · c3 vit springare · d3 vit löpare · g3 vit torn · a2 vit bonde · b2 vit bonde · c2 vit bonde · g2 vit bonde · h2 vit bonde · c1 vit kung · f1 vit torn | a8 svart torn · g8 svart springare · h8 svart kung · a7 svart bonde · b7 svart bonde · d7 svart löpare · e7 svart torn · h7 svart bonde · c6 svart bonde · e6 svart bonde · d5 svart bonde · d4 vit bonde · c3 vit springare · d3 vit löpare · g3 vit torn · a2 vit bonde · b2 vit bonde · c2 vit bonde · g2 vit bonde · h2 vit bonde · c1 vit kung · f1 vit torn | a8 svart torn · g8 svart springare · h8 svart kung · a7 svart bonde · b7 svart bonde · d7 svart löpare · e7 svart torn · h7 svart bonde · c6 svart bonde · e6 svart bonde · d5 svart bonde · d4 vit bonde · c3 vit springare · d3 vit löpare · g3 vit torn · a2 vit bonde · b2 vit bonde · c2 vit bonde · g2 vit bonde · h2 vit bonde · c1 vit kung · f1 vit torn | a8 svart torn · g8 svart springare · h8 svart kung · a7 svart bonde · b7 svart bonde · d7 svart löpare · e7 svart torn · h7 svart bonde · c6 svart bonde · e6 svart bonde · d5 svart bonde · d4 vit bonde · c3 vit springare · d3 vit löpare · g3 vit torn · a2 vit bonde · b2 vit bonde · c2 vit bonde · g2 vit bonde · h2 vit bonde · c1 vit kung · f1 vit torn | a8 svart torn · g8 svart springare · h8 svart kung · a7 svart bonde · b7 svart bonde · d7 svart löpare · e7 svart torn · h7 svart bonde · c6 svart bonde · e6 svart bonde · d5 svart bonde · d4 vit bonde · c3 vit springare · d3 vit löpare · g3 vit torn · a2 vit bonde · b2 vit bonde · c2 vit bonde · g2 vit bonde · h2 vit bonde · c1 vit kung · f1 vit torn | a8 svart torn · g8 svart springare · h8 svart kung · a7 svart bonde · b7 svart bonde · d7 svart löpare · e7 svart torn · h7 svart bonde · c6 svart bonde · e6 svart bonde · d5 svart bonde · d4 vit bonde · c3 vit springare · d3 vit löpare · g3 vit torn · a2 vit bonde · b2 vit bonde · c2 vit bonde · g2 vit bonde · h2 vit bonde · c1 vit kung · f1 vit torn | a8 svart torn · g8 svart springare · h8 svart kung · a7 svart bonde · b7 svart bonde · d7 svart löpare · e7 svart torn · h7 svart bonde · c6 svart bonde · e6 svart bonde · d5 svart bonde · d4 vit bonde · c3 vit springare · d3 vit löpare · g3 vit torn · a2 vit bonde · b2 vit bonde · c2 vit bonde · g2 vit bonde · h2 vit bonde · c1 vit kung · f1 vit torn | a8 svart torn · g8 svart springare · h8 svart kung · a7 svart bonde · b7 svart bonde · d7 svart löpare · e7 svart torn · h7 svart bonde · c6 svart bonde · e6 svart bonde · d5 svart bonde · d4 vit bonde · c3 vit springare · d3 vit löpare · g3 vit torn · a2 vit bonde · b2 vit bonde · c2 vit bonde · g2 vit bonde · h2 vit bonde · c1 vit kung · f1 vit torn | 3 |
| 2 | a8 svart torn · g8 svart springare · h8 svart kung · a7 svart bonde · b7 svart bonde · d7 svart löpare · e7 svart torn · h7 svart bonde · c6 svart bonde · e6 svart bonde · d5 svart bonde · d4 vit bonde · c3 vit springare · d3 vit löpare · g3 vit torn · a2 vit bonde · b2 vit bonde · c2 vit bonde · g2 vit bonde · h2 vit bonde · c1 vit kung · f1 vit torn | a8 svart torn · g8 svart springare · h8 svart kung · a7 svart bonde · b7 svart bonde · d7 svart löpare · e7 svart torn · h7 svart bonde · c6 svart bonde · e6 svart bonde · d5 svart bonde · d4 vit bonde · c3 vit springare · d3 vit löpare · g3 vit torn · a2 vit bonde · b2 vit bonde · c2 vit bonde · g2 vit bonde · h2 vit bonde · c1 vit kung · f1 vit torn | a8 svart torn · g8 svart springare · h8 svart kung · a7 svart bonde · b7 svart bonde · d7 svart löpare · e7 svart torn · h7 svart bonde · c6 svart bonde · e6 svart bonde · d5 svart bonde · d4 vit bonde · c3 vit springare · d3 vit löpare · g3 vit torn · a2 vit bonde · b2 vit bonde · c2 vit bonde · g2 vit bonde · h2 vit bonde · c1 vit kung · f1 vit torn | a8 svart torn · g8 svart springare · h8 svart kung · a7 svart bonde · b7 svart bonde · d7 svart löpare · e7 svart torn · h7 svart bonde · c6 svart bonde · e6 svart bonde · d5 svart bonde · d4 vit bonde · c3 vit springare · d3 vit löpare · g3 vit torn · a2 vit bonde · b2 vit bonde · c2 vit bonde · g2 vit bonde · h2 vit bonde · c1 vit kung · f1 vit torn | a8 svart torn · g8 svart springare · h8 svart kung · a7 svart bonde · b7 svart bonde · d7 svart löpare · e7 svart torn · h7 svart bonde · c6 svart bonde · e6 svart bonde · d5 svart bonde · d4 vit bonde · c3 vit springare · d3 vit löpare · g3 vit torn · a2 vit bonde · b2 vit bonde · c2 vit bonde · g2 vit bonde · h2 vit bonde · c1 vit kung · f1 vit torn | a8 svart torn · g8 svart springare · h8 svart kung · a7 svart bonde · b7 svart bonde · d7 svart löpare · e7 svart torn · h7 svart bonde · c6 svart bonde · e6 svart bonde · d5 svart bonde · d4 vit bonde · c3 vit springare · d3 vit löpare · g3 vit torn · a2 vit bonde · b2 vit bonde · c2 vit bonde · g2 vit bonde · h2 vit bonde · c1 vit kung · f1 vit torn | a8 svart torn · g8 svart springare · h8 svart kung · a7 svart bonde · b7 svart bonde · d7 svart löpare · e7 svart torn · h7 svart bonde · c6 svart bonde · e6 svart bonde · d5 svart bonde · d4 vit bonde · c3 vit springare · d3 vit löpare · g3 vit torn · a2 vit bonde · b2 vit bonde · c2 vit bonde · g2 vit bonde · h2 vit bonde · c1 vit kung · f1 vit torn | a8 svart torn · g8 svart springare · h8 svart kung · a7 svart bonde · b7 svart bonde · d7 svart löpare · e7 svart torn · h7 svart bonde · c6 svart bonde · e6 svart bonde · d5 svart bonde · d4 vit bonde · c3 vit springare · d3 vit löpare · g3 vit torn · a2 vit bonde · b2 vit bonde · c2 vit bonde · g2 vit bonde · h2 vit bonde · c1 vit kung · f1 vit torn | 2 |
| 1 | a8 svart torn · g8 svart springare · h8 svart kung · a7 svart bonde · b7 svart bonde · d7 svart löpare · e7 svart torn · h7 svart bonde · c6 svart bonde · e6 svart bonde · d5 svart bonde · d4 vit bonde · c3 vit springare · d3 vit löpare · g3 vit torn · a2 vit bonde · b2 vit bonde · c2 vit bonde · g2 vit bonde · h2 vit bonde · c1 vit kung · f1 vit torn | a8 svart torn · g8 svart springare · h8 svart kung · a7 svart bonde · b7 svart bonde · d7 svart löpare · e7 svart torn · h7 svart bonde · c6 svart bonde · e6 svart bonde · d5 svart bonde · d4 vit bonde · c3 vit springare · d3 vit löpare · g3 vit torn · a2 vit bonde · b2 vit bonde · c2 vit bonde · g2 vit bonde · h2 vit bonde · c1 vit kung · f1 vit torn | a8 svart torn · g8 svart springare · h8 svart kung · a7 svart bonde · b7 svart bonde · d7 svart löpare · e7 svart torn · h7 svart bonde · c6 svart bonde · e6 svart bonde · d5 svart bonde · d4 vit bonde · c3 vit springare · d3 vit löpare · g3 vit torn · a2 vit bonde · b2 vit bonde · c2 vit bonde · g2 vit bonde · h2 vit bonde · c1 vit kung · f1 vit torn | a8 svart torn · g8 svart springare · h8 svart kung · a7 svart bonde · b7 svart bonde · d7 svart löpare · e7 svart torn · h7 svart bonde · c6 svart bonde · e6 svart bonde · d5 svart bonde · d4 vit bonde · c3 vit springare · d3 vit löpare · g3 vit torn · a2 vit bonde · b2 vit bonde · c2 vit bonde · g2 vit bonde · h2 vit bonde · c1 vit kung · f1 vit torn | a8 svart torn · g8 svart springare · h8 svart kung · a7 svart bonde · b7 svart bonde · d7 svart löpare · e7 svart torn · h7 svart bonde · c6 svart bonde · e6 svart bonde · d5 svart bonde · d4 vit bonde · c3 vit springare · d3 vit löpare · g3 vit torn · a2 vit bonde · b2 vit bonde · c2 vit bonde · g2 vit bonde · h2 vit bonde · c1 vit kung · f1 vit torn | a8 svart torn · g8 svart springare · h8 svart kung · a7 svart bonde · b7 svart bonde · d7 svart löpare · e7 svart torn · h7 svart bonde · c6 svart bonde · e6 svart bonde · d5 svart bonde · d4 vit bonde · c3 vit springare · d3 vit löpare · g3 vit torn · a2 vit bonde · b2 vit bonde · c2 vit bonde · g2 vit bonde · h2 vit bonde · c1 vit kung · f1 vit torn | a8 svart torn · g8 svart springare · h8 svart kung · a7 svart bonde · b7 svart bonde · d7 svart löpare · e7 svart torn · h7 svart bonde · c6 svart bonde · e6 svart bonde · d5 svart bonde · d4 vit bonde · c3 vit springare · d3 vit löpare · g3 vit torn · a2 vit bonde · b2 vit bonde · c2 vit bonde · g2 vit bonde · h2 vit bonde · c1 vit kung · f1 vit torn | a8 svart torn · g8 svart springare · h8 svart kung · a7 svart bonde · b7 svart bonde · d7 svart löpare · e7 svart torn · h7 svart bonde · c6 svart bonde · e6 svart bonde · d5 svart bonde · d4 vit bonde · c3 vit springare · d3 vit löpare · g3 vit torn · a2 vit bonde · b2 vit bonde · c2 vit bonde · g2 vit bonde · h2 vit bonde · c1 vit kung · f1 vit torn | 1 |
|   | a | b | c | d | e | f | g | h |   |

Ett vanligt råd, när man tvekar om vilket drag man ska göra, är att bestämma vilken pjäs som står sämst och var man i stället skulle vilja ha den placerad. 
I diagrammet står vits torn och löpare aktivt men springaren uträttar inte mycket just nu. Den skulle stå bättre på e5 eller g5 men det är inte självklart hur den ska komma dit.
Vit spelade 22.Sb1! och efter 22…Tae8 23.Sd2 e5 24.dxe5 Txe5 25.Sf3 Te3 26.Sg5 har springaren har nått sitt mål och är nu mycket aktiv. Vit vann så småningom partiet.

### Avskurna pjäser
|   | a | b | c | d | e | f | g | h |   |
| 8 | a8 svart torn · f8 svart torn · g8 svart kung · a7 svart bonde · b7 svart bonde · c7 svart bonde · d6 svart löpare · f6 svart bonde · h6 svart bonde · c5 svart bonde · e5 svart bonde · g5 svart bonde · e4 vit bonde · d3 vit bonde · f3 vit bonde · g3 vit löpare · h3 vit bonde · a2 vit bonde · b2 vit bonde · c2 vit bonde · f2 vit bonde · a1 vit torn · f1 vit torn · g1 vit kung | a8 svart torn · f8 svart torn · g8 svart kung · a7 svart bonde · b7 svart bonde · c7 svart bonde · d6 svart löpare · f6 svart bonde · h6 svart bonde · c5 svart bonde · e5 svart bonde · g5 svart bonde · e4 vit bonde · d3 vit bonde · f3 vit bonde · g3 vit löpare · h3 vit bonde · a2 vit bonde · b2 vit bonde · c2 vit bonde · f2 vit bonde · a1 vit torn · f1 vit torn · g1 vit kung | a8 svart torn · f8 svart torn · g8 svart kung · a7 svart bonde · b7 svart bonde · c7 svart bonde · d6 svart löpare · f6 svart bonde · h6 svart bonde · c5 svart bonde · e5 svart bonde · g5 svart bonde · e4 vit bonde · d3 vit bonde · f3 vit bonde · g3 vit löpare · h3 vit bonde · a2 vit bonde · b2 vit bonde · c2 vit bonde · f2 vit bonde · a1 vit torn · f1 vit torn · g1 vit kung | a8 svart torn · f8 svart torn · g8 svart kung · a7 svart bonde · b7 svart bonde · c7 svart bonde · d6 svart löpare · f6 svart bonde · h6 svart bonde · c5 svart bonde · e5 svart bonde · g5 svart bonde · e4 vit bonde · d3 vit bonde · f3 vit bonde · g3 vit löpare · h3 vit bonde · a2 vit bonde · b2 vit bonde · c2 vit bonde · f2 vit bonde · a1 vit torn · f1 vit torn · g1 vit kung | a8 svart torn · f8 svart torn · g8 svart kung · a7 svart bonde · b7 svart bonde · c7 svart bonde · d6 svart löpare · f6 svart bonde · h6 svart bonde · c5 svart bonde · e5 svart bonde · g5 svart bonde · e4 vit bonde · d3 vit bonde · f3 vit bonde · g3 vit löpare · h3 vit bonde · a2 vit bonde · b2 vit bonde · c2 vit bonde · f2 vit bonde · a1 vit torn · f1 vit torn · g1 vit kung | a8 svart torn · f8 svart torn · g8 svart kung · a7 svart bonde · b7 svart bonde · c7 svart bonde · d6 svart löpare · f6 svart bonde · h6 svart bonde · c5 svart bonde · e5 svart bonde · g5 svart bonde · e4 vit bonde · d3 vit bonde · f3 vit bonde · g3 vit löpare · h3 vit bonde · a2 vit bonde · b2 vit bonde · c2 vit bonde · f2 vit bonde · a1 vit torn · f1 vit torn · g1 vit kung | a8 svart torn · f8 svart torn · g8 svart kung · a7 svart bonde · b7 svart bonde · c7 svart bonde · d6 svart löpare · f6 svart bonde · h6 svart bonde · c5 svart bonde · e5 svart bonde · g5 svart bonde · e4 vit bonde · d3 vit bonde · f3 vit bonde · g3 vit löpare · h3 vit bonde · a2 vit bonde · b2 vit bonde · c2 vit bonde · f2 vit bonde · a1 vit torn · f1 vit torn · g1 vit kung | a8 svart torn · f8 svart torn · g8 svart kung · a7 svart bonde · b7 svart bonde · c7 svart bonde · d6 svart löpare · f6 svart bonde · h6 svart bonde · c5 svart bonde · e5 svart bonde · g5 svart bonde · e4 vit bonde · d3 vit bonde · f3 vit bonde · g3 vit löpare · h3 vit bonde · a2 vit bonde · b2 vit bonde · c2 vit bonde · f2 vit bonde · a1 vit torn · f1 vit torn · g1 vit kung | 8 |
| 7 | a8 svart torn · f8 svart torn · g8 svart kung · a7 svart bonde · b7 svart bonde · c7 svart bonde · d6 svart löpare · f6 svart bonde · h6 svart bonde · c5 svart bonde · e5 svart bonde · g5 svart bonde · e4 vit bonde · d3 vit bonde · f3 vit bonde · g3 vit löpare · h3 vit bonde · a2 vit bonde · b2 vit bonde · c2 vit bonde · f2 vit bonde · a1 vit torn · f1 vit torn · g1 vit kung | a8 svart torn · f8 svart torn · g8 svart kung · a7 svart bonde · b7 svart bonde · c7 svart bonde · d6 svart löpare · f6 svart bonde · h6 svart bonde · c5 svart bonde · e5 svart bonde · g5 svart bonde · e4 vit bonde · d3 vit bonde · f3 vit bonde · g3 vit löpare · h3 vit bonde · a2 vit bonde · b2 vit bonde · c2 vit bonde · f2 vit bonde · a1 vit torn · f1 vit torn · g1 vit kung | a8 svart torn · f8 svart torn · g8 svart kung · a7 svart bonde · b7 svart bonde · c7 svart bonde · d6 svart löpare · f6 svart bonde · h6 svart bonde · c5 svart bonde · e5 svart bonde · g5 svart bonde · e4 vit bonde · d3 vit bonde · f3 vit bonde · g3 vit löpare · h3 vit bonde · a2 vit bonde · b2 vit bonde · c2 vit bonde · f2 vit bonde · a1 vit torn · f1 vit torn · g1 vit kung | a8 svart torn · f8 svart torn · g8 svart kung · a7 svart bonde · b7 svart bonde · c7 svart bonde · d6 svart löpare · f6 svart bonde · h6 svart bonde · c5 svart bonde · e5 svart bonde · g5 svart bonde · e4 vit bonde · d3 vit bonde · f3 vit bonde · g3 vit löpare · h3 vit bonde · a2 vit bonde · b2 vit bonde · c2 vit bonde · f2 vit bonde · a1 vit torn · f1 vit torn · g1 vit kung | a8 svart torn · f8 svart torn · g8 svart kung · a7 svart bonde · b7 svart bonde · c7 svart bonde · d6 svart löpare · f6 svart bonde · h6 svart bonde · c5 svart bonde · e5 svart bonde · g5 svart bonde · e4 vit bonde · d3 vit bonde · f3 vit bonde · g3 vit löpare · h3 vit bonde · a2 vit bonde · b2 vit bonde · c2 vit bonde · f2 vit bonde · a1 vit torn · f1 vit torn · g1 vit kung | a8 svart torn · f8 svart torn · g8 svart kung · a7 svart bonde · b7 svart bonde · c7 svart bonde · d6 svart löpare · f6 svart bonde · h6 svart bonde · c5 svart bonde · e5 svart bonde · g5 svart bonde · e4 vit bonde · d3 vit bonde · f3 vit bonde · g3 vit löpare · h3 vit bonde · a2 vit bonde · b2 vit bonde · c2 vit bonde · f2 vit bonde · a1 vit torn · f1 vit torn · g1 vit kung | a8 svart torn · f8 svart torn · g8 svart kung · a7 svart bonde · b7 svart bonde · c7 svart bonde · d6 svart löpare · f6 svart bonde · h6 svart bonde · c5 svart bonde · e5 svart bonde · g5 svart bonde · e4 vit bonde · d3 vit bonde · f3 vit bonde · g3 vit löpare · h3 vit bonde · a2 vit bonde · b2 vit bonde · c2 vit bonde · f2 vit bonde · a1 vit torn · f1 vit torn · g1 vit kung | a8 svart torn · f8 svart torn · g8 svart kung · a7 svart bonde · b7 svart bonde · c7 svart bonde · d6 svart löpare · f6 svart bonde · h6 svart bonde · c5 svart bonde · e5 svart bonde · g5 svart bonde · e4 vit bonde · d3 vit bonde · f3 vit bonde · g3 vit löpare · h3 vit bonde · a2 vit bonde · b2 vit bonde · c2 vit bonde · f2 vit bonde · a1 vit torn · f1 vit torn · g1 vit kung | 7 |
| 6 | a8 svart torn · f8 svart torn · g8 svart kung · a7 svart bonde · b7 svart bonde · c7 svart bonde · d6 svart löpare · f6 svart bonde · h6 svart bonde · c5 svart bonde · e5 svart bonde · g5 svart bonde · e4 vit bonde · d3 vit bonde · f3 vit bonde · g3 vit löpare · h3 vit bonde · a2 vit bonde · b2 vit bonde · c2 vit bonde · f2 vit bonde · a1 vit torn · f1 vit torn · g1 vit kung | a8 svart torn · f8 svart torn · g8 svart kung · a7 svart bonde · b7 svart bonde · c7 svart bonde · d6 svart löpare · f6 svart bonde · h6 svart bonde · c5 svart bonde · e5 svart bonde · g5 svart bonde · e4 vit bonde · d3 vit bonde · f3 vit bonde · g3 vit löpare · h3 vit bonde · a2 vit bonde · b2 vit bonde · c2 vit bonde · f2 vit bonde · a1 vit torn · f1 vit torn · g1 vit kung | a8 svart torn · f8 svart torn · g8 svart kung · a7 svart bonde · b7 svart bonde · c7 svart bonde · d6 svart löpare · f6 svart bonde · h6 svart bonde · c5 svart bonde · e5 svart bonde · g5 svart bonde · e4 vit bonde · d3 vit bonde · f3 vit bonde · g3 vit löpare · h3 vit bonde · a2 vit bonde · b2 vit bonde · c2 vit bonde · f2 vit bonde · a1 vit torn · f1 vit torn · g1 vit kung | a8 svart torn · f8 svart torn · g8 svart kung · a7 svart bonde · b7 svart bonde · c7 svart bonde · d6 svart löpare · f6 svart bonde · h6 svart bonde · c5 svart bonde · e5 svart bonde · g5 svart bonde · e4 vit bonde · d3 vit bonde · f3 vit bonde · g3 vit löpare · h3 vit bonde · a2 vit bonde · b2 vit bonde · c2 vit bonde · f2 vit bonde · a1 vit torn · f1 vit torn · g1 vit kung | a8 svart torn · f8 svart torn · g8 svart kung · a7 svart bonde · b7 svart bonde · c7 svart bonde · d6 svart löpare · f6 svart bonde · h6 svart bonde · c5 svart bonde · e5 svart bonde · g5 svart bonde · e4 vit bonde · d3 vit bonde · f3 vit bonde · g3 vit löpare · h3 vit bonde · a2 vit bonde · b2 vit bonde · c2 vit bonde · f2 vit bonde · a1 vit torn · f1 vit torn · g1 vit kung | a8 svart torn · f8 svart torn · g8 svart kung · a7 svart bonde · b7 svart bonde · c7 svart bonde · d6 svart löpare · f6 svart bonde · h6 svart bonde · c5 svart bonde · e5 svart bonde · g5 svart bonde · e4 vit bonde · d3 vit bonde · f3 vit bonde · g3 vit löpare · h3 vit bonde · a2 vit bonde · b2 vit bonde · c2 vit bonde · f2 vit bonde · a1 vit torn · f1 vit torn · g1 vit kung | a8 svart torn · f8 svart torn · g8 svart kung · a7 svart bonde · b7 svart bonde · c7 svart bonde · d6 svart löpare · f6 svart bonde · h6 svart bonde · c5 svart bonde · e5 svart bonde · g5 svart bonde · e4 vit bonde · d3 vit bonde · f3 vit bonde · g3 vit löpare · h3 vit bonde · a2 vit bonde · b2 vit bonde · c2 vit bonde · f2 vit bonde · a1 vit torn · f1 vit torn · g1 vit kung | a8 svart torn · f8 svart torn · g8 svart kung · a7 svart bonde · b7 svart bonde · c7 svart bonde · d6 svart löpare · f6 svart bonde · h6 svart bonde · c5 svart bonde · e5 svart bonde · g5 svart bonde · e4 vit bonde · d3 vit bonde · f3 vit bonde · g3 vit löpare · h3 vit bonde · a2 vit bonde · b2 vit bonde · c2 vit bonde · f2 vit bonde · a1 vit torn · f1 vit torn · g1 vit kung | 6 |
| 5 | a8 svart torn · f8 svart torn · g8 svart kung · a7 svart bonde · b7 svart bonde · c7 svart bonde · d6 svart löpare · f6 svart bonde · h6 svart bonde · c5 svart bonde · e5 svart bonde · g5 svart bonde · e4 vit bonde · d3 vit bonde · f3 vit bonde · g3 vit löpare · h3 vit bonde · a2 vit bonde · b2 vit bonde · c2 vit bonde · f2 vit bonde · a1 vit torn · f1 vit torn · g1 vit kung | a8 svart torn · f8 svart torn · g8 svart kung · a7 svart bonde · b7 svart bonde · c7 svart bonde · d6 svart löpare · f6 svart bonde · h6 svart bonde · c5 svart bonde · e5 svart bonde · g5 svart bonde · e4 vit bonde · d3 vit bonde · f3 vit bonde · g3 vit löpare · h3 vit bonde · a2 vit bonde · b2 vit bonde · c2 vit bonde · f2 vit bonde · a1 vit torn · f1 vit torn · g1 vit kung | a8 svart torn · f8 svart torn · g8 svart kung · a7 svart bonde · b7 svart bonde · c7 svart bonde · d6 svart löpare · f6 svart bonde · h6 svart bonde · c5 svart bonde · e5 svart bonde · g5 svart bonde · e4 vit bonde · d3 vit bonde · f3 vit bonde · g3 vit löpare · h3 vit bonde · a2 vit bonde · b2 vit bonde · c2 vit bonde · f2 vit bonde · a1 vit torn · f1 vit torn · g1 vit kung | a8 svart torn · f8 svart torn · g8 svart kung · a7 svart bonde · b7 svart bonde · c7 svart bonde · d6 svart löpare · f6 svart bonde · h6 svart bonde · c5 svart bonde · e5 svart bonde · g5 svart bonde · e4 vit bonde · d3 vit bonde · f3 vit bonde · g3 vit löpare · h3 vit bonde · a2 vit bonde · b2 vit bonde · c2 vit bonde · f2 vit bonde · a1 vit torn · f1 vit torn · g1 vit kung | a8 svart torn · f8 svart torn · g8 svart kung · a7 svart bonde · b7 svart bonde · c7 svart bonde · d6 svart löpare · f6 svart bonde · h6 svart bonde · c5 svart bonde · e5 svart bonde · g5 svart bonde · e4 vit bonde · d3 vit bonde · f3 vit bonde · g3 vit löpare · h3 vit bonde · a2 vit bonde · b2 vit bonde · c2 vit bonde · f2 vit bonde · a1 vit torn · f1 vit torn · g1 vit kung | a8 svart torn · f8 svart torn · g8 svart kung · a7 svart bonde · b7 svart bonde · c7 svart bonde · d6 svart löpare · f6 svart bonde · h6 svart bonde · c5 svart bonde · e5 svart bonde · g5 svart bonde · e4 vit bonde · d3 vit bonde · f3 vit bonde · g3 vit löpare · h3 vit bonde · a2 vit bonde · b2 vit bonde · c2 vit bonde · f2 vit bonde · a1 vit torn · f1 vit torn · g1 vit kung | a8 svart torn · f8 svart torn · g8 svart kung · a7 svart bonde · b7 svart bonde · c7 svart bonde · d6 svart löpare · f6 svart bonde · h6 svart bonde · c5 svart bonde · e5 svart bonde · g5 svart bonde · e4 vit bonde · d3 vit bonde · f3 vit bonde · g3 vit löpare · h3 vit bonde · a2 vit bonde · b2 vit bonde · c2 vit bonde · f2 vit bonde · a1 vit torn · f1 vit torn · g1 vit kung | a8 svart torn · f8 svart torn · g8 svart kung · a7 svart bonde · b7 svart bonde · c7 svart bonde · d6 svart löpare · f6 svart bonde · h6 svart bonde · c5 svart bonde · e5 svart bonde · g5 svart bonde · e4 vit bonde · d3 vit bonde · f3 vit bonde · g3 vit löpare · h3 vit bonde · a2 vit bonde · b2 vit bonde · c2 vit bonde · f2 vit bonde · a1 vit torn · f1 vit torn · g1 vit kung | 5 |
| 4 | a8 svart torn · f8 svart torn · g8 svart kung · a7 svart bonde · b7 svart bonde · c7 svart bonde · d6 svart löpare · f6 svart bonde · h6 svart bonde · c5 svart bonde · e5 svart bonde · g5 svart bonde · e4 vit bonde · d3 vit bonde · f3 vit bonde · g3 vit löpare · h3 vit bonde · a2 vit bonde · b2 vit bonde · c2 vit bonde · f2 vit bonde · a1 vit torn · f1 vit torn · g1 vit kung | a8 svart torn · f8 svart torn · g8 svart kung · a7 svart bonde · b7 svart bonde · c7 svart bonde · d6 svart löpare · f6 svart bonde · h6 svart bonde · c5 svart bonde · e5 svart bonde · g5 svart bonde · e4 vit bonde · d3 vit bonde · f3 vit bonde · g3 vit löpare · h3 vit bonde · a2 vit bonde · b2 vit bonde · c2 vit bonde · f2 vit bonde · a1 vit torn · f1 vit torn · g1 vit kung | a8 svart torn · f8 svart torn · g8 svart kung · a7 svart bonde · b7 svart bonde · c7 svart bonde · d6 svart löpare · f6 svart bonde · h6 svart bonde · c5 svart bonde · e5 svart bonde · g5 svart bonde · e4 vit bonde · d3 vit bonde · f3 vit bonde · g3 vit löpare · h3 vit bonde · a2 vit bonde · b2 vit bonde · c2 vit bonde · f2 vit bonde · a1 vit torn · f1 vit torn · g1 vit kung | a8 svart torn · f8 svart torn · g8 svart kung · a7 svart bonde · b7 svart bonde · c7 svart bonde · d6 svart löpare · f6 svart bonde · h6 svart bonde · c5 svart bonde · e5 svart bonde · g5 svart bonde · e4 vit bonde · d3 vit bonde · f3 vit bonde · g3 vit löpare · h3 vit bonde · a2 vit bonde · b2 vit bonde · c2 vit bonde · f2 vit bonde · a1 vit torn · f1 vit torn · g1 vit kung | a8 svart torn · f8 svart torn · g8 svart kung · a7 svart bonde · b7 svart bonde · c7 svart bonde · d6 svart löpare · f6 svart bonde · h6 svart bonde · c5 svart bonde · e5 svart bonde · g5 svart bonde · e4 vit bonde · d3 vit bonde · f3 vit bonde · g3 vit löpare · h3 vit bonde · a2 vit bonde · b2 vit bonde · c2 vit bonde · f2 vit bonde · a1 vit torn · f1 vit torn · g1 vit kung | a8 svart torn · f8 svart torn · g8 svart kung · a7 svart bonde · b7 svart bonde · c7 svart bonde · d6 svart löpare · f6 svart bonde · h6 svart bonde · c5 svart bonde · e5 svart bonde · g5 svart bonde · e4 vit bonde · d3 vit bonde · f3 vit bonde · g3 vit löpare · h3 vit bonde · a2 vit bonde · b2 vit bonde · c2 vit bonde · f2 vit bonde · a1 vit torn · f1 vit torn · g1 vit kung | a8 svart torn · f8 svart torn · g8 svart kung · a7 svart bonde · b7 svart bonde · c7 svart bonde · d6 svart löpare · f6 svart bonde · h6 svart bonde · c5 svart bonde · e5 svart bonde · g5 svart bonde · e4 vit bonde · d3 vit bonde · f3 vit bonde · g3 vit löpare · h3 vit bonde · a2 vit bonde · b2 vit bonde · c2 vit bonde · f2 vit bonde · a1 vit torn · f1 vit torn · g1 vit kung | a8 svart torn · f8 svart torn · g8 svart kung · a7 svart bonde · b7 svart bonde · c7 svart bonde · d6 svart löpare · f6 svart bonde · h6 svart bonde · c5 svart bonde · e5 svart bonde · g5 svart bonde · e4 vit bonde · d3 vit bonde · f3 vit bonde · g3 vit löpare · h3 vit bonde · a2 vit bonde · b2 vit bonde · c2 vit bonde · f2 vit bonde · a1 vit torn · f1 vit torn · g1 vit kung | 4 |
| 3 | a8 svart torn · f8 svart torn · g8 svart kung · a7 svart bonde · b7 svart bonde · c7 svart bonde · d6 svart löpare · f6 svart bonde · h6 svart bonde · c5 svart bonde · e5 svart bonde · g5 svart bonde · e4 vit bonde · d3 vit bonde · f3 vit bonde · g3 vit löpare · h3 vit bonde · a2 vit bonde · b2 vit bonde · c2 vit bonde · f2 vit bonde · a1 vit torn · f1 vit torn · g1 vit kung | a8 svart torn · f8 svart torn · g8 svart kung · a7 svart bonde · b7 svart bonde · c7 svart bonde · d6 svart löpare · f6 svart bonde · h6 svart bonde · c5 svart bonde · e5 svart bonde · g5 svart bonde · e4 vit bonde · d3 vit bonde · f3 vit bonde · g3 vit löpare · h3 vit bonde · a2 vit bonde · b2 vit bonde · c2 vit bonde · f2 vit bonde · a1 vit torn · f1 vit torn · g1 vit kung | a8 svart torn · f8 svart torn · g8 svart kung · a7 svart bonde · b7 svart bonde · c7 svart bonde · d6 svart löpare · f6 svart bonde · h6 svart bonde · c5 svart bonde · e5 svart bonde · g5 svart bonde · e4 vit bonde · d3 vit bonde · f3 vit bonde · g3 vit löpare · h3 vit bonde · a2 vit bonde · b2 vit bonde · c2 vit bonde · f2 vit bonde · a1 vit torn · f1 vit torn · g1 vit kung | a8 svart torn · f8 svart torn · g8 svart kung · a7 svart bonde · b7 svart bonde · c7 svart bonde · d6 svart löpare · f6 svart bonde · h6 svart bonde · c5 svart bonde · e5 svart bonde · g5 svart bonde · e4 vit bonde · d3 vit bonde · f3 vit bonde · g3 vit löpare · h3 vit bonde · a2 vit bonde · b2 vit bonde · c2 vit bonde · f2 vit bonde · a1 vit torn · f1 vit torn · g1 vit kung | a8 svart torn · f8 svart torn · g8 svart kung · a7 svart bonde · b7 svart bonde · c7 svart bonde · d6 svart löpare · f6 svart bonde · h6 svart bonde · c5 svart bonde · e5 svart bonde · g5 svart bonde · e4 vit bonde · d3 vit bonde · f3 vit bonde · g3 vit löpare · h3 vit bonde · a2 vit bonde · b2 vit bonde · c2 vit bonde · f2 vit bonde · a1 vit torn · f1 vit torn · g1 vit kung | a8 svart torn · f8 svart torn · g8 svart kung · a7 svart bonde · b7 svart bonde · c7 svart bonde · d6 svart löpare · f6 svart bonde · h6 svart bonde · c5 svart bonde · e5 svart bonde · g5 svart bonde · e4 vit bonde · d3 vit bonde · f3 vit bonde · g3 vit löpare · h3 vit bonde · a2 vit bonde · b2 vit bonde · c2 vit bonde · f2 vit bonde · a1 vit torn · f1 vit torn · g1 vit kung | a8 svart torn · f8 svart torn · g8 svart kung · a7 svart bonde · b7 svart bonde · c7 svart bonde · d6 svart löpare · f6 svart bonde · h6 svart bonde · c5 svart bonde · e5 svart bonde · g5 svart bonde · e4 vit bonde · d3 vit bonde · f3 vit bonde · g3 vit löpare · h3 vit bonde · a2 vit bonde · b2 vit bonde · c2 vit bonde · f2 vit bonde · a1 vit torn · f1 vit torn · g1 vit kung | a8 svart torn · f8 svart torn · g8 svart kung · a7 svart bonde · b7 svart bonde · c7 svart bonde · d6 svart löpare · f6 svart bonde · h6 svart bonde · c5 svart bonde · e5 svart bonde · g5 svart bonde · e4 vit bonde · d3 vit bonde · f3 vit bonde · g3 vit löpare · h3 vit bonde · a2 vit bonde · b2 vit bonde · c2 vit bonde · f2 vit bonde · a1 vit torn · f1 vit torn · g1 vit kung | 3 |
| 2 | a8 svart torn · f8 svart torn · g8 svart kung · a7 svart bonde · b7 svart bonde · c7 svart bonde · d6 svart löpare · f6 svart bonde · h6 svart bonde · c5 svart bonde · e5 svart bonde · g5 svart bonde · e4 vit bonde · d3 vit bonde · f3 vit bonde · g3 vit löpare · h3 vit bonde · a2 vit bonde · b2 vit bonde · c2 vit bonde · f2 vit bonde · a1 vit torn · f1 vit torn · g1 vit kung | a8 svart torn · f8 svart torn · g8 svart kung · a7 svart bonde · b7 svart bonde · c7 svart bonde · d6 svart löpare · f6 svart bonde · h6 svart bonde · c5 svart bonde · e5 svart bonde · g5 svart bonde · e4 vit bonde · d3 vit bonde · f3 vit bonde · g3 vit löpare · h3 vit bonde · a2 vit bonde · b2 vit bonde · c2 vit bonde · f2 vit bonde · a1 vit torn · f1 vit torn · g1 vit kung | a8 svart torn · f8 svart torn · g8 svart kung · a7 svart bonde · b7 svart bonde · c7 svart bonde · d6 svart löpare · f6 svart bonde · h6 svart bonde · c5 svart bonde · e5 svart bonde · g5 svart bonde · e4 vit bonde · d3 vit bonde · f3 vit bonde · g3 vit löpare · h3 vit bonde · a2 vit bonde · b2 vit bonde · c2 vit bonde · f2 vit bonde · a1 vit torn · f1 vit torn · g1 vit kung | a8 svart torn · f8 svart torn · g8 svart kung · a7 svart bonde · b7 svart bonde · c7 svart bonde · d6 svart löpare · f6 svart bonde · h6 svart bonde · c5 svart bonde · e5 svart bonde · g5 svart bonde · e4 vit bonde · d3 vit bonde · f3 vit bonde · g3 vit löpare · h3 vit bonde · a2 vit bonde · b2 vit bonde · c2 vit bonde · f2 vit bonde · a1 vit torn · f1 vit torn · g1 vit kung | a8 svart torn · f8 svart torn · g8 svart kung · a7 svart bonde · b7 svart bonde · c7 svart bonde · d6 svart löpare · f6 svart bonde · h6 svart bonde · c5 svart bonde · e5 svart bonde · g5 svart bonde · e4 vit bonde · d3 vit bonde · f3 vit bonde · g3 vit löpare · h3 vit bonde · a2 vit bonde · b2 vit bonde · c2 vit bonde · f2 vit bonde · a1 vit torn · f1 vit torn · g1 vit kung | a8 svart torn · f8 svart torn · g8 svart kung · a7 svart bonde · b7 svart bonde · c7 svart bonde · d6 svart löpare · f6 svart bonde · h6 svart bonde · c5 svart bonde · e5 svart bonde · g5 svart bonde · e4 vit bonde · d3 vit bonde · f3 vit bonde · g3 vit löpare · h3 vit bonde · a2 vit bonde · b2 vit bonde · c2 vit bonde · f2 vit bonde · a1 vit torn · f1 vit torn · g1 vit kung | a8 svart torn · f8 svart torn · g8 svart kung · a7 svart bonde · b7 svart bonde · c7 svart bonde · d6 svart löpare · f6 svart bonde · h6 svart bonde · c5 svart bonde · e5 svart bonde · g5 svart bonde · e4 vit bonde · d3 vit bonde · f3 vit bonde · g3 vit löpare · h3 vit bonde · a2 vit bonde · b2 vit bonde · c2 vit bonde · f2 vit bonde · a1 vit torn · f1 vit torn · g1 vit kung | a8 svart torn · f8 svart torn · g8 svart kung · a7 svart bonde · b7 svart bonde · c7 svart bonde · d6 svart löpare · f6 svart bonde · h6 svart bonde · c5 svart bonde · e5 svart bonde · g5 svart bonde · e4 vit bonde · d3 vit bonde · f3 vit bonde · g3 vit löpare · h3 vit bonde · a2 vit bonde · b2 vit bonde · c2 vit bonde · f2 vit bonde · a1 vit torn · f1 vit torn · g1 vit kung | 2 |
| 1 | a8 svart torn · f8 svart torn · g8 svart kung · a7 svart bonde · b7 svart bonde · c7 svart bonde · d6 svart löpare · f6 svart bonde · h6 svart bonde · c5 svart bonde · e5 svart bonde · g5 svart bonde · e4 vit bonde · d3 vit bonde · f3 vit bonde · g3 vit löpare · h3 vit bonde · a2 vit bonde · b2 vit bonde · c2 vit bonde · f2 vit bonde · a1 vit torn · f1 vit torn · g1 vit kung | a8 svart torn · f8 svart torn · g8 svart kung · a7 svart bonde · b7 svart bonde · c7 svart bonde · d6 svart löpare · f6 svart bonde · h6 svart bonde · c5 svart bonde · e5 svart bonde · g5 svart bonde · e4 vit bonde · d3 vit bonde · f3 vit bonde · g3 vit löpare · h3 vit bonde · a2 vit bonde · b2 vit bonde · c2 vit bonde · f2 vit bonde · a1 vit torn · f1 vit torn · g1 vit kung | a8 svart torn · f8 svart torn · g8 svart kung · a7 svart bonde · b7 svart bonde · c7 svart bonde · d6 svart löpare · f6 svart bonde · h6 svart bonde · c5 svart bonde · e5 svart bonde · g5 svart bonde · e4 vit bonde · d3 vit bonde · f3 vit bonde · g3 vit löpare · h3 vit bonde · a2 vit bonde · b2 vit bonde · c2 vit bonde · f2 vit bonde · a1 vit torn · f1 vit torn · g1 vit kung | a8 svart torn · f8 svart torn · g8 svart kung · a7 svart bonde · b7 svart bonde · c7 svart bonde · d6 svart löpare · f6 svart bonde · h6 svart bonde · c5 svart bonde · e5 svart bonde · g5 svart bonde · e4 vit bonde · d3 vit bonde · f3 vit bonde · g3 vit löpare · h3 vit bonde · a2 vit bonde · b2 vit bonde · c2 vit bonde · f2 vit bonde · a1 vit torn · f1 vit torn · g1 vit kung | a8 svart torn · f8 svart torn · g8 svart kung · a7 svart bonde · b7 svart bonde · c7 svart bonde · d6 svart löpare · f6 svart bonde · h6 svart bonde · c5 svart bonde · e5 svart bonde · g5 svart bonde · e4 vit bonde · d3 vit bonde · f3 vit bonde · g3 vit löpare · h3 vit bonde · a2 vit bonde · b2 vit bonde · c2 vit bonde · f2 vit bonde · a1 vit torn · f1 vit torn · g1 vit kung | a8 svart torn · f8 svart torn · g8 svart kung · a7 svart bonde · b7 svart bonde · c7 svart bonde · d6 svart löpare · f6 svart bonde · h6 svart bonde · c5 svart bonde · e5 svart bonde · g5 svart bonde · e4 vit bonde · d3 vit bonde · f3 vit bonde · g3 vit löpare · h3 vit bonde · a2 vit bonde · b2 vit bonde · c2 vit bonde · f2 vit bonde · a1 vit torn · f1 vit torn · g1 vit kung | a8 svart torn · f8 svart torn · g8 svart kung · a7 svart bonde · b7 svart bonde · c7 svart bonde · d6 svart löpare · f6 svart bonde · h6 svart bonde · c5 svart bonde · e5 svart bonde · g5 svart bonde · e4 vit bonde · d3 vit bonde · f3 vit bonde · g3 vit löpare · h3 vit bonde · a2 vit bonde · b2 vit bonde · c2 vit bonde · f2 vit bonde · a1 vit torn · f1 vit torn · g1 vit kung | a8 svart torn · f8 svart torn · g8 svart kung · a7 svart bonde · b7 svart bonde · c7 svart bonde · d6 svart löpare · f6 svart bonde · h6 svart bonde · c5 svart bonde · e5 svart bonde · g5 svart bonde · e4 vit bonde · d3 vit bonde · f3 vit bonde · g3 vit löpare · h3 vit bonde · a2 vit bonde · b2 vit bonde · c2 vit bonde · f2 vit bonde · a1 vit torn · f1 vit torn · g1 vit kung | 1 |
|   | a | b | c | d | e | f | g | h |   |

En pjäs som blir avskuren från spelet får ett mycket begränsat värde. Oftast rör det sig om löpare eller springare som stängs in av en låst bondestruktur där de bara kan röra sig på ett fåtal fält. Det bästa sättet att utnyttja en avskuren pjäs är att förlägga spelet till en annan del av brädet där den inte kan delta.
I diagrammet är vits löpare avskuren och har ingen möjlighet att delta. Svart avancerade på damflygeln och spelade i praktiken med en pjäs mer. Vits löpare blev kvar overksam på g3 under resten av partiet.

### Avbyten
|   | a | b | c | d | e | f | g | h |   |
| 8 | a8 svart torn · b8 svart springare · h8 svart kung · b7 svart bonde · e7 svart drottning · f7 svart bonde · g7 svart bonde · a6 svart bonde · b6 vit löpare · d6 svart bonde · e6 svart springare · h6 svart bonde · e5 svart bonde · e4 vit bonde · g4 vit drottning · b3 vit löpare · c3 vit bonde · g3 vit bonde · a2 vit bonde · b2 vit bonde · f2 vit bonde · h2 vit bonde · d1 vit torn · g1 vit kung | a8 svart torn · b8 svart springare · h8 svart kung · b7 svart bonde · e7 svart drottning · f7 svart bonde · g7 svart bonde · a6 svart bonde · b6 vit löpare · d6 svart bonde · e6 svart springare · h6 svart bonde · e5 svart bonde · e4 vit bonde · g4 vit drottning · b3 vit löpare · c3 vit bonde · g3 vit bonde · a2 vit bonde · b2 vit bonde · f2 vit bonde · h2 vit bonde · d1 vit torn · g1 vit kung | a8 svart torn · b8 svart springare · h8 svart kung · b7 svart bonde · e7 svart drottning · f7 svart bonde · g7 svart bonde · a6 svart bonde · b6 vit löpare · d6 svart bonde · e6 svart springare · h6 svart bonde · e5 svart bonde · e4 vit bonde · g4 vit drottning · b3 vit löpare · c3 vit bonde · g3 vit bonde · a2 vit bonde · b2 vit bonde · f2 vit bonde · h2 vit bonde · d1 vit torn · g1 vit kung | a8 svart torn · b8 svart springare · h8 svart kung · b7 svart bonde · e7 svart drottning · f7 svart bonde · g7 svart bonde · a6 svart bonde · b6 vit löpare · d6 svart bonde · e6 svart springare · h6 svart bonde · e5 svart bonde · e4 vit bonde · g4 vit drottning · b3 vit löpare · c3 vit bonde · g3 vit bonde · a2 vit bonde · b2 vit bonde · f2 vit bonde · h2 vit bonde · d1 vit torn · g1 vit kung | a8 svart torn · b8 svart springare · h8 svart kung · b7 svart bonde · e7 svart drottning · f7 svart bonde · g7 svart bonde · a6 svart bonde · b6 vit löpare · d6 svart bonde · e6 svart springare · h6 svart bonde · e5 svart bonde · e4 vit bonde · g4 vit drottning · b3 vit löpare · c3 vit bonde · g3 vit bonde · a2 vit bonde · b2 vit bonde · f2 vit bonde · h2 vit bonde · d1 vit torn · g1 vit kung | a8 svart torn · b8 svart springare · h8 svart kung · b7 svart bonde · e7 svart drottning · f7 svart bonde · g7 svart bonde · a6 svart bonde · b6 vit löpare · d6 svart bonde · e6 svart springare · h6 svart bonde · e5 svart bonde · e4 vit bonde · g4 vit drottning · b3 vit löpare · c3 vit bonde · g3 vit bonde · a2 vit bonde · b2 vit bonde · f2 vit bonde · h2 vit bonde · d1 vit torn · g1 vit kung | a8 svart torn · b8 svart springare · h8 svart kung · b7 svart bonde · e7 svart drottning · f7 svart bonde · g7 svart bonde · a6 svart bonde · b6 vit löpare · d6 svart bonde · e6 svart springare · h6 svart bonde · e5 svart bonde · e4 vit bonde · g4 vit drottning · b3 vit löpare · c3 vit bonde · g3 vit bonde · a2 vit bonde · b2 vit bonde · f2 vit bonde · h2 vit bonde · d1 vit torn · g1 vit kung | a8 svart torn · b8 svart springare · h8 svart kung · b7 svart bonde · e7 svart drottning · f7 svart bonde · g7 svart bonde · a6 svart bonde · b6 vit löpare · d6 svart bonde · e6 svart springare · h6 svart bonde · e5 svart bonde · e4 vit bonde · g4 vit drottning · b3 vit löpare · c3 vit bonde · g3 vit bonde · a2 vit bonde · b2 vit bonde · f2 vit bonde · h2 vit bonde · d1 vit torn · g1 vit kung | 8 |
| 7 | a8 svart torn · b8 svart springare · h8 svart kung · b7 svart bonde · e7 svart drottning · f7 svart bonde · g7 svart bonde · a6 svart bonde · b6 vit löpare · d6 svart bonde · e6 svart springare · h6 svart bonde · e5 svart bonde · e4 vit bonde · g4 vit drottning · b3 vit löpare · c3 vit bonde · g3 vit bonde · a2 vit bonde · b2 vit bonde · f2 vit bonde · h2 vit bonde · d1 vit torn · g1 vit kung | a8 svart torn · b8 svart springare · h8 svart kung · b7 svart bonde · e7 svart drottning · f7 svart bonde · g7 svart bonde · a6 svart bonde · b6 vit löpare · d6 svart bonde · e6 svart springare · h6 svart bonde · e5 svart bonde · e4 vit bonde · g4 vit drottning · b3 vit löpare · c3 vit bonde · g3 vit bonde · a2 vit bonde · b2 vit bonde · f2 vit bonde · h2 vit bonde · d1 vit torn · g1 vit kung | a8 svart torn · b8 svart springare · h8 svart kung · b7 svart bonde · e7 svart drottning · f7 svart bonde · g7 svart bonde · a6 svart bonde · b6 vit löpare · d6 svart bonde · e6 svart springare · h6 svart bonde · e5 svart bonde · e4 vit bonde · g4 vit drottning · b3 vit löpare · c3 vit bonde · g3 vit bonde · a2 vit bonde · b2 vit bonde · f2 vit bonde · h2 vit bonde · d1 vit torn · g1 vit kung | a8 svart torn · b8 svart springare · h8 svart kung · b7 svart bonde · e7 svart drottning · f7 svart bonde · g7 svart bonde · a6 svart bonde · b6 vit löpare · d6 svart bonde · e6 svart springare · h6 svart bonde · e5 svart bonde · e4 vit bonde · g4 vit drottning · b3 vit löpare · c3 vit bonde · g3 vit bonde · a2 vit bonde · b2 vit bonde · f2 vit bonde · h2 vit bonde · d1 vit torn · g1 vit kung | a8 svart torn · b8 svart springare · h8 svart kung · b7 svart bonde · e7 svart drottning · f7 svart bonde · g7 svart bonde · a6 svart bonde · b6 vit löpare · d6 svart bonde · e6 svart springare · h6 svart bonde · e5 svart bonde · e4 vit bonde · g4 vit drottning · b3 vit löpare · c3 vit bonde · g3 vit bonde · a2 vit bonde · b2 vit bonde · f2 vit bonde · h2 vit bonde · d1 vit torn · g1 vit kung | a8 svart torn · b8 svart springare · h8 svart kung · b7 svart bonde · e7 svart drottning · f7 svart bonde · g7 svart bonde · a6 svart bonde · b6 vit löpare · d6 svart bonde · e6 svart springare · h6 svart bonde · e5 svart bonde · e4 vit bonde · g4 vit drottning · b3 vit löpare · c3 vit bonde · g3 vit bonde · a2 vit bonde · b2 vit bonde · f2 vit bonde · h2 vit bonde · d1 vit torn · g1 vit kung | a8 svart torn · b8 svart springare · h8 svart kung · b7 svart bonde · e7 svart drottning · f7 svart bonde · g7 svart bonde · a6 svart bonde · b6 vit löpare · d6 svart bonde · e6 svart springare · h6 svart bonde · e5 svart bonde · e4 vit bonde · g4 vit drottning · b3 vit löpare · c3 vit bonde · g3 vit bonde · a2 vit bonde · b2 vit bonde · f2 vit bonde · h2 vit bonde · d1 vit torn · g1 vit kung | a8 svart torn · b8 svart springare · h8 svart kung · b7 svart bonde · e7 svart drottning · f7 svart bonde · g7 svart bonde · a6 svart bonde · b6 vit löpare · d6 svart bonde · e6 svart springare · h6 svart bonde · e5 svart bonde · e4 vit bonde · g4 vit drottning · b3 vit löpare · c3 vit bonde · g3 vit bonde · a2 vit bonde · b2 vit bonde · f2 vit bonde · h2 vit bonde · d1 vit torn · g1 vit kung | 7 |
| 6 | a8 svart torn · b8 svart springare · h8 svart kung · b7 svart bonde · e7 svart drottning · f7 svart bonde · g7 svart bonde · a6 svart bonde · b6 vit löpare · d6 svart bonde · e6 svart springare · h6 svart bonde · e5 svart bonde · e4 vit bonde · g4 vit drottning · b3 vit löpare · c3 vit bonde · g3 vit bonde · a2 vit bonde · b2 vit bonde · f2 vit bonde · h2 vit bonde · d1 vit torn · g1 vit kung | a8 svart torn · b8 svart springare · h8 svart kung · b7 svart bonde · e7 svart drottning · f7 svart bonde · g7 svart bonde · a6 svart bonde · b6 vit löpare · d6 svart bonde · e6 svart springare · h6 svart bonde · e5 svart bonde · e4 vit bonde · g4 vit drottning · b3 vit löpare · c3 vit bonde · g3 vit bonde · a2 vit bonde · b2 vit bonde · f2 vit bonde · h2 vit bonde · d1 vit torn · g1 vit kung | a8 svart torn · b8 svart springare · h8 svart kung · b7 svart bonde · e7 svart drottning · f7 svart bonde · g7 svart bonde · a6 svart bonde · b6 vit löpare · d6 svart bonde · e6 svart springare · h6 svart bonde · e5 svart bonde · e4 vit bonde · g4 vit drottning · b3 vit löpare · c3 vit bonde · g3 vit bonde · a2 vit bonde · b2 vit bonde · f2 vit bonde · h2 vit bonde · d1 vit torn · g1 vit kung | a8 svart torn · b8 svart springare · h8 svart kung · b7 svart bonde · e7 svart drottning · f7 svart bonde · g7 svart bonde · a6 svart bonde · b6 vit löpare · d6 svart bonde · e6 svart springare · h6 svart bonde · e5 svart bonde · e4 vit bonde · g4 vit drottning · b3 vit löpare · c3 vit bonde · g3 vit bonde · a2 vit bonde · b2 vit bonde · f2 vit bonde · h2 vit bonde · d1 vit torn · g1 vit kung | a8 svart torn · b8 svart springare · h8 svart kung · b7 svart bonde · e7 svart drottning · f7 svart bonde · g7 svart bonde · a6 svart bonde · b6 vit löpare · d6 svart bonde · e6 svart springare · h6 svart bonde · e5 svart bonde · e4 vit bonde · g4 vit drottning · b3 vit löpare · c3 vit bonde · g3 vit bonde · a2 vit bonde · b2 vit bonde · f2 vit bonde · h2 vit bonde · d1 vit torn · g1 vit kung | a8 svart torn · b8 svart springare · h8 svart kung · b7 svart bonde · e7 svart drottning · f7 svart bonde · g7 svart bonde · a6 svart bonde · b6 vit löpare · d6 svart bonde · e6 svart springare · h6 svart bonde · e5 svart bonde · e4 vit bonde · g4 vit drottning · b3 vit löpare · c3 vit bonde · g3 vit bonde · a2 vit bonde · b2 vit bonde · f2 vit bonde · h2 vit bonde · d1 vit torn · g1 vit kung | a8 svart torn · b8 svart springare · h8 svart kung · b7 svart bonde · e7 svart drottning · f7 svart bonde · g7 svart bonde · a6 svart bonde · b6 vit löpare · d6 svart bonde · e6 svart springare · h6 svart bonde · e5 svart bonde · e4 vit bonde · g4 vit drottning · b3 vit löpare · c3 vit bonde · g3 vit bonde · a2 vit bonde · b2 vit bonde · f2 vit bonde · h2 vit bonde · d1 vit torn · g1 vit kung | a8 svart torn · b8 svart springare · h8 svart kung · b7 svart bonde · e7 svart drottning · f7 svart bonde · g7 svart bonde · a6 svart bonde · b6 vit löpare · d6 svart bonde · e6 svart springare · h6 svart bonde · e5 svart bonde · e4 vit bonde · g4 vit drottning · b3 vit löpare · c3 vit bonde · g3 vit bonde · a2 vit bonde · b2 vit bonde · f2 vit bonde · h2 vit bonde · d1 vit torn · g1 vit kung | 6 |
| 5 | a8 svart torn · b8 svart springare · h8 svart kung · b7 svart bonde · e7 svart drottning · f7 svart bonde · g7 svart bonde · a6 svart bonde · b6 vit löpare · d6 svart bonde · e6 svart springare · h6 svart bonde · e5 svart bonde · e4 vit bonde · g4 vit drottning · b3 vit löpare · c3 vit bonde · g3 vit bonde · a2 vit bonde · b2 vit bonde · f2 vit bonde · h2 vit bonde · d1 vit torn · g1 vit kung | a8 svart torn · b8 svart springare · h8 svart kung · b7 svart bonde · e7 svart drottning · f7 svart bonde · g7 svart bonde · a6 svart bonde · b6 vit löpare · d6 svart bonde · e6 svart springare · h6 svart bonde · e5 svart bonde · e4 vit bonde · g4 vit drottning · b3 vit löpare · c3 vit bonde · g3 vit bonde · a2 vit bonde · b2 vit bonde · f2 vit bonde · h2 vit bonde · d1 vit torn · g1 vit kung | a8 svart torn · b8 svart springare · h8 svart kung · b7 svart bonde · e7 svart drottning · f7 svart bonde · g7 svart bonde · a6 svart bonde · b6 vit löpare · d6 svart bonde · e6 svart springare · h6 svart bonde · e5 svart bonde · e4 vit bonde · g4 vit drottning · b3 vit löpare · c3 vit bonde · g3 vit bonde · a2 vit bonde · b2 vit bonde · f2 vit bonde · h2 vit bonde · d1 vit torn · g1 vit kung | a8 svart torn · b8 svart springare · h8 svart kung · b7 svart bonde · e7 svart drottning · f7 svart bonde · g7 svart bonde · a6 svart bonde · b6 vit löpare · d6 svart bonde · e6 svart springare · h6 svart bonde · e5 svart bonde · e4 vit bonde · g4 vit drottning · b3 vit löpare · c3 vit bonde · g3 vit bonde · a2 vit bonde · b2 vit bonde · f2 vit bonde · h2 vit bonde · d1 vit torn · g1 vit kung | a8 svart torn · b8 svart springare · h8 svart kung · b7 svart bonde · e7 svart drottning · f7 svart bonde · g7 svart bonde · a6 svart bonde · b6 vit löpare · d6 svart bonde · e6 svart springare · h6 svart bonde · e5 svart bonde · e4 vit bonde · g4 vit drottning · b3 vit löpare · c3 vit bonde · g3 vit bonde · a2 vit bonde · b2 vit bonde · f2 vit bonde · h2 vit bonde · d1 vit torn · g1 vit kung | a8 svart torn · b8 svart springare · h8 svart kung · b7 svart bonde · e7 svart drottning · f7 svart bonde · g7 svart bonde · a6 svart bonde · b6 vit löpare · d6 svart bonde · e6 svart springare · h6 svart bonde · e5 svart bonde · e4 vit bonde · g4 vit drottning · b3 vit löpare · c3 vit bonde · g3 vit bonde · a2 vit bonde · b2 vit bonde · f2 vit bonde · h2 vit bonde · d1 vit torn · g1 vit kung | a8 svart torn · b8 svart springare · h8 svart kung · b7 svart bonde · e7 svart drottning · f7 svart bonde · g7 svart bonde · a6 svart bonde · b6 vit löpare · d6 svart bonde · e6 svart springare · h6 svart bonde · e5 svart bonde · e4 vit bonde · g4 vit drottning · b3 vit löpare · c3 vit bonde · g3 vit bonde · a2 vit bonde · b2 vit bonde · f2 vit bonde · h2 vit bonde · d1 vit torn · g1 vit kung | a8 svart torn · b8 svart springare · h8 svart kung · b7 svart bonde · e7 svart drottning · f7 svart bonde · g7 svart bonde · a6 svart bonde · b6 vit löpare · d6 svart bonde · e6 svart springare · h6 svart bonde · e5 svart bonde · e4 vit bonde · g4 vit drottning · b3 vit löpare · c3 vit bonde · g3 vit bonde · a2 vit bonde · b2 vit bonde · f2 vit bonde · h2 vit bonde · d1 vit torn · g1 vit kung | 5 |
| 4 | a8 svart torn · b8 svart springare · h8 svart kung · b7 svart bonde · e7 svart drottning · f7 svart bonde · g7 svart bonde · a6 svart bonde · b6 vit löpare · d6 svart bonde · e6 svart springare · h6 svart bonde · e5 svart bonde · e4 vit bonde · g4 vit drottning · b3 vit löpare · c3 vit bonde · g3 vit bonde · a2 vit bonde · b2 vit bonde · f2 vit bonde · h2 vit bonde · d1 vit torn · g1 vit kung | a8 svart torn · b8 svart springare · h8 svart kung · b7 svart bonde · e7 svart drottning · f7 svart bonde · g7 svart bonde · a6 svart bonde · b6 vit löpare · d6 svart bonde · e6 svart springare · h6 svart bonde · e5 svart bonde · e4 vit bonde · g4 vit drottning · b3 vit löpare · c3 vit bonde · g3 vit bonde · a2 vit bonde · b2 vit bonde · f2 vit bonde · h2 vit bonde · d1 vit torn · g1 vit kung | a8 svart torn · b8 svart springare · h8 svart kung · b7 svart bonde · e7 svart drottning · f7 svart bonde · g7 svart bonde · a6 svart bonde · b6 vit löpare · d6 svart bonde · e6 svart springare · h6 svart bonde · e5 svart bonde · e4 vit bonde · g4 vit drottning · b3 vit löpare · c3 vit bonde · g3 vit bonde · a2 vit bonde · b2 vit bonde · f2 vit bonde · h2 vit bonde · d1 vit torn · g1 vit kung | a8 svart torn · b8 svart springare · h8 svart kung · b7 svart bonde · e7 svart drottning · f7 svart bonde · g7 svart bonde · a6 svart bonde · b6 vit löpare · d6 svart bonde · e6 svart springare · h6 svart bonde · e5 svart bonde · e4 vit bonde · g4 vit drottning · b3 vit löpare · c3 vit bonde · g3 vit bonde · a2 vit bonde · b2 vit bonde · f2 vit bonde · h2 vit bonde · d1 vit torn · g1 vit kung | a8 svart torn · b8 svart springare · h8 svart kung · b7 svart bonde · e7 svart drottning · f7 svart bonde · g7 svart bonde · a6 svart bonde · b6 vit löpare · d6 svart bonde · e6 svart springare · h6 svart bonde · e5 svart bonde · e4 vit bonde · g4 vit drottning · b3 vit löpare · c3 vit bonde · g3 vit bonde · a2 vit bonde · b2 vit bonde · f2 vit bonde · h2 vit bonde · d1 vit torn · g1 vit kung | a8 svart torn · b8 svart springare · h8 svart kung · b7 svart bonde · e7 svart drottning · f7 svart bonde · g7 svart bonde · a6 svart bonde · b6 vit löpare · d6 svart bonde · e6 svart springare · h6 svart bonde · e5 svart bonde · e4 vit bonde · g4 vit drottning · b3 vit löpare · c3 vit bonde · g3 vit bonde · a2 vit bonde · b2 vit bonde · f2 vit bonde · h2 vit bonde · d1 vit torn · g1 vit kung | a8 svart torn · b8 svart springare · h8 svart kung · b7 svart bonde · e7 svart drottning · f7 svart bonde · g7 svart bonde · a6 svart bonde · b6 vit löpare · d6 svart bonde · e6 svart springare · h6 svart bonde · e5 svart bonde · e4 vit bonde · g4 vit drottning · b3 vit löpare · c3 vit bonde · g3 vit bonde · a2 vit bonde · b2 vit bonde · f2 vit bonde · h2 vit bonde · d1 vit torn · g1 vit kung | a8 svart torn · b8 svart springare · h8 svart kung · b7 svart bonde · e7 svart drottning · f7 svart bonde · g7 svart bonde · a6 svart bonde · b6 vit löpare · d6 svart bonde · e6 svart springare · h6 svart bonde · e5 svart bonde · e4 vit bonde · g4 vit drottning · b3 vit löpare · c3 vit bonde · g3 vit bonde · a2 vit bonde · b2 vit bonde · f2 vit bonde · h2 vit bonde · d1 vit torn · g1 vit kung | 4 |
| 3 | a8 svart torn · b8 svart springare · h8 svart kung · b7 svart bonde · e7 svart drottning · f7 svart bonde · g7 svart bonde · a6 svart bonde · b6 vit löpare · d6 svart bonde · e6 svart springare · h6 svart bonde · e5 svart bonde · e4 vit bonde · g4 vit drottning · b3 vit löpare · c3 vit bonde · g3 vit bonde · a2 vit bonde · b2 vit bonde · f2 vit bonde · h2 vit bonde · d1 vit torn · g1 vit kung | a8 svart torn · b8 svart springare · h8 svart kung · b7 svart bonde · e7 svart drottning · f7 svart bonde · g7 svart bonde · a6 svart bonde · b6 vit löpare · d6 svart bonde · e6 svart springare · h6 svart bonde · e5 svart bonde · e4 vit bonde · g4 vit drottning · b3 vit löpare · c3 vit bonde · g3 vit bonde · a2 vit bonde · b2 vit bonde · f2 vit bonde · h2 vit bonde · d1 vit torn · g1 vit kung | a8 svart torn · b8 svart springare · h8 svart kung · b7 svart bonde · e7 svart drottning · f7 svart bonde · g7 svart bonde · a6 svart bonde · b6 vit löpare · d6 svart bonde · e6 svart springare · h6 svart bonde · e5 svart bonde · e4 vit bonde · g4 vit drottning · b3 vit löpare · c3 vit bonde · g3 vit bonde · a2 vit bonde · b2 vit bonde · f2 vit bonde · h2 vit bonde · d1 vit torn · g1 vit kung | a8 svart torn · b8 svart springare · h8 svart kung · b7 svart bonde · e7 svart drottning · f7 svart bonde · g7 svart bonde · a6 svart bonde · b6 vit löpare · d6 svart bonde · e6 svart springare · h6 svart bonde · e5 svart bonde · e4 vit bonde · g4 vit drottning · b3 vit löpare · c3 vit bonde · g3 vit bonde · a2 vit bonde · b2 vit bonde · f2 vit bonde · h2 vit bonde · d1 vit torn · g1 vit kung | a8 svart torn · b8 svart springare · h8 svart kung · b7 svart bonde · e7 svart drottning · f7 svart bonde · g7 svart bonde · a6 svart bonde · b6 vit löpare · d6 svart bonde · e6 svart springare · h6 svart bonde · e5 svart bonde · e4 vit bonde · g4 vit drottning · b3 vit löpare · c3 vit bonde · g3 vit bonde · a2 vit bonde · b2 vit bonde · f2 vit bonde · h2 vit bonde · d1 vit torn · g1 vit kung | a8 svart torn · b8 svart springare · h8 svart kung · b7 svart bonde · e7 svart drottning · f7 svart bonde · g7 svart bonde · a6 svart bonde · b6 vit löpare · d6 svart bonde · e6 svart springare · h6 svart bonde · e5 svart bonde · e4 vit bonde · g4 vit drottning · b3 vit löpare · c3 vit bonde · g3 vit bonde · a2 vit bonde · b2 vit bonde · f2 vit bonde · h2 vit bonde · d1 vit torn · g1 vit kung | a8 svart torn · b8 svart springare · h8 svart kung · b7 svart bonde · e7 svart drottning · f7 svart bonde · g7 svart bonde · a6 svart bonde · b6 vit löpare · d6 svart bonde · e6 svart springare · h6 svart bonde · e5 svart bonde · e4 vit bonde · g4 vit drottning · b3 vit löpare · c3 vit bonde · g3 vit bonde · a2 vit bonde · b2 vit bonde · f2 vit bonde · h2 vit bonde · d1 vit torn · g1 vit kung | a8 svart torn · b8 svart springare · h8 svart kung · b7 svart bonde · e7 svart drottning · f7 svart bonde · g7 svart bonde · a6 svart bonde · b6 vit löpare · d6 svart bonde · e6 svart springare · h6 svart bonde · e5 svart bonde · e4 vit bonde · g4 vit drottning · b3 vit löpare · c3 vit bonde · g3 vit bonde · a2 vit bonde · b2 vit bonde · f2 vit bonde · h2 vit bonde · d1 vit torn · g1 vit kung | 3 |
| 2 | a8 svart torn · b8 svart springare · h8 svart kung · b7 svart bonde · e7 svart drottning · f7 svart bonde · g7 svart bonde · a6 svart bonde · b6 vit löpare · d6 svart bonde · e6 svart springare · h6 svart bonde · e5 svart bonde · e4 vit bonde · g4 vit drottning · b3 vit löpare · c3 vit bonde · g3 vit bonde · a2 vit bonde · b2 vit bonde · f2 vit bonde · h2 vit bonde · d1 vit torn · g1 vit kung | a8 svart torn · b8 svart springare · h8 svart kung · b7 svart bonde · e7 svart drottning · f7 svart bonde · g7 svart bonde · a6 svart bonde · b6 vit löpare · d6 svart bonde · e6 svart springare · h6 svart bonde · e5 svart bonde · e4 vit bonde · g4 vit drottning · b3 vit löpare · c3 vit bonde · g3 vit bonde · a2 vit bonde · b2 vit bonde · f2 vit bonde · h2 vit bonde · d1 vit torn · g1 vit kung | a8 svart torn · b8 svart springare · h8 svart kung · b7 svart bonde · e7 svart drottning · f7 svart bonde · g7 svart bonde · a6 svart bonde · b6 vit löpare · d6 svart bonde · e6 svart springare · h6 svart bonde · e5 svart bonde · e4 vit bonde · g4 vit drottning · b3 vit löpare · c3 vit bonde · g3 vit bonde · a2 vit bonde · b2 vit bonde · f2 vit bonde · h2 vit bonde · d1 vit torn · g1 vit kung | a8 svart torn · b8 svart springare · h8 svart kung · b7 svart bonde · e7 svart drottning · f7 svart bonde · g7 svart bonde · a6 svart bonde · b6 vit löpare · d6 svart bonde · e6 svart springare · h6 svart bonde · e5 svart bonde · e4 vit bonde · g4 vit drottning · b3 vit löpare · c3 vit bonde · g3 vit bonde · a2 vit bonde · b2 vit bonde · f2 vit bonde · h2 vit bonde · d1 vit torn · g1 vit kung | a8 svart torn · b8 svart springare · h8 svart kung · b7 svart bonde · e7 svart drottning · f7 svart bonde · g7 svart bonde · a6 svart bonde · b6 vit löpare · d6 svart bonde · e6 svart springare · h6 svart bonde · e5 svart bonde · e4 vit bonde · g4 vit drottning · b3 vit löpare · c3 vit bonde · g3 vit bonde · a2 vit bonde · b2 vit bonde · f2 vit bonde · h2 vit bonde · d1 vit torn · g1 vit kung | a8 svart torn · b8 svart springare · h8 svart kung · b7 svart bonde · e7 svart drottning · f7 svart bonde · g7 svart bonde · a6 svart bonde · b6 vit löpare · d6 svart bonde · e6 svart springare · h6 svart bonde · e5 svart bonde · e4 vit bonde · g4 vit drottning · b3 vit löpare · c3 vit bonde · g3 vit bonde · a2 vit bonde · b2 vit bonde · f2 vit bonde · h2 vit bonde · d1 vit torn · g1 vit kung | a8 svart torn · b8 svart springare · h8 svart kung · b7 svart bonde · e7 svart drottning · f7 svart bonde · g7 svart bonde · a6 svart bonde · b6 vit löpare · d6 svart bonde · e6 svart springare · h6 svart bonde · e5 svart bonde · e4 vit bonde · g4 vit drottning · b3 vit löpare · c3 vit bonde · g3 vit bonde · a2 vit bonde · b2 vit bonde · f2 vit bonde · h2 vit bonde · d1 vit torn · g1 vit kung | a8 svart torn · b8 svart springare · h8 svart kung · b7 svart bonde · e7 svart drottning · f7 svart bonde · g7 svart bonde · a6 svart bonde · b6 vit löpare · d6 svart bonde · e6 svart springare · h6 svart bonde · e5 svart bonde · e4 vit bonde · g4 vit drottning · b3 vit löpare · c3 vit bonde · g3 vit bonde · a2 vit bonde · b2 vit bonde · f2 vit bonde · h2 vit bonde · d1 vit torn · g1 vit kung | 2 |
| 1 | a8 svart torn · b8 svart springare · h8 svart kung · b7 svart bonde · e7 svart drottning · f7 svart bonde · g7 svart bonde · a6 svart bonde · b6 vit löpare · d6 svart bonde · e6 svart springare · h6 svart bonde · e5 svart bonde · e4 vit bonde · g4 vit drottning · b3 vit löpare · c3 vit bonde · g3 vit bonde · a2 vit bonde · b2 vit bonde · f2 vit bonde · h2 vit bonde · d1 vit torn · g1 vit kung | a8 svart torn · b8 svart springare · h8 svart kung · b7 svart bonde · e7 svart drottning · f7 svart bonde · g7 svart bonde · a6 svart bonde · b6 vit löpare · d6 svart bonde · e6 svart springare · h6 svart bonde · e5 svart bonde · e4 vit bonde · g4 vit drottning · b3 vit löpare · c3 vit bonde · g3 vit bonde · a2 vit bonde · b2 vit bonde · f2 vit bonde · h2 vit bonde · d1 vit torn · g1 vit kung | a8 svart torn · b8 svart springare · h8 svart kung · b7 svart bonde · e7 svart drottning · f7 svart bonde · g7 svart bonde · a6 svart bonde · b6 vit löpare · d6 svart bonde · e6 svart springare · h6 svart bonde · e5 svart bonde · e4 vit bonde · g4 vit drottning · b3 vit löpare · c3 vit bonde · g3 vit bonde · a2 vit bonde · b2 vit bonde · f2 vit bonde · h2 vit bonde · d1 vit torn · g1 vit kung | a8 svart torn · b8 svart springare · h8 svart kung · b7 svart bonde · e7 svart drottning · f7 svart bonde · g7 svart bonde · a6 svart bonde · b6 vit löpare · d6 svart bonde · e6 svart springare · h6 svart bonde · e5 svart bonde · e4 vit bonde · g4 vit drottning · b3 vit löpare · c3 vit bonde · g3 vit bonde · a2 vit bonde · b2 vit bonde · f2 vit bonde · h2 vit bonde · d1 vit torn · g1 vit kung | a8 svart torn · b8 svart springare · h8 svart kung · b7 svart bonde · e7 svart drottning · f7 svart bonde · g7 svart bonde · a6 svart bonde · b6 vit löpare · d6 svart bonde · e6 svart springare · h6 svart bonde · e5 svart bonde · e4 vit bonde · g4 vit drottning · b3 vit löpare · c3 vit bonde · g3 vit bonde · a2 vit bonde · b2 vit bonde · f2 vit bonde · h2 vit bonde · d1 vit torn · g1 vit kung | a8 svart torn · b8 svart springare · h8 svart kung · b7 svart bonde · e7 svart drottning · f7 svart bonde · g7 svart bonde · a6 svart bonde · b6 vit löpare · d6 svart bonde · e6 svart springare · h6 svart bonde · e5 svart bonde · e4 vit bonde · g4 vit drottning · b3 vit löpare · c3 vit bonde · g3 vit bonde · a2 vit bonde · b2 vit bonde · f2 vit bonde · h2 vit bonde · d1 vit torn · g1 vit kung | a8 svart torn · b8 svart springare · h8 svart kung · b7 svart bonde · e7 svart drottning · f7 svart bonde · g7 svart bonde · a6 svart bonde · b6 vit löpare · d6 svart bonde · e6 svart springare · h6 svart bonde · e5 svart bonde · e4 vit bonde · g4 vit drottning · b3 vit löpare · c3 vit bonde · g3 vit bonde · a2 vit bonde · b2 vit bonde · f2 vit bonde · h2 vit bonde · d1 vit torn · g1 vit kung | a8 svart torn · b8 svart springare · h8 svart kung · b7 svart bonde · e7 svart drottning · f7 svart bonde · g7 svart bonde · a6 svart bonde · b6 vit löpare · d6 svart bonde · e6 svart springare · h6 svart bonde · e5 svart bonde · e4 vit bonde · g4 vit drottning · b3 vit löpare · c3 vit bonde · g3 vit bonde · a2 vit bonde · b2 vit bonde · f2 vit bonde · h2 vit bonde · d1 vit torn · g1 vit kung | 1 |
|   | a | b | c | d | e | f | g | h |   |

En viktig strategisk fråga är när man ska byta av pjäser och förenkla spelet. Den som har en materiell fördel vill som regel byta av pjäser (men inte bönder) och komma över i ett slutspel. Men det gäller förstås att avveckla på rätt sätt – alla slutspel är inte vunna även om man har mer material.
Den sida som står trångt vill också byta av pjäser för att skaffa sig manöverutrymme. Den som har en strategisk svaghet, till exempel en isolerad bonde, vill däremot undvika förenklingar och i stället behålla komplexiteten i ställningen.
En annan viktig fråga är vilka pjäser man ska försöka byta av. Allmänt ska man byta av motståndarens aktiva pjäser och undvika avbyten av egna aktiva pjäser. Bondeställningen kan avgöra om man vill ha en löpare eller springare kvar, och vilken löpare man vill behålla (för att undvika att få en dålig löpare). Om motståndaren har svaga bönder (isolerade, efterblivna, eller dubbelbönder) så kan det vara en bra idé att byta av lätta pjäser men behålla tornen.
Det är strategiskt rätt att byta av pjäser som är viktiga för motståndarens försvar eller angrepp. I diagrammet har vit en fördel tack vare löparparet och svarts outvecklade damflygel. Men svarts dam håller ihop ställningen och försvarar den svaga bonden på d6. Svart kan fortsätta med ...Sd7 i nästa drag och sen komma ut med tornet.
Vit spelade därför lite överraskande 25.Lxe6 fxe6 26.Dh4. Om svart nu byter dam så faller bonden på d6. Svart försökte med 26...Dd7 men efter 27.Dd8+ Dxd8 28.Lxd8 Sd7 29.Lc7 vann vit i alla fall d6-bonden och senare partiet.

## Öppna linjer och diagonaler
|   | a | b | c | d | e | f | g | h |   |
| 8 | e8 svart springare · e7 svart kung · f7 svart bonde · a6 svart bonde · d6 svart bonde · e6 svart torn · h6 svart bonde · a5 vit bonde · b5 svart torn · c5 svart bonde · g5 svart bonde · b4 svart bonde · c4 vit springare · e4 vit bonde · b3 vit bonde · f3 vit bonde · h3 vit bonde · c2 vit bonde · d2 vit torn · f2 vit kung · g2 vit bonde · d1 vit torn | e8 svart springare · e7 svart kung · f7 svart bonde · a6 svart bonde · d6 svart bonde · e6 svart torn · h6 svart bonde · a5 vit bonde · b5 svart torn · c5 svart bonde · g5 svart bonde · b4 svart bonde · c4 vit springare · e4 vit bonde · b3 vit bonde · f3 vit bonde · h3 vit bonde · c2 vit bonde · d2 vit torn · f2 vit kung · g2 vit bonde · d1 vit torn | e8 svart springare · e7 svart kung · f7 svart bonde · a6 svart bonde · d6 svart bonde · e6 svart torn · h6 svart bonde · a5 vit bonde · b5 svart torn · c5 svart bonde · g5 svart bonde · b4 svart bonde · c4 vit springare · e4 vit bonde · b3 vit bonde · f3 vit bonde · h3 vit bonde · c2 vit bonde · d2 vit torn · f2 vit kung · g2 vit bonde · d1 vit torn | e8 svart springare · e7 svart kung · f7 svart bonde · a6 svart bonde · d6 svart bonde · e6 svart torn · h6 svart bonde · a5 vit bonde · b5 svart torn · c5 svart bonde · g5 svart bonde · b4 svart bonde · c4 vit springare · e4 vit bonde · b3 vit bonde · f3 vit bonde · h3 vit bonde · c2 vit bonde · d2 vit torn · f2 vit kung · g2 vit bonde · d1 vit torn | e8 svart springare · e7 svart kung · f7 svart bonde · a6 svart bonde · d6 svart bonde · e6 svart torn · h6 svart bonde · a5 vit bonde · b5 svart torn · c5 svart bonde · g5 svart bonde · b4 svart bonde · c4 vit springare · e4 vit bonde · b3 vit bonde · f3 vit bonde · h3 vit bonde · c2 vit bonde · d2 vit torn · f2 vit kung · g2 vit bonde · d1 vit torn | e8 svart springare · e7 svart kung · f7 svart bonde · a6 svart bonde · d6 svart bonde · e6 svart torn · h6 svart bonde · a5 vit bonde · b5 svart torn · c5 svart bonde · g5 svart bonde · b4 svart bonde · c4 vit springare · e4 vit bonde · b3 vit bonde · f3 vit bonde · h3 vit bonde · c2 vit bonde · d2 vit torn · f2 vit kung · g2 vit bonde · d1 vit torn | e8 svart springare · e7 svart kung · f7 svart bonde · a6 svart bonde · d6 svart bonde · e6 svart torn · h6 svart bonde · a5 vit bonde · b5 svart torn · c5 svart bonde · g5 svart bonde · b4 svart bonde · c4 vit springare · e4 vit bonde · b3 vit bonde · f3 vit bonde · h3 vit bonde · c2 vit bonde · d2 vit torn · f2 vit kung · g2 vit bonde · d1 vit torn | e8 svart springare · e7 svart kung · f7 svart bonde · a6 svart bonde · d6 svart bonde · e6 svart torn · h6 svart bonde · a5 vit bonde · b5 svart torn · c5 svart bonde · g5 svart bonde · b4 svart bonde · c4 vit springare · e4 vit bonde · b3 vit bonde · f3 vit bonde · h3 vit bonde · c2 vit bonde · d2 vit torn · f2 vit kung · g2 vit bonde · d1 vit torn | 8 |
| 7 | e8 svart springare · e7 svart kung · f7 svart bonde · a6 svart bonde · d6 svart bonde · e6 svart torn · h6 svart bonde · a5 vit bonde · b5 svart torn · c5 svart bonde · g5 svart bonde · b4 svart bonde · c4 vit springare · e4 vit bonde · b3 vit bonde · f3 vit bonde · h3 vit bonde · c2 vit bonde · d2 vit torn · f2 vit kung · g2 vit bonde · d1 vit torn | e8 svart springare · e7 svart kung · f7 svart bonde · a6 svart bonde · d6 svart bonde · e6 svart torn · h6 svart bonde · a5 vit bonde · b5 svart torn · c5 svart bonde · g5 svart bonde · b4 svart bonde · c4 vit springare · e4 vit bonde · b3 vit bonde · f3 vit bonde · h3 vit bonde · c2 vit bonde · d2 vit torn · f2 vit kung · g2 vit bonde · d1 vit torn | e8 svart springare · e7 svart kung · f7 svart bonde · a6 svart bonde · d6 svart bonde · e6 svart torn · h6 svart bonde · a5 vit bonde · b5 svart torn · c5 svart bonde · g5 svart bonde · b4 svart bonde · c4 vit springare · e4 vit bonde · b3 vit bonde · f3 vit bonde · h3 vit bonde · c2 vit bonde · d2 vit torn · f2 vit kung · g2 vit bonde · d1 vit torn | e8 svart springare · e7 svart kung · f7 svart bonde · a6 svart bonde · d6 svart bonde · e6 svart torn · h6 svart bonde · a5 vit bonde · b5 svart torn · c5 svart bonde · g5 svart bonde · b4 svart bonde · c4 vit springare · e4 vit bonde · b3 vit bonde · f3 vit bonde · h3 vit bonde · c2 vit bonde · d2 vit torn · f2 vit kung · g2 vit bonde · d1 vit torn | e8 svart springare · e7 svart kung · f7 svart bonde · a6 svart bonde · d6 svart bonde · e6 svart torn · h6 svart bonde · a5 vit bonde · b5 svart torn · c5 svart bonde · g5 svart bonde · b4 svart bonde · c4 vit springare · e4 vit bonde · b3 vit bonde · f3 vit bonde · h3 vit bonde · c2 vit bonde · d2 vit torn · f2 vit kung · g2 vit bonde · d1 vit torn | e8 svart springare · e7 svart kung · f7 svart bonde · a6 svart bonde · d6 svart bonde · e6 svart torn · h6 svart bonde · a5 vit bonde · b5 svart torn · c5 svart bonde · g5 svart bonde · b4 svart bonde · c4 vit springare · e4 vit bonde · b3 vit bonde · f3 vit bonde · h3 vit bonde · c2 vit bonde · d2 vit torn · f2 vit kung · g2 vit bonde · d1 vit torn | e8 svart springare · e7 svart kung · f7 svart bonde · a6 svart bonde · d6 svart bonde · e6 svart torn · h6 svart bonde · a5 vit bonde · b5 svart torn · c5 svart bonde · g5 svart bonde · b4 svart bonde · c4 vit springare · e4 vit bonde · b3 vit bonde · f3 vit bonde · h3 vit bonde · c2 vit bonde · d2 vit torn · f2 vit kung · g2 vit bonde · d1 vit torn | e8 svart springare · e7 svart kung · f7 svart bonde · a6 svart bonde · d6 svart bonde · e6 svart torn · h6 svart bonde · a5 vit bonde · b5 svart torn · c5 svart bonde · g5 svart bonde · b4 svart bonde · c4 vit springare · e4 vit bonde · b3 vit bonde · f3 vit bonde · h3 vit bonde · c2 vit bonde · d2 vit torn · f2 vit kung · g2 vit bonde · d1 vit torn | 7 |
| 6 | e8 svart springare · e7 svart kung · f7 svart bonde · a6 svart bonde · d6 svart bonde · e6 svart torn · h6 svart bonde · a5 vit bonde · b5 svart torn · c5 svart bonde · g5 svart bonde · b4 svart bonde · c4 vit springare · e4 vit bonde · b3 vit bonde · f3 vit bonde · h3 vit bonde · c2 vit bonde · d2 vit torn · f2 vit kung · g2 vit bonde · d1 vit torn | e8 svart springare · e7 svart kung · f7 svart bonde · a6 svart bonde · d6 svart bonde · e6 svart torn · h6 svart bonde · a5 vit bonde · b5 svart torn · c5 svart bonde · g5 svart bonde · b4 svart bonde · c4 vit springare · e4 vit bonde · b3 vit bonde · f3 vit bonde · h3 vit bonde · c2 vit bonde · d2 vit torn · f2 vit kung · g2 vit bonde · d1 vit torn | e8 svart springare · e7 svart kung · f7 svart bonde · a6 svart bonde · d6 svart bonde · e6 svart torn · h6 svart bonde · a5 vit bonde · b5 svart torn · c5 svart bonde · g5 svart bonde · b4 svart bonde · c4 vit springare · e4 vit bonde · b3 vit bonde · f3 vit bonde · h3 vit bonde · c2 vit bonde · d2 vit torn · f2 vit kung · g2 vit bonde · d1 vit torn | e8 svart springare · e7 svart kung · f7 svart bonde · a6 svart bonde · d6 svart bonde · e6 svart torn · h6 svart bonde · a5 vit bonde · b5 svart torn · c5 svart bonde · g5 svart bonde · b4 svart bonde · c4 vit springare · e4 vit bonde · b3 vit bonde · f3 vit bonde · h3 vit bonde · c2 vit bonde · d2 vit torn · f2 vit kung · g2 vit bonde · d1 vit torn | e8 svart springare · e7 svart kung · f7 svart bonde · a6 svart bonde · d6 svart bonde · e6 svart torn · h6 svart bonde · a5 vit bonde · b5 svart torn · c5 svart bonde · g5 svart bonde · b4 svart bonde · c4 vit springare · e4 vit bonde · b3 vit bonde · f3 vit bonde · h3 vit bonde · c2 vit bonde · d2 vit torn · f2 vit kung · g2 vit bonde · d1 vit torn | e8 svart springare · e7 svart kung · f7 svart bonde · a6 svart bonde · d6 svart bonde · e6 svart torn · h6 svart bonde · a5 vit bonde · b5 svart torn · c5 svart bonde · g5 svart bonde · b4 svart bonde · c4 vit springare · e4 vit bonde · b3 vit bonde · f3 vit bonde · h3 vit bonde · c2 vit bonde · d2 vit torn · f2 vit kung · g2 vit bonde · d1 vit torn | e8 svart springare · e7 svart kung · f7 svart bonde · a6 svart bonde · d6 svart bonde · e6 svart torn · h6 svart bonde · a5 vit bonde · b5 svart torn · c5 svart bonde · g5 svart bonde · b4 svart bonde · c4 vit springare · e4 vit bonde · b3 vit bonde · f3 vit bonde · h3 vit bonde · c2 vit bonde · d2 vit torn · f2 vit kung · g2 vit bonde · d1 vit torn | e8 svart springare · e7 svart kung · f7 svart bonde · a6 svart bonde · d6 svart bonde · e6 svart torn · h6 svart bonde · a5 vit bonde · b5 svart torn · c5 svart bonde · g5 svart bonde · b4 svart bonde · c4 vit springare · e4 vit bonde · b3 vit bonde · f3 vit bonde · h3 vit bonde · c2 vit bonde · d2 vit torn · f2 vit kung · g2 vit bonde · d1 vit torn | 6 |
| 5 | e8 svart springare · e7 svart kung · f7 svart bonde · a6 svart bonde · d6 svart bonde · e6 svart torn · h6 svart bonde · a5 vit bonde · b5 svart torn · c5 svart bonde · g5 svart bonde · b4 svart bonde · c4 vit springare · e4 vit bonde · b3 vit bonde · f3 vit bonde · h3 vit bonde · c2 vit bonde · d2 vit torn · f2 vit kung · g2 vit bonde · d1 vit torn | e8 svart springare · e7 svart kung · f7 svart bonde · a6 svart bonde · d6 svart bonde · e6 svart torn · h6 svart bonde · a5 vit bonde · b5 svart torn · c5 svart bonde · g5 svart bonde · b4 svart bonde · c4 vit springare · e4 vit bonde · b3 vit bonde · f3 vit bonde · h3 vit bonde · c2 vit bonde · d2 vit torn · f2 vit kung · g2 vit bonde · d1 vit torn | e8 svart springare · e7 svart kung · f7 svart bonde · a6 svart bonde · d6 svart bonde · e6 svart torn · h6 svart bonde · a5 vit bonde · b5 svart torn · c5 svart bonde · g5 svart bonde · b4 svart bonde · c4 vit springare · e4 vit bonde · b3 vit bonde · f3 vit bonde · h3 vit bonde · c2 vit bonde · d2 vit torn · f2 vit kung · g2 vit bonde · d1 vit torn | e8 svart springare · e7 svart kung · f7 svart bonde · a6 svart bonde · d6 svart bonde · e6 svart torn · h6 svart bonde · a5 vit bonde · b5 svart torn · c5 svart bonde · g5 svart bonde · b4 svart bonde · c4 vit springare · e4 vit bonde · b3 vit bonde · f3 vit bonde · h3 vit bonde · c2 vit bonde · d2 vit torn · f2 vit kung · g2 vit bonde · d1 vit torn | e8 svart springare · e7 svart kung · f7 svart bonde · a6 svart bonde · d6 svart bonde · e6 svart torn · h6 svart bonde · a5 vit bonde · b5 svart torn · c5 svart bonde · g5 svart bonde · b4 svart bonde · c4 vit springare · e4 vit bonde · b3 vit bonde · f3 vit bonde · h3 vit bonde · c2 vit bonde · d2 vit torn · f2 vit kung · g2 vit bonde · d1 vit torn | e8 svart springare · e7 svart kung · f7 svart bonde · a6 svart bonde · d6 svart bonde · e6 svart torn · h6 svart bonde · a5 vit bonde · b5 svart torn · c5 svart bonde · g5 svart bonde · b4 svart bonde · c4 vit springare · e4 vit bonde · b3 vit bonde · f3 vit bonde · h3 vit bonde · c2 vit bonde · d2 vit torn · f2 vit kung · g2 vit bonde · d1 vit torn | e8 svart springare · e7 svart kung · f7 svart bonde · a6 svart bonde · d6 svart bonde · e6 svart torn · h6 svart bonde · a5 vit bonde · b5 svart torn · c5 svart bonde · g5 svart bonde · b4 svart bonde · c4 vit springare · e4 vit bonde · b3 vit bonde · f3 vit bonde · h3 vit bonde · c2 vit bonde · d2 vit torn · f2 vit kung · g2 vit bonde · d1 vit torn | e8 svart springare · e7 svart kung · f7 svart bonde · a6 svart bonde · d6 svart bonde · e6 svart torn · h6 svart bonde · a5 vit bonde · b5 svart torn · c5 svart bonde · g5 svart bonde · b4 svart bonde · c4 vit springare · e4 vit bonde · b3 vit bonde · f3 vit bonde · h3 vit bonde · c2 vit bonde · d2 vit torn · f2 vit kung · g2 vit bonde · d1 vit torn | 5 |
| 4 | e8 svart springare · e7 svart kung · f7 svart bonde · a6 svart bonde · d6 svart bonde · e6 svart torn · h6 svart bonde · a5 vit bonde · b5 svart torn · c5 svart bonde · g5 svart bonde · b4 svart bonde · c4 vit springare · e4 vit bonde · b3 vit bonde · f3 vit bonde · h3 vit bonde · c2 vit bonde · d2 vit torn · f2 vit kung · g2 vit bonde · d1 vit torn | e8 svart springare · e7 svart kung · f7 svart bonde · a6 svart bonde · d6 svart bonde · e6 svart torn · h6 svart bonde · a5 vit bonde · b5 svart torn · c5 svart bonde · g5 svart bonde · b4 svart bonde · c4 vit springare · e4 vit bonde · b3 vit bonde · f3 vit bonde · h3 vit bonde · c2 vit bonde · d2 vit torn · f2 vit kung · g2 vit bonde · d1 vit torn | e8 svart springare · e7 svart kung · f7 svart bonde · a6 svart bonde · d6 svart bonde · e6 svart torn · h6 svart bonde · a5 vit bonde · b5 svart torn · c5 svart bonde · g5 svart bonde · b4 svart bonde · c4 vit springare · e4 vit bonde · b3 vit bonde · f3 vit bonde · h3 vit bonde · c2 vit bonde · d2 vit torn · f2 vit kung · g2 vit bonde · d1 vit torn | e8 svart springare · e7 svart kung · f7 svart bonde · a6 svart bonde · d6 svart bonde · e6 svart torn · h6 svart bonde · a5 vit bonde · b5 svart torn · c5 svart bonde · g5 svart bonde · b4 svart bonde · c4 vit springare · e4 vit bonde · b3 vit bonde · f3 vit bonde · h3 vit bonde · c2 vit bonde · d2 vit torn · f2 vit kung · g2 vit bonde · d1 vit torn | e8 svart springare · e7 svart kung · f7 svart bonde · a6 svart bonde · d6 svart bonde · e6 svart torn · h6 svart bonde · a5 vit bonde · b5 svart torn · c5 svart bonde · g5 svart bonde · b4 svart bonde · c4 vit springare · e4 vit bonde · b3 vit bonde · f3 vit bonde · h3 vit bonde · c2 vit bonde · d2 vit torn · f2 vit kung · g2 vit bonde · d1 vit torn | e8 svart springare · e7 svart kung · f7 svart bonde · a6 svart bonde · d6 svart bonde · e6 svart torn · h6 svart bonde · a5 vit bonde · b5 svart torn · c5 svart bonde · g5 svart bonde · b4 svart bonde · c4 vit springare · e4 vit bonde · b3 vit bonde · f3 vit bonde · h3 vit bonde · c2 vit bonde · d2 vit torn · f2 vit kung · g2 vit bonde · d1 vit torn | e8 svart springare · e7 svart kung · f7 svart bonde · a6 svart bonde · d6 svart bonde · e6 svart torn · h6 svart bonde · a5 vit bonde · b5 svart torn · c5 svart bonde · g5 svart bonde · b4 svart bonde · c4 vit springare · e4 vit bonde · b3 vit bonde · f3 vit bonde · h3 vit bonde · c2 vit bonde · d2 vit torn · f2 vit kung · g2 vit bonde · d1 vit torn | e8 svart springare · e7 svart kung · f7 svart bonde · a6 svart bonde · d6 svart bonde · e6 svart torn · h6 svart bonde · a5 vit bonde · b5 svart torn · c5 svart bonde · g5 svart bonde · b4 svart bonde · c4 vit springare · e4 vit bonde · b3 vit bonde · f3 vit bonde · h3 vit bonde · c2 vit bonde · d2 vit torn · f2 vit kung · g2 vit bonde · d1 vit torn | 4 |
| 3 | e8 svart springare · e7 svart kung · f7 svart bonde · a6 svart bonde · d6 svart bonde · e6 svart torn · h6 svart bonde · a5 vit bonde · b5 svart torn · c5 svart bonde · g5 svart bonde · b4 svart bonde · c4 vit springare · e4 vit bonde · b3 vit bonde · f3 vit bonde · h3 vit bonde · c2 vit bonde · d2 vit torn · f2 vit kung · g2 vit bonde · d1 vit torn | e8 svart springare · e7 svart kung · f7 svart bonde · a6 svart bonde · d6 svart bonde · e6 svart torn · h6 svart bonde · a5 vit bonde · b5 svart torn · c5 svart bonde · g5 svart bonde · b4 svart bonde · c4 vit springare · e4 vit bonde · b3 vit bonde · f3 vit bonde · h3 vit bonde · c2 vit bonde · d2 vit torn · f2 vit kung · g2 vit bonde · d1 vit torn | e8 svart springare · e7 svart kung · f7 svart bonde · a6 svart bonde · d6 svart bonde · e6 svart torn · h6 svart bonde · a5 vit bonde · b5 svart torn · c5 svart bonde · g5 svart bonde · b4 svart bonde · c4 vit springare · e4 vit bonde · b3 vit bonde · f3 vit bonde · h3 vit bonde · c2 vit bonde · d2 vit torn · f2 vit kung · g2 vit bonde · d1 vit torn | e8 svart springare · e7 svart kung · f7 svart bonde · a6 svart bonde · d6 svart bonde · e6 svart torn · h6 svart bonde · a5 vit bonde · b5 svart torn · c5 svart bonde · g5 svart bonde · b4 svart bonde · c4 vit springare · e4 vit bonde · b3 vit bonde · f3 vit bonde · h3 vit bonde · c2 vit bonde · d2 vit torn · f2 vit kung · g2 vit bonde · d1 vit torn | e8 svart springare · e7 svart kung · f7 svart bonde · a6 svart bonde · d6 svart bonde · e6 svart torn · h6 svart bonde · a5 vit bonde · b5 svart torn · c5 svart bonde · g5 svart bonde · b4 svart bonde · c4 vit springare · e4 vit bonde · b3 vit bonde · f3 vit bonde · h3 vit bonde · c2 vit bonde · d2 vit torn · f2 vit kung · g2 vit bonde · d1 vit torn | e8 svart springare · e7 svart kung · f7 svart bonde · a6 svart bonde · d6 svart bonde · e6 svart torn · h6 svart bonde · a5 vit bonde · b5 svart torn · c5 svart bonde · g5 svart bonde · b4 svart bonde · c4 vit springare · e4 vit bonde · b3 vit bonde · f3 vit bonde · h3 vit bonde · c2 vit bonde · d2 vit torn · f2 vit kung · g2 vit bonde · d1 vit torn | e8 svart springare · e7 svart kung · f7 svart bonde · a6 svart bonde · d6 svart bonde · e6 svart torn · h6 svart bonde · a5 vit bonde · b5 svart torn · c5 svart bonde · g5 svart bonde · b4 svart bonde · c4 vit springare · e4 vit bonde · b3 vit bonde · f3 vit bonde · h3 vit bonde · c2 vit bonde · d2 vit torn · f2 vit kung · g2 vit bonde · d1 vit torn | e8 svart springare · e7 svart kung · f7 svart bonde · a6 svart bonde · d6 svart bonde · e6 svart torn · h6 svart bonde · a5 vit bonde · b5 svart torn · c5 svart bonde · g5 svart bonde · b4 svart bonde · c4 vit springare · e4 vit bonde · b3 vit bonde · f3 vit bonde · h3 vit bonde · c2 vit bonde · d2 vit torn · f2 vit kung · g2 vit bonde · d1 vit torn | 3 |
| 2 | e8 svart springare · e7 svart kung · f7 svart bonde · a6 svart bonde · d6 svart bonde · e6 svart torn · h6 svart bonde · a5 vit bonde · b5 svart torn · c5 svart bonde · g5 svart bonde · b4 svart bonde · c4 vit springare · e4 vit bonde · b3 vit bonde · f3 vit bonde · h3 vit bonde · c2 vit bonde · d2 vit torn · f2 vit kung · g2 vit bonde · d1 vit torn | e8 svart springare · e7 svart kung · f7 svart bonde · a6 svart bonde · d6 svart bonde · e6 svart torn · h6 svart bonde · a5 vit bonde · b5 svart torn · c5 svart bonde · g5 svart bonde · b4 svart bonde · c4 vit springare · e4 vit bonde · b3 vit bonde · f3 vit bonde · h3 vit bonde · c2 vit bonde · d2 vit torn · f2 vit kung · g2 vit bonde · d1 vit torn | e8 svart springare · e7 svart kung · f7 svart bonde · a6 svart bonde · d6 svart bonde · e6 svart torn · h6 svart bonde · a5 vit bonde · b5 svart torn · c5 svart bonde · g5 svart bonde · b4 svart bonde · c4 vit springare · e4 vit bonde · b3 vit bonde · f3 vit bonde · h3 vit bonde · c2 vit bonde · d2 vit torn · f2 vit kung · g2 vit bonde · d1 vit torn | e8 svart springare · e7 svart kung · f7 svart bonde · a6 svart bonde · d6 svart bonde · e6 svart torn · h6 svart bonde · a5 vit bonde · b5 svart torn · c5 svart bonde · g5 svart bonde · b4 svart bonde · c4 vit springare · e4 vit bonde · b3 vit bonde · f3 vit bonde · h3 vit bonde · c2 vit bonde · d2 vit torn · f2 vit kung · g2 vit bonde · d1 vit torn | e8 svart springare · e7 svart kung · f7 svart bonde · a6 svart bonde · d6 svart bonde · e6 svart torn · h6 svart bonde · a5 vit bonde · b5 svart torn · c5 svart bonde · g5 svart bonde · b4 svart bonde · c4 vit springare · e4 vit bonde · b3 vit bonde · f3 vit bonde · h3 vit bonde · c2 vit bonde · d2 vit torn · f2 vit kung · g2 vit bonde · d1 vit torn | e8 svart springare · e7 svart kung · f7 svart bonde · a6 svart bonde · d6 svart bonde · e6 svart torn · h6 svart bonde · a5 vit bonde · b5 svart torn · c5 svart bonde · g5 svart bonde · b4 svart bonde · c4 vit springare · e4 vit bonde · b3 vit bonde · f3 vit bonde · h3 vit bonde · c2 vit bonde · d2 vit torn · f2 vit kung · g2 vit bonde · d1 vit torn | e8 svart springare · e7 svart kung · f7 svart bonde · a6 svart bonde · d6 svart bonde · e6 svart torn · h6 svart bonde · a5 vit bonde · b5 svart torn · c5 svart bonde · g5 svart bonde · b4 svart bonde · c4 vit springare · e4 vit bonde · b3 vit bonde · f3 vit bonde · h3 vit bonde · c2 vit bonde · d2 vit torn · f2 vit kung · g2 vit bonde · d1 vit torn | e8 svart springare · e7 svart kung · f7 svart bonde · a6 svart bonde · d6 svart bonde · e6 svart torn · h6 svart bonde · a5 vit bonde · b5 svart torn · c5 svart bonde · g5 svart bonde · b4 svart bonde · c4 vit springare · e4 vit bonde · b3 vit bonde · f3 vit bonde · h3 vit bonde · c2 vit bonde · d2 vit torn · f2 vit kung · g2 vit bonde · d1 vit torn | 2 |
| 1 | e8 svart springare · e7 svart kung · f7 svart bonde · a6 svart bonde · d6 svart bonde · e6 svart torn · h6 svart bonde · a5 vit bonde · b5 svart torn · c5 svart bonde · g5 svart bonde · b4 svart bonde · c4 vit springare · e4 vit bonde · b3 vit bonde · f3 vit bonde · h3 vit bonde · c2 vit bonde · d2 vit torn · f2 vit kung · g2 vit bonde · d1 vit torn | e8 svart springare · e7 svart kung · f7 svart bonde · a6 svart bonde · d6 svart bonde · e6 svart torn · h6 svart bonde · a5 vit bonde · b5 svart torn · c5 svart bonde · g5 svart bonde · b4 svart bonde · c4 vit springare · e4 vit bonde · b3 vit bonde · f3 vit bonde · h3 vit bonde · c2 vit bonde · d2 vit torn · f2 vit kung · g2 vit bonde · d1 vit torn | e8 svart springare · e7 svart kung · f7 svart bonde · a6 svart bonde · d6 svart bonde · e6 svart torn · h6 svart bonde · a5 vit bonde · b5 svart torn · c5 svart bonde · g5 svart bonde · b4 svart bonde · c4 vit springare · e4 vit bonde · b3 vit bonde · f3 vit bonde · h3 vit bonde · c2 vit bonde · d2 vit torn · f2 vit kung · g2 vit bonde · d1 vit torn | e8 svart springare · e7 svart kung · f7 svart bonde · a6 svart bonde · d6 svart bonde · e6 svart torn · h6 svart bonde · a5 vit bonde · b5 svart torn · c5 svart bonde · g5 svart bonde · b4 svart bonde · c4 vit springare · e4 vit bonde · b3 vit bonde · f3 vit bonde · h3 vit bonde · c2 vit bonde · d2 vit torn · f2 vit kung · g2 vit bonde · d1 vit torn | e8 svart springare · e7 svart kung · f7 svart bonde · a6 svart bonde · d6 svart bonde · e6 svart torn · h6 svart bonde · a5 vit bonde · b5 svart torn · c5 svart bonde · g5 svart bonde · b4 svart bonde · c4 vit springare · e4 vit bonde · b3 vit bonde · f3 vit bonde · h3 vit bonde · c2 vit bonde · d2 vit torn · f2 vit kung · g2 vit bonde · d1 vit torn | e8 svart springare · e7 svart kung · f7 svart bonde · a6 svart bonde · d6 svart bonde · e6 svart torn · h6 svart bonde · a5 vit bonde · b5 svart torn · c5 svart bonde · g5 svart bonde · b4 svart bonde · c4 vit springare · e4 vit bonde · b3 vit bonde · f3 vit bonde · h3 vit bonde · c2 vit bonde · d2 vit torn · f2 vit kung · g2 vit bonde · d1 vit torn | e8 svart springare · e7 svart kung · f7 svart bonde · a6 svart bonde · d6 svart bonde · e6 svart torn · h6 svart bonde · a5 vit bonde · b5 svart torn · c5 svart bonde · g5 svart bonde · b4 svart bonde · c4 vit springare · e4 vit bonde · b3 vit bonde · f3 vit bonde · h3 vit bonde · c2 vit bonde · d2 vit torn · f2 vit kung · g2 vit bonde · d1 vit torn | e8 svart springare · e7 svart kung · f7 svart bonde · a6 svart bonde · d6 svart bonde · e6 svart torn · h6 svart bonde · a5 vit bonde · b5 svart torn · c5 svart bonde · g5 svart bonde · b4 svart bonde · c4 vit springare · e4 vit bonde · b3 vit bonde · f3 vit bonde · h3 vit bonde · c2 vit bonde · d2 vit torn · f2 vit kung · g2 vit bonde · d1 vit torn | 1 |
|   | a | b | c | d | e | f | g | h |   |

En öppen linje är en linje utan bönder. En linje med bara bönder av en färg kallas för halvöppen.
Att ha kontroll över öppna linjer eller diagonaler är en viktig strategisk faktor. Dels är det svårt för motståndaren att använda linjen eller diagonalen, men framför allt ger det en möjlighet att tränga in i motståndarens ställning. I första hand tänker man då på torn som besätter sjunde raden, där den kan rensa bland motståndarens bönder och angripa kungen.
I diagrammet finns två halvöppna men ingen öppen linje. Vit offrade här en bonde för att öppna d-linjen med 34.e5! Med 34…dxe5 35.Td7+ Kf6 36.Ta7 Kg6 37.Tdd7 trängde vit in på sjunde raden med båda tornen och hade en överlägsen ställning.
Öppna diagonaler har inte riktigt samma betydelse som öppna linjer eftersom det inte finns någon motsvarighet till att tränga in med tornet på sjunde raden. Men att ha kontroll över en lång diagonal är ändå en stor positionell fördel, speciellt om det är kring motståndarens kung. 

## Löpare mot springare
Löpare och springare är starka i olika typer av ställningar. Löparen anses vara den något starkare pjäsen, och det beror på att det finns fler ställningar där den kommer till sin rätt. Löparen, med sin större räckvidd, trivs bättre i öppna ställningar, och i många partier blir spelet mer öppet i takt med att pjäser byts av. Löparen kan därför anses vara en långsiktig, statisk fördel.
Schackdatorn AlphaZero, som inte är färgad av mänskliga bedömningar, uppskattar springarens och löparens relativa styrka till 3,05 respektive 3,33.
|   | a | b | c | d | e | f | g | h |   |
| 8 | d8 svart drottning · g8 svart kung · f7 svart löpare · h7 svart bonde · b6 svart bonde · c6 svart torn · f6 svart bonde · g6 svart bonde · a5 svart bonde · d5 svart bonde · d4 vit bonde · g4 vit bonde · h4 vit bonde · b3 vit bonde · d3 vit springare · e3 vit drottning · f3 vit bonde · a2 vit bonde · d2 vit torn · g2 vit kung | d8 svart drottning · g8 svart kung · f7 svart löpare · h7 svart bonde · b6 svart bonde · c6 svart torn · f6 svart bonde · g6 svart bonde · a5 svart bonde · d5 svart bonde · d4 vit bonde · g4 vit bonde · h4 vit bonde · b3 vit bonde · d3 vit springare · e3 vit drottning · f3 vit bonde · a2 vit bonde · d2 vit torn · g2 vit kung | d8 svart drottning · g8 svart kung · f7 svart löpare · h7 svart bonde · b6 svart bonde · c6 svart torn · f6 svart bonde · g6 svart bonde · a5 svart bonde · d5 svart bonde · d4 vit bonde · g4 vit bonde · h4 vit bonde · b3 vit bonde · d3 vit springare · e3 vit drottning · f3 vit bonde · a2 vit bonde · d2 vit torn · g2 vit kung | d8 svart drottning · g8 svart kung · f7 svart löpare · h7 svart bonde · b6 svart bonde · c6 svart torn · f6 svart bonde · g6 svart bonde · a5 svart bonde · d5 svart bonde · d4 vit bonde · g4 vit bonde · h4 vit bonde · b3 vit bonde · d3 vit springare · e3 vit drottning · f3 vit bonde · a2 vit bonde · d2 vit torn · g2 vit kung | d8 svart drottning · g8 svart kung · f7 svart löpare · h7 svart bonde · b6 svart bonde · c6 svart torn · f6 svart bonde · g6 svart bonde · a5 svart bonde · d5 svart bonde · d4 vit bonde · g4 vit bonde · h4 vit bonde · b3 vit bonde · d3 vit springare · e3 vit drottning · f3 vit bonde · a2 vit bonde · d2 vit torn · g2 vit kung | d8 svart drottning · g8 svart kung · f7 svart löpare · h7 svart bonde · b6 svart bonde · c6 svart torn · f6 svart bonde · g6 svart bonde · a5 svart bonde · d5 svart bonde · d4 vit bonde · g4 vit bonde · h4 vit bonde · b3 vit bonde · d3 vit springare · e3 vit drottning · f3 vit bonde · a2 vit bonde · d2 vit torn · g2 vit kung | d8 svart drottning · g8 svart kung · f7 svart löpare · h7 svart bonde · b6 svart bonde · c6 svart torn · f6 svart bonde · g6 svart bonde · a5 svart bonde · d5 svart bonde · d4 vit bonde · g4 vit bonde · h4 vit bonde · b3 vit bonde · d3 vit springare · e3 vit drottning · f3 vit bonde · a2 vit bonde · d2 vit torn · g2 vit kung | d8 svart drottning · g8 svart kung · f7 svart löpare · h7 svart bonde · b6 svart bonde · c6 svart torn · f6 svart bonde · g6 svart bonde · a5 svart bonde · d5 svart bonde · d4 vit bonde · g4 vit bonde · h4 vit bonde · b3 vit bonde · d3 vit springare · e3 vit drottning · f3 vit bonde · a2 vit bonde · d2 vit torn · g2 vit kung | 8 |
| 7 | d8 svart drottning · g8 svart kung · f7 svart löpare · h7 svart bonde · b6 svart bonde · c6 svart torn · f6 svart bonde · g6 svart bonde · a5 svart bonde · d5 svart bonde · d4 vit bonde · g4 vit bonde · h4 vit bonde · b3 vit bonde · d3 vit springare · e3 vit drottning · f3 vit bonde · a2 vit bonde · d2 vit torn · g2 vit kung | d8 svart drottning · g8 svart kung · f7 svart löpare · h7 svart bonde · b6 svart bonde · c6 svart torn · f6 svart bonde · g6 svart bonde · a5 svart bonde · d5 svart bonde · d4 vit bonde · g4 vit bonde · h4 vit bonde · b3 vit bonde · d3 vit springare · e3 vit drottning · f3 vit bonde · a2 vit bonde · d2 vit torn · g2 vit kung | d8 svart drottning · g8 svart kung · f7 svart löpare · h7 svart bonde · b6 svart bonde · c6 svart torn · f6 svart bonde · g6 svart bonde · a5 svart bonde · d5 svart bonde · d4 vit bonde · g4 vit bonde · h4 vit bonde · b3 vit bonde · d3 vit springare · e3 vit drottning · f3 vit bonde · a2 vit bonde · d2 vit torn · g2 vit kung | d8 svart drottning · g8 svart kung · f7 svart löpare · h7 svart bonde · b6 svart bonde · c6 svart torn · f6 svart bonde · g6 svart bonde · a5 svart bonde · d5 svart bonde · d4 vit bonde · g4 vit bonde · h4 vit bonde · b3 vit bonde · d3 vit springare · e3 vit drottning · f3 vit bonde · a2 vit bonde · d2 vit torn · g2 vit kung | d8 svart drottning · g8 svart kung · f7 svart löpare · h7 svart bonde · b6 svart bonde · c6 svart torn · f6 svart bonde · g6 svart bonde · a5 svart bonde · d5 svart bonde · d4 vit bonde · g4 vit bonde · h4 vit bonde · b3 vit bonde · d3 vit springare · e3 vit drottning · f3 vit bonde · a2 vit bonde · d2 vit torn · g2 vit kung | d8 svart drottning · g8 svart kung · f7 svart löpare · h7 svart bonde · b6 svart bonde · c6 svart torn · f6 svart bonde · g6 svart bonde · a5 svart bonde · d5 svart bonde · d4 vit bonde · g4 vit bonde · h4 vit bonde · b3 vit bonde · d3 vit springare · e3 vit drottning · f3 vit bonde · a2 vit bonde · d2 vit torn · g2 vit kung | d8 svart drottning · g8 svart kung · f7 svart löpare · h7 svart bonde · b6 svart bonde · c6 svart torn · f6 svart bonde · g6 svart bonde · a5 svart bonde · d5 svart bonde · d4 vit bonde · g4 vit bonde · h4 vit bonde · b3 vit bonde · d3 vit springare · e3 vit drottning · f3 vit bonde · a2 vit bonde · d2 vit torn · g2 vit kung | d8 svart drottning · g8 svart kung · f7 svart löpare · h7 svart bonde · b6 svart bonde · c6 svart torn · f6 svart bonde · g6 svart bonde · a5 svart bonde · d5 svart bonde · d4 vit bonde · g4 vit bonde · h4 vit bonde · b3 vit bonde · d3 vit springare · e3 vit drottning · f3 vit bonde · a2 vit bonde · d2 vit torn · g2 vit kung | 7 |
| 6 | d8 svart drottning · g8 svart kung · f7 svart löpare · h7 svart bonde · b6 svart bonde · c6 svart torn · f6 svart bonde · g6 svart bonde · a5 svart bonde · d5 svart bonde · d4 vit bonde · g4 vit bonde · h4 vit bonde · b3 vit bonde · d3 vit springare · e3 vit drottning · f3 vit bonde · a2 vit bonde · d2 vit torn · g2 vit kung | d8 svart drottning · g8 svart kung · f7 svart löpare · h7 svart bonde · b6 svart bonde · c6 svart torn · f6 svart bonde · g6 svart bonde · a5 svart bonde · d5 svart bonde · d4 vit bonde · g4 vit bonde · h4 vit bonde · b3 vit bonde · d3 vit springare · e3 vit drottning · f3 vit bonde · a2 vit bonde · d2 vit torn · g2 vit kung | d8 svart drottning · g8 svart kung · f7 svart löpare · h7 svart bonde · b6 svart bonde · c6 svart torn · f6 svart bonde · g6 svart bonde · a5 svart bonde · d5 svart bonde · d4 vit bonde · g4 vit bonde · h4 vit bonde · b3 vit bonde · d3 vit springare · e3 vit drottning · f3 vit bonde · a2 vit bonde · d2 vit torn · g2 vit kung | d8 svart drottning · g8 svart kung · f7 svart löpare · h7 svart bonde · b6 svart bonde · c6 svart torn · f6 svart bonde · g6 svart bonde · a5 svart bonde · d5 svart bonde · d4 vit bonde · g4 vit bonde · h4 vit bonde · b3 vit bonde · d3 vit springare · e3 vit drottning · f3 vit bonde · a2 vit bonde · d2 vit torn · g2 vit kung | d8 svart drottning · g8 svart kung · f7 svart löpare · h7 svart bonde · b6 svart bonde · c6 svart torn · f6 svart bonde · g6 svart bonde · a5 svart bonde · d5 svart bonde · d4 vit bonde · g4 vit bonde · h4 vit bonde · b3 vit bonde · d3 vit springare · e3 vit drottning · f3 vit bonde · a2 vit bonde · d2 vit torn · g2 vit kung | d8 svart drottning · g8 svart kung · f7 svart löpare · h7 svart bonde · b6 svart bonde · c6 svart torn · f6 svart bonde · g6 svart bonde · a5 svart bonde · d5 svart bonde · d4 vit bonde · g4 vit bonde · h4 vit bonde · b3 vit bonde · d3 vit springare · e3 vit drottning · f3 vit bonde · a2 vit bonde · d2 vit torn · g2 vit kung | d8 svart drottning · g8 svart kung · f7 svart löpare · h7 svart bonde · b6 svart bonde · c6 svart torn · f6 svart bonde · g6 svart bonde · a5 svart bonde · d5 svart bonde · d4 vit bonde · g4 vit bonde · h4 vit bonde · b3 vit bonde · d3 vit springare · e3 vit drottning · f3 vit bonde · a2 vit bonde · d2 vit torn · g2 vit kung | d8 svart drottning · g8 svart kung · f7 svart löpare · h7 svart bonde · b6 svart bonde · c6 svart torn · f6 svart bonde · g6 svart bonde · a5 svart bonde · d5 svart bonde · d4 vit bonde · g4 vit bonde · h4 vit bonde · b3 vit bonde · d3 vit springare · e3 vit drottning · f3 vit bonde · a2 vit bonde · d2 vit torn · g2 vit kung | 6 |
| 5 | d8 svart drottning · g8 svart kung · f7 svart löpare · h7 svart bonde · b6 svart bonde · c6 svart torn · f6 svart bonde · g6 svart bonde · a5 svart bonde · d5 svart bonde · d4 vit bonde · g4 vit bonde · h4 vit bonde · b3 vit bonde · d3 vit springare · e3 vit drottning · f3 vit bonde · a2 vit bonde · d2 vit torn · g2 vit kung | d8 svart drottning · g8 svart kung · f7 svart löpare · h7 svart bonde · b6 svart bonde · c6 svart torn · f6 svart bonde · g6 svart bonde · a5 svart bonde · d5 svart bonde · d4 vit bonde · g4 vit bonde · h4 vit bonde · b3 vit bonde · d3 vit springare · e3 vit drottning · f3 vit bonde · a2 vit bonde · d2 vit torn · g2 vit kung | d8 svart drottning · g8 svart kung · f7 svart löpare · h7 svart bonde · b6 svart bonde · c6 svart torn · f6 svart bonde · g6 svart bonde · a5 svart bonde · d5 svart bonde · d4 vit bonde · g4 vit bonde · h4 vit bonde · b3 vit bonde · d3 vit springare · e3 vit drottning · f3 vit bonde · a2 vit bonde · d2 vit torn · g2 vit kung | d8 svart drottning · g8 svart kung · f7 svart löpare · h7 svart bonde · b6 svart bonde · c6 svart torn · f6 svart bonde · g6 svart bonde · a5 svart bonde · d5 svart bonde · d4 vit bonde · g4 vit bonde · h4 vit bonde · b3 vit bonde · d3 vit springare · e3 vit drottning · f3 vit bonde · a2 vit bonde · d2 vit torn · g2 vit kung | d8 svart drottning · g8 svart kung · f7 svart löpare · h7 svart bonde · b6 svart bonde · c6 svart torn · f6 svart bonde · g6 svart bonde · a5 svart bonde · d5 svart bonde · d4 vit bonde · g4 vit bonde · h4 vit bonde · b3 vit bonde · d3 vit springare · e3 vit drottning · f3 vit bonde · a2 vit bonde · d2 vit torn · g2 vit kung | d8 svart drottning · g8 svart kung · f7 svart löpare · h7 svart bonde · b6 svart bonde · c6 svart torn · f6 svart bonde · g6 svart bonde · a5 svart bonde · d5 svart bonde · d4 vit bonde · g4 vit bonde · h4 vit bonde · b3 vit bonde · d3 vit springare · e3 vit drottning · f3 vit bonde · a2 vit bonde · d2 vit torn · g2 vit kung | d8 svart drottning · g8 svart kung · f7 svart löpare · h7 svart bonde · b6 svart bonde · c6 svart torn · f6 svart bonde · g6 svart bonde · a5 svart bonde · d5 svart bonde · d4 vit bonde · g4 vit bonde · h4 vit bonde · b3 vit bonde · d3 vit springare · e3 vit drottning · f3 vit bonde · a2 vit bonde · d2 vit torn · g2 vit kung | d8 svart drottning · g8 svart kung · f7 svart löpare · h7 svart bonde · b6 svart bonde · c6 svart torn · f6 svart bonde · g6 svart bonde · a5 svart bonde · d5 svart bonde · d4 vit bonde · g4 vit bonde · h4 vit bonde · b3 vit bonde · d3 vit springare · e3 vit drottning · f3 vit bonde · a2 vit bonde · d2 vit torn · g2 vit kung | 5 |
| 4 | d8 svart drottning · g8 svart kung · f7 svart löpare · h7 svart bonde · b6 svart bonde · c6 svart torn · f6 svart bonde · g6 svart bonde · a5 svart bonde · d5 svart bonde · d4 vit bonde · g4 vit bonde · h4 vit bonde · b3 vit bonde · d3 vit springare · e3 vit drottning · f3 vit bonde · a2 vit bonde · d2 vit torn · g2 vit kung | d8 svart drottning · g8 svart kung · f7 svart löpare · h7 svart bonde · b6 svart bonde · c6 svart torn · f6 svart bonde · g6 svart bonde · a5 svart bonde · d5 svart bonde · d4 vit bonde · g4 vit bonde · h4 vit bonde · b3 vit bonde · d3 vit springare · e3 vit drottning · f3 vit bonde · a2 vit bonde · d2 vit torn · g2 vit kung | d8 svart drottning · g8 svart kung · f7 svart löpare · h7 svart bonde · b6 svart bonde · c6 svart torn · f6 svart bonde · g6 svart bonde · a5 svart bonde · d5 svart bonde · d4 vit bonde · g4 vit bonde · h4 vit bonde · b3 vit bonde · d3 vit springare · e3 vit drottning · f3 vit bonde · a2 vit bonde · d2 vit torn · g2 vit kung | d8 svart drottning · g8 svart kung · f7 svart löpare · h7 svart bonde · b6 svart bonde · c6 svart torn · f6 svart bonde · g6 svart bonde · a5 svart bonde · d5 svart bonde · d4 vit bonde · g4 vit bonde · h4 vit bonde · b3 vit bonde · d3 vit springare · e3 vit drottning · f3 vit bonde · a2 vit bonde · d2 vit torn · g2 vit kung | d8 svart drottning · g8 svart kung · f7 svart löpare · h7 svart bonde · b6 svart bonde · c6 svart torn · f6 svart bonde · g6 svart bonde · a5 svart bonde · d5 svart bonde · d4 vit bonde · g4 vit bonde · h4 vit bonde · b3 vit bonde · d3 vit springare · e3 vit drottning · f3 vit bonde · a2 vit bonde · d2 vit torn · g2 vit kung | d8 svart drottning · g8 svart kung · f7 svart löpare · h7 svart bonde · b6 svart bonde · c6 svart torn · f6 svart bonde · g6 svart bonde · a5 svart bonde · d5 svart bonde · d4 vit bonde · g4 vit bonde · h4 vit bonde · b3 vit bonde · d3 vit springare · e3 vit drottning · f3 vit bonde · a2 vit bonde · d2 vit torn · g2 vit kung | d8 svart drottning · g8 svart kung · f7 svart löpare · h7 svart bonde · b6 svart bonde · c6 svart torn · f6 svart bonde · g6 svart bonde · a5 svart bonde · d5 svart bonde · d4 vit bonde · g4 vit bonde · h4 vit bonde · b3 vit bonde · d3 vit springare · e3 vit drottning · f3 vit bonde · a2 vit bonde · d2 vit torn · g2 vit kung | d8 svart drottning · g8 svart kung · f7 svart löpare · h7 svart bonde · b6 svart bonde · c6 svart torn · f6 svart bonde · g6 svart bonde · a5 svart bonde · d5 svart bonde · d4 vit bonde · g4 vit bonde · h4 vit bonde · b3 vit bonde · d3 vit springare · e3 vit drottning · f3 vit bonde · a2 vit bonde · d2 vit torn · g2 vit kung | 4 |
| 3 | d8 svart drottning · g8 svart kung · f7 svart löpare · h7 svart bonde · b6 svart bonde · c6 svart torn · f6 svart bonde · g6 svart bonde · a5 svart bonde · d5 svart bonde · d4 vit bonde · g4 vit bonde · h4 vit bonde · b3 vit bonde · d3 vit springare · e3 vit drottning · f3 vit bonde · a2 vit bonde · d2 vit torn · g2 vit kung | d8 svart drottning · g8 svart kung · f7 svart löpare · h7 svart bonde · b6 svart bonde · c6 svart torn · f6 svart bonde · g6 svart bonde · a5 svart bonde · d5 svart bonde · d4 vit bonde · g4 vit bonde · h4 vit bonde · b3 vit bonde · d3 vit springare · e3 vit drottning · f3 vit bonde · a2 vit bonde · d2 vit torn · g2 vit kung | d8 svart drottning · g8 svart kung · f7 svart löpare · h7 svart bonde · b6 svart bonde · c6 svart torn · f6 svart bonde · g6 svart bonde · a5 svart bonde · d5 svart bonde · d4 vit bonde · g4 vit bonde · h4 vit bonde · b3 vit bonde · d3 vit springare · e3 vit drottning · f3 vit bonde · a2 vit bonde · d2 vit torn · g2 vit kung | d8 svart drottning · g8 svart kung · f7 svart löpare · h7 svart bonde · b6 svart bonde · c6 svart torn · f6 svart bonde · g6 svart bonde · a5 svart bonde · d5 svart bonde · d4 vit bonde · g4 vit bonde · h4 vit bonde · b3 vit bonde · d3 vit springare · e3 vit drottning · f3 vit bonde · a2 vit bonde · d2 vit torn · g2 vit kung | d8 svart drottning · g8 svart kung · f7 svart löpare · h7 svart bonde · b6 svart bonde · c6 svart torn · f6 svart bonde · g6 svart bonde · a5 svart bonde · d5 svart bonde · d4 vit bonde · g4 vit bonde · h4 vit bonde · b3 vit bonde · d3 vit springare · e3 vit drottning · f3 vit bonde · a2 vit bonde · d2 vit torn · g2 vit kung | d8 svart drottning · g8 svart kung · f7 svart löpare · h7 svart bonde · b6 svart bonde · c6 svart torn · f6 svart bonde · g6 svart bonde · a5 svart bonde · d5 svart bonde · d4 vit bonde · g4 vit bonde · h4 vit bonde · b3 vit bonde · d3 vit springare · e3 vit drottning · f3 vit bonde · a2 vit bonde · d2 vit torn · g2 vit kung | d8 svart drottning · g8 svart kung · f7 svart löpare · h7 svart bonde · b6 svart bonde · c6 svart torn · f6 svart bonde · g6 svart bonde · a5 svart bonde · d5 svart bonde · d4 vit bonde · g4 vit bonde · h4 vit bonde · b3 vit bonde · d3 vit springare · e3 vit drottning · f3 vit bonde · a2 vit bonde · d2 vit torn · g2 vit kung | d8 svart drottning · g8 svart kung · f7 svart löpare · h7 svart bonde · b6 svart bonde · c6 svart torn · f6 svart bonde · g6 svart bonde · a5 svart bonde · d5 svart bonde · d4 vit bonde · g4 vit bonde · h4 vit bonde · b3 vit bonde · d3 vit springare · e3 vit drottning · f3 vit bonde · a2 vit bonde · d2 vit torn · g2 vit kung | 3 |
| 2 | d8 svart drottning · g8 svart kung · f7 svart löpare · h7 svart bonde · b6 svart bonde · c6 svart torn · f6 svart bonde · g6 svart bonde · a5 svart bonde · d5 svart bonde · d4 vit bonde · g4 vit bonde · h4 vit bonde · b3 vit bonde · d3 vit springare · e3 vit drottning · f3 vit bonde · a2 vit bonde · d2 vit torn · g2 vit kung | d8 svart drottning · g8 svart kung · f7 svart löpare · h7 svart bonde · b6 svart bonde · c6 svart torn · f6 svart bonde · g6 svart bonde · a5 svart bonde · d5 svart bonde · d4 vit bonde · g4 vit bonde · h4 vit bonde · b3 vit bonde · d3 vit springare · e3 vit drottning · f3 vit bonde · a2 vit bonde · d2 vit torn · g2 vit kung | d8 svart drottning · g8 svart kung · f7 svart löpare · h7 svart bonde · b6 svart bonde · c6 svart torn · f6 svart bonde · g6 svart bonde · a5 svart bonde · d5 svart bonde · d4 vit bonde · g4 vit bonde · h4 vit bonde · b3 vit bonde · d3 vit springare · e3 vit drottning · f3 vit bonde · a2 vit bonde · d2 vit torn · g2 vit kung | d8 svart drottning · g8 svart kung · f7 svart löpare · h7 svart bonde · b6 svart bonde · c6 svart torn · f6 svart bonde · g6 svart bonde · a5 svart bonde · d5 svart bonde · d4 vit bonde · g4 vit bonde · h4 vit bonde · b3 vit bonde · d3 vit springare · e3 vit drottning · f3 vit bonde · a2 vit bonde · d2 vit torn · g2 vit kung | d8 svart drottning · g8 svart kung · f7 svart löpare · h7 svart bonde · b6 svart bonde · c6 svart torn · f6 svart bonde · g6 svart bonde · a5 svart bonde · d5 svart bonde · d4 vit bonde · g4 vit bonde · h4 vit bonde · b3 vit bonde · d3 vit springare · e3 vit drottning · f3 vit bonde · a2 vit bonde · d2 vit torn · g2 vit kung | d8 svart drottning · g8 svart kung · f7 svart löpare · h7 svart bonde · b6 svart bonde · c6 svart torn · f6 svart bonde · g6 svart bonde · a5 svart bonde · d5 svart bonde · d4 vit bonde · g4 vit bonde · h4 vit bonde · b3 vit bonde · d3 vit springare · e3 vit drottning · f3 vit bonde · a2 vit bonde · d2 vit torn · g2 vit kung | d8 svart drottning · g8 svart kung · f7 svart löpare · h7 svart bonde · b6 svart bonde · c6 svart torn · f6 svart bonde · g6 svart bonde · a5 svart bonde · d5 svart bonde · d4 vit bonde · g4 vit bonde · h4 vit bonde · b3 vit bonde · d3 vit springare · e3 vit drottning · f3 vit bonde · a2 vit bonde · d2 vit torn · g2 vit kung | d8 svart drottning · g8 svart kung · f7 svart löpare · h7 svart bonde · b6 svart bonde · c6 svart torn · f6 svart bonde · g6 svart bonde · a5 svart bonde · d5 svart bonde · d4 vit bonde · g4 vit bonde · h4 vit bonde · b3 vit bonde · d3 vit springare · e3 vit drottning · f3 vit bonde · a2 vit bonde · d2 vit torn · g2 vit kung | 2 |
| 1 | d8 svart drottning · g8 svart kung · f7 svart löpare · h7 svart bonde · b6 svart bonde · c6 svart torn · f6 svart bonde · g6 svart bonde · a5 svart bonde · d5 svart bonde · d4 vit bonde · g4 vit bonde · h4 vit bonde · b3 vit bonde · d3 vit springare · e3 vit drottning · f3 vit bonde · a2 vit bonde · d2 vit torn · g2 vit kung | d8 svart drottning · g8 svart kung · f7 svart löpare · h7 svart bonde · b6 svart bonde · c6 svart torn · f6 svart bonde · g6 svart bonde · a5 svart bonde · d5 svart bonde · d4 vit bonde · g4 vit bonde · h4 vit bonde · b3 vit bonde · d3 vit springare · e3 vit drottning · f3 vit bonde · a2 vit bonde · d2 vit torn · g2 vit kung | d8 svart drottning · g8 svart kung · f7 svart löpare · h7 svart bonde · b6 svart bonde · c6 svart torn · f6 svart bonde · g6 svart bonde · a5 svart bonde · d5 svart bonde · d4 vit bonde · g4 vit bonde · h4 vit bonde · b3 vit bonde · d3 vit springare · e3 vit drottning · f3 vit bonde · a2 vit bonde · d2 vit torn · g2 vit kung | d8 svart drottning · g8 svart kung · f7 svart löpare · h7 svart bonde · b6 svart bonde · c6 svart torn · f6 svart bonde · g6 svart bonde · a5 svart bonde · d5 svart bonde · d4 vit bonde · g4 vit bonde · h4 vit bonde · b3 vit bonde · d3 vit springare · e3 vit drottning · f3 vit bonde · a2 vit bonde · d2 vit torn · g2 vit kung | d8 svart drottning · g8 svart kung · f7 svart löpare · h7 svart bonde · b6 svart bonde · c6 svart torn · f6 svart bonde · g6 svart bonde · a5 svart bonde · d5 svart bonde · d4 vit bonde · g4 vit bonde · h4 vit bonde · b3 vit bonde · d3 vit springare · e3 vit drottning · f3 vit bonde · a2 vit bonde · d2 vit torn · g2 vit kung | d8 svart drottning · g8 svart kung · f7 svart löpare · h7 svart bonde · b6 svart bonde · c6 svart torn · f6 svart bonde · g6 svart bonde · a5 svart bonde · d5 svart bonde · d4 vit bonde · g4 vit bonde · h4 vit bonde · b3 vit bonde · d3 vit springare · e3 vit drottning · f3 vit bonde · a2 vit bonde · d2 vit torn · g2 vit kung | d8 svart drottning · g8 svart kung · f7 svart löpare · h7 svart bonde · b6 svart bonde · c6 svart torn · f6 svart bonde · g6 svart bonde · a5 svart bonde · d5 svart bonde · d4 vit bonde · g4 vit bonde · h4 vit bonde · b3 vit bonde · d3 vit springare · e3 vit drottning · f3 vit bonde · a2 vit bonde · d2 vit torn · g2 vit kung | d8 svart drottning · g8 svart kung · f7 svart löpare · h7 svart bonde · b6 svart bonde · c6 svart torn · f6 svart bonde · g6 svart bonde · a5 svart bonde · d5 svart bonde · d4 vit bonde · g4 vit bonde · h4 vit bonde · b3 vit bonde · d3 vit springare · e3 vit drottning · f3 vit bonde · a2 vit bonde · d2 vit torn · g2 vit kung | 1 |
|   | a | b | c | d | e | f | g | h |   |

Den som spelar med springaren bör försöka:
- Hålla spelet slutet för att begränsa löparens aktivitet.
- Skapa stabila utposter för springaren på fält som löparen inte kontrollerar. I diagrammet spelade vit 33.g5! vilket gav svart svagheter på de svarta fälten som inte löparen kan försvara.
- Behålla damerna på brädet. Dam och springare fungerar bra tillsammans i bland annat kungsangrepp.

Den som spelar med löparen bör försöka:
- Öppna spelet, speciellt (långa) diagonaler, genom att byta av bönder (men behålla bönder på båda flyglarna för slutspelet).
- Skapa en bondeställning som passar löparen, genom att undvika att få en dålig löpare som är instängd av egna bönder och genom att fixera motståndarens bönder på fält som kan angripas av löparen.
- Behålla löparparet om man har det (löparna kompletterar varandra).

Båda sidor kan också försöka komma över i något av de gynnsamma slutspel som beskrivs i Slutspel med lätta pjäser.

## Kungarnas säkerhet
Även kungarnas säkerhet påverkar valet av strategi. Detta gäller framför allt så länge det finns tunga pjäser (dam och torn) kvar. En säker kungsställning ger frihet att operera på andra delar av bräder. Man bör därför vara försiktig med att avancera med bönderna framför kungen, att lämna kungen ensam på ena flygeln och med svagheter på första raden. 

## Profylax, övergardering och blockad
Utöver sina bidrag till hypermodernismen introducerade Aaron Nimzowitsch på 1920-talet flera nya positionella begrepp som profylax, övergardering och blockad.
|   | a | b | c | d | e | f | g | h |   |
| 8 | a8 svart torn · e8 svart kung · f8 svart löpare · h8 svart torn · a7 svart bonde · b7 svart bonde · f7 svart bonde · g7 svart bonde · h7 svart bonde · a6 svart drottning · e6 svart bonde · c5 svart springare · d5 svart bonde · e5 vit bonde · f5 svart springare · f4 vit bonde · b3 vit bonde · c3 vit springare · f3 vit springare · a2 vit bonde · c2 vit bonde · d2 vit drottning · f2 vit löpare · g2 vit bonde · h2 vit bonde · a1 vit torn · e1 vit kung · h1 vit torn | a8 svart torn · e8 svart kung · f8 svart löpare · h8 svart torn · a7 svart bonde · b7 svart bonde · f7 svart bonde · g7 svart bonde · h7 svart bonde · a6 svart drottning · e6 svart bonde · c5 svart springare · d5 svart bonde · e5 vit bonde · f5 svart springare · f4 vit bonde · b3 vit bonde · c3 vit springare · f3 vit springare · a2 vit bonde · c2 vit bonde · d2 vit drottning · f2 vit löpare · g2 vit bonde · h2 vit bonde · a1 vit torn · e1 vit kung · h1 vit torn | a8 svart torn · e8 svart kung · f8 svart löpare · h8 svart torn · a7 svart bonde · b7 svart bonde · f7 svart bonde · g7 svart bonde · h7 svart bonde · a6 svart drottning · e6 svart bonde · c5 svart springare · d5 svart bonde · e5 vit bonde · f5 svart springare · f4 vit bonde · b3 vit bonde · c3 vit springare · f3 vit springare · a2 vit bonde · c2 vit bonde · d2 vit drottning · f2 vit löpare · g2 vit bonde · h2 vit bonde · a1 vit torn · e1 vit kung · h1 vit torn | a8 svart torn · e8 svart kung · f8 svart löpare · h8 svart torn · a7 svart bonde · b7 svart bonde · f7 svart bonde · g7 svart bonde · h7 svart bonde · a6 svart drottning · e6 svart bonde · c5 svart springare · d5 svart bonde · e5 vit bonde · f5 svart springare · f4 vit bonde · b3 vit bonde · c3 vit springare · f3 vit springare · a2 vit bonde · c2 vit bonde · d2 vit drottning · f2 vit löpare · g2 vit bonde · h2 vit bonde · a1 vit torn · e1 vit kung · h1 vit torn | a8 svart torn · e8 svart kung · f8 svart löpare · h8 svart torn · a7 svart bonde · b7 svart bonde · f7 svart bonde · g7 svart bonde · h7 svart bonde · a6 svart drottning · e6 svart bonde · c5 svart springare · d5 svart bonde · e5 vit bonde · f5 svart springare · f4 vit bonde · b3 vit bonde · c3 vit springare · f3 vit springare · a2 vit bonde · c2 vit bonde · d2 vit drottning · f2 vit löpare · g2 vit bonde · h2 vit bonde · a1 vit torn · e1 vit kung · h1 vit torn | a8 svart torn · e8 svart kung · f8 svart löpare · h8 svart torn · a7 svart bonde · b7 svart bonde · f7 svart bonde · g7 svart bonde · h7 svart bonde · a6 svart drottning · e6 svart bonde · c5 svart springare · d5 svart bonde · e5 vit bonde · f5 svart springare · f4 vit bonde · b3 vit bonde · c3 vit springare · f3 vit springare · a2 vit bonde · c2 vit bonde · d2 vit drottning · f2 vit löpare · g2 vit bonde · h2 vit bonde · a1 vit torn · e1 vit kung · h1 vit torn | a8 svart torn · e8 svart kung · f8 svart löpare · h8 svart torn · a7 svart bonde · b7 svart bonde · f7 svart bonde · g7 svart bonde · h7 svart bonde · a6 svart drottning · e6 svart bonde · c5 svart springare · d5 svart bonde · e5 vit bonde · f5 svart springare · f4 vit bonde · b3 vit bonde · c3 vit springare · f3 vit springare · a2 vit bonde · c2 vit bonde · d2 vit drottning · f2 vit löpare · g2 vit bonde · h2 vit bonde · a1 vit torn · e1 vit kung · h1 vit torn | a8 svart torn · e8 svart kung · f8 svart löpare · h8 svart torn · a7 svart bonde · b7 svart bonde · f7 svart bonde · g7 svart bonde · h7 svart bonde · a6 svart drottning · e6 svart bonde · c5 svart springare · d5 svart bonde · e5 vit bonde · f5 svart springare · f4 vit bonde · b3 vit bonde · c3 vit springare · f3 vit springare · a2 vit bonde · c2 vit bonde · d2 vit drottning · f2 vit löpare · g2 vit bonde · h2 vit bonde · a1 vit torn · e1 vit kung · h1 vit torn | 8 |
| 7 | a8 svart torn · e8 svart kung · f8 svart löpare · h8 svart torn · a7 svart bonde · b7 svart bonde · f7 svart bonde · g7 svart bonde · h7 svart bonde · a6 svart drottning · e6 svart bonde · c5 svart springare · d5 svart bonde · e5 vit bonde · f5 svart springare · f4 vit bonde · b3 vit bonde · c3 vit springare · f3 vit springare · a2 vit bonde · c2 vit bonde · d2 vit drottning · f2 vit löpare · g2 vit bonde · h2 vit bonde · a1 vit torn · e1 vit kung · h1 vit torn | a8 svart torn · e8 svart kung · f8 svart löpare · h8 svart torn · a7 svart bonde · b7 svart bonde · f7 svart bonde · g7 svart bonde · h7 svart bonde · a6 svart drottning · e6 svart bonde · c5 svart springare · d5 svart bonde · e5 vit bonde · f5 svart springare · f4 vit bonde · b3 vit bonde · c3 vit springare · f3 vit springare · a2 vit bonde · c2 vit bonde · d2 vit drottning · f2 vit löpare · g2 vit bonde · h2 vit bonde · a1 vit torn · e1 vit kung · h1 vit torn | a8 svart torn · e8 svart kung · f8 svart löpare · h8 svart torn · a7 svart bonde · b7 svart bonde · f7 svart bonde · g7 svart bonde · h7 svart bonde · a6 svart drottning · e6 svart bonde · c5 svart springare · d5 svart bonde · e5 vit bonde · f5 svart springare · f4 vit bonde · b3 vit bonde · c3 vit springare · f3 vit springare · a2 vit bonde · c2 vit bonde · d2 vit drottning · f2 vit löpare · g2 vit bonde · h2 vit bonde · a1 vit torn · e1 vit kung · h1 vit torn | a8 svart torn · e8 svart kung · f8 svart löpare · h8 svart torn · a7 svart bonde · b7 svart bonde · f7 svart bonde · g7 svart bonde · h7 svart bonde · a6 svart drottning · e6 svart bonde · c5 svart springare · d5 svart bonde · e5 vit bonde · f5 svart springare · f4 vit bonde · b3 vit bonde · c3 vit springare · f3 vit springare · a2 vit bonde · c2 vit bonde · d2 vit drottning · f2 vit löpare · g2 vit bonde · h2 vit bonde · a1 vit torn · e1 vit kung · h1 vit torn | a8 svart torn · e8 svart kung · f8 svart löpare · h8 svart torn · a7 svart bonde · b7 svart bonde · f7 svart bonde · g7 svart bonde · h7 svart bonde · a6 svart drottning · e6 svart bonde · c5 svart springare · d5 svart bonde · e5 vit bonde · f5 svart springare · f4 vit bonde · b3 vit bonde · c3 vit springare · f3 vit springare · a2 vit bonde · c2 vit bonde · d2 vit drottning · f2 vit löpare · g2 vit bonde · h2 vit bonde · a1 vit torn · e1 vit kung · h1 vit torn | a8 svart torn · e8 svart kung · f8 svart löpare · h8 svart torn · a7 svart bonde · b7 svart bonde · f7 svart bonde · g7 svart bonde · h7 svart bonde · a6 svart drottning · e6 svart bonde · c5 svart springare · d5 svart bonde · e5 vit bonde · f5 svart springare · f4 vit bonde · b3 vit bonde · c3 vit springare · f3 vit springare · a2 vit bonde · c2 vit bonde · d2 vit drottning · f2 vit löpare · g2 vit bonde · h2 vit bonde · a1 vit torn · e1 vit kung · h1 vit torn | a8 svart torn · e8 svart kung · f8 svart löpare · h8 svart torn · a7 svart bonde · b7 svart bonde · f7 svart bonde · g7 svart bonde · h7 svart bonde · a6 svart drottning · e6 svart bonde · c5 svart springare · d5 svart bonde · e5 vit bonde · f5 svart springare · f4 vit bonde · b3 vit bonde · c3 vit springare · f3 vit springare · a2 vit bonde · c2 vit bonde · d2 vit drottning · f2 vit löpare · g2 vit bonde · h2 vit bonde · a1 vit torn · e1 vit kung · h1 vit torn | a8 svart torn · e8 svart kung · f8 svart löpare · h8 svart torn · a7 svart bonde · b7 svart bonde · f7 svart bonde · g7 svart bonde · h7 svart bonde · a6 svart drottning · e6 svart bonde · c5 svart springare · d5 svart bonde · e5 vit bonde · f5 svart springare · f4 vit bonde · b3 vit bonde · c3 vit springare · f3 vit springare · a2 vit bonde · c2 vit bonde · d2 vit drottning · f2 vit löpare · g2 vit bonde · h2 vit bonde · a1 vit torn · e1 vit kung · h1 vit torn | 7 |
| 6 | a8 svart torn · e8 svart kung · f8 svart löpare · h8 svart torn · a7 svart bonde · b7 svart bonde · f7 svart bonde · g7 svart bonde · h7 svart bonde · a6 svart drottning · e6 svart bonde · c5 svart springare · d5 svart bonde · e5 vit bonde · f5 svart springare · f4 vit bonde · b3 vit bonde · c3 vit springare · f3 vit springare · a2 vit bonde · c2 vit bonde · d2 vit drottning · f2 vit löpare · g2 vit bonde · h2 vit bonde · a1 vit torn · e1 vit kung · h1 vit torn | a8 svart torn · e8 svart kung · f8 svart löpare · h8 svart torn · a7 svart bonde · b7 svart bonde · f7 svart bonde · g7 svart bonde · h7 svart bonde · a6 svart drottning · e6 svart bonde · c5 svart springare · d5 svart bonde · e5 vit bonde · f5 svart springare · f4 vit bonde · b3 vit bonde · c3 vit springare · f3 vit springare · a2 vit bonde · c2 vit bonde · d2 vit drottning · f2 vit löpare · g2 vit bonde · h2 vit bonde · a1 vit torn · e1 vit kung · h1 vit torn | a8 svart torn · e8 svart kung · f8 svart löpare · h8 svart torn · a7 svart bonde · b7 svart bonde · f7 svart bonde · g7 svart bonde · h7 svart bonde · a6 svart drottning · e6 svart bonde · c5 svart springare · d5 svart bonde · e5 vit bonde · f5 svart springare · f4 vit bonde · b3 vit bonde · c3 vit springare · f3 vit springare · a2 vit bonde · c2 vit bonde · d2 vit drottning · f2 vit löpare · g2 vit bonde · h2 vit bonde · a1 vit torn · e1 vit kung · h1 vit torn | a8 svart torn · e8 svart kung · f8 svart löpare · h8 svart torn · a7 svart bonde · b7 svart bonde · f7 svart bonde · g7 svart bonde · h7 svart bonde · a6 svart drottning · e6 svart bonde · c5 svart springare · d5 svart bonde · e5 vit bonde · f5 svart springare · f4 vit bonde · b3 vit bonde · c3 vit springare · f3 vit springare · a2 vit bonde · c2 vit bonde · d2 vit drottning · f2 vit löpare · g2 vit bonde · h2 vit bonde · a1 vit torn · e1 vit kung · h1 vit torn | a8 svart torn · e8 svart kung · f8 svart löpare · h8 svart torn · a7 svart bonde · b7 svart bonde · f7 svart bonde · g7 svart bonde · h7 svart bonde · a6 svart drottning · e6 svart bonde · c5 svart springare · d5 svart bonde · e5 vit bonde · f5 svart springare · f4 vit bonde · b3 vit bonde · c3 vit springare · f3 vit springare · a2 vit bonde · c2 vit bonde · d2 vit drottning · f2 vit löpare · g2 vit bonde · h2 vit bonde · a1 vit torn · e1 vit kung · h1 vit torn | a8 svart torn · e8 svart kung · f8 svart löpare · h8 svart torn · a7 svart bonde · b7 svart bonde · f7 svart bonde · g7 svart bonde · h7 svart bonde · a6 svart drottning · e6 svart bonde · c5 svart springare · d5 svart bonde · e5 vit bonde · f5 svart springare · f4 vit bonde · b3 vit bonde · c3 vit springare · f3 vit springare · a2 vit bonde · c2 vit bonde · d2 vit drottning · f2 vit löpare · g2 vit bonde · h2 vit bonde · a1 vit torn · e1 vit kung · h1 vit torn | a8 svart torn · e8 svart kung · f8 svart löpare · h8 svart torn · a7 svart bonde · b7 svart bonde · f7 svart bonde · g7 svart bonde · h7 svart bonde · a6 svart drottning · e6 svart bonde · c5 svart springare · d5 svart bonde · e5 vit bonde · f5 svart springare · f4 vit bonde · b3 vit bonde · c3 vit springare · f3 vit springare · a2 vit bonde · c2 vit bonde · d2 vit drottning · f2 vit löpare · g2 vit bonde · h2 vit bonde · a1 vit torn · e1 vit kung · h1 vit torn | a8 svart torn · e8 svart kung · f8 svart löpare · h8 svart torn · a7 svart bonde · b7 svart bonde · f7 svart bonde · g7 svart bonde · h7 svart bonde · a6 svart drottning · e6 svart bonde · c5 svart springare · d5 svart bonde · e5 vit bonde · f5 svart springare · f4 vit bonde · b3 vit bonde · c3 vit springare · f3 vit springare · a2 vit bonde · c2 vit bonde · d2 vit drottning · f2 vit löpare · g2 vit bonde · h2 vit bonde · a1 vit torn · e1 vit kung · h1 vit torn | 6 |
| 5 | a8 svart torn · e8 svart kung · f8 svart löpare · h8 svart torn · a7 svart bonde · b7 svart bonde · f7 svart bonde · g7 svart bonde · h7 svart bonde · a6 svart drottning · e6 svart bonde · c5 svart springare · d5 svart bonde · e5 vit bonde · f5 svart springare · f4 vit bonde · b3 vit bonde · c3 vit springare · f3 vit springare · a2 vit bonde · c2 vit bonde · d2 vit drottning · f2 vit löpare · g2 vit bonde · h2 vit bonde · a1 vit torn · e1 vit kung · h1 vit torn | a8 svart torn · e8 svart kung · f8 svart löpare · h8 svart torn · a7 svart bonde · b7 svart bonde · f7 svart bonde · g7 svart bonde · h7 svart bonde · a6 svart drottning · e6 svart bonde · c5 svart springare · d5 svart bonde · e5 vit bonde · f5 svart springare · f4 vit bonde · b3 vit bonde · c3 vit springare · f3 vit springare · a2 vit bonde · c2 vit bonde · d2 vit drottning · f2 vit löpare · g2 vit bonde · h2 vit bonde · a1 vit torn · e1 vit kung · h1 vit torn | a8 svart torn · e8 svart kung · f8 svart löpare · h8 svart torn · a7 svart bonde · b7 svart bonde · f7 svart bonde · g7 svart bonde · h7 svart bonde · a6 svart drottning · e6 svart bonde · c5 svart springare · d5 svart bonde · e5 vit bonde · f5 svart springare · f4 vit bonde · b3 vit bonde · c3 vit springare · f3 vit springare · a2 vit bonde · c2 vit bonde · d2 vit drottning · f2 vit löpare · g2 vit bonde · h2 vit bonde · a1 vit torn · e1 vit kung · h1 vit torn | a8 svart torn · e8 svart kung · f8 svart löpare · h8 svart torn · a7 svart bonde · b7 svart bonde · f7 svart bonde · g7 svart bonde · h7 svart bonde · a6 svart drottning · e6 svart bonde · c5 svart springare · d5 svart bonde · e5 vit bonde · f5 svart springare · f4 vit bonde · b3 vit bonde · c3 vit springare · f3 vit springare · a2 vit bonde · c2 vit bonde · d2 vit drottning · f2 vit löpare · g2 vit bonde · h2 vit bonde · a1 vit torn · e1 vit kung · h1 vit torn | a8 svart torn · e8 svart kung · f8 svart löpare · h8 svart torn · a7 svart bonde · b7 svart bonde · f7 svart bonde · g7 svart bonde · h7 svart bonde · a6 svart drottning · e6 svart bonde · c5 svart springare · d5 svart bonde · e5 vit bonde · f5 svart springare · f4 vit bonde · b3 vit bonde · c3 vit springare · f3 vit springare · a2 vit bonde · c2 vit bonde · d2 vit drottning · f2 vit löpare · g2 vit bonde · h2 vit bonde · a1 vit torn · e1 vit kung · h1 vit torn | a8 svart torn · e8 svart kung · f8 svart löpare · h8 svart torn · a7 svart bonde · b7 svart bonde · f7 svart bonde · g7 svart bonde · h7 svart bonde · a6 svart drottning · e6 svart bonde · c5 svart springare · d5 svart bonde · e5 vit bonde · f5 svart springare · f4 vit bonde · b3 vit bonde · c3 vit springare · f3 vit springare · a2 vit bonde · c2 vit bonde · d2 vit drottning · f2 vit löpare · g2 vit bonde · h2 vit bonde · a1 vit torn · e1 vit kung · h1 vit torn | a8 svart torn · e8 svart kung · f8 svart löpare · h8 svart torn · a7 svart bonde · b7 svart bonde · f7 svart bonde · g7 svart bonde · h7 svart bonde · a6 svart drottning · e6 svart bonde · c5 svart springare · d5 svart bonde · e5 vit bonde · f5 svart springare · f4 vit bonde · b3 vit bonde · c3 vit springare · f3 vit springare · a2 vit bonde · c2 vit bonde · d2 vit drottning · f2 vit löpare · g2 vit bonde · h2 vit bonde · a1 vit torn · e1 vit kung · h1 vit torn | a8 svart torn · e8 svart kung · f8 svart löpare · h8 svart torn · a7 svart bonde · b7 svart bonde · f7 svart bonde · g7 svart bonde · h7 svart bonde · a6 svart drottning · e6 svart bonde · c5 svart springare · d5 svart bonde · e5 vit bonde · f5 svart springare · f4 vit bonde · b3 vit bonde · c3 vit springare · f3 vit springare · a2 vit bonde · c2 vit bonde · d2 vit drottning · f2 vit löpare · g2 vit bonde · h2 vit bonde · a1 vit torn · e1 vit kung · h1 vit torn | 5 |
| 4 | a8 svart torn · e8 svart kung · f8 svart löpare · h8 svart torn · a7 svart bonde · b7 svart bonde · f7 svart bonde · g7 svart bonde · h7 svart bonde · a6 svart drottning · e6 svart bonde · c5 svart springare · d5 svart bonde · e5 vit bonde · f5 svart springare · f4 vit bonde · b3 vit bonde · c3 vit springare · f3 vit springare · a2 vit bonde · c2 vit bonde · d2 vit drottning · f2 vit löpare · g2 vit bonde · h2 vit bonde · a1 vit torn · e1 vit kung · h1 vit torn | a8 svart torn · e8 svart kung · f8 svart löpare · h8 svart torn · a7 svart bonde · b7 svart bonde · f7 svart bonde · g7 svart bonde · h7 svart bonde · a6 svart drottning · e6 svart bonde · c5 svart springare · d5 svart bonde · e5 vit bonde · f5 svart springare · f4 vit bonde · b3 vit bonde · c3 vit springare · f3 vit springare · a2 vit bonde · c2 vit bonde · d2 vit drottning · f2 vit löpare · g2 vit bonde · h2 vit bonde · a1 vit torn · e1 vit kung · h1 vit torn | a8 svart torn · e8 svart kung · f8 svart löpare · h8 svart torn · a7 svart bonde · b7 svart bonde · f7 svart bonde · g7 svart bonde · h7 svart bonde · a6 svart drottning · e6 svart bonde · c5 svart springare · d5 svart bonde · e5 vit bonde · f5 svart springare · f4 vit bonde · b3 vit bonde · c3 vit springare · f3 vit springare · a2 vit bonde · c2 vit bonde · d2 vit drottning · f2 vit löpare · g2 vit bonde · h2 vit bonde · a1 vit torn · e1 vit kung · h1 vit torn | a8 svart torn · e8 svart kung · f8 svart löpare · h8 svart torn · a7 svart bonde · b7 svart bonde · f7 svart bonde · g7 svart bonde · h7 svart bonde · a6 svart drottning · e6 svart bonde · c5 svart springare · d5 svart bonde · e5 vit bonde · f5 svart springare · f4 vit bonde · b3 vit bonde · c3 vit springare · f3 vit springare · a2 vit bonde · c2 vit bonde · d2 vit drottning · f2 vit löpare · g2 vit bonde · h2 vit bonde · a1 vit torn · e1 vit kung · h1 vit torn | a8 svart torn · e8 svart kung · f8 svart löpare · h8 svart torn · a7 svart bonde · b7 svart bonde · f7 svart bonde · g7 svart bonde · h7 svart bonde · a6 svart drottning · e6 svart bonde · c5 svart springare · d5 svart bonde · e5 vit bonde · f5 svart springare · f4 vit bonde · b3 vit bonde · c3 vit springare · f3 vit springare · a2 vit bonde · c2 vit bonde · d2 vit drottning · f2 vit löpare · g2 vit bonde · h2 vit bonde · a1 vit torn · e1 vit kung · h1 vit torn | a8 svart torn · e8 svart kung · f8 svart löpare · h8 svart torn · a7 svart bonde · b7 svart bonde · f7 svart bonde · g7 svart bonde · h7 svart bonde · a6 svart drottning · e6 svart bonde · c5 svart springare · d5 svart bonde · e5 vit bonde · f5 svart springare · f4 vit bonde · b3 vit bonde · c3 vit springare · f3 vit springare · a2 vit bonde · c2 vit bonde · d2 vit drottning · f2 vit löpare · g2 vit bonde · h2 vit bonde · a1 vit torn · e1 vit kung · h1 vit torn | a8 svart torn · e8 svart kung · f8 svart löpare · h8 svart torn · a7 svart bonde · b7 svart bonde · f7 svart bonde · g7 svart bonde · h7 svart bonde · a6 svart drottning · e6 svart bonde · c5 svart springare · d5 svart bonde · e5 vit bonde · f5 svart springare · f4 vit bonde · b3 vit bonde · c3 vit springare · f3 vit springare · a2 vit bonde · c2 vit bonde · d2 vit drottning · f2 vit löpare · g2 vit bonde · h2 vit bonde · a1 vit torn · e1 vit kung · h1 vit torn | a8 svart torn · e8 svart kung · f8 svart löpare · h8 svart torn · a7 svart bonde · b7 svart bonde · f7 svart bonde · g7 svart bonde · h7 svart bonde · a6 svart drottning · e6 svart bonde · c5 svart springare · d5 svart bonde · e5 vit bonde · f5 svart springare · f4 vit bonde · b3 vit bonde · c3 vit springare · f3 vit springare · a2 vit bonde · c2 vit bonde · d2 vit drottning · f2 vit löpare · g2 vit bonde · h2 vit bonde · a1 vit torn · e1 vit kung · h1 vit torn | 4 |
| 3 | a8 svart torn · e8 svart kung · f8 svart löpare · h8 svart torn · a7 svart bonde · b7 svart bonde · f7 svart bonde · g7 svart bonde · h7 svart bonde · a6 svart drottning · e6 svart bonde · c5 svart springare · d5 svart bonde · e5 vit bonde · f5 svart springare · f4 vit bonde · b3 vit bonde · c3 vit springare · f3 vit springare · a2 vit bonde · c2 vit bonde · d2 vit drottning · f2 vit löpare · g2 vit bonde · h2 vit bonde · a1 vit torn · e1 vit kung · h1 vit torn | a8 svart torn · e8 svart kung · f8 svart löpare · h8 svart torn · a7 svart bonde · b7 svart bonde · f7 svart bonde · g7 svart bonde · h7 svart bonde · a6 svart drottning · e6 svart bonde · c5 svart springare · d5 svart bonde · e5 vit bonde · f5 svart springare · f4 vit bonde · b3 vit bonde · c3 vit springare · f3 vit springare · a2 vit bonde · c2 vit bonde · d2 vit drottning · f2 vit löpare · g2 vit bonde · h2 vit bonde · a1 vit torn · e1 vit kung · h1 vit torn | a8 svart torn · e8 svart kung · f8 svart löpare · h8 svart torn · a7 svart bonde · b7 svart bonde · f7 svart bonde · g7 svart bonde · h7 svart bonde · a6 svart drottning · e6 svart bonde · c5 svart springare · d5 svart bonde · e5 vit bonde · f5 svart springare · f4 vit bonde · b3 vit bonde · c3 vit springare · f3 vit springare · a2 vit bonde · c2 vit bonde · d2 vit drottning · f2 vit löpare · g2 vit bonde · h2 vit bonde · a1 vit torn · e1 vit kung · h1 vit torn | a8 svart torn · e8 svart kung · f8 svart löpare · h8 svart torn · a7 svart bonde · b7 svart bonde · f7 svart bonde · g7 svart bonde · h7 svart bonde · a6 svart drottning · e6 svart bonde · c5 svart springare · d5 svart bonde · e5 vit bonde · f5 svart springare · f4 vit bonde · b3 vit bonde · c3 vit springare · f3 vit springare · a2 vit bonde · c2 vit bonde · d2 vit drottning · f2 vit löpare · g2 vit bonde · h2 vit bonde · a1 vit torn · e1 vit kung · h1 vit torn | a8 svart torn · e8 svart kung · f8 svart löpare · h8 svart torn · a7 svart bonde · b7 svart bonde · f7 svart bonde · g7 svart bonde · h7 svart bonde · a6 svart drottning · e6 svart bonde · c5 svart springare · d5 svart bonde · e5 vit bonde · f5 svart springare · f4 vit bonde · b3 vit bonde · c3 vit springare · f3 vit springare · a2 vit bonde · c2 vit bonde · d2 vit drottning · f2 vit löpare · g2 vit bonde · h2 vit bonde · a1 vit torn · e1 vit kung · h1 vit torn | a8 svart torn · e8 svart kung · f8 svart löpare · h8 svart torn · a7 svart bonde · b7 svart bonde · f7 svart bonde · g7 svart bonde · h7 svart bonde · a6 svart drottning · e6 svart bonde · c5 svart springare · d5 svart bonde · e5 vit bonde · f5 svart springare · f4 vit bonde · b3 vit bonde · c3 vit springare · f3 vit springare · a2 vit bonde · c2 vit bonde · d2 vit drottning · f2 vit löpare · g2 vit bonde · h2 vit bonde · a1 vit torn · e1 vit kung · h1 vit torn | a8 svart torn · e8 svart kung · f8 svart löpare · h8 svart torn · a7 svart bonde · b7 svart bonde · f7 svart bonde · g7 svart bonde · h7 svart bonde · a6 svart drottning · e6 svart bonde · c5 svart springare · d5 svart bonde · e5 vit bonde · f5 svart springare · f4 vit bonde · b3 vit bonde · c3 vit springare · f3 vit springare · a2 vit bonde · c2 vit bonde · d2 vit drottning · f2 vit löpare · g2 vit bonde · h2 vit bonde · a1 vit torn · e1 vit kung · h1 vit torn | a8 svart torn · e8 svart kung · f8 svart löpare · h8 svart torn · a7 svart bonde · b7 svart bonde · f7 svart bonde · g7 svart bonde · h7 svart bonde · a6 svart drottning · e6 svart bonde · c5 svart springare · d5 svart bonde · e5 vit bonde · f5 svart springare · f4 vit bonde · b3 vit bonde · c3 vit springare · f3 vit springare · a2 vit bonde · c2 vit bonde · d2 vit drottning · f2 vit löpare · g2 vit bonde · h2 vit bonde · a1 vit torn · e1 vit kung · h1 vit torn | 3 |
| 2 | a8 svart torn · e8 svart kung · f8 svart löpare · h8 svart torn · a7 svart bonde · b7 svart bonde · f7 svart bonde · g7 svart bonde · h7 svart bonde · a6 svart drottning · e6 svart bonde · c5 svart springare · d5 svart bonde · e5 vit bonde · f5 svart springare · f4 vit bonde · b3 vit bonde · c3 vit springare · f3 vit springare · a2 vit bonde · c2 vit bonde · d2 vit drottning · f2 vit löpare · g2 vit bonde · h2 vit bonde · a1 vit torn · e1 vit kung · h1 vit torn | a8 svart torn · e8 svart kung · f8 svart löpare · h8 svart torn · a7 svart bonde · b7 svart bonde · f7 svart bonde · g7 svart bonde · h7 svart bonde · a6 svart drottning · e6 svart bonde · c5 svart springare · d5 svart bonde · e5 vit bonde · f5 svart springare · f4 vit bonde · b3 vit bonde · c3 vit springare · f3 vit springare · a2 vit bonde · c2 vit bonde · d2 vit drottning · f2 vit löpare · g2 vit bonde · h2 vit bonde · a1 vit torn · e1 vit kung · h1 vit torn | a8 svart torn · e8 svart kung · f8 svart löpare · h8 svart torn · a7 svart bonde · b7 svart bonde · f7 svart bonde · g7 svart bonde · h7 svart bonde · a6 svart drottning · e6 svart bonde · c5 svart springare · d5 svart bonde · e5 vit bonde · f5 svart springare · f4 vit bonde · b3 vit bonde · c3 vit springare · f3 vit springare · a2 vit bonde · c2 vit bonde · d2 vit drottning · f2 vit löpare · g2 vit bonde · h2 vit bonde · a1 vit torn · e1 vit kung · h1 vit torn | a8 svart torn · e8 svart kung · f8 svart löpare · h8 svart torn · a7 svart bonde · b7 svart bonde · f7 svart bonde · g7 svart bonde · h7 svart bonde · a6 svart drottning · e6 svart bonde · c5 svart springare · d5 svart bonde · e5 vit bonde · f5 svart springare · f4 vit bonde · b3 vit bonde · c3 vit springare · f3 vit springare · a2 vit bonde · c2 vit bonde · d2 vit drottning · f2 vit löpare · g2 vit bonde · h2 vit bonde · a1 vit torn · e1 vit kung · h1 vit torn | a8 svart torn · e8 svart kung · f8 svart löpare · h8 svart torn · a7 svart bonde · b7 svart bonde · f7 svart bonde · g7 svart bonde · h7 svart bonde · a6 svart drottning · e6 svart bonde · c5 svart springare · d5 svart bonde · e5 vit bonde · f5 svart springare · f4 vit bonde · b3 vit bonde · c3 vit springare · f3 vit springare · a2 vit bonde · c2 vit bonde · d2 vit drottning · f2 vit löpare · g2 vit bonde · h2 vit bonde · a1 vit torn · e1 vit kung · h1 vit torn | a8 svart torn · e8 svart kung · f8 svart löpare · h8 svart torn · a7 svart bonde · b7 svart bonde · f7 svart bonde · g7 svart bonde · h7 svart bonde · a6 svart drottning · e6 svart bonde · c5 svart springare · d5 svart bonde · e5 vit bonde · f5 svart springare · f4 vit bonde · b3 vit bonde · c3 vit springare · f3 vit springare · a2 vit bonde · c2 vit bonde · d2 vit drottning · f2 vit löpare · g2 vit bonde · h2 vit bonde · a1 vit torn · e1 vit kung · h1 vit torn | a8 svart torn · e8 svart kung · f8 svart löpare · h8 svart torn · a7 svart bonde · b7 svart bonde · f7 svart bonde · g7 svart bonde · h7 svart bonde · a6 svart drottning · e6 svart bonde · c5 svart springare · d5 svart bonde · e5 vit bonde · f5 svart springare · f4 vit bonde · b3 vit bonde · c3 vit springare · f3 vit springare · a2 vit bonde · c2 vit bonde · d2 vit drottning · f2 vit löpare · g2 vit bonde · h2 vit bonde · a1 vit torn · e1 vit kung · h1 vit torn | a8 svart torn · e8 svart kung · f8 svart löpare · h8 svart torn · a7 svart bonde · b7 svart bonde · f7 svart bonde · g7 svart bonde · h7 svart bonde · a6 svart drottning · e6 svart bonde · c5 svart springare · d5 svart bonde · e5 vit bonde · f5 svart springare · f4 vit bonde · b3 vit bonde · c3 vit springare · f3 vit springare · a2 vit bonde · c2 vit bonde · d2 vit drottning · f2 vit löpare · g2 vit bonde · h2 vit bonde · a1 vit torn · e1 vit kung · h1 vit torn | 2 |
| 1 | a8 svart torn · e8 svart kung · f8 svart löpare · h8 svart torn · a7 svart bonde · b7 svart bonde · f7 svart bonde · g7 svart bonde · h7 svart bonde · a6 svart drottning · e6 svart bonde · c5 svart springare · d5 svart bonde · e5 vit bonde · f5 svart springare · f4 vit bonde · b3 vit bonde · c3 vit springare · f3 vit springare · a2 vit bonde · c2 vit bonde · d2 vit drottning · f2 vit löpare · g2 vit bonde · h2 vit bonde · a1 vit torn · e1 vit kung · h1 vit torn | a8 svart torn · e8 svart kung · f8 svart löpare · h8 svart torn · a7 svart bonde · b7 svart bonde · f7 svart bonde · g7 svart bonde · h7 svart bonde · a6 svart drottning · e6 svart bonde · c5 svart springare · d5 svart bonde · e5 vit bonde · f5 svart springare · f4 vit bonde · b3 vit bonde · c3 vit springare · f3 vit springare · a2 vit bonde · c2 vit bonde · d2 vit drottning · f2 vit löpare · g2 vit bonde · h2 vit bonde · a1 vit torn · e1 vit kung · h1 vit torn | a8 svart torn · e8 svart kung · f8 svart löpare · h8 svart torn · a7 svart bonde · b7 svart bonde · f7 svart bonde · g7 svart bonde · h7 svart bonde · a6 svart drottning · e6 svart bonde · c5 svart springare · d5 svart bonde · e5 vit bonde · f5 svart springare · f4 vit bonde · b3 vit bonde · c3 vit springare · f3 vit springare · a2 vit bonde · c2 vit bonde · d2 vit drottning · f2 vit löpare · g2 vit bonde · h2 vit bonde · a1 vit torn · e1 vit kung · h1 vit torn | a8 svart torn · e8 svart kung · f8 svart löpare · h8 svart torn · a7 svart bonde · b7 svart bonde · f7 svart bonde · g7 svart bonde · h7 svart bonde · a6 svart drottning · e6 svart bonde · c5 svart springare · d5 svart bonde · e5 vit bonde · f5 svart springare · f4 vit bonde · b3 vit bonde · c3 vit springare · f3 vit springare · a2 vit bonde · c2 vit bonde · d2 vit drottning · f2 vit löpare · g2 vit bonde · h2 vit bonde · a1 vit torn · e1 vit kung · h1 vit torn | a8 svart torn · e8 svart kung · f8 svart löpare · h8 svart torn · a7 svart bonde · b7 svart bonde · f7 svart bonde · g7 svart bonde · h7 svart bonde · a6 svart drottning · e6 svart bonde · c5 svart springare · d5 svart bonde · e5 vit bonde · f5 svart springare · f4 vit bonde · b3 vit bonde · c3 vit springare · f3 vit springare · a2 vit bonde · c2 vit bonde · d2 vit drottning · f2 vit löpare · g2 vit bonde · h2 vit bonde · a1 vit torn · e1 vit kung · h1 vit torn | a8 svart torn · e8 svart kung · f8 svart löpare · h8 svart torn · a7 svart bonde · b7 svart bonde · f7 svart bonde · g7 svart bonde · h7 svart bonde · a6 svart drottning · e6 svart bonde · c5 svart springare · d5 svart bonde · e5 vit bonde · f5 svart springare · f4 vit bonde · b3 vit bonde · c3 vit springare · f3 vit springare · a2 vit bonde · c2 vit bonde · d2 vit drottning · f2 vit löpare · g2 vit bonde · h2 vit bonde · a1 vit torn · e1 vit kung · h1 vit torn | a8 svart torn · e8 svart kung · f8 svart löpare · h8 svart torn · a7 svart bonde · b7 svart bonde · f7 svart bonde · g7 svart bonde · h7 svart bonde · a6 svart drottning · e6 svart bonde · c5 svart springare · d5 svart bonde · e5 vit bonde · f5 svart springare · f4 vit bonde · b3 vit bonde · c3 vit springare · f3 vit springare · a2 vit bonde · c2 vit bonde · d2 vit drottning · f2 vit löpare · g2 vit bonde · h2 vit bonde · a1 vit torn · e1 vit kung · h1 vit torn | a8 svart torn · e8 svart kung · f8 svart löpare · h8 svart torn · a7 svart bonde · b7 svart bonde · f7 svart bonde · g7 svart bonde · h7 svart bonde · a6 svart drottning · e6 svart bonde · c5 svart springare · d5 svart bonde · e5 vit bonde · f5 svart springare · f4 vit bonde · b3 vit bonde · c3 vit springare · f3 vit springare · a2 vit bonde · c2 vit bonde · d2 vit drottning · f2 vit löpare · g2 vit bonde · h2 vit bonde · a1 vit torn · e1 vit kung · h1 vit torn | 1 |
|   | a | b | c | d | e | f | g | h |   |

Profylax handlar om att förebygga motståndarens planer genom att göra drag som förhindrar eller avskräcker honom från att genomföra dem. Profylax är mycket viktigt för positionellt spel och förekommer i alla partiets faser. I öppningen ser man ofta kantbondedrag som h2-h3 eller a7-a6 som kan sägas vara profylaktiska och ju är till för att hindra motståndaren att placera en löpare eller springare på vissa fält.
Diagrammet visar ett exempel. Svarts springare står bra på c5 och f5. Om vit försöker driva bort den på c5 med b3-b4 så får han ett hål på c4 som svart kan utnyttja med Sd7-b6-c4. Men vit skulle gärna spela g2-g4, till exempel 1...Le7 2.g4 Sh6 3.h3 och springaren har kommit snett. Rätt drag är därför 1...h5!
|   | a | b | c | d | e | f | g | h |   |
| 8 | f8 svart torn · g8 svart kung · b7 svart torn · c7 svart drottning · d7 svart springare · e7 svart löpare · f7 svart bonde · g7 svart bonde · h7 svart bonde · a6 svart löpare · c6 svart springare · e6 svart bonde · c5 svart bonde · d5 svart bonde · e5 vit bonde · a4 svart bonde · f4 vit löpare · g4 vit springare · h4 vit bonde · a3 vit bonde · d3 vit bonde · f3 vit springare · g3 vit bonde · c2 vit bonde · e2 vit drottning · f2 vit bonde · g2 vit löpare · a1 vit torn · e1 vit torn · g1 vit kung | f8 svart torn · g8 svart kung · b7 svart torn · c7 svart drottning · d7 svart springare · e7 svart löpare · f7 svart bonde · g7 svart bonde · h7 svart bonde · a6 svart löpare · c6 svart springare · e6 svart bonde · c5 svart bonde · d5 svart bonde · e5 vit bonde · a4 svart bonde · f4 vit löpare · g4 vit springare · h4 vit bonde · a3 vit bonde · d3 vit bonde · f3 vit springare · g3 vit bonde · c2 vit bonde · e2 vit drottning · f2 vit bonde · g2 vit löpare · a1 vit torn · e1 vit torn · g1 vit kung | f8 svart torn · g8 svart kung · b7 svart torn · c7 svart drottning · d7 svart springare · e7 svart löpare · f7 svart bonde · g7 svart bonde · h7 svart bonde · a6 svart löpare · c6 svart springare · e6 svart bonde · c5 svart bonde · d5 svart bonde · e5 vit bonde · a4 svart bonde · f4 vit löpare · g4 vit springare · h4 vit bonde · a3 vit bonde · d3 vit bonde · f3 vit springare · g3 vit bonde · c2 vit bonde · e2 vit drottning · f2 vit bonde · g2 vit löpare · a1 vit torn · e1 vit torn · g1 vit kung | f8 svart torn · g8 svart kung · b7 svart torn · c7 svart drottning · d7 svart springare · e7 svart löpare · f7 svart bonde · g7 svart bonde · h7 svart bonde · a6 svart löpare · c6 svart springare · e6 svart bonde · c5 svart bonde · d5 svart bonde · e5 vit bonde · a4 svart bonde · f4 vit löpare · g4 vit springare · h4 vit bonde · a3 vit bonde · d3 vit bonde · f3 vit springare · g3 vit bonde · c2 vit bonde · e2 vit drottning · f2 vit bonde · g2 vit löpare · a1 vit torn · e1 vit torn · g1 vit kung | f8 svart torn · g8 svart kung · b7 svart torn · c7 svart drottning · d7 svart springare · e7 svart löpare · f7 svart bonde · g7 svart bonde · h7 svart bonde · a6 svart löpare · c6 svart springare · e6 svart bonde · c5 svart bonde · d5 svart bonde · e5 vit bonde · a4 svart bonde · f4 vit löpare · g4 vit springare · h4 vit bonde · a3 vit bonde · d3 vit bonde · f3 vit springare · g3 vit bonde · c2 vit bonde · e2 vit drottning · f2 vit bonde · g2 vit löpare · a1 vit torn · e1 vit torn · g1 vit kung | f8 svart torn · g8 svart kung · b7 svart torn · c7 svart drottning · d7 svart springare · e7 svart löpare · f7 svart bonde · g7 svart bonde · h7 svart bonde · a6 svart löpare · c6 svart springare · e6 svart bonde · c5 svart bonde · d5 svart bonde · e5 vit bonde · a4 svart bonde · f4 vit löpare · g4 vit springare · h4 vit bonde · a3 vit bonde · d3 vit bonde · f3 vit springare · g3 vit bonde · c2 vit bonde · e2 vit drottning · f2 vit bonde · g2 vit löpare · a1 vit torn · e1 vit torn · g1 vit kung | f8 svart torn · g8 svart kung · b7 svart torn · c7 svart drottning · d7 svart springare · e7 svart löpare · f7 svart bonde · g7 svart bonde · h7 svart bonde · a6 svart löpare · c6 svart springare · e6 svart bonde · c5 svart bonde · d5 svart bonde · e5 vit bonde · a4 svart bonde · f4 vit löpare · g4 vit springare · h4 vit bonde · a3 vit bonde · d3 vit bonde · f3 vit springare · g3 vit bonde · c2 vit bonde · e2 vit drottning · f2 vit bonde · g2 vit löpare · a1 vit torn · e1 vit torn · g1 vit kung | f8 svart torn · g8 svart kung · b7 svart torn · c7 svart drottning · d7 svart springare · e7 svart löpare · f7 svart bonde · g7 svart bonde · h7 svart bonde · a6 svart löpare · c6 svart springare · e6 svart bonde · c5 svart bonde · d5 svart bonde · e5 vit bonde · a4 svart bonde · f4 vit löpare · g4 vit springare · h4 vit bonde · a3 vit bonde · d3 vit bonde · f3 vit springare · g3 vit bonde · c2 vit bonde · e2 vit drottning · f2 vit bonde · g2 vit löpare · a1 vit torn · e1 vit torn · g1 vit kung | 8 |
| 7 | f8 svart torn · g8 svart kung · b7 svart torn · c7 svart drottning · d7 svart springare · e7 svart löpare · f7 svart bonde · g7 svart bonde · h7 svart bonde · a6 svart löpare · c6 svart springare · e6 svart bonde · c5 svart bonde · d5 svart bonde · e5 vit bonde · a4 svart bonde · f4 vit löpare · g4 vit springare · h4 vit bonde · a3 vit bonde · d3 vit bonde · f3 vit springare · g3 vit bonde · c2 vit bonde · e2 vit drottning · f2 vit bonde · g2 vit löpare · a1 vit torn · e1 vit torn · g1 vit kung | f8 svart torn · g8 svart kung · b7 svart torn · c7 svart drottning · d7 svart springare · e7 svart löpare · f7 svart bonde · g7 svart bonde · h7 svart bonde · a6 svart löpare · c6 svart springare · e6 svart bonde · c5 svart bonde · d5 svart bonde · e5 vit bonde · a4 svart bonde · f4 vit löpare · g4 vit springare · h4 vit bonde · a3 vit bonde · d3 vit bonde · f3 vit springare · g3 vit bonde · c2 vit bonde · e2 vit drottning · f2 vit bonde · g2 vit löpare · a1 vit torn · e1 vit torn · g1 vit kung | f8 svart torn · g8 svart kung · b7 svart torn · c7 svart drottning · d7 svart springare · e7 svart löpare · f7 svart bonde · g7 svart bonde · h7 svart bonde · a6 svart löpare · c6 svart springare · e6 svart bonde · c5 svart bonde · d5 svart bonde · e5 vit bonde · a4 svart bonde · f4 vit löpare · g4 vit springare · h4 vit bonde · a3 vit bonde · d3 vit bonde · f3 vit springare · g3 vit bonde · c2 vit bonde · e2 vit drottning · f2 vit bonde · g2 vit löpare · a1 vit torn · e1 vit torn · g1 vit kung | f8 svart torn · g8 svart kung · b7 svart torn · c7 svart drottning · d7 svart springare · e7 svart löpare · f7 svart bonde · g7 svart bonde · h7 svart bonde · a6 svart löpare · c6 svart springare · e6 svart bonde · c5 svart bonde · d5 svart bonde · e5 vit bonde · a4 svart bonde · f4 vit löpare · g4 vit springare · h4 vit bonde · a3 vit bonde · d3 vit bonde · f3 vit springare · g3 vit bonde · c2 vit bonde · e2 vit drottning · f2 vit bonde · g2 vit löpare · a1 vit torn · e1 vit torn · g1 vit kung | f8 svart torn · g8 svart kung · b7 svart torn · c7 svart drottning · d7 svart springare · e7 svart löpare · f7 svart bonde · g7 svart bonde · h7 svart bonde · a6 svart löpare · c6 svart springare · e6 svart bonde · c5 svart bonde · d5 svart bonde · e5 vit bonde · a4 svart bonde · f4 vit löpare · g4 vit springare · h4 vit bonde · a3 vit bonde · d3 vit bonde · f3 vit springare · g3 vit bonde · c2 vit bonde · e2 vit drottning · f2 vit bonde · g2 vit löpare · a1 vit torn · e1 vit torn · g1 vit kung | f8 svart torn · g8 svart kung · b7 svart torn · c7 svart drottning · d7 svart springare · e7 svart löpare · f7 svart bonde · g7 svart bonde · h7 svart bonde · a6 svart löpare · c6 svart springare · e6 svart bonde · c5 svart bonde · d5 svart bonde · e5 vit bonde · a4 svart bonde · f4 vit löpare · g4 vit springare · h4 vit bonde · a3 vit bonde · d3 vit bonde · f3 vit springare · g3 vit bonde · c2 vit bonde · e2 vit drottning · f2 vit bonde · g2 vit löpare · a1 vit torn · e1 vit torn · g1 vit kung | f8 svart torn · g8 svart kung · b7 svart torn · c7 svart drottning · d7 svart springare · e7 svart löpare · f7 svart bonde · g7 svart bonde · h7 svart bonde · a6 svart löpare · c6 svart springare · e6 svart bonde · c5 svart bonde · d5 svart bonde · e5 vit bonde · a4 svart bonde · f4 vit löpare · g4 vit springare · h4 vit bonde · a3 vit bonde · d3 vit bonde · f3 vit springare · g3 vit bonde · c2 vit bonde · e2 vit drottning · f2 vit bonde · g2 vit löpare · a1 vit torn · e1 vit torn · g1 vit kung | f8 svart torn · g8 svart kung · b7 svart torn · c7 svart drottning · d7 svart springare · e7 svart löpare · f7 svart bonde · g7 svart bonde · h7 svart bonde · a6 svart löpare · c6 svart springare · e6 svart bonde · c5 svart bonde · d5 svart bonde · e5 vit bonde · a4 svart bonde · f4 vit löpare · g4 vit springare · h4 vit bonde · a3 vit bonde · d3 vit bonde · f3 vit springare · g3 vit bonde · c2 vit bonde · e2 vit drottning · f2 vit bonde · g2 vit löpare · a1 vit torn · e1 vit torn · g1 vit kung | 7 |
| 6 | f8 svart torn · g8 svart kung · b7 svart torn · c7 svart drottning · d7 svart springare · e7 svart löpare · f7 svart bonde · g7 svart bonde · h7 svart bonde · a6 svart löpare · c6 svart springare · e6 svart bonde · c5 svart bonde · d5 svart bonde · e5 vit bonde · a4 svart bonde · f4 vit löpare · g4 vit springare · h4 vit bonde · a3 vit bonde · d3 vit bonde · f3 vit springare · g3 vit bonde · c2 vit bonde · e2 vit drottning · f2 vit bonde · g2 vit löpare · a1 vit torn · e1 vit torn · g1 vit kung | f8 svart torn · g8 svart kung · b7 svart torn · c7 svart drottning · d7 svart springare · e7 svart löpare · f7 svart bonde · g7 svart bonde · h7 svart bonde · a6 svart löpare · c6 svart springare · e6 svart bonde · c5 svart bonde · d5 svart bonde · e5 vit bonde · a4 svart bonde · f4 vit löpare · g4 vit springare · h4 vit bonde · a3 vit bonde · d3 vit bonde · f3 vit springare · g3 vit bonde · c2 vit bonde · e2 vit drottning · f2 vit bonde · g2 vit löpare · a1 vit torn · e1 vit torn · g1 vit kung | f8 svart torn · g8 svart kung · b7 svart torn · c7 svart drottning · d7 svart springare · e7 svart löpare · f7 svart bonde · g7 svart bonde · h7 svart bonde · a6 svart löpare · c6 svart springare · e6 svart bonde · c5 svart bonde · d5 svart bonde · e5 vit bonde · a4 svart bonde · f4 vit löpare · g4 vit springare · h4 vit bonde · a3 vit bonde · d3 vit bonde · f3 vit springare · g3 vit bonde · c2 vit bonde · e2 vit drottning · f2 vit bonde · g2 vit löpare · a1 vit torn · e1 vit torn · g1 vit kung | f8 svart torn · g8 svart kung · b7 svart torn · c7 svart drottning · d7 svart springare · e7 svart löpare · f7 svart bonde · g7 svart bonde · h7 svart bonde · a6 svart löpare · c6 svart springare · e6 svart bonde · c5 svart bonde · d5 svart bonde · e5 vit bonde · a4 svart bonde · f4 vit löpare · g4 vit springare · h4 vit bonde · a3 vit bonde · d3 vit bonde · f3 vit springare · g3 vit bonde · c2 vit bonde · e2 vit drottning · f2 vit bonde · g2 vit löpare · a1 vit torn · e1 vit torn · g1 vit kung | f8 svart torn · g8 svart kung · b7 svart torn · c7 svart drottning · d7 svart springare · e7 svart löpare · f7 svart bonde · g7 svart bonde · h7 svart bonde · a6 svart löpare · c6 svart springare · e6 svart bonde · c5 svart bonde · d5 svart bonde · e5 vit bonde · a4 svart bonde · f4 vit löpare · g4 vit springare · h4 vit bonde · a3 vit bonde · d3 vit bonde · f3 vit springare · g3 vit bonde · c2 vit bonde · e2 vit drottning · f2 vit bonde · g2 vit löpare · a1 vit torn · e1 vit torn · g1 vit kung | f8 svart torn · g8 svart kung · b7 svart torn · c7 svart drottning · d7 svart springare · e7 svart löpare · f7 svart bonde · g7 svart bonde · h7 svart bonde · a6 svart löpare · c6 svart springare · e6 svart bonde · c5 svart bonde · d5 svart bonde · e5 vit bonde · a4 svart bonde · f4 vit löpare · g4 vit springare · h4 vit bonde · a3 vit bonde · d3 vit bonde · f3 vit springare · g3 vit bonde · c2 vit bonde · e2 vit drottning · f2 vit bonde · g2 vit löpare · a1 vit torn · e1 vit torn · g1 vit kung | f8 svart torn · g8 svart kung · b7 svart torn · c7 svart drottning · d7 svart springare · e7 svart löpare · f7 svart bonde · g7 svart bonde · h7 svart bonde · a6 svart löpare · c6 svart springare · e6 svart bonde · c5 svart bonde · d5 svart bonde · e5 vit bonde · a4 svart bonde · f4 vit löpare · g4 vit springare · h4 vit bonde · a3 vit bonde · d3 vit bonde · f3 vit springare · g3 vit bonde · c2 vit bonde · e2 vit drottning · f2 vit bonde · g2 vit löpare · a1 vit torn · e1 vit torn · g1 vit kung | f8 svart torn · g8 svart kung · b7 svart torn · c7 svart drottning · d7 svart springare · e7 svart löpare · f7 svart bonde · g7 svart bonde · h7 svart bonde · a6 svart löpare · c6 svart springare · e6 svart bonde · c5 svart bonde · d5 svart bonde · e5 vit bonde · a4 svart bonde · f4 vit löpare · g4 vit springare · h4 vit bonde · a3 vit bonde · d3 vit bonde · f3 vit springare · g3 vit bonde · c2 vit bonde · e2 vit drottning · f2 vit bonde · g2 vit löpare · a1 vit torn · e1 vit torn · g1 vit kung | 6 |
| 5 | f8 svart torn · g8 svart kung · b7 svart torn · c7 svart drottning · d7 svart springare · e7 svart löpare · f7 svart bonde · g7 svart bonde · h7 svart bonde · a6 svart löpare · c6 svart springare · e6 svart bonde · c5 svart bonde · d5 svart bonde · e5 vit bonde · a4 svart bonde · f4 vit löpare · g4 vit springare · h4 vit bonde · a3 vit bonde · d3 vit bonde · f3 vit springare · g3 vit bonde · c2 vit bonde · e2 vit drottning · f2 vit bonde · g2 vit löpare · a1 vit torn · e1 vit torn · g1 vit kung | f8 svart torn · g8 svart kung · b7 svart torn · c7 svart drottning · d7 svart springare · e7 svart löpare · f7 svart bonde · g7 svart bonde · h7 svart bonde · a6 svart löpare · c6 svart springare · e6 svart bonde · c5 svart bonde · d5 svart bonde · e5 vit bonde · a4 svart bonde · f4 vit löpare · g4 vit springare · h4 vit bonde · a3 vit bonde · d3 vit bonde · f3 vit springare · g3 vit bonde · c2 vit bonde · e2 vit drottning · f2 vit bonde · g2 vit löpare · a1 vit torn · e1 vit torn · g1 vit kung | f8 svart torn · g8 svart kung · b7 svart torn · c7 svart drottning · d7 svart springare · e7 svart löpare · f7 svart bonde · g7 svart bonde · h7 svart bonde · a6 svart löpare · c6 svart springare · e6 svart bonde · c5 svart bonde · d5 svart bonde · e5 vit bonde · a4 svart bonde · f4 vit löpare · g4 vit springare · h4 vit bonde · a3 vit bonde · d3 vit bonde · f3 vit springare · g3 vit bonde · c2 vit bonde · e2 vit drottning · f2 vit bonde · g2 vit löpare · a1 vit torn · e1 vit torn · g1 vit kung | f8 svart torn · g8 svart kung · b7 svart torn · c7 svart drottning · d7 svart springare · e7 svart löpare · f7 svart bonde · g7 svart bonde · h7 svart bonde · a6 svart löpare · c6 svart springare · e6 svart bonde · c5 svart bonde · d5 svart bonde · e5 vit bonde · a4 svart bonde · f4 vit löpare · g4 vit springare · h4 vit bonde · a3 vit bonde · d3 vit bonde · f3 vit springare · g3 vit bonde · c2 vit bonde · e2 vit drottning · f2 vit bonde · g2 vit löpare · a1 vit torn · e1 vit torn · g1 vit kung | f8 svart torn · g8 svart kung · b7 svart torn · c7 svart drottning · d7 svart springare · e7 svart löpare · f7 svart bonde · g7 svart bonde · h7 svart bonde · a6 svart löpare · c6 svart springare · e6 svart bonde · c5 svart bonde · d5 svart bonde · e5 vit bonde · a4 svart bonde · f4 vit löpare · g4 vit springare · h4 vit bonde · a3 vit bonde · d3 vit bonde · f3 vit springare · g3 vit bonde · c2 vit bonde · e2 vit drottning · f2 vit bonde · g2 vit löpare · a1 vit torn · e1 vit torn · g1 vit kung | f8 svart torn · g8 svart kung · b7 svart torn · c7 svart drottning · d7 svart springare · e7 svart löpare · f7 svart bonde · g7 svart bonde · h7 svart bonde · a6 svart löpare · c6 svart springare · e6 svart bonde · c5 svart bonde · d5 svart bonde · e5 vit bonde · a4 svart bonde · f4 vit löpare · g4 vit springare · h4 vit bonde · a3 vit bonde · d3 vit bonde · f3 vit springare · g3 vit bonde · c2 vit bonde · e2 vit drottning · f2 vit bonde · g2 vit löpare · a1 vit torn · e1 vit torn · g1 vit kung | f8 svart torn · g8 svart kung · b7 svart torn · c7 svart drottning · d7 svart springare · e7 svart löpare · f7 svart bonde · g7 svart bonde · h7 svart bonde · a6 svart löpare · c6 svart springare · e6 svart bonde · c5 svart bonde · d5 svart bonde · e5 vit bonde · a4 svart bonde · f4 vit löpare · g4 vit springare · h4 vit bonde · a3 vit bonde · d3 vit bonde · f3 vit springare · g3 vit bonde · c2 vit bonde · e2 vit drottning · f2 vit bonde · g2 vit löpare · a1 vit torn · e1 vit torn · g1 vit kung | f8 svart torn · g8 svart kung · b7 svart torn · c7 svart drottning · d7 svart springare · e7 svart löpare · f7 svart bonde · g7 svart bonde · h7 svart bonde · a6 svart löpare · c6 svart springare · e6 svart bonde · c5 svart bonde · d5 svart bonde · e5 vit bonde · a4 svart bonde · f4 vit löpare · g4 vit springare · h4 vit bonde · a3 vit bonde · d3 vit bonde · f3 vit springare · g3 vit bonde · c2 vit bonde · e2 vit drottning · f2 vit bonde · g2 vit löpare · a1 vit torn · e1 vit torn · g1 vit kung | 5 |
| 4 | f8 svart torn · g8 svart kung · b7 svart torn · c7 svart drottning · d7 svart springare · e7 svart löpare · f7 svart bonde · g7 svart bonde · h7 svart bonde · a6 svart löpare · c6 svart springare · e6 svart bonde · c5 svart bonde · d5 svart bonde · e5 vit bonde · a4 svart bonde · f4 vit löpare · g4 vit springare · h4 vit bonde · a3 vit bonde · d3 vit bonde · f3 vit springare · g3 vit bonde · c2 vit bonde · e2 vit drottning · f2 vit bonde · g2 vit löpare · a1 vit torn · e1 vit torn · g1 vit kung | f8 svart torn · g8 svart kung · b7 svart torn · c7 svart drottning · d7 svart springare · e7 svart löpare · f7 svart bonde · g7 svart bonde · h7 svart bonde · a6 svart löpare · c6 svart springare · e6 svart bonde · c5 svart bonde · d5 svart bonde · e5 vit bonde · a4 svart bonde · f4 vit löpare · g4 vit springare · h4 vit bonde · a3 vit bonde · d3 vit bonde · f3 vit springare · g3 vit bonde · c2 vit bonde · e2 vit drottning · f2 vit bonde · g2 vit löpare · a1 vit torn · e1 vit torn · g1 vit kung | f8 svart torn · g8 svart kung · b7 svart torn · c7 svart drottning · d7 svart springare · e7 svart löpare · f7 svart bonde · g7 svart bonde · h7 svart bonde · a6 svart löpare · c6 svart springare · e6 svart bonde · c5 svart bonde · d5 svart bonde · e5 vit bonde · a4 svart bonde · f4 vit löpare · g4 vit springare · h4 vit bonde · a3 vit bonde · d3 vit bonde · f3 vit springare · g3 vit bonde · c2 vit bonde · e2 vit drottning · f2 vit bonde · g2 vit löpare · a1 vit torn · e1 vit torn · g1 vit kung | f8 svart torn · g8 svart kung · b7 svart torn · c7 svart drottning · d7 svart springare · e7 svart löpare · f7 svart bonde · g7 svart bonde · h7 svart bonde · a6 svart löpare · c6 svart springare · e6 svart bonde · c5 svart bonde · d5 svart bonde · e5 vit bonde · a4 svart bonde · f4 vit löpare · g4 vit springare · h4 vit bonde · a3 vit bonde · d3 vit bonde · f3 vit springare · g3 vit bonde · c2 vit bonde · e2 vit drottning · f2 vit bonde · g2 vit löpare · a1 vit torn · e1 vit torn · g1 vit kung | f8 svart torn · g8 svart kung · b7 svart torn · c7 svart drottning · d7 svart springare · e7 svart löpare · f7 svart bonde · g7 svart bonde · h7 svart bonde · a6 svart löpare · c6 svart springare · e6 svart bonde · c5 svart bonde · d5 svart bonde · e5 vit bonde · a4 svart bonde · f4 vit löpare · g4 vit springare · h4 vit bonde · a3 vit bonde · d3 vit bonde · f3 vit springare · g3 vit bonde · c2 vit bonde · e2 vit drottning · f2 vit bonde · g2 vit löpare · a1 vit torn · e1 vit torn · g1 vit kung | f8 svart torn · g8 svart kung · b7 svart torn · c7 svart drottning · d7 svart springare · e7 svart löpare · f7 svart bonde · g7 svart bonde · h7 svart bonde · a6 svart löpare · c6 svart springare · e6 svart bonde · c5 svart bonde · d5 svart bonde · e5 vit bonde · a4 svart bonde · f4 vit löpare · g4 vit springare · h4 vit bonde · a3 vit bonde · d3 vit bonde · f3 vit springare · g3 vit bonde · c2 vit bonde · e2 vit drottning · f2 vit bonde · g2 vit löpare · a1 vit torn · e1 vit torn · g1 vit kung | f8 svart torn · g8 svart kung · b7 svart torn · c7 svart drottning · d7 svart springare · e7 svart löpare · f7 svart bonde · g7 svart bonde · h7 svart bonde · a6 svart löpare · c6 svart springare · e6 svart bonde · c5 svart bonde · d5 svart bonde · e5 vit bonde · a4 svart bonde · f4 vit löpare · g4 vit springare · h4 vit bonde · a3 vit bonde · d3 vit bonde · f3 vit springare · g3 vit bonde · c2 vit bonde · e2 vit drottning · f2 vit bonde · g2 vit löpare · a1 vit torn · e1 vit torn · g1 vit kung | f8 svart torn · g8 svart kung · b7 svart torn · c7 svart drottning · d7 svart springare · e7 svart löpare · f7 svart bonde · g7 svart bonde · h7 svart bonde · a6 svart löpare · c6 svart springare · e6 svart bonde · c5 svart bonde · d5 svart bonde · e5 vit bonde · a4 svart bonde · f4 vit löpare · g4 vit springare · h4 vit bonde · a3 vit bonde · d3 vit bonde · f3 vit springare · g3 vit bonde · c2 vit bonde · e2 vit drottning · f2 vit bonde · g2 vit löpare · a1 vit torn · e1 vit torn · g1 vit kung | 4 |
| 3 | f8 svart torn · g8 svart kung · b7 svart torn · c7 svart drottning · d7 svart springare · e7 svart löpare · f7 svart bonde · g7 svart bonde · h7 svart bonde · a6 svart löpare · c6 svart springare · e6 svart bonde · c5 svart bonde · d5 svart bonde · e5 vit bonde · a4 svart bonde · f4 vit löpare · g4 vit springare · h4 vit bonde · a3 vit bonde · d3 vit bonde · f3 vit springare · g3 vit bonde · c2 vit bonde · e2 vit drottning · f2 vit bonde · g2 vit löpare · a1 vit torn · e1 vit torn · g1 vit kung | f8 svart torn · g8 svart kung · b7 svart torn · c7 svart drottning · d7 svart springare · e7 svart löpare · f7 svart bonde · g7 svart bonde · h7 svart bonde · a6 svart löpare · c6 svart springare · e6 svart bonde · c5 svart bonde · d5 svart bonde · e5 vit bonde · a4 svart bonde · f4 vit löpare · g4 vit springare · h4 vit bonde · a3 vit bonde · d3 vit bonde · f3 vit springare · g3 vit bonde · c2 vit bonde · e2 vit drottning · f2 vit bonde · g2 vit löpare · a1 vit torn · e1 vit torn · g1 vit kung | f8 svart torn · g8 svart kung · b7 svart torn · c7 svart drottning · d7 svart springare · e7 svart löpare · f7 svart bonde · g7 svart bonde · h7 svart bonde · a6 svart löpare · c6 svart springare · e6 svart bonde · c5 svart bonde · d5 svart bonde · e5 vit bonde · a4 svart bonde · f4 vit löpare · g4 vit springare · h4 vit bonde · a3 vit bonde · d3 vit bonde · f3 vit springare · g3 vit bonde · c2 vit bonde · e2 vit drottning · f2 vit bonde · g2 vit löpare · a1 vit torn · e1 vit torn · g1 vit kung | f8 svart torn · g8 svart kung · b7 svart torn · c7 svart drottning · d7 svart springare · e7 svart löpare · f7 svart bonde · g7 svart bonde · h7 svart bonde · a6 svart löpare · c6 svart springare · e6 svart bonde · c5 svart bonde · d5 svart bonde · e5 vit bonde · a4 svart bonde · f4 vit löpare · g4 vit springare · h4 vit bonde · a3 vit bonde · d3 vit bonde · f3 vit springare · g3 vit bonde · c2 vit bonde · e2 vit drottning · f2 vit bonde · g2 vit löpare · a1 vit torn · e1 vit torn · g1 vit kung | f8 svart torn · g8 svart kung · b7 svart torn · c7 svart drottning · d7 svart springare · e7 svart löpare · f7 svart bonde · g7 svart bonde · h7 svart bonde · a6 svart löpare · c6 svart springare · e6 svart bonde · c5 svart bonde · d5 svart bonde · e5 vit bonde · a4 svart bonde · f4 vit löpare · g4 vit springare · h4 vit bonde · a3 vit bonde · d3 vit bonde · f3 vit springare · g3 vit bonde · c2 vit bonde · e2 vit drottning · f2 vit bonde · g2 vit löpare · a1 vit torn · e1 vit torn · g1 vit kung | f8 svart torn · g8 svart kung · b7 svart torn · c7 svart drottning · d7 svart springare · e7 svart löpare · f7 svart bonde · g7 svart bonde · h7 svart bonde · a6 svart löpare · c6 svart springare · e6 svart bonde · c5 svart bonde · d5 svart bonde · e5 vit bonde · a4 svart bonde · f4 vit löpare · g4 vit springare · h4 vit bonde · a3 vit bonde · d3 vit bonde · f3 vit springare · g3 vit bonde · c2 vit bonde · e2 vit drottning · f2 vit bonde · g2 vit löpare · a1 vit torn · e1 vit torn · g1 vit kung | f8 svart torn · g8 svart kung · b7 svart torn · c7 svart drottning · d7 svart springare · e7 svart löpare · f7 svart bonde · g7 svart bonde · h7 svart bonde · a6 svart löpare · c6 svart springare · e6 svart bonde · c5 svart bonde · d5 svart bonde · e5 vit bonde · a4 svart bonde · f4 vit löpare · g4 vit springare · h4 vit bonde · a3 vit bonde · d3 vit bonde · f3 vit springare · g3 vit bonde · c2 vit bonde · e2 vit drottning · f2 vit bonde · g2 vit löpare · a1 vit torn · e1 vit torn · g1 vit kung | f8 svart torn · g8 svart kung · b7 svart torn · c7 svart drottning · d7 svart springare · e7 svart löpare · f7 svart bonde · g7 svart bonde · h7 svart bonde · a6 svart löpare · c6 svart springare · e6 svart bonde · c5 svart bonde · d5 svart bonde · e5 vit bonde · a4 svart bonde · f4 vit löpare · g4 vit springare · h4 vit bonde · a3 vit bonde · d3 vit bonde · f3 vit springare · g3 vit bonde · c2 vit bonde · e2 vit drottning · f2 vit bonde · g2 vit löpare · a1 vit torn · e1 vit torn · g1 vit kung | 3 |
| 2 | f8 svart torn · g8 svart kung · b7 svart torn · c7 svart drottning · d7 svart springare · e7 svart löpare · f7 svart bonde · g7 svart bonde · h7 svart bonde · a6 svart löpare · c6 svart springare · e6 svart bonde · c5 svart bonde · d5 svart bonde · e5 vit bonde · a4 svart bonde · f4 vit löpare · g4 vit springare · h4 vit bonde · a3 vit bonde · d3 vit bonde · f3 vit springare · g3 vit bonde · c2 vit bonde · e2 vit drottning · f2 vit bonde · g2 vit löpare · a1 vit torn · e1 vit torn · g1 vit kung | f8 svart torn · g8 svart kung · b7 svart torn · c7 svart drottning · d7 svart springare · e7 svart löpare · f7 svart bonde · g7 svart bonde · h7 svart bonde · a6 svart löpare · c6 svart springare · e6 svart bonde · c5 svart bonde · d5 svart bonde · e5 vit bonde · a4 svart bonde · f4 vit löpare · g4 vit springare · h4 vit bonde · a3 vit bonde · d3 vit bonde · f3 vit springare · g3 vit bonde · c2 vit bonde · e2 vit drottning · f2 vit bonde · g2 vit löpare · a1 vit torn · e1 vit torn · g1 vit kung | f8 svart torn · g8 svart kung · b7 svart torn · c7 svart drottning · d7 svart springare · e7 svart löpare · f7 svart bonde · g7 svart bonde · h7 svart bonde · a6 svart löpare · c6 svart springare · e6 svart bonde · c5 svart bonde · d5 svart bonde · e5 vit bonde · a4 svart bonde · f4 vit löpare · g4 vit springare · h4 vit bonde · a3 vit bonde · d3 vit bonde · f3 vit springare · g3 vit bonde · c2 vit bonde · e2 vit drottning · f2 vit bonde · g2 vit löpare · a1 vit torn · e1 vit torn · g1 vit kung | f8 svart torn · g8 svart kung · b7 svart torn · c7 svart drottning · d7 svart springare · e7 svart löpare · f7 svart bonde · g7 svart bonde · h7 svart bonde · a6 svart löpare · c6 svart springare · e6 svart bonde · c5 svart bonde · d5 svart bonde · e5 vit bonde · a4 svart bonde · f4 vit löpare · g4 vit springare · h4 vit bonde · a3 vit bonde · d3 vit bonde · f3 vit springare · g3 vit bonde · c2 vit bonde · e2 vit drottning · f2 vit bonde · g2 vit löpare · a1 vit torn · e1 vit torn · g1 vit kung | f8 svart torn · g8 svart kung · b7 svart torn · c7 svart drottning · d7 svart springare · e7 svart löpare · f7 svart bonde · g7 svart bonde · h7 svart bonde · a6 svart löpare · c6 svart springare · e6 svart bonde · c5 svart bonde · d5 svart bonde · e5 vit bonde · a4 svart bonde · f4 vit löpare · g4 vit springare · h4 vit bonde · a3 vit bonde · d3 vit bonde · f3 vit springare · g3 vit bonde · c2 vit bonde · e2 vit drottning · f2 vit bonde · g2 vit löpare · a1 vit torn · e1 vit torn · g1 vit kung | f8 svart torn · g8 svart kung · b7 svart torn · c7 svart drottning · d7 svart springare · e7 svart löpare · f7 svart bonde · g7 svart bonde · h7 svart bonde · a6 svart löpare · c6 svart springare · e6 svart bonde · c5 svart bonde · d5 svart bonde · e5 vit bonde · a4 svart bonde · f4 vit löpare · g4 vit springare · h4 vit bonde · a3 vit bonde · d3 vit bonde · f3 vit springare · g3 vit bonde · c2 vit bonde · e2 vit drottning · f2 vit bonde · g2 vit löpare · a1 vit torn · e1 vit torn · g1 vit kung | f8 svart torn · g8 svart kung · b7 svart torn · c7 svart drottning · d7 svart springare · e7 svart löpare · f7 svart bonde · g7 svart bonde · h7 svart bonde · a6 svart löpare · c6 svart springare · e6 svart bonde · c5 svart bonde · d5 svart bonde · e5 vit bonde · a4 svart bonde · f4 vit löpare · g4 vit springare · h4 vit bonde · a3 vit bonde · d3 vit bonde · f3 vit springare · g3 vit bonde · c2 vit bonde · e2 vit drottning · f2 vit bonde · g2 vit löpare · a1 vit torn · e1 vit torn · g1 vit kung | f8 svart torn · g8 svart kung · b7 svart torn · c7 svart drottning · d7 svart springare · e7 svart löpare · f7 svart bonde · g7 svart bonde · h7 svart bonde · a6 svart löpare · c6 svart springare · e6 svart bonde · c5 svart bonde · d5 svart bonde · e5 vit bonde · a4 svart bonde · f4 vit löpare · g4 vit springare · h4 vit bonde · a3 vit bonde · d3 vit bonde · f3 vit springare · g3 vit bonde · c2 vit bonde · e2 vit drottning · f2 vit bonde · g2 vit löpare · a1 vit torn · e1 vit torn · g1 vit kung | 2 |
| 1 | f8 svart torn · g8 svart kung · b7 svart torn · c7 svart drottning · d7 svart springare · e7 svart löpare · f7 svart bonde · g7 svart bonde · h7 svart bonde · a6 svart löpare · c6 svart springare · e6 svart bonde · c5 svart bonde · d5 svart bonde · e5 vit bonde · a4 svart bonde · f4 vit löpare · g4 vit springare · h4 vit bonde · a3 vit bonde · d3 vit bonde · f3 vit springare · g3 vit bonde · c2 vit bonde · e2 vit drottning · f2 vit bonde · g2 vit löpare · a1 vit torn · e1 vit torn · g1 vit kung | f8 svart torn · g8 svart kung · b7 svart torn · c7 svart drottning · d7 svart springare · e7 svart löpare · f7 svart bonde · g7 svart bonde · h7 svart bonde · a6 svart löpare · c6 svart springare · e6 svart bonde · c5 svart bonde · d5 svart bonde · e5 vit bonde · a4 svart bonde · f4 vit löpare · g4 vit springare · h4 vit bonde · a3 vit bonde · d3 vit bonde · f3 vit springare · g3 vit bonde · c2 vit bonde · e2 vit drottning · f2 vit bonde · g2 vit löpare · a1 vit torn · e1 vit torn · g1 vit kung | f8 svart torn · g8 svart kung · b7 svart torn · c7 svart drottning · d7 svart springare · e7 svart löpare · f7 svart bonde · g7 svart bonde · h7 svart bonde · a6 svart löpare · c6 svart springare · e6 svart bonde · c5 svart bonde · d5 svart bonde · e5 vit bonde · a4 svart bonde · f4 vit löpare · g4 vit springare · h4 vit bonde · a3 vit bonde · d3 vit bonde · f3 vit springare · g3 vit bonde · c2 vit bonde · e2 vit drottning · f2 vit bonde · g2 vit löpare · a1 vit torn · e1 vit torn · g1 vit kung | f8 svart torn · g8 svart kung · b7 svart torn · c7 svart drottning · d7 svart springare · e7 svart löpare · f7 svart bonde · g7 svart bonde · h7 svart bonde · a6 svart löpare · c6 svart springare · e6 svart bonde · c5 svart bonde · d5 svart bonde · e5 vit bonde · a4 svart bonde · f4 vit löpare · g4 vit springare · h4 vit bonde · a3 vit bonde · d3 vit bonde · f3 vit springare · g3 vit bonde · c2 vit bonde · e2 vit drottning · f2 vit bonde · g2 vit löpare · a1 vit torn · e1 vit torn · g1 vit kung | f8 svart torn · g8 svart kung · b7 svart torn · c7 svart drottning · d7 svart springare · e7 svart löpare · f7 svart bonde · g7 svart bonde · h7 svart bonde · a6 svart löpare · c6 svart springare · e6 svart bonde · c5 svart bonde · d5 svart bonde · e5 vit bonde · a4 svart bonde · f4 vit löpare · g4 vit springare · h4 vit bonde · a3 vit bonde · d3 vit bonde · f3 vit springare · g3 vit bonde · c2 vit bonde · e2 vit drottning · f2 vit bonde · g2 vit löpare · a1 vit torn · e1 vit torn · g1 vit kung | f8 svart torn · g8 svart kung · b7 svart torn · c7 svart drottning · d7 svart springare · e7 svart löpare · f7 svart bonde · g7 svart bonde · h7 svart bonde · a6 svart löpare · c6 svart springare · e6 svart bonde · c5 svart bonde · d5 svart bonde · e5 vit bonde · a4 svart bonde · f4 vit löpare · g4 vit springare · h4 vit bonde · a3 vit bonde · d3 vit bonde · f3 vit springare · g3 vit bonde · c2 vit bonde · e2 vit drottning · f2 vit bonde · g2 vit löpare · a1 vit torn · e1 vit torn · g1 vit kung | f8 svart torn · g8 svart kung · b7 svart torn · c7 svart drottning · d7 svart springare · e7 svart löpare · f7 svart bonde · g7 svart bonde · h7 svart bonde · a6 svart löpare · c6 svart springare · e6 svart bonde · c5 svart bonde · d5 svart bonde · e5 vit bonde · a4 svart bonde · f4 vit löpare · g4 vit springare · h4 vit bonde · a3 vit bonde · d3 vit bonde · f3 vit springare · g3 vit bonde · c2 vit bonde · e2 vit drottning · f2 vit bonde · g2 vit löpare · a1 vit torn · e1 vit torn · g1 vit kung | f8 svart torn · g8 svart kung · b7 svart torn · c7 svart drottning · d7 svart springare · e7 svart löpare · f7 svart bonde · g7 svart bonde · h7 svart bonde · a6 svart löpare · c6 svart springare · e6 svart bonde · c5 svart bonde · d5 svart bonde · e5 vit bonde · a4 svart bonde · f4 vit löpare · g4 vit springare · h4 vit bonde · a3 vit bonde · d3 vit bonde · f3 vit springare · g3 vit bonde · c2 vit bonde · e2 vit drottning · f2 vit bonde · g2 vit löpare · a1 vit torn · e1 vit torn · g1 vit kung | 1 |
|   | a | b | c | d | e | f | g | h |   |

Övergardering innebär att man försvarar ett strategiskt viktigt fält eller pjäs mer än vad som behövs för tillfället. Man kan se det som en form av profylax för att avskräcka motståndaren från att försöka ta kontroll över fältet. Det ger också en handlingsfrihet att styra om någon av de försvarande pjäserna till andra uppgifter. Nimzowitsch hade en stark tro på övergardering av viktiga punkter i centrum.
I diagrammet har vit övergarderat bonden på e5 med fem pjäser. Det har han gjort för att bonden är strategiskt mycket viktig i och med att den hindrar svarts pjäser att komma till undsättning på kungsflygeln. Vit vill avskräcka svart från att spela f7-f6. Om han skulle försöka sig på det i diagramställningen så öppnas e-linjen för vits torn och diagonalen för svartfältslöparen.
|   | a | b | c | d | e | f | g | h |   |
| 8 | a8 svart torn · c8 svart löpare · d8 svart drottning · f8 svart torn · g8 svart kung · a7 svart bonde · b7 svart bonde · f7 svart bonde · g7 svart bonde · h7 svart bonde · c6 svart springare · e6 svart bonde · f6 svart löpare · d5 svart springare · d4 vit bonde · c3 vit springare · d3 vit löpare · f3 vit springare · a2 vit bonde · b2 vit bonde · f2 vit bonde · g2 vit bonde · h2 vit bonde · a1 vit torn · c1 vit löpare · d1 vit drottning · e1 vit torn · g1 vit kung | a8 svart torn · c8 svart löpare · d8 svart drottning · f8 svart torn · g8 svart kung · a7 svart bonde · b7 svart bonde · f7 svart bonde · g7 svart bonde · h7 svart bonde · c6 svart springare · e6 svart bonde · f6 svart löpare · d5 svart springare · d4 vit bonde · c3 vit springare · d3 vit löpare · f3 vit springare · a2 vit bonde · b2 vit bonde · f2 vit bonde · g2 vit bonde · h2 vit bonde · a1 vit torn · c1 vit löpare · d1 vit drottning · e1 vit torn · g1 vit kung | a8 svart torn · c8 svart löpare · d8 svart drottning · f8 svart torn · g8 svart kung · a7 svart bonde · b7 svart bonde · f7 svart bonde · g7 svart bonde · h7 svart bonde · c6 svart springare · e6 svart bonde · f6 svart löpare · d5 svart springare · d4 vit bonde · c3 vit springare · d3 vit löpare · f3 vit springare · a2 vit bonde · b2 vit bonde · f2 vit bonde · g2 vit bonde · h2 vit bonde · a1 vit torn · c1 vit löpare · d1 vit drottning · e1 vit torn · g1 vit kung | a8 svart torn · c8 svart löpare · d8 svart drottning · f8 svart torn · g8 svart kung · a7 svart bonde · b7 svart bonde · f7 svart bonde · g7 svart bonde · h7 svart bonde · c6 svart springare · e6 svart bonde · f6 svart löpare · d5 svart springare · d4 vit bonde · c3 vit springare · d3 vit löpare · f3 vit springare · a2 vit bonde · b2 vit bonde · f2 vit bonde · g2 vit bonde · h2 vit bonde · a1 vit torn · c1 vit löpare · d1 vit drottning · e1 vit torn · g1 vit kung | a8 svart torn · c8 svart löpare · d8 svart drottning · f8 svart torn · g8 svart kung · a7 svart bonde · b7 svart bonde · f7 svart bonde · g7 svart bonde · h7 svart bonde · c6 svart springare · e6 svart bonde · f6 svart löpare · d5 svart springare · d4 vit bonde · c3 vit springare · d3 vit löpare · f3 vit springare · a2 vit bonde · b2 vit bonde · f2 vit bonde · g2 vit bonde · h2 vit bonde · a1 vit torn · c1 vit löpare · d1 vit drottning · e1 vit torn · g1 vit kung | a8 svart torn · c8 svart löpare · d8 svart drottning · f8 svart torn · g8 svart kung · a7 svart bonde · b7 svart bonde · f7 svart bonde · g7 svart bonde · h7 svart bonde · c6 svart springare · e6 svart bonde · f6 svart löpare · d5 svart springare · d4 vit bonde · c3 vit springare · d3 vit löpare · f3 vit springare · a2 vit bonde · b2 vit bonde · f2 vit bonde · g2 vit bonde · h2 vit bonde · a1 vit torn · c1 vit löpare · d1 vit drottning · e1 vit torn · g1 vit kung | a8 svart torn · c8 svart löpare · d8 svart drottning · f8 svart torn · g8 svart kung · a7 svart bonde · b7 svart bonde · f7 svart bonde · g7 svart bonde · h7 svart bonde · c6 svart springare · e6 svart bonde · f6 svart löpare · d5 svart springare · d4 vit bonde · c3 vit springare · d3 vit löpare · f3 vit springare · a2 vit bonde · b2 vit bonde · f2 vit bonde · g2 vit bonde · h2 vit bonde · a1 vit torn · c1 vit löpare · d1 vit drottning · e1 vit torn · g1 vit kung | a8 svart torn · c8 svart löpare · d8 svart drottning · f8 svart torn · g8 svart kung · a7 svart bonde · b7 svart bonde · f7 svart bonde · g7 svart bonde · h7 svart bonde · c6 svart springare · e6 svart bonde · f6 svart löpare · d5 svart springare · d4 vit bonde · c3 vit springare · d3 vit löpare · f3 vit springare · a2 vit bonde · b2 vit bonde · f2 vit bonde · g2 vit bonde · h2 vit bonde · a1 vit torn · c1 vit löpare · d1 vit drottning · e1 vit torn · g1 vit kung | 8 |
| 7 | a8 svart torn · c8 svart löpare · d8 svart drottning · f8 svart torn · g8 svart kung · a7 svart bonde · b7 svart bonde · f7 svart bonde · g7 svart bonde · h7 svart bonde · c6 svart springare · e6 svart bonde · f6 svart löpare · d5 svart springare · d4 vit bonde · c3 vit springare · d3 vit löpare · f3 vit springare · a2 vit bonde · b2 vit bonde · f2 vit bonde · g2 vit bonde · h2 vit bonde · a1 vit torn · c1 vit löpare · d1 vit drottning · e1 vit torn · g1 vit kung | a8 svart torn · c8 svart löpare · d8 svart drottning · f8 svart torn · g8 svart kung · a7 svart bonde · b7 svart bonde · f7 svart bonde · g7 svart bonde · h7 svart bonde · c6 svart springare · e6 svart bonde · f6 svart löpare · d5 svart springare · d4 vit bonde · c3 vit springare · d3 vit löpare · f3 vit springare · a2 vit bonde · b2 vit bonde · f2 vit bonde · g2 vit bonde · h2 vit bonde · a1 vit torn · c1 vit löpare · d1 vit drottning · e1 vit torn · g1 vit kung | a8 svart torn · c8 svart löpare · d8 svart drottning · f8 svart torn · g8 svart kung · a7 svart bonde · b7 svart bonde · f7 svart bonde · g7 svart bonde · h7 svart bonde · c6 svart springare · e6 svart bonde · f6 svart löpare · d5 svart springare · d4 vit bonde · c3 vit springare · d3 vit löpare · f3 vit springare · a2 vit bonde · b2 vit bonde · f2 vit bonde · g2 vit bonde · h2 vit bonde · a1 vit torn · c1 vit löpare · d1 vit drottning · e1 vit torn · g1 vit kung | a8 svart torn · c8 svart löpare · d8 svart drottning · f8 svart torn · g8 svart kung · a7 svart bonde · b7 svart bonde · f7 svart bonde · g7 svart bonde · h7 svart bonde · c6 svart springare · e6 svart bonde · f6 svart löpare · d5 svart springare · d4 vit bonde · c3 vit springare · d3 vit löpare · f3 vit springare · a2 vit bonde · b2 vit bonde · f2 vit bonde · g2 vit bonde · h2 vit bonde · a1 vit torn · c1 vit löpare · d1 vit drottning · e1 vit torn · g1 vit kung | a8 svart torn · c8 svart löpare · d8 svart drottning · f8 svart torn · g8 svart kung · a7 svart bonde · b7 svart bonde · f7 svart bonde · g7 svart bonde · h7 svart bonde · c6 svart springare · e6 svart bonde · f6 svart löpare · d5 svart springare · d4 vit bonde · c3 vit springare · d3 vit löpare · f3 vit springare · a2 vit bonde · b2 vit bonde · f2 vit bonde · g2 vit bonde · h2 vit bonde · a1 vit torn · c1 vit löpare · d1 vit drottning · e1 vit torn · g1 vit kung | a8 svart torn · c8 svart löpare · d8 svart drottning · f8 svart torn · g8 svart kung · a7 svart bonde · b7 svart bonde · f7 svart bonde · g7 svart bonde · h7 svart bonde · c6 svart springare · e6 svart bonde · f6 svart löpare · d5 svart springare · d4 vit bonde · c3 vit springare · d3 vit löpare · f3 vit springare · a2 vit bonde · b2 vit bonde · f2 vit bonde · g2 vit bonde · h2 vit bonde · a1 vit torn · c1 vit löpare · d1 vit drottning · e1 vit torn · g1 vit kung | a8 svart torn · c8 svart löpare · d8 svart drottning · f8 svart torn · g8 svart kung · a7 svart bonde · b7 svart bonde · f7 svart bonde · g7 svart bonde · h7 svart bonde · c6 svart springare · e6 svart bonde · f6 svart löpare · d5 svart springare · d4 vit bonde · c3 vit springare · d3 vit löpare · f3 vit springare · a2 vit bonde · b2 vit bonde · f2 vit bonde · g2 vit bonde · h2 vit bonde · a1 vit torn · c1 vit löpare · d1 vit drottning · e1 vit torn · g1 vit kung | a8 svart torn · c8 svart löpare · d8 svart drottning · f8 svart torn · g8 svart kung · a7 svart bonde · b7 svart bonde · f7 svart bonde · g7 svart bonde · h7 svart bonde · c6 svart springare · e6 svart bonde · f6 svart löpare · d5 svart springare · d4 vit bonde · c3 vit springare · d3 vit löpare · f3 vit springare · a2 vit bonde · b2 vit bonde · f2 vit bonde · g2 vit bonde · h2 vit bonde · a1 vit torn · c1 vit löpare · d1 vit drottning · e1 vit torn · g1 vit kung | 7 |
| 6 | a8 svart torn · c8 svart löpare · d8 svart drottning · f8 svart torn · g8 svart kung · a7 svart bonde · b7 svart bonde · f7 svart bonde · g7 svart bonde · h7 svart bonde · c6 svart springare · e6 svart bonde · f6 svart löpare · d5 svart springare · d4 vit bonde · c3 vit springare · d3 vit löpare · f3 vit springare · a2 vit bonde · b2 vit bonde · f2 vit bonde · g2 vit bonde · h2 vit bonde · a1 vit torn · c1 vit löpare · d1 vit drottning · e1 vit torn · g1 vit kung | a8 svart torn · c8 svart löpare · d8 svart drottning · f8 svart torn · g8 svart kung · a7 svart bonde · b7 svart bonde · f7 svart bonde · g7 svart bonde · h7 svart bonde · c6 svart springare · e6 svart bonde · f6 svart löpare · d5 svart springare · d4 vit bonde · c3 vit springare · d3 vit löpare · f3 vit springare · a2 vit bonde · b2 vit bonde · f2 vit bonde · g2 vit bonde · h2 vit bonde · a1 vit torn · c1 vit löpare · d1 vit drottning · e1 vit torn · g1 vit kung | a8 svart torn · c8 svart löpare · d8 svart drottning · f8 svart torn · g8 svart kung · a7 svart bonde · b7 svart bonde · f7 svart bonde · g7 svart bonde · h7 svart bonde · c6 svart springare · e6 svart bonde · f6 svart löpare · d5 svart springare · d4 vit bonde · c3 vit springare · d3 vit löpare · f3 vit springare · a2 vit bonde · b2 vit bonde · f2 vit bonde · g2 vit bonde · h2 vit bonde · a1 vit torn · c1 vit löpare · d1 vit drottning · e1 vit torn · g1 vit kung | a8 svart torn · c8 svart löpare · d8 svart drottning · f8 svart torn · g8 svart kung · a7 svart bonde · b7 svart bonde · f7 svart bonde · g7 svart bonde · h7 svart bonde · c6 svart springare · e6 svart bonde · f6 svart löpare · d5 svart springare · d4 vit bonde · c3 vit springare · d3 vit löpare · f3 vit springare · a2 vit bonde · b2 vit bonde · f2 vit bonde · g2 vit bonde · h2 vit bonde · a1 vit torn · c1 vit löpare · d1 vit drottning · e1 vit torn · g1 vit kung | a8 svart torn · c8 svart löpare · d8 svart drottning · f8 svart torn · g8 svart kung · a7 svart bonde · b7 svart bonde · f7 svart bonde · g7 svart bonde · h7 svart bonde · c6 svart springare · e6 svart bonde · f6 svart löpare · d5 svart springare · d4 vit bonde · c3 vit springare · d3 vit löpare · f3 vit springare · a2 vit bonde · b2 vit bonde · f2 vit bonde · g2 vit bonde · h2 vit bonde · a1 vit torn · c1 vit löpare · d1 vit drottning · e1 vit torn · g1 vit kung | a8 svart torn · c8 svart löpare · d8 svart drottning · f8 svart torn · g8 svart kung · a7 svart bonde · b7 svart bonde · f7 svart bonde · g7 svart bonde · h7 svart bonde · c6 svart springare · e6 svart bonde · f6 svart löpare · d5 svart springare · d4 vit bonde · c3 vit springare · d3 vit löpare · f3 vit springare · a2 vit bonde · b2 vit bonde · f2 vit bonde · g2 vit bonde · h2 vit bonde · a1 vit torn · c1 vit löpare · d1 vit drottning · e1 vit torn · g1 vit kung | a8 svart torn · c8 svart löpare · d8 svart drottning · f8 svart torn · g8 svart kung · a7 svart bonde · b7 svart bonde · f7 svart bonde · g7 svart bonde · h7 svart bonde · c6 svart springare · e6 svart bonde · f6 svart löpare · d5 svart springare · d4 vit bonde · c3 vit springare · d3 vit löpare · f3 vit springare · a2 vit bonde · b2 vit bonde · f2 vit bonde · g2 vit bonde · h2 vit bonde · a1 vit torn · c1 vit löpare · d1 vit drottning · e1 vit torn · g1 vit kung | a8 svart torn · c8 svart löpare · d8 svart drottning · f8 svart torn · g8 svart kung · a7 svart bonde · b7 svart bonde · f7 svart bonde · g7 svart bonde · h7 svart bonde · c6 svart springare · e6 svart bonde · f6 svart löpare · d5 svart springare · d4 vit bonde · c3 vit springare · d3 vit löpare · f3 vit springare · a2 vit bonde · b2 vit bonde · f2 vit bonde · g2 vit bonde · h2 vit bonde · a1 vit torn · c1 vit löpare · d1 vit drottning · e1 vit torn · g1 vit kung | 6 |
| 5 | a8 svart torn · c8 svart löpare · d8 svart drottning · f8 svart torn · g8 svart kung · a7 svart bonde · b7 svart bonde · f7 svart bonde · g7 svart bonde · h7 svart bonde · c6 svart springare · e6 svart bonde · f6 svart löpare · d5 svart springare · d4 vit bonde · c3 vit springare · d3 vit löpare · f3 vit springare · a2 vit bonde · b2 vit bonde · f2 vit bonde · g2 vit bonde · h2 vit bonde · a1 vit torn · c1 vit löpare · d1 vit drottning · e1 vit torn · g1 vit kung | a8 svart torn · c8 svart löpare · d8 svart drottning · f8 svart torn · g8 svart kung · a7 svart bonde · b7 svart bonde · f7 svart bonde · g7 svart bonde · h7 svart bonde · c6 svart springare · e6 svart bonde · f6 svart löpare · d5 svart springare · d4 vit bonde · c3 vit springare · d3 vit löpare · f3 vit springare · a2 vit bonde · b2 vit bonde · f2 vit bonde · g2 vit bonde · h2 vit bonde · a1 vit torn · c1 vit löpare · d1 vit drottning · e1 vit torn · g1 vit kung | a8 svart torn · c8 svart löpare · d8 svart drottning · f8 svart torn · g8 svart kung · a7 svart bonde · b7 svart bonde · f7 svart bonde · g7 svart bonde · h7 svart bonde · c6 svart springare · e6 svart bonde · f6 svart löpare · d5 svart springare · d4 vit bonde · c3 vit springare · d3 vit löpare · f3 vit springare · a2 vit bonde · b2 vit bonde · f2 vit bonde · g2 vit bonde · h2 vit bonde · a1 vit torn · c1 vit löpare · d1 vit drottning · e1 vit torn · g1 vit kung | a8 svart torn · c8 svart löpare · d8 svart drottning · f8 svart torn · g8 svart kung · a7 svart bonde · b7 svart bonde · f7 svart bonde · g7 svart bonde · h7 svart bonde · c6 svart springare · e6 svart bonde · f6 svart löpare · d5 svart springare · d4 vit bonde · c3 vit springare · d3 vit löpare · f3 vit springare · a2 vit bonde · b2 vit bonde · f2 vit bonde · g2 vit bonde · h2 vit bonde · a1 vit torn · c1 vit löpare · d1 vit drottning · e1 vit torn · g1 vit kung | a8 svart torn · c8 svart löpare · d8 svart drottning · f8 svart torn · g8 svart kung · a7 svart bonde · b7 svart bonde · f7 svart bonde · g7 svart bonde · h7 svart bonde · c6 svart springare · e6 svart bonde · f6 svart löpare · d5 svart springare · d4 vit bonde · c3 vit springare · d3 vit löpare · f3 vit springare · a2 vit bonde · b2 vit bonde · f2 vit bonde · g2 vit bonde · h2 vit bonde · a1 vit torn · c1 vit löpare · d1 vit drottning · e1 vit torn · g1 vit kung | a8 svart torn · c8 svart löpare · d8 svart drottning · f8 svart torn · g8 svart kung · a7 svart bonde · b7 svart bonde · f7 svart bonde · g7 svart bonde · h7 svart bonde · c6 svart springare · e6 svart bonde · f6 svart löpare · d5 svart springare · d4 vit bonde · c3 vit springare · d3 vit löpare · f3 vit springare · a2 vit bonde · b2 vit bonde · f2 vit bonde · g2 vit bonde · h2 vit bonde · a1 vit torn · c1 vit löpare · d1 vit drottning · e1 vit torn · g1 vit kung | a8 svart torn · c8 svart löpare · d8 svart drottning · f8 svart torn · g8 svart kung · a7 svart bonde · b7 svart bonde · f7 svart bonde · g7 svart bonde · h7 svart bonde · c6 svart springare · e6 svart bonde · f6 svart löpare · d5 svart springare · d4 vit bonde · c3 vit springare · d3 vit löpare · f3 vit springare · a2 vit bonde · b2 vit bonde · f2 vit bonde · g2 vit bonde · h2 vit bonde · a1 vit torn · c1 vit löpare · d1 vit drottning · e1 vit torn · g1 vit kung | a8 svart torn · c8 svart löpare · d8 svart drottning · f8 svart torn · g8 svart kung · a7 svart bonde · b7 svart bonde · f7 svart bonde · g7 svart bonde · h7 svart bonde · c6 svart springare · e6 svart bonde · f6 svart löpare · d5 svart springare · d4 vit bonde · c3 vit springare · d3 vit löpare · f3 vit springare · a2 vit bonde · b2 vit bonde · f2 vit bonde · g2 vit bonde · h2 vit bonde · a1 vit torn · c1 vit löpare · d1 vit drottning · e1 vit torn · g1 vit kung | 5 |
| 4 | a8 svart torn · c8 svart löpare · d8 svart drottning · f8 svart torn · g8 svart kung · a7 svart bonde · b7 svart bonde · f7 svart bonde · g7 svart bonde · h7 svart bonde · c6 svart springare · e6 svart bonde · f6 svart löpare · d5 svart springare · d4 vit bonde · c3 vit springare · d3 vit löpare · f3 vit springare · a2 vit bonde · b2 vit bonde · f2 vit bonde · g2 vit bonde · h2 vit bonde · a1 vit torn · c1 vit löpare · d1 vit drottning · e1 vit torn · g1 vit kung | a8 svart torn · c8 svart löpare · d8 svart drottning · f8 svart torn · g8 svart kung · a7 svart bonde · b7 svart bonde · f7 svart bonde · g7 svart bonde · h7 svart bonde · c6 svart springare · e6 svart bonde · f6 svart löpare · d5 svart springare · d4 vit bonde · c3 vit springare · d3 vit löpare · f3 vit springare · a2 vit bonde · b2 vit bonde · f2 vit bonde · g2 vit bonde · h2 vit bonde · a1 vit torn · c1 vit löpare · d1 vit drottning · e1 vit torn · g1 vit kung | a8 svart torn · c8 svart löpare · d8 svart drottning · f8 svart torn · g8 svart kung · a7 svart bonde · b7 svart bonde · f7 svart bonde · g7 svart bonde · h7 svart bonde · c6 svart springare · e6 svart bonde · f6 svart löpare · d5 svart springare · d4 vit bonde · c3 vit springare · d3 vit löpare · f3 vit springare · a2 vit bonde · b2 vit bonde · f2 vit bonde · g2 vit bonde · h2 vit bonde · a1 vit torn · c1 vit löpare · d1 vit drottning · e1 vit torn · g1 vit kung | a8 svart torn · c8 svart löpare · d8 svart drottning · f8 svart torn · g8 svart kung · a7 svart bonde · b7 svart bonde · f7 svart bonde · g7 svart bonde · h7 svart bonde · c6 svart springare · e6 svart bonde · f6 svart löpare · d5 svart springare · d4 vit bonde · c3 vit springare · d3 vit löpare · f3 vit springare · a2 vit bonde · b2 vit bonde · f2 vit bonde · g2 vit bonde · h2 vit bonde · a1 vit torn · c1 vit löpare · d1 vit drottning · e1 vit torn · g1 vit kung | a8 svart torn · c8 svart löpare · d8 svart drottning · f8 svart torn · g8 svart kung · a7 svart bonde · b7 svart bonde · f7 svart bonde · g7 svart bonde · h7 svart bonde · c6 svart springare · e6 svart bonde · f6 svart löpare · d5 svart springare · d4 vit bonde · c3 vit springare · d3 vit löpare · f3 vit springare · a2 vit bonde · b2 vit bonde · f2 vit bonde · g2 vit bonde · h2 vit bonde · a1 vit torn · c1 vit löpare · d1 vit drottning · e1 vit torn · g1 vit kung | a8 svart torn · c8 svart löpare · d8 svart drottning · f8 svart torn · g8 svart kung · a7 svart bonde · b7 svart bonde · f7 svart bonde · g7 svart bonde · h7 svart bonde · c6 svart springare · e6 svart bonde · f6 svart löpare · d5 svart springare · d4 vit bonde · c3 vit springare · d3 vit löpare · f3 vit springare · a2 vit bonde · b2 vit bonde · f2 vit bonde · g2 vit bonde · h2 vit bonde · a1 vit torn · c1 vit löpare · d1 vit drottning · e1 vit torn · g1 vit kung | a8 svart torn · c8 svart löpare · d8 svart drottning · f8 svart torn · g8 svart kung · a7 svart bonde · b7 svart bonde · f7 svart bonde · g7 svart bonde · h7 svart bonde · c6 svart springare · e6 svart bonde · f6 svart löpare · d5 svart springare · d4 vit bonde · c3 vit springare · d3 vit löpare · f3 vit springare · a2 vit bonde · b2 vit bonde · f2 vit bonde · g2 vit bonde · h2 vit bonde · a1 vit torn · c1 vit löpare · d1 vit drottning · e1 vit torn · g1 vit kung | a8 svart torn · c8 svart löpare · d8 svart drottning · f8 svart torn · g8 svart kung · a7 svart bonde · b7 svart bonde · f7 svart bonde · g7 svart bonde · h7 svart bonde · c6 svart springare · e6 svart bonde · f6 svart löpare · d5 svart springare · d4 vit bonde · c3 vit springare · d3 vit löpare · f3 vit springare · a2 vit bonde · b2 vit bonde · f2 vit bonde · g2 vit bonde · h2 vit bonde · a1 vit torn · c1 vit löpare · d1 vit drottning · e1 vit torn · g1 vit kung | 4 |
| 3 | a8 svart torn · c8 svart löpare · d8 svart drottning · f8 svart torn · g8 svart kung · a7 svart bonde · b7 svart bonde · f7 svart bonde · g7 svart bonde · h7 svart bonde · c6 svart springare · e6 svart bonde · f6 svart löpare · d5 svart springare · d4 vit bonde · c3 vit springare · d3 vit löpare · f3 vit springare · a2 vit bonde · b2 vit bonde · f2 vit bonde · g2 vit bonde · h2 vit bonde · a1 vit torn · c1 vit löpare · d1 vit drottning · e1 vit torn · g1 vit kung | a8 svart torn · c8 svart löpare · d8 svart drottning · f8 svart torn · g8 svart kung · a7 svart bonde · b7 svart bonde · f7 svart bonde · g7 svart bonde · h7 svart bonde · c6 svart springare · e6 svart bonde · f6 svart löpare · d5 svart springare · d4 vit bonde · c3 vit springare · d3 vit löpare · f3 vit springare · a2 vit bonde · b2 vit bonde · f2 vit bonde · g2 vit bonde · h2 vit bonde · a1 vit torn · c1 vit löpare · d1 vit drottning · e1 vit torn · g1 vit kung | a8 svart torn · c8 svart löpare · d8 svart drottning · f8 svart torn · g8 svart kung · a7 svart bonde · b7 svart bonde · f7 svart bonde · g7 svart bonde · h7 svart bonde · c6 svart springare · e6 svart bonde · f6 svart löpare · d5 svart springare · d4 vit bonde · c3 vit springare · d3 vit löpare · f3 vit springare · a2 vit bonde · b2 vit bonde · f2 vit bonde · g2 vit bonde · h2 vit bonde · a1 vit torn · c1 vit löpare · d1 vit drottning · e1 vit torn · g1 vit kung | a8 svart torn · c8 svart löpare · d8 svart drottning · f8 svart torn · g8 svart kung · a7 svart bonde · b7 svart bonde · f7 svart bonde · g7 svart bonde · h7 svart bonde · c6 svart springare · e6 svart bonde · f6 svart löpare · d5 svart springare · d4 vit bonde · c3 vit springare · d3 vit löpare · f3 vit springare · a2 vit bonde · b2 vit bonde · f2 vit bonde · g2 vit bonde · h2 vit bonde · a1 vit torn · c1 vit löpare · d1 vit drottning · e1 vit torn · g1 vit kung | a8 svart torn · c8 svart löpare · d8 svart drottning · f8 svart torn · g8 svart kung · a7 svart bonde · b7 svart bonde · f7 svart bonde · g7 svart bonde · h7 svart bonde · c6 svart springare · e6 svart bonde · f6 svart löpare · d5 svart springare · d4 vit bonde · c3 vit springare · d3 vit löpare · f3 vit springare · a2 vit bonde · b2 vit bonde · f2 vit bonde · g2 vit bonde · h2 vit bonde · a1 vit torn · c1 vit löpare · d1 vit drottning · e1 vit torn · g1 vit kung | a8 svart torn · c8 svart löpare · d8 svart drottning · f8 svart torn · g8 svart kung · a7 svart bonde · b7 svart bonde · f7 svart bonde · g7 svart bonde · h7 svart bonde · c6 svart springare · e6 svart bonde · f6 svart löpare · d5 svart springare · d4 vit bonde · c3 vit springare · d3 vit löpare · f3 vit springare · a2 vit bonde · b2 vit bonde · f2 vit bonde · g2 vit bonde · h2 vit bonde · a1 vit torn · c1 vit löpare · d1 vit drottning · e1 vit torn · g1 vit kung | a8 svart torn · c8 svart löpare · d8 svart drottning · f8 svart torn · g8 svart kung · a7 svart bonde · b7 svart bonde · f7 svart bonde · g7 svart bonde · h7 svart bonde · c6 svart springare · e6 svart bonde · f6 svart löpare · d5 svart springare · d4 vit bonde · c3 vit springare · d3 vit löpare · f3 vit springare · a2 vit bonde · b2 vit bonde · f2 vit bonde · g2 vit bonde · h2 vit bonde · a1 vit torn · c1 vit löpare · d1 vit drottning · e1 vit torn · g1 vit kung | a8 svart torn · c8 svart löpare · d8 svart drottning · f8 svart torn · g8 svart kung · a7 svart bonde · b7 svart bonde · f7 svart bonde · g7 svart bonde · h7 svart bonde · c6 svart springare · e6 svart bonde · f6 svart löpare · d5 svart springare · d4 vit bonde · c3 vit springare · d3 vit löpare · f3 vit springare · a2 vit bonde · b2 vit bonde · f2 vit bonde · g2 vit bonde · h2 vit bonde · a1 vit torn · c1 vit löpare · d1 vit drottning · e1 vit torn · g1 vit kung | 3 |
| 2 | a8 svart torn · c8 svart löpare · d8 svart drottning · f8 svart torn · g8 svart kung · a7 svart bonde · b7 svart bonde · f7 svart bonde · g7 svart bonde · h7 svart bonde · c6 svart springare · e6 svart bonde · f6 svart löpare · d5 svart springare · d4 vit bonde · c3 vit springare · d3 vit löpare · f3 vit springare · a2 vit bonde · b2 vit bonde · f2 vit bonde · g2 vit bonde · h2 vit bonde · a1 vit torn · c1 vit löpare · d1 vit drottning · e1 vit torn · g1 vit kung | a8 svart torn · c8 svart löpare · d8 svart drottning · f8 svart torn · g8 svart kung · a7 svart bonde · b7 svart bonde · f7 svart bonde · g7 svart bonde · h7 svart bonde · c6 svart springare · e6 svart bonde · f6 svart löpare · d5 svart springare · d4 vit bonde · c3 vit springare · d3 vit löpare · f3 vit springare · a2 vit bonde · b2 vit bonde · f2 vit bonde · g2 vit bonde · h2 vit bonde · a1 vit torn · c1 vit löpare · d1 vit drottning · e1 vit torn · g1 vit kung | a8 svart torn · c8 svart löpare · d8 svart drottning · f8 svart torn · g8 svart kung · a7 svart bonde · b7 svart bonde · f7 svart bonde · g7 svart bonde · h7 svart bonde · c6 svart springare · e6 svart bonde · f6 svart löpare · d5 svart springare · d4 vit bonde · c3 vit springare · d3 vit löpare · f3 vit springare · a2 vit bonde · b2 vit bonde · f2 vit bonde · g2 vit bonde · h2 vit bonde · a1 vit torn · c1 vit löpare · d1 vit drottning · e1 vit torn · g1 vit kung | a8 svart torn · c8 svart löpare · d8 svart drottning · f8 svart torn · g8 svart kung · a7 svart bonde · b7 svart bonde · f7 svart bonde · g7 svart bonde · h7 svart bonde · c6 svart springare · e6 svart bonde · f6 svart löpare · d5 svart springare · d4 vit bonde · c3 vit springare · d3 vit löpare · f3 vit springare · a2 vit bonde · b2 vit bonde · f2 vit bonde · g2 vit bonde · h2 vit bonde · a1 vit torn · c1 vit löpare · d1 vit drottning · e1 vit torn · g1 vit kung | a8 svart torn · c8 svart löpare · d8 svart drottning · f8 svart torn · g8 svart kung · a7 svart bonde · b7 svart bonde · f7 svart bonde · g7 svart bonde · h7 svart bonde · c6 svart springare · e6 svart bonde · f6 svart löpare · d5 svart springare · d4 vit bonde · c3 vit springare · d3 vit löpare · f3 vit springare · a2 vit bonde · b2 vit bonde · f2 vit bonde · g2 vit bonde · h2 vit bonde · a1 vit torn · c1 vit löpare · d1 vit drottning · e1 vit torn · g1 vit kung | a8 svart torn · c8 svart löpare · d8 svart drottning · f8 svart torn · g8 svart kung · a7 svart bonde · b7 svart bonde · f7 svart bonde · g7 svart bonde · h7 svart bonde · c6 svart springare · e6 svart bonde · f6 svart löpare · d5 svart springare · d4 vit bonde · c3 vit springare · d3 vit löpare · f3 vit springare · a2 vit bonde · b2 vit bonde · f2 vit bonde · g2 vit bonde · h2 vit bonde · a1 vit torn · c1 vit löpare · d1 vit drottning · e1 vit torn · g1 vit kung | a8 svart torn · c8 svart löpare · d8 svart drottning · f8 svart torn · g8 svart kung · a7 svart bonde · b7 svart bonde · f7 svart bonde · g7 svart bonde · h7 svart bonde · c6 svart springare · e6 svart bonde · f6 svart löpare · d5 svart springare · d4 vit bonde · c3 vit springare · d3 vit löpare · f3 vit springare · a2 vit bonde · b2 vit bonde · f2 vit bonde · g2 vit bonde · h2 vit bonde · a1 vit torn · c1 vit löpare · d1 vit drottning · e1 vit torn · g1 vit kung | a8 svart torn · c8 svart löpare · d8 svart drottning · f8 svart torn · g8 svart kung · a7 svart bonde · b7 svart bonde · f7 svart bonde · g7 svart bonde · h7 svart bonde · c6 svart springare · e6 svart bonde · f6 svart löpare · d5 svart springare · d4 vit bonde · c3 vit springare · d3 vit löpare · f3 vit springare · a2 vit bonde · b2 vit bonde · f2 vit bonde · g2 vit bonde · h2 vit bonde · a1 vit torn · c1 vit löpare · d1 vit drottning · e1 vit torn · g1 vit kung | 2 |
| 1 | a8 svart torn · c8 svart löpare · d8 svart drottning · f8 svart torn · g8 svart kung · a7 svart bonde · b7 svart bonde · f7 svart bonde · g7 svart bonde · h7 svart bonde · c6 svart springare · e6 svart bonde · f6 svart löpare · d5 svart springare · d4 vit bonde · c3 vit springare · d3 vit löpare · f3 vit springare · a2 vit bonde · b2 vit bonde · f2 vit bonde · g2 vit bonde · h2 vit bonde · a1 vit torn · c1 vit löpare · d1 vit drottning · e1 vit torn · g1 vit kung | a8 svart torn · c8 svart löpare · d8 svart drottning · f8 svart torn · g8 svart kung · a7 svart bonde · b7 svart bonde · f7 svart bonde · g7 svart bonde · h7 svart bonde · c6 svart springare · e6 svart bonde · f6 svart löpare · d5 svart springare · d4 vit bonde · c3 vit springare · d3 vit löpare · f3 vit springare · a2 vit bonde · b2 vit bonde · f2 vit bonde · g2 vit bonde · h2 vit bonde · a1 vit torn · c1 vit löpare · d1 vit drottning · e1 vit torn · g1 vit kung | a8 svart torn · c8 svart löpare · d8 svart drottning · f8 svart torn · g8 svart kung · a7 svart bonde · b7 svart bonde · f7 svart bonde · g7 svart bonde · h7 svart bonde · c6 svart springare · e6 svart bonde · f6 svart löpare · d5 svart springare · d4 vit bonde · c3 vit springare · d3 vit löpare · f3 vit springare · a2 vit bonde · b2 vit bonde · f2 vit bonde · g2 vit bonde · h2 vit bonde · a1 vit torn · c1 vit löpare · d1 vit drottning · e1 vit torn · g1 vit kung | a8 svart torn · c8 svart löpare · d8 svart drottning · f8 svart torn · g8 svart kung · a7 svart bonde · b7 svart bonde · f7 svart bonde · g7 svart bonde · h7 svart bonde · c6 svart springare · e6 svart bonde · f6 svart löpare · d5 svart springare · d4 vit bonde · c3 vit springare · d3 vit löpare · f3 vit springare · a2 vit bonde · b2 vit bonde · f2 vit bonde · g2 vit bonde · h2 vit bonde · a1 vit torn · c1 vit löpare · d1 vit drottning · e1 vit torn · g1 vit kung | a8 svart torn · c8 svart löpare · d8 svart drottning · f8 svart torn · g8 svart kung · a7 svart bonde · b7 svart bonde · f7 svart bonde · g7 svart bonde · h7 svart bonde · c6 svart springare · e6 svart bonde · f6 svart löpare · d5 svart springare · d4 vit bonde · c3 vit springare · d3 vit löpare · f3 vit springare · a2 vit bonde · b2 vit bonde · f2 vit bonde · g2 vit bonde · h2 vit bonde · a1 vit torn · c1 vit löpare · d1 vit drottning · e1 vit torn · g1 vit kung | a8 svart torn · c8 svart löpare · d8 svart drottning · f8 svart torn · g8 svart kung · a7 svart bonde · b7 svart bonde · f7 svart bonde · g7 svart bonde · h7 svart bonde · c6 svart springare · e6 svart bonde · f6 svart löpare · d5 svart springare · d4 vit bonde · c3 vit springare · d3 vit löpare · f3 vit springare · a2 vit bonde · b2 vit bonde · f2 vit bonde · g2 vit bonde · h2 vit bonde · a1 vit torn · c1 vit löpare · d1 vit drottning · e1 vit torn · g1 vit kung | a8 svart torn · c8 svart löpare · d8 svart drottning · f8 svart torn · g8 svart kung · a7 svart bonde · b7 svart bonde · f7 svart bonde · g7 svart bonde · h7 svart bonde · c6 svart springare · e6 svart bonde · f6 svart löpare · d5 svart springare · d4 vit bonde · c3 vit springare · d3 vit löpare · f3 vit springare · a2 vit bonde · b2 vit bonde · f2 vit bonde · g2 vit bonde · h2 vit bonde · a1 vit torn · c1 vit löpare · d1 vit drottning · e1 vit torn · g1 vit kung | a8 svart torn · c8 svart löpare · d8 svart drottning · f8 svart torn · g8 svart kung · a7 svart bonde · b7 svart bonde · f7 svart bonde · g7 svart bonde · h7 svart bonde · c6 svart springare · e6 svart bonde · f6 svart löpare · d5 svart springare · d4 vit bonde · c3 vit springare · d3 vit löpare · f3 vit springare · a2 vit bonde · b2 vit bonde · f2 vit bonde · g2 vit bonde · h2 vit bonde · a1 vit torn · c1 vit löpare · d1 vit drottning · e1 vit torn · g1 vit kung | 1 |
|   | a | b | c | d | e | f | g | h |   |

En blockad innebär att man placerar en pjäs framför en bonde (på blockadfältet) och hindrar den från att avancera. På sikt är målet att erövra bonden.
Alla pjäser går att använda för blockad men springare är vanligast. Torn och damer är för värdefulla för detta ändamål och kan drivas bort av lätta pjäser. De lätta pjäserna får däremot en stabil utpost på blockadfältet.
Motståndaren har som mål att driva bort den blockerande pjäsen och göra bonden rörlig igen. 
I diagrammet har svart upprättat en blockad med springaren på d5.

## Positionella offer
|   | a | b | c | d | e | f | g | h |   |
| 8 | a8 svart löpare · b8 svart drottning · d8 svart torn · e8 svart torn · g8 svart kung · d7 svart springare · f7 svart bonde · g7 svart bonde · a6 svart bonde · b6 svart bonde · d6 svart löpare · f6 svart springare · h6 svart bonde · d5 vit bonde · a3 vit bonde · c3 vit springare · e3 vit löpare · f3 vit bonde · b2 vit bonde · e2 vit löpare · f2 vit drottning · g2 vit bonde · h2 vit bonde · c1 vit torn · d1 vit torn · f1 vit springare · h1 vit kung | a8 svart löpare · b8 svart drottning · d8 svart torn · e8 svart torn · g8 svart kung · d7 svart springare · f7 svart bonde · g7 svart bonde · a6 svart bonde · b6 svart bonde · d6 svart löpare · f6 svart springare · h6 svart bonde · d5 vit bonde · a3 vit bonde · c3 vit springare · e3 vit löpare · f3 vit bonde · b2 vit bonde · e2 vit löpare · f2 vit drottning · g2 vit bonde · h2 vit bonde · c1 vit torn · d1 vit torn · f1 vit springare · h1 vit kung | a8 svart löpare · b8 svart drottning · d8 svart torn · e8 svart torn · g8 svart kung · d7 svart springare · f7 svart bonde · g7 svart bonde · a6 svart bonde · b6 svart bonde · d6 svart löpare · f6 svart springare · h6 svart bonde · d5 vit bonde · a3 vit bonde · c3 vit springare · e3 vit löpare · f3 vit bonde · b2 vit bonde · e2 vit löpare · f2 vit drottning · g2 vit bonde · h2 vit bonde · c1 vit torn · d1 vit torn · f1 vit springare · h1 vit kung | a8 svart löpare · b8 svart drottning · d8 svart torn · e8 svart torn · g8 svart kung · d7 svart springare · f7 svart bonde · g7 svart bonde · a6 svart bonde · b6 svart bonde · d6 svart löpare · f6 svart springare · h6 svart bonde · d5 vit bonde · a3 vit bonde · c3 vit springare · e3 vit löpare · f3 vit bonde · b2 vit bonde · e2 vit löpare · f2 vit drottning · g2 vit bonde · h2 vit bonde · c1 vit torn · d1 vit torn · f1 vit springare · h1 vit kung | a8 svart löpare · b8 svart drottning · d8 svart torn · e8 svart torn · g8 svart kung · d7 svart springare · f7 svart bonde · g7 svart bonde · a6 svart bonde · b6 svart bonde · d6 svart löpare · f6 svart springare · h6 svart bonde · d5 vit bonde · a3 vit bonde · c3 vit springare · e3 vit löpare · f3 vit bonde · b2 vit bonde · e2 vit löpare · f2 vit drottning · g2 vit bonde · h2 vit bonde · c1 vit torn · d1 vit torn · f1 vit springare · h1 vit kung | a8 svart löpare · b8 svart drottning · d8 svart torn · e8 svart torn · g8 svart kung · d7 svart springare · f7 svart bonde · g7 svart bonde · a6 svart bonde · b6 svart bonde · d6 svart löpare · f6 svart springare · h6 svart bonde · d5 vit bonde · a3 vit bonde · c3 vit springare · e3 vit löpare · f3 vit bonde · b2 vit bonde · e2 vit löpare · f2 vit drottning · g2 vit bonde · h2 vit bonde · c1 vit torn · d1 vit torn · f1 vit springare · h1 vit kung | a8 svart löpare · b8 svart drottning · d8 svart torn · e8 svart torn · g8 svart kung · d7 svart springare · f7 svart bonde · g7 svart bonde · a6 svart bonde · b6 svart bonde · d6 svart löpare · f6 svart springare · h6 svart bonde · d5 vit bonde · a3 vit bonde · c3 vit springare · e3 vit löpare · f3 vit bonde · b2 vit bonde · e2 vit löpare · f2 vit drottning · g2 vit bonde · h2 vit bonde · c1 vit torn · d1 vit torn · f1 vit springare · h1 vit kung | a8 svart löpare · b8 svart drottning · d8 svart torn · e8 svart torn · g8 svart kung · d7 svart springare · f7 svart bonde · g7 svart bonde · a6 svart bonde · b6 svart bonde · d6 svart löpare · f6 svart springare · h6 svart bonde · d5 vit bonde · a3 vit bonde · c3 vit springare · e3 vit löpare · f3 vit bonde · b2 vit bonde · e2 vit löpare · f2 vit drottning · g2 vit bonde · h2 vit bonde · c1 vit torn · d1 vit torn · f1 vit springare · h1 vit kung | 8 |
| 7 | a8 svart löpare · b8 svart drottning · d8 svart torn · e8 svart torn · g8 svart kung · d7 svart springare · f7 svart bonde · g7 svart bonde · a6 svart bonde · b6 svart bonde · d6 svart löpare · f6 svart springare · h6 svart bonde · d5 vit bonde · a3 vit bonde · c3 vit springare · e3 vit löpare · f3 vit bonde · b2 vit bonde · e2 vit löpare · f2 vit drottning · g2 vit bonde · h2 vit bonde · c1 vit torn · d1 vit torn · f1 vit springare · h1 vit kung | a8 svart löpare · b8 svart drottning · d8 svart torn · e8 svart torn · g8 svart kung · d7 svart springare · f7 svart bonde · g7 svart bonde · a6 svart bonde · b6 svart bonde · d6 svart löpare · f6 svart springare · h6 svart bonde · d5 vit bonde · a3 vit bonde · c3 vit springare · e3 vit löpare · f3 vit bonde · b2 vit bonde · e2 vit löpare · f2 vit drottning · g2 vit bonde · h2 vit bonde · c1 vit torn · d1 vit torn · f1 vit springare · h1 vit kung | a8 svart löpare · b8 svart drottning · d8 svart torn · e8 svart torn · g8 svart kung · d7 svart springare · f7 svart bonde · g7 svart bonde · a6 svart bonde · b6 svart bonde · d6 svart löpare · f6 svart springare · h6 svart bonde · d5 vit bonde · a3 vit bonde · c3 vit springare · e3 vit löpare · f3 vit bonde · b2 vit bonde · e2 vit löpare · f2 vit drottning · g2 vit bonde · h2 vit bonde · c1 vit torn · d1 vit torn · f1 vit springare · h1 vit kung | a8 svart löpare · b8 svart drottning · d8 svart torn · e8 svart torn · g8 svart kung · d7 svart springare · f7 svart bonde · g7 svart bonde · a6 svart bonde · b6 svart bonde · d6 svart löpare · f6 svart springare · h6 svart bonde · d5 vit bonde · a3 vit bonde · c3 vit springare · e3 vit löpare · f3 vit bonde · b2 vit bonde · e2 vit löpare · f2 vit drottning · g2 vit bonde · h2 vit bonde · c1 vit torn · d1 vit torn · f1 vit springare · h1 vit kung | a8 svart löpare · b8 svart drottning · d8 svart torn · e8 svart torn · g8 svart kung · d7 svart springare · f7 svart bonde · g7 svart bonde · a6 svart bonde · b6 svart bonde · d6 svart löpare · f6 svart springare · h6 svart bonde · d5 vit bonde · a3 vit bonde · c3 vit springare · e3 vit löpare · f3 vit bonde · b2 vit bonde · e2 vit löpare · f2 vit drottning · g2 vit bonde · h2 vit bonde · c1 vit torn · d1 vit torn · f1 vit springare · h1 vit kung | a8 svart löpare · b8 svart drottning · d8 svart torn · e8 svart torn · g8 svart kung · d7 svart springare · f7 svart bonde · g7 svart bonde · a6 svart bonde · b6 svart bonde · d6 svart löpare · f6 svart springare · h6 svart bonde · d5 vit bonde · a3 vit bonde · c3 vit springare · e3 vit löpare · f3 vit bonde · b2 vit bonde · e2 vit löpare · f2 vit drottning · g2 vit bonde · h2 vit bonde · c1 vit torn · d1 vit torn · f1 vit springare · h1 vit kung | a8 svart löpare · b8 svart drottning · d8 svart torn · e8 svart torn · g8 svart kung · d7 svart springare · f7 svart bonde · g7 svart bonde · a6 svart bonde · b6 svart bonde · d6 svart löpare · f6 svart springare · h6 svart bonde · d5 vit bonde · a3 vit bonde · c3 vit springare · e3 vit löpare · f3 vit bonde · b2 vit bonde · e2 vit löpare · f2 vit drottning · g2 vit bonde · h2 vit bonde · c1 vit torn · d1 vit torn · f1 vit springare · h1 vit kung | a8 svart löpare · b8 svart drottning · d8 svart torn · e8 svart torn · g8 svart kung · d7 svart springare · f7 svart bonde · g7 svart bonde · a6 svart bonde · b6 svart bonde · d6 svart löpare · f6 svart springare · h6 svart bonde · d5 vit bonde · a3 vit bonde · c3 vit springare · e3 vit löpare · f3 vit bonde · b2 vit bonde · e2 vit löpare · f2 vit drottning · g2 vit bonde · h2 vit bonde · c1 vit torn · d1 vit torn · f1 vit springare · h1 vit kung | 7 |
| 6 | a8 svart löpare · b8 svart drottning · d8 svart torn · e8 svart torn · g8 svart kung · d7 svart springare · f7 svart bonde · g7 svart bonde · a6 svart bonde · b6 svart bonde · d6 svart löpare · f6 svart springare · h6 svart bonde · d5 vit bonde · a3 vit bonde · c3 vit springare · e3 vit löpare · f3 vit bonde · b2 vit bonde · e2 vit löpare · f2 vit drottning · g2 vit bonde · h2 vit bonde · c1 vit torn · d1 vit torn · f1 vit springare · h1 vit kung | a8 svart löpare · b8 svart drottning · d8 svart torn · e8 svart torn · g8 svart kung · d7 svart springare · f7 svart bonde · g7 svart bonde · a6 svart bonde · b6 svart bonde · d6 svart löpare · f6 svart springare · h6 svart bonde · d5 vit bonde · a3 vit bonde · c3 vit springare · e3 vit löpare · f3 vit bonde · b2 vit bonde · e2 vit löpare · f2 vit drottning · g2 vit bonde · h2 vit bonde · c1 vit torn · d1 vit torn · f1 vit springare · h1 vit kung | a8 svart löpare · b8 svart drottning · d8 svart torn · e8 svart torn · g8 svart kung · d7 svart springare · f7 svart bonde · g7 svart bonde · a6 svart bonde · b6 svart bonde · d6 svart löpare · f6 svart springare · h6 svart bonde · d5 vit bonde · a3 vit bonde · c3 vit springare · e3 vit löpare · f3 vit bonde · b2 vit bonde · e2 vit löpare · f2 vit drottning · g2 vit bonde · h2 vit bonde · c1 vit torn · d1 vit torn · f1 vit springare · h1 vit kung | a8 svart löpare · b8 svart drottning · d8 svart torn · e8 svart torn · g8 svart kung · d7 svart springare · f7 svart bonde · g7 svart bonde · a6 svart bonde · b6 svart bonde · d6 svart löpare · f6 svart springare · h6 svart bonde · d5 vit bonde · a3 vit bonde · c3 vit springare · e3 vit löpare · f3 vit bonde · b2 vit bonde · e2 vit löpare · f2 vit drottning · g2 vit bonde · h2 vit bonde · c1 vit torn · d1 vit torn · f1 vit springare · h1 vit kung | a8 svart löpare · b8 svart drottning · d8 svart torn · e8 svart torn · g8 svart kung · d7 svart springare · f7 svart bonde · g7 svart bonde · a6 svart bonde · b6 svart bonde · d6 svart löpare · f6 svart springare · h6 svart bonde · d5 vit bonde · a3 vit bonde · c3 vit springare · e3 vit löpare · f3 vit bonde · b2 vit bonde · e2 vit löpare · f2 vit drottning · g2 vit bonde · h2 vit bonde · c1 vit torn · d1 vit torn · f1 vit springare · h1 vit kung | a8 svart löpare · b8 svart drottning · d8 svart torn · e8 svart torn · g8 svart kung · d7 svart springare · f7 svart bonde · g7 svart bonde · a6 svart bonde · b6 svart bonde · d6 svart löpare · f6 svart springare · h6 svart bonde · d5 vit bonde · a3 vit bonde · c3 vit springare · e3 vit löpare · f3 vit bonde · b2 vit bonde · e2 vit löpare · f2 vit drottning · g2 vit bonde · h2 vit bonde · c1 vit torn · d1 vit torn · f1 vit springare · h1 vit kung | a8 svart löpare · b8 svart drottning · d8 svart torn · e8 svart torn · g8 svart kung · d7 svart springare · f7 svart bonde · g7 svart bonde · a6 svart bonde · b6 svart bonde · d6 svart löpare · f6 svart springare · h6 svart bonde · d5 vit bonde · a3 vit bonde · c3 vit springare · e3 vit löpare · f3 vit bonde · b2 vit bonde · e2 vit löpare · f2 vit drottning · g2 vit bonde · h2 vit bonde · c1 vit torn · d1 vit torn · f1 vit springare · h1 vit kung | a8 svart löpare · b8 svart drottning · d8 svart torn · e8 svart torn · g8 svart kung · d7 svart springare · f7 svart bonde · g7 svart bonde · a6 svart bonde · b6 svart bonde · d6 svart löpare · f6 svart springare · h6 svart bonde · d5 vit bonde · a3 vit bonde · c3 vit springare · e3 vit löpare · f3 vit bonde · b2 vit bonde · e2 vit löpare · f2 vit drottning · g2 vit bonde · h2 vit bonde · c1 vit torn · d1 vit torn · f1 vit springare · h1 vit kung | 6 |
| 5 | a8 svart löpare · b8 svart drottning · d8 svart torn · e8 svart torn · g8 svart kung · d7 svart springare · f7 svart bonde · g7 svart bonde · a6 svart bonde · b6 svart bonde · d6 svart löpare · f6 svart springare · h6 svart bonde · d5 vit bonde · a3 vit bonde · c3 vit springare · e3 vit löpare · f3 vit bonde · b2 vit bonde · e2 vit löpare · f2 vit drottning · g2 vit bonde · h2 vit bonde · c1 vit torn · d1 vit torn · f1 vit springare · h1 vit kung | a8 svart löpare · b8 svart drottning · d8 svart torn · e8 svart torn · g8 svart kung · d7 svart springare · f7 svart bonde · g7 svart bonde · a6 svart bonde · b6 svart bonde · d6 svart löpare · f6 svart springare · h6 svart bonde · d5 vit bonde · a3 vit bonde · c3 vit springare · e3 vit löpare · f3 vit bonde · b2 vit bonde · e2 vit löpare · f2 vit drottning · g2 vit bonde · h2 vit bonde · c1 vit torn · d1 vit torn · f1 vit springare · h1 vit kung | a8 svart löpare · b8 svart drottning · d8 svart torn · e8 svart torn · g8 svart kung · d7 svart springare · f7 svart bonde · g7 svart bonde · a6 svart bonde · b6 svart bonde · d6 svart löpare · f6 svart springare · h6 svart bonde · d5 vit bonde · a3 vit bonde · c3 vit springare · e3 vit löpare · f3 vit bonde · b2 vit bonde · e2 vit löpare · f2 vit drottning · g2 vit bonde · h2 vit bonde · c1 vit torn · d1 vit torn · f1 vit springare · h1 vit kung | a8 svart löpare · b8 svart drottning · d8 svart torn · e8 svart torn · g8 svart kung · d7 svart springare · f7 svart bonde · g7 svart bonde · a6 svart bonde · b6 svart bonde · d6 svart löpare · f6 svart springare · h6 svart bonde · d5 vit bonde · a3 vit bonde · c3 vit springare · e3 vit löpare · f3 vit bonde · b2 vit bonde · e2 vit löpare · f2 vit drottning · g2 vit bonde · h2 vit bonde · c1 vit torn · d1 vit torn · f1 vit springare · h1 vit kung | a8 svart löpare · b8 svart drottning · d8 svart torn · e8 svart torn · g8 svart kung · d7 svart springare · f7 svart bonde · g7 svart bonde · a6 svart bonde · b6 svart bonde · d6 svart löpare · f6 svart springare · h6 svart bonde · d5 vit bonde · a3 vit bonde · c3 vit springare · e3 vit löpare · f3 vit bonde · b2 vit bonde · e2 vit löpare · f2 vit drottning · g2 vit bonde · h2 vit bonde · c1 vit torn · d1 vit torn · f1 vit springare · h1 vit kung | a8 svart löpare · b8 svart drottning · d8 svart torn · e8 svart torn · g8 svart kung · d7 svart springare · f7 svart bonde · g7 svart bonde · a6 svart bonde · b6 svart bonde · d6 svart löpare · f6 svart springare · h6 svart bonde · d5 vit bonde · a3 vit bonde · c3 vit springare · e3 vit löpare · f3 vit bonde · b2 vit bonde · e2 vit löpare · f2 vit drottning · g2 vit bonde · h2 vit bonde · c1 vit torn · d1 vit torn · f1 vit springare · h1 vit kung | a8 svart löpare · b8 svart drottning · d8 svart torn · e8 svart torn · g8 svart kung · d7 svart springare · f7 svart bonde · g7 svart bonde · a6 svart bonde · b6 svart bonde · d6 svart löpare · f6 svart springare · h6 svart bonde · d5 vit bonde · a3 vit bonde · c3 vit springare · e3 vit löpare · f3 vit bonde · b2 vit bonde · e2 vit löpare · f2 vit drottning · g2 vit bonde · h2 vit bonde · c1 vit torn · d1 vit torn · f1 vit springare · h1 vit kung | a8 svart löpare · b8 svart drottning · d8 svart torn · e8 svart torn · g8 svart kung · d7 svart springare · f7 svart bonde · g7 svart bonde · a6 svart bonde · b6 svart bonde · d6 svart löpare · f6 svart springare · h6 svart bonde · d5 vit bonde · a3 vit bonde · c3 vit springare · e3 vit löpare · f3 vit bonde · b2 vit bonde · e2 vit löpare · f2 vit drottning · g2 vit bonde · h2 vit bonde · c1 vit torn · d1 vit torn · f1 vit springare · h1 vit kung | 5 |
| 4 | a8 svart löpare · b8 svart drottning · d8 svart torn · e8 svart torn · g8 svart kung · d7 svart springare · f7 svart bonde · g7 svart bonde · a6 svart bonde · b6 svart bonde · d6 svart löpare · f6 svart springare · h6 svart bonde · d5 vit bonde · a3 vit bonde · c3 vit springare · e3 vit löpare · f3 vit bonde · b2 vit bonde · e2 vit löpare · f2 vit drottning · g2 vit bonde · h2 vit bonde · c1 vit torn · d1 vit torn · f1 vit springare · h1 vit kung | a8 svart löpare · b8 svart drottning · d8 svart torn · e8 svart torn · g8 svart kung · d7 svart springare · f7 svart bonde · g7 svart bonde · a6 svart bonde · b6 svart bonde · d6 svart löpare · f6 svart springare · h6 svart bonde · d5 vit bonde · a3 vit bonde · c3 vit springare · e3 vit löpare · f3 vit bonde · b2 vit bonde · e2 vit löpare · f2 vit drottning · g2 vit bonde · h2 vit bonde · c1 vit torn · d1 vit torn · f1 vit springare · h1 vit kung | a8 svart löpare · b8 svart drottning · d8 svart torn · e8 svart torn · g8 svart kung · d7 svart springare · f7 svart bonde · g7 svart bonde · a6 svart bonde · b6 svart bonde · d6 svart löpare · f6 svart springare · h6 svart bonde · d5 vit bonde · a3 vit bonde · c3 vit springare · e3 vit löpare · f3 vit bonde · b2 vit bonde · e2 vit löpare · f2 vit drottning · g2 vit bonde · h2 vit bonde · c1 vit torn · d1 vit torn · f1 vit springare · h1 vit kung | a8 svart löpare · b8 svart drottning · d8 svart torn · e8 svart torn · g8 svart kung · d7 svart springare · f7 svart bonde · g7 svart bonde · a6 svart bonde · b6 svart bonde · d6 svart löpare · f6 svart springare · h6 svart bonde · d5 vit bonde · a3 vit bonde · c3 vit springare · e3 vit löpare · f3 vit bonde · b2 vit bonde · e2 vit löpare · f2 vit drottning · g2 vit bonde · h2 vit bonde · c1 vit torn · d1 vit torn · f1 vit springare · h1 vit kung | a8 svart löpare · b8 svart drottning · d8 svart torn · e8 svart torn · g8 svart kung · d7 svart springare · f7 svart bonde · g7 svart bonde · a6 svart bonde · b6 svart bonde · d6 svart löpare · f6 svart springare · h6 svart bonde · d5 vit bonde · a3 vit bonde · c3 vit springare · e3 vit löpare · f3 vit bonde · b2 vit bonde · e2 vit löpare · f2 vit drottning · g2 vit bonde · h2 vit bonde · c1 vit torn · d1 vit torn · f1 vit springare · h1 vit kung | a8 svart löpare · b8 svart drottning · d8 svart torn · e8 svart torn · g8 svart kung · d7 svart springare · f7 svart bonde · g7 svart bonde · a6 svart bonde · b6 svart bonde · d6 svart löpare · f6 svart springare · h6 svart bonde · d5 vit bonde · a3 vit bonde · c3 vit springare · e3 vit löpare · f3 vit bonde · b2 vit bonde · e2 vit löpare · f2 vit drottning · g2 vit bonde · h2 vit bonde · c1 vit torn · d1 vit torn · f1 vit springare · h1 vit kung | a8 svart löpare · b8 svart drottning · d8 svart torn · e8 svart torn · g8 svart kung · d7 svart springare · f7 svart bonde · g7 svart bonde · a6 svart bonde · b6 svart bonde · d6 svart löpare · f6 svart springare · h6 svart bonde · d5 vit bonde · a3 vit bonde · c3 vit springare · e3 vit löpare · f3 vit bonde · b2 vit bonde · e2 vit löpare · f2 vit drottning · g2 vit bonde · h2 vit bonde · c1 vit torn · d1 vit torn · f1 vit springare · h1 vit kung | a8 svart löpare · b8 svart drottning · d8 svart torn · e8 svart torn · g8 svart kung · d7 svart springare · f7 svart bonde · g7 svart bonde · a6 svart bonde · b6 svart bonde · d6 svart löpare · f6 svart springare · h6 svart bonde · d5 vit bonde · a3 vit bonde · c3 vit springare · e3 vit löpare · f3 vit bonde · b2 vit bonde · e2 vit löpare · f2 vit drottning · g2 vit bonde · h2 vit bonde · c1 vit torn · d1 vit torn · f1 vit springare · h1 vit kung | 4 |
| 3 | a8 svart löpare · b8 svart drottning · d8 svart torn · e8 svart torn · g8 svart kung · d7 svart springare · f7 svart bonde · g7 svart bonde · a6 svart bonde · b6 svart bonde · d6 svart löpare · f6 svart springare · h6 svart bonde · d5 vit bonde · a3 vit bonde · c3 vit springare · e3 vit löpare · f3 vit bonde · b2 vit bonde · e2 vit löpare · f2 vit drottning · g2 vit bonde · h2 vit bonde · c1 vit torn · d1 vit torn · f1 vit springare · h1 vit kung | a8 svart löpare · b8 svart drottning · d8 svart torn · e8 svart torn · g8 svart kung · d7 svart springare · f7 svart bonde · g7 svart bonde · a6 svart bonde · b6 svart bonde · d6 svart löpare · f6 svart springare · h6 svart bonde · d5 vit bonde · a3 vit bonde · c3 vit springare · e3 vit löpare · f3 vit bonde · b2 vit bonde · e2 vit löpare · f2 vit drottning · g2 vit bonde · h2 vit bonde · c1 vit torn · d1 vit torn · f1 vit springare · h1 vit kung | a8 svart löpare · b8 svart drottning · d8 svart torn · e8 svart torn · g8 svart kung · d7 svart springare · f7 svart bonde · g7 svart bonde · a6 svart bonde · b6 svart bonde · d6 svart löpare · f6 svart springare · h6 svart bonde · d5 vit bonde · a3 vit bonde · c3 vit springare · e3 vit löpare · f3 vit bonde · b2 vit bonde · e2 vit löpare · f2 vit drottning · g2 vit bonde · h2 vit bonde · c1 vit torn · d1 vit torn · f1 vit springare · h1 vit kung | a8 svart löpare · b8 svart drottning · d8 svart torn · e8 svart torn · g8 svart kung · d7 svart springare · f7 svart bonde · g7 svart bonde · a6 svart bonde · b6 svart bonde · d6 svart löpare · f6 svart springare · h6 svart bonde · d5 vit bonde · a3 vit bonde · c3 vit springare · e3 vit löpare · f3 vit bonde · b2 vit bonde · e2 vit löpare · f2 vit drottning · g2 vit bonde · h2 vit bonde · c1 vit torn · d1 vit torn · f1 vit springare · h1 vit kung | a8 svart löpare · b8 svart drottning · d8 svart torn · e8 svart torn · g8 svart kung · d7 svart springare · f7 svart bonde · g7 svart bonde · a6 svart bonde · b6 svart bonde · d6 svart löpare · f6 svart springare · h6 svart bonde · d5 vit bonde · a3 vit bonde · c3 vit springare · e3 vit löpare · f3 vit bonde · b2 vit bonde · e2 vit löpare · f2 vit drottning · g2 vit bonde · h2 vit bonde · c1 vit torn · d1 vit torn · f1 vit springare · h1 vit kung | a8 svart löpare · b8 svart drottning · d8 svart torn · e8 svart torn · g8 svart kung · d7 svart springare · f7 svart bonde · g7 svart bonde · a6 svart bonde · b6 svart bonde · d6 svart löpare · f6 svart springare · h6 svart bonde · d5 vit bonde · a3 vit bonde · c3 vit springare · e3 vit löpare · f3 vit bonde · b2 vit bonde · e2 vit löpare · f2 vit drottning · g2 vit bonde · h2 vit bonde · c1 vit torn · d1 vit torn · f1 vit springare · h1 vit kung | a8 svart löpare · b8 svart drottning · d8 svart torn · e8 svart torn · g8 svart kung · d7 svart springare · f7 svart bonde · g7 svart bonde · a6 svart bonde · b6 svart bonde · d6 svart löpare · f6 svart springare · h6 svart bonde · d5 vit bonde · a3 vit bonde · c3 vit springare · e3 vit löpare · f3 vit bonde · b2 vit bonde · e2 vit löpare · f2 vit drottning · g2 vit bonde · h2 vit bonde · c1 vit torn · d1 vit torn · f1 vit springare · h1 vit kung | a8 svart löpare · b8 svart drottning · d8 svart torn · e8 svart torn · g8 svart kung · d7 svart springare · f7 svart bonde · g7 svart bonde · a6 svart bonde · b6 svart bonde · d6 svart löpare · f6 svart springare · h6 svart bonde · d5 vit bonde · a3 vit bonde · c3 vit springare · e3 vit löpare · f3 vit bonde · b2 vit bonde · e2 vit löpare · f2 vit drottning · g2 vit bonde · h2 vit bonde · c1 vit torn · d1 vit torn · f1 vit springare · h1 vit kung | 3 |
| 2 | a8 svart löpare · b8 svart drottning · d8 svart torn · e8 svart torn · g8 svart kung · d7 svart springare · f7 svart bonde · g7 svart bonde · a6 svart bonde · b6 svart bonde · d6 svart löpare · f6 svart springare · h6 svart bonde · d5 vit bonde · a3 vit bonde · c3 vit springare · e3 vit löpare · f3 vit bonde · b2 vit bonde · e2 vit löpare · f2 vit drottning · g2 vit bonde · h2 vit bonde · c1 vit torn · d1 vit torn · f1 vit springare · h1 vit kung | a8 svart löpare · b8 svart drottning · d8 svart torn · e8 svart torn · g8 svart kung · d7 svart springare · f7 svart bonde · g7 svart bonde · a6 svart bonde · b6 svart bonde · d6 svart löpare · f6 svart springare · h6 svart bonde · d5 vit bonde · a3 vit bonde · c3 vit springare · e3 vit löpare · f3 vit bonde · b2 vit bonde · e2 vit löpare · f2 vit drottning · g2 vit bonde · h2 vit bonde · c1 vit torn · d1 vit torn · f1 vit springare · h1 vit kung | a8 svart löpare · b8 svart drottning · d8 svart torn · e8 svart torn · g8 svart kung · d7 svart springare · f7 svart bonde · g7 svart bonde · a6 svart bonde · b6 svart bonde · d6 svart löpare · f6 svart springare · h6 svart bonde · d5 vit bonde · a3 vit bonde · c3 vit springare · e3 vit löpare · f3 vit bonde · b2 vit bonde · e2 vit löpare · f2 vit drottning · g2 vit bonde · h2 vit bonde · c1 vit torn · d1 vit torn · f1 vit springare · h1 vit kung | a8 svart löpare · b8 svart drottning · d8 svart torn · e8 svart torn · g8 svart kung · d7 svart springare · f7 svart bonde · g7 svart bonde · a6 svart bonde · b6 svart bonde · d6 svart löpare · f6 svart springare · h6 svart bonde · d5 vit bonde · a3 vit bonde · c3 vit springare · e3 vit löpare · f3 vit bonde · b2 vit bonde · e2 vit löpare · f2 vit drottning · g2 vit bonde · h2 vit bonde · c1 vit torn · d1 vit torn · f1 vit springare · h1 vit kung | a8 svart löpare · b8 svart drottning · d8 svart torn · e8 svart torn · g8 svart kung · d7 svart springare · f7 svart bonde · g7 svart bonde · a6 svart bonde · b6 svart bonde · d6 svart löpare · f6 svart springare · h6 svart bonde · d5 vit bonde · a3 vit bonde · c3 vit springare · e3 vit löpare · f3 vit bonde · b2 vit bonde · e2 vit löpare · f2 vit drottning · g2 vit bonde · h2 vit bonde · c1 vit torn · d1 vit torn · f1 vit springare · h1 vit kung | a8 svart löpare · b8 svart drottning · d8 svart torn · e8 svart torn · g8 svart kung · d7 svart springare · f7 svart bonde · g7 svart bonde · a6 svart bonde · b6 svart bonde · d6 svart löpare · f6 svart springare · h6 svart bonde · d5 vit bonde · a3 vit bonde · c3 vit springare · e3 vit löpare · f3 vit bonde · b2 vit bonde · e2 vit löpare · f2 vit drottning · g2 vit bonde · h2 vit bonde · c1 vit torn · d1 vit torn · f1 vit springare · h1 vit kung | a8 svart löpare · b8 svart drottning · d8 svart torn · e8 svart torn · g8 svart kung · d7 svart springare · f7 svart bonde · g7 svart bonde · a6 svart bonde · b6 svart bonde · d6 svart löpare · f6 svart springare · h6 svart bonde · d5 vit bonde · a3 vit bonde · c3 vit springare · e3 vit löpare · f3 vit bonde · b2 vit bonde · e2 vit löpare · f2 vit drottning · g2 vit bonde · h2 vit bonde · c1 vit torn · d1 vit torn · f1 vit springare · h1 vit kung | a8 svart löpare · b8 svart drottning · d8 svart torn · e8 svart torn · g8 svart kung · d7 svart springare · f7 svart bonde · g7 svart bonde · a6 svart bonde · b6 svart bonde · d6 svart löpare · f6 svart springare · h6 svart bonde · d5 vit bonde · a3 vit bonde · c3 vit springare · e3 vit löpare · f3 vit bonde · b2 vit bonde · e2 vit löpare · f2 vit drottning · g2 vit bonde · h2 vit bonde · c1 vit torn · d1 vit torn · f1 vit springare · h1 vit kung | 2 |
| 1 | a8 svart löpare · b8 svart drottning · d8 svart torn · e8 svart torn · g8 svart kung · d7 svart springare · f7 svart bonde · g7 svart bonde · a6 svart bonde · b6 svart bonde · d6 svart löpare · f6 svart springare · h6 svart bonde · d5 vit bonde · a3 vit bonde · c3 vit springare · e3 vit löpare · f3 vit bonde · b2 vit bonde · e2 vit löpare · f2 vit drottning · g2 vit bonde · h2 vit bonde · c1 vit torn · d1 vit torn · f1 vit springare · h1 vit kung | a8 svart löpare · b8 svart drottning · d8 svart torn · e8 svart torn · g8 svart kung · d7 svart springare · f7 svart bonde · g7 svart bonde · a6 svart bonde · b6 svart bonde · d6 svart löpare · f6 svart springare · h6 svart bonde · d5 vit bonde · a3 vit bonde · c3 vit springare · e3 vit löpare · f3 vit bonde · b2 vit bonde · e2 vit löpare · f2 vit drottning · g2 vit bonde · h2 vit bonde · c1 vit torn · d1 vit torn · f1 vit springare · h1 vit kung | a8 svart löpare · b8 svart drottning · d8 svart torn · e8 svart torn · g8 svart kung · d7 svart springare · f7 svart bonde · g7 svart bonde · a6 svart bonde · b6 svart bonde · d6 svart löpare · f6 svart springare · h6 svart bonde · d5 vit bonde · a3 vit bonde · c3 vit springare · e3 vit löpare · f3 vit bonde · b2 vit bonde · e2 vit löpare · f2 vit drottning · g2 vit bonde · h2 vit bonde · c1 vit torn · d1 vit torn · f1 vit springare · h1 vit kung | a8 svart löpare · b8 svart drottning · d8 svart torn · e8 svart torn · g8 svart kung · d7 svart springare · f7 svart bonde · g7 svart bonde · a6 svart bonde · b6 svart bonde · d6 svart löpare · f6 svart springare · h6 svart bonde · d5 vit bonde · a3 vit bonde · c3 vit springare · e3 vit löpare · f3 vit bonde · b2 vit bonde · e2 vit löpare · f2 vit drottning · g2 vit bonde · h2 vit bonde · c1 vit torn · d1 vit torn · f1 vit springare · h1 vit kung | a8 svart löpare · b8 svart drottning · d8 svart torn · e8 svart torn · g8 svart kung · d7 svart springare · f7 svart bonde · g7 svart bonde · a6 svart bonde · b6 svart bonde · d6 svart löpare · f6 svart springare · h6 svart bonde · d5 vit bonde · a3 vit bonde · c3 vit springare · e3 vit löpare · f3 vit bonde · b2 vit bonde · e2 vit löpare · f2 vit drottning · g2 vit bonde · h2 vit bonde · c1 vit torn · d1 vit torn · f1 vit springare · h1 vit kung | a8 svart löpare · b8 svart drottning · d8 svart torn · e8 svart torn · g8 svart kung · d7 svart springare · f7 svart bonde · g7 svart bonde · a6 svart bonde · b6 svart bonde · d6 svart löpare · f6 svart springare · h6 svart bonde · d5 vit bonde · a3 vit bonde · c3 vit springare · e3 vit löpare · f3 vit bonde · b2 vit bonde · e2 vit löpare · f2 vit drottning · g2 vit bonde · h2 vit bonde · c1 vit torn · d1 vit torn · f1 vit springare · h1 vit kung | a8 svart löpare · b8 svart drottning · d8 svart torn · e8 svart torn · g8 svart kung · d7 svart springare · f7 svart bonde · g7 svart bonde · a6 svart bonde · b6 svart bonde · d6 svart löpare · f6 svart springare · h6 svart bonde · d5 vit bonde · a3 vit bonde · c3 vit springare · e3 vit löpare · f3 vit bonde · b2 vit bonde · e2 vit löpare · f2 vit drottning · g2 vit bonde · h2 vit bonde · c1 vit torn · d1 vit torn · f1 vit springare · h1 vit kung | a8 svart löpare · b8 svart drottning · d8 svart torn · e8 svart torn · g8 svart kung · d7 svart springare · f7 svart bonde · g7 svart bonde · a6 svart bonde · b6 svart bonde · d6 svart löpare · f6 svart springare · h6 svart bonde · d5 vit bonde · a3 vit bonde · c3 vit springare · e3 vit löpare · f3 vit bonde · b2 vit bonde · e2 vit löpare · f2 vit drottning · g2 vit bonde · h2 vit bonde · c1 vit torn · d1 vit torn · f1 vit springare · h1 vit kung | 1 |
|   | a | b | c | d | e | f | g | h |   |

De flesta offer utförs som en del av taktiska vändningar och ger en direkt fördel, till exempel i form av ett ohejdbart angrepp mot motståndarens kung.
Men det finns också positionella offer som inte ger någon omedelbar kompensation utan en mer långsiktig strategisk fördel.
Positionella bondeoffer är en mindre investering och de förekommer ofta i olika former. De kan göras för att snabba på utvecklingen och skaffa sig ett initiativ (ett vanligt tema i gambitar i öppningen), för att skapa svagheter i motståndarens ställning, för att öppna linjer för angrepp eller frigöra fält för pjäser, eller för att undvika att hamna i en trång försvarsställning. 
Positionella kvalitetsoffer, där man byter ett torn mot en lätt pjäs (löpare eller springare), är också relativt vanliga. Världsmästaren Tigran Petrosian var känd för den typen av offer. Tornet är normalt klart starkare än en lätt pjäs men det finns ställningar där en löpare inte är sämre än tornet.
Det första diagrammet visar ett känt exempel. Svart har redan gjort ett positionellt bondeoffer (på d5) och här offrade han kvalitet med 27…Txe3!?. Efter 28.Sxe3 Lxh2 var vit svag på de svarta fälten. Svart vann så småningom partiet (det var Karpovs första förlust som världsmästare). 
|   | a | b | c | d | e | f | g | h |   |
| 8 | e8 svart drottning · g8 svart kung · h8 svart torn · a7 svart bonde · h7 svart bonde · b6 svart bonde · c6 svart torn · d6 vit drottning · e6 vit bonde · f6 svart bonde · g6 svart bonde · h6 vit löpare · e5 svart springare · e4 vit bonde · c3 vit bonde · a2 vit bonde · b2 vit bonde · e2 vit löpare · h2 vit bonde · a1 vit torn · g1 vit kung | e8 svart drottning · g8 svart kung · h8 svart torn · a7 svart bonde · h7 svart bonde · b6 svart bonde · c6 svart torn · d6 vit drottning · e6 vit bonde · f6 svart bonde · g6 svart bonde · h6 vit löpare · e5 svart springare · e4 vit bonde · c3 vit bonde · a2 vit bonde · b2 vit bonde · e2 vit löpare · h2 vit bonde · a1 vit torn · g1 vit kung | e8 svart drottning · g8 svart kung · h8 svart torn · a7 svart bonde · h7 svart bonde · b6 svart bonde · c6 svart torn · d6 vit drottning · e6 vit bonde · f6 svart bonde · g6 svart bonde · h6 vit löpare · e5 svart springare · e4 vit bonde · c3 vit bonde · a2 vit bonde · b2 vit bonde · e2 vit löpare · h2 vit bonde · a1 vit torn · g1 vit kung | e8 svart drottning · g8 svart kung · h8 svart torn · a7 svart bonde · h7 svart bonde · b6 svart bonde · c6 svart torn · d6 vit drottning · e6 vit bonde · f6 svart bonde · g6 svart bonde · h6 vit löpare · e5 svart springare · e4 vit bonde · c3 vit bonde · a2 vit bonde · b2 vit bonde · e2 vit löpare · h2 vit bonde · a1 vit torn · g1 vit kung | e8 svart drottning · g8 svart kung · h8 svart torn · a7 svart bonde · h7 svart bonde · b6 svart bonde · c6 svart torn · d6 vit drottning · e6 vit bonde · f6 svart bonde · g6 svart bonde · h6 vit löpare · e5 svart springare · e4 vit bonde · c3 vit bonde · a2 vit bonde · b2 vit bonde · e2 vit löpare · h2 vit bonde · a1 vit torn · g1 vit kung | e8 svart drottning · g8 svart kung · h8 svart torn · a7 svart bonde · h7 svart bonde · b6 svart bonde · c6 svart torn · d6 vit drottning · e6 vit bonde · f6 svart bonde · g6 svart bonde · h6 vit löpare · e5 svart springare · e4 vit bonde · c3 vit bonde · a2 vit bonde · b2 vit bonde · e2 vit löpare · h2 vit bonde · a1 vit torn · g1 vit kung | e8 svart drottning · g8 svart kung · h8 svart torn · a7 svart bonde · h7 svart bonde · b6 svart bonde · c6 svart torn · d6 vit drottning · e6 vit bonde · f6 svart bonde · g6 svart bonde · h6 vit löpare · e5 svart springare · e4 vit bonde · c3 vit bonde · a2 vit bonde · b2 vit bonde · e2 vit löpare · h2 vit bonde · a1 vit torn · g1 vit kung | e8 svart drottning · g8 svart kung · h8 svart torn · a7 svart bonde · h7 svart bonde · b6 svart bonde · c6 svart torn · d6 vit drottning · e6 vit bonde · f6 svart bonde · g6 svart bonde · h6 vit löpare · e5 svart springare · e4 vit bonde · c3 vit bonde · a2 vit bonde · b2 vit bonde · e2 vit löpare · h2 vit bonde · a1 vit torn · g1 vit kung | 8 |
| 7 | e8 svart drottning · g8 svart kung · h8 svart torn · a7 svart bonde · h7 svart bonde · b6 svart bonde · c6 svart torn · d6 vit drottning · e6 vit bonde · f6 svart bonde · g6 svart bonde · h6 vit löpare · e5 svart springare · e4 vit bonde · c3 vit bonde · a2 vit bonde · b2 vit bonde · e2 vit löpare · h2 vit bonde · a1 vit torn · g1 vit kung | e8 svart drottning · g8 svart kung · h8 svart torn · a7 svart bonde · h7 svart bonde · b6 svart bonde · c6 svart torn · d6 vit drottning · e6 vit bonde · f6 svart bonde · g6 svart bonde · h6 vit löpare · e5 svart springare · e4 vit bonde · c3 vit bonde · a2 vit bonde · b2 vit bonde · e2 vit löpare · h2 vit bonde · a1 vit torn · g1 vit kung | e8 svart drottning · g8 svart kung · h8 svart torn · a7 svart bonde · h7 svart bonde · b6 svart bonde · c6 svart torn · d6 vit drottning · e6 vit bonde · f6 svart bonde · g6 svart bonde · h6 vit löpare · e5 svart springare · e4 vit bonde · c3 vit bonde · a2 vit bonde · b2 vit bonde · e2 vit löpare · h2 vit bonde · a1 vit torn · g1 vit kung | e8 svart drottning · g8 svart kung · h8 svart torn · a7 svart bonde · h7 svart bonde · b6 svart bonde · c6 svart torn · d6 vit drottning · e6 vit bonde · f6 svart bonde · g6 svart bonde · h6 vit löpare · e5 svart springare · e4 vit bonde · c3 vit bonde · a2 vit bonde · b2 vit bonde · e2 vit löpare · h2 vit bonde · a1 vit torn · g1 vit kung | e8 svart drottning · g8 svart kung · h8 svart torn · a7 svart bonde · h7 svart bonde · b6 svart bonde · c6 svart torn · d6 vit drottning · e6 vit bonde · f6 svart bonde · g6 svart bonde · h6 vit löpare · e5 svart springare · e4 vit bonde · c3 vit bonde · a2 vit bonde · b2 vit bonde · e2 vit löpare · h2 vit bonde · a1 vit torn · g1 vit kung | e8 svart drottning · g8 svart kung · h8 svart torn · a7 svart bonde · h7 svart bonde · b6 svart bonde · c6 svart torn · d6 vit drottning · e6 vit bonde · f6 svart bonde · g6 svart bonde · h6 vit löpare · e5 svart springare · e4 vit bonde · c3 vit bonde · a2 vit bonde · b2 vit bonde · e2 vit löpare · h2 vit bonde · a1 vit torn · g1 vit kung | e8 svart drottning · g8 svart kung · h8 svart torn · a7 svart bonde · h7 svart bonde · b6 svart bonde · c6 svart torn · d6 vit drottning · e6 vit bonde · f6 svart bonde · g6 svart bonde · h6 vit löpare · e5 svart springare · e4 vit bonde · c3 vit bonde · a2 vit bonde · b2 vit bonde · e2 vit löpare · h2 vit bonde · a1 vit torn · g1 vit kung | e8 svart drottning · g8 svart kung · h8 svart torn · a7 svart bonde · h7 svart bonde · b6 svart bonde · c6 svart torn · d6 vit drottning · e6 vit bonde · f6 svart bonde · g6 svart bonde · h6 vit löpare · e5 svart springare · e4 vit bonde · c3 vit bonde · a2 vit bonde · b2 vit bonde · e2 vit löpare · h2 vit bonde · a1 vit torn · g1 vit kung | 7 |
| 6 | e8 svart drottning · g8 svart kung · h8 svart torn · a7 svart bonde · h7 svart bonde · b6 svart bonde · c6 svart torn · d6 vit drottning · e6 vit bonde · f6 svart bonde · g6 svart bonde · h6 vit löpare · e5 svart springare · e4 vit bonde · c3 vit bonde · a2 vit bonde · b2 vit bonde · e2 vit löpare · h2 vit bonde · a1 vit torn · g1 vit kung | e8 svart drottning · g8 svart kung · h8 svart torn · a7 svart bonde · h7 svart bonde · b6 svart bonde · c6 svart torn · d6 vit drottning · e6 vit bonde · f6 svart bonde · g6 svart bonde · h6 vit löpare · e5 svart springare · e4 vit bonde · c3 vit bonde · a2 vit bonde · b2 vit bonde · e2 vit löpare · h2 vit bonde · a1 vit torn · g1 vit kung | e8 svart drottning · g8 svart kung · h8 svart torn · a7 svart bonde · h7 svart bonde · b6 svart bonde · c6 svart torn · d6 vit drottning · e6 vit bonde · f6 svart bonde · g6 svart bonde · h6 vit löpare · e5 svart springare · e4 vit bonde · c3 vit bonde · a2 vit bonde · b2 vit bonde · e2 vit löpare · h2 vit bonde · a1 vit torn · g1 vit kung | e8 svart drottning · g8 svart kung · h8 svart torn · a7 svart bonde · h7 svart bonde · b6 svart bonde · c6 svart torn · d6 vit drottning · e6 vit bonde · f6 svart bonde · g6 svart bonde · h6 vit löpare · e5 svart springare · e4 vit bonde · c3 vit bonde · a2 vit bonde · b2 vit bonde · e2 vit löpare · h2 vit bonde · a1 vit torn · g1 vit kung | e8 svart drottning · g8 svart kung · h8 svart torn · a7 svart bonde · h7 svart bonde · b6 svart bonde · c6 svart torn · d6 vit drottning · e6 vit bonde · f6 svart bonde · g6 svart bonde · h6 vit löpare · e5 svart springare · e4 vit bonde · c3 vit bonde · a2 vit bonde · b2 vit bonde · e2 vit löpare · h2 vit bonde · a1 vit torn · g1 vit kung | e8 svart drottning · g8 svart kung · h8 svart torn · a7 svart bonde · h7 svart bonde · b6 svart bonde · c6 svart torn · d6 vit drottning · e6 vit bonde · f6 svart bonde · g6 svart bonde · h6 vit löpare · e5 svart springare · e4 vit bonde · c3 vit bonde · a2 vit bonde · b2 vit bonde · e2 vit löpare · h2 vit bonde · a1 vit torn · g1 vit kung | e8 svart drottning · g8 svart kung · h8 svart torn · a7 svart bonde · h7 svart bonde · b6 svart bonde · c6 svart torn · d6 vit drottning · e6 vit bonde · f6 svart bonde · g6 svart bonde · h6 vit löpare · e5 svart springare · e4 vit bonde · c3 vit bonde · a2 vit bonde · b2 vit bonde · e2 vit löpare · h2 vit bonde · a1 vit torn · g1 vit kung | e8 svart drottning · g8 svart kung · h8 svart torn · a7 svart bonde · h7 svart bonde · b6 svart bonde · c6 svart torn · d6 vit drottning · e6 vit bonde · f6 svart bonde · g6 svart bonde · h6 vit löpare · e5 svart springare · e4 vit bonde · c3 vit bonde · a2 vit bonde · b2 vit bonde · e2 vit löpare · h2 vit bonde · a1 vit torn · g1 vit kung | 6 |
| 5 | e8 svart drottning · g8 svart kung · h8 svart torn · a7 svart bonde · h7 svart bonde · b6 svart bonde · c6 svart torn · d6 vit drottning · e6 vit bonde · f6 svart bonde · g6 svart bonde · h6 vit löpare · e5 svart springare · e4 vit bonde · c3 vit bonde · a2 vit bonde · b2 vit bonde · e2 vit löpare · h2 vit bonde · a1 vit torn · g1 vit kung | e8 svart drottning · g8 svart kung · h8 svart torn · a7 svart bonde · h7 svart bonde · b6 svart bonde · c6 svart torn · d6 vit drottning · e6 vit bonde · f6 svart bonde · g6 svart bonde · h6 vit löpare · e5 svart springare · e4 vit bonde · c3 vit bonde · a2 vit bonde · b2 vit bonde · e2 vit löpare · h2 vit bonde · a1 vit torn · g1 vit kung | e8 svart drottning · g8 svart kung · h8 svart torn · a7 svart bonde · h7 svart bonde · b6 svart bonde · c6 svart torn · d6 vit drottning · e6 vit bonde · f6 svart bonde · g6 svart bonde · h6 vit löpare · e5 svart springare · e4 vit bonde · c3 vit bonde · a2 vit bonde · b2 vit bonde · e2 vit löpare · h2 vit bonde · a1 vit torn · g1 vit kung | e8 svart drottning · g8 svart kung · h8 svart torn · a7 svart bonde · h7 svart bonde · b6 svart bonde · c6 svart torn · d6 vit drottning · e6 vit bonde · f6 svart bonde · g6 svart bonde · h6 vit löpare · e5 svart springare · e4 vit bonde · c3 vit bonde · a2 vit bonde · b2 vit bonde · e2 vit löpare · h2 vit bonde · a1 vit torn · g1 vit kung | e8 svart drottning · g8 svart kung · h8 svart torn · a7 svart bonde · h7 svart bonde · b6 svart bonde · c6 svart torn · d6 vit drottning · e6 vit bonde · f6 svart bonde · g6 svart bonde · h6 vit löpare · e5 svart springare · e4 vit bonde · c3 vit bonde · a2 vit bonde · b2 vit bonde · e2 vit löpare · h2 vit bonde · a1 vit torn · g1 vit kung | e8 svart drottning · g8 svart kung · h8 svart torn · a7 svart bonde · h7 svart bonde · b6 svart bonde · c6 svart torn · d6 vit drottning · e6 vit bonde · f6 svart bonde · g6 svart bonde · h6 vit löpare · e5 svart springare · e4 vit bonde · c3 vit bonde · a2 vit bonde · b2 vit bonde · e2 vit löpare · h2 vit bonde · a1 vit torn · g1 vit kung | e8 svart drottning · g8 svart kung · h8 svart torn · a7 svart bonde · h7 svart bonde · b6 svart bonde · c6 svart torn · d6 vit drottning · e6 vit bonde · f6 svart bonde · g6 svart bonde · h6 vit löpare · e5 svart springare · e4 vit bonde · c3 vit bonde · a2 vit bonde · b2 vit bonde · e2 vit löpare · h2 vit bonde · a1 vit torn · g1 vit kung | e8 svart drottning · g8 svart kung · h8 svart torn · a7 svart bonde · h7 svart bonde · b6 svart bonde · c6 svart torn · d6 vit drottning · e6 vit bonde · f6 svart bonde · g6 svart bonde · h6 vit löpare · e5 svart springare · e4 vit bonde · c3 vit bonde · a2 vit bonde · b2 vit bonde · e2 vit löpare · h2 vit bonde · a1 vit torn · g1 vit kung | 5 |
| 4 | e8 svart drottning · g8 svart kung · h8 svart torn · a7 svart bonde · h7 svart bonde · b6 svart bonde · c6 svart torn · d6 vit drottning · e6 vit bonde · f6 svart bonde · g6 svart bonde · h6 vit löpare · e5 svart springare · e4 vit bonde · c3 vit bonde · a2 vit bonde · b2 vit bonde · e2 vit löpare · h2 vit bonde · a1 vit torn · g1 vit kung | e8 svart drottning · g8 svart kung · h8 svart torn · a7 svart bonde · h7 svart bonde · b6 svart bonde · c6 svart torn · d6 vit drottning · e6 vit bonde · f6 svart bonde · g6 svart bonde · h6 vit löpare · e5 svart springare · e4 vit bonde · c3 vit bonde · a2 vit bonde · b2 vit bonde · e2 vit löpare · h2 vit bonde · a1 vit torn · g1 vit kung | e8 svart drottning · g8 svart kung · h8 svart torn · a7 svart bonde · h7 svart bonde · b6 svart bonde · c6 svart torn · d6 vit drottning · e6 vit bonde · f6 svart bonde · g6 svart bonde · h6 vit löpare · e5 svart springare · e4 vit bonde · c3 vit bonde · a2 vit bonde · b2 vit bonde · e2 vit löpare · h2 vit bonde · a1 vit torn · g1 vit kung | e8 svart drottning · g8 svart kung · h8 svart torn · a7 svart bonde · h7 svart bonde · b6 svart bonde · c6 svart torn · d6 vit drottning · e6 vit bonde · f6 svart bonde · g6 svart bonde · h6 vit löpare · e5 svart springare · e4 vit bonde · c3 vit bonde · a2 vit bonde · b2 vit bonde · e2 vit löpare · h2 vit bonde · a1 vit torn · g1 vit kung | e8 svart drottning · g8 svart kung · h8 svart torn · a7 svart bonde · h7 svart bonde · b6 svart bonde · c6 svart torn · d6 vit drottning · e6 vit bonde · f6 svart bonde · g6 svart bonde · h6 vit löpare · e5 svart springare · e4 vit bonde · c3 vit bonde · a2 vit bonde · b2 vit bonde · e2 vit löpare · h2 vit bonde · a1 vit torn · g1 vit kung | e8 svart drottning · g8 svart kung · h8 svart torn · a7 svart bonde · h7 svart bonde · b6 svart bonde · c6 svart torn · d6 vit drottning · e6 vit bonde · f6 svart bonde · g6 svart bonde · h6 vit löpare · e5 svart springare · e4 vit bonde · c3 vit bonde · a2 vit bonde · b2 vit bonde · e2 vit löpare · h2 vit bonde · a1 vit torn · g1 vit kung | e8 svart drottning · g8 svart kung · h8 svart torn · a7 svart bonde · h7 svart bonde · b6 svart bonde · c6 svart torn · d6 vit drottning · e6 vit bonde · f6 svart bonde · g6 svart bonde · h6 vit löpare · e5 svart springare · e4 vit bonde · c3 vit bonde · a2 vit bonde · b2 vit bonde · e2 vit löpare · h2 vit bonde · a1 vit torn · g1 vit kung | e8 svart drottning · g8 svart kung · h8 svart torn · a7 svart bonde · h7 svart bonde · b6 svart bonde · c6 svart torn · d6 vit drottning · e6 vit bonde · f6 svart bonde · g6 svart bonde · h6 vit löpare · e5 svart springare · e4 vit bonde · c3 vit bonde · a2 vit bonde · b2 vit bonde · e2 vit löpare · h2 vit bonde · a1 vit torn · g1 vit kung | 4 |
| 3 | e8 svart drottning · g8 svart kung · h8 svart torn · a7 svart bonde · h7 svart bonde · b6 svart bonde · c6 svart torn · d6 vit drottning · e6 vit bonde · f6 svart bonde · g6 svart bonde · h6 vit löpare · e5 svart springare · e4 vit bonde · c3 vit bonde · a2 vit bonde · b2 vit bonde · e2 vit löpare · h2 vit bonde · a1 vit torn · g1 vit kung | e8 svart drottning · g8 svart kung · h8 svart torn · a7 svart bonde · h7 svart bonde · b6 svart bonde · c6 svart torn · d6 vit drottning · e6 vit bonde · f6 svart bonde · g6 svart bonde · h6 vit löpare · e5 svart springare · e4 vit bonde · c3 vit bonde · a2 vit bonde · b2 vit bonde · e2 vit löpare · h2 vit bonde · a1 vit torn · g1 vit kung | e8 svart drottning · g8 svart kung · h8 svart torn · a7 svart bonde · h7 svart bonde · b6 svart bonde · c6 svart torn · d6 vit drottning · e6 vit bonde · f6 svart bonde · g6 svart bonde · h6 vit löpare · e5 svart springare · e4 vit bonde · c3 vit bonde · a2 vit bonde · b2 vit bonde · e2 vit löpare · h2 vit bonde · a1 vit torn · g1 vit kung | e8 svart drottning · g8 svart kung · h8 svart torn · a7 svart bonde · h7 svart bonde · b6 svart bonde · c6 svart torn · d6 vit drottning · e6 vit bonde · f6 svart bonde · g6 svart bonde · h6 vit löpare · e5 svart springare · e4 vit bonde · c3 vit bonde · a2 vit bonde · b2 vit bonde · e2 vit löpare · h2 vit bonde · a1 vit torn · g1 vit kung | e8 svart drottning · g8 svart kung · h8 svart torn · a7 svart bonde · h7 svart bonde · b6 svart bonde · c6 svart torn · d6 vit drottning · e6 vit bonde · f6 svart bonde · g6 svart bonde · h6 vit löpare · e5 svart springare · e4 vit bonde · c3 vit bonde · a2 vit bonde · b2 vit bonde · e2 vit löpare · h2 vit bonde · a1 vit torn · g1 vit kung | e8 svart drottning · g8 svart kung · h8 svart torn · a7 svart bonde · h7 svart bonde · b6 svart bonde · c6 svart torn · d6 vit drottning · e6 vit bonde · f6 svart bonde · g6 svart bonde · h6 vit löpare · e5 svart springare · e4 vit bonde · c3 vit bonde · a2 vit bonde · b2 vit bonde · e2 vit löpare · h2 vit bonde · a1 vit torn · g1 vit kung | e8 svart drottning · g8 svart kung · h8 svart torn · a7 svart bonde · h7 svart bonde · b6 svart bonde · c6 svart torn · d6 vit drottning · e6 vit bonde · f6 svart bonde · g6 svart bonde · h6 vit löpare · e5 svart springare · e4 vit bonde · c3 vit bonde · a2 vit bonde · b2 vit bonde · e2 vit löpare · h2 vit bonde · a1 vit torn · g1 vit kung | e8 svart drottning · g8 svart kung · h8 svart torn · a7 svart bonde · h7 svart bonde · b6 svart bonde · c6 svart torn · d6 vit drottning · e6 vit bonde · f6 svart bonde · g6 svart bonde · h6 vit löpare · e5 svart springare · e4 vit bonde · c3 vit bonde · a2 vit bonde · b2 vit bonde · e2 vit löpare · h2 vit bonde · a1 vit torn · g1 vit kung | 3 |
| 2 | e8 svart drottning · g8 svart kung · h8 svart torn · a7 svart bonde · h7 svart bonde · b6 svart bonde · c6 svart torn · d6 vit drottning · e6 vit bonde · f6 svart bonde · g6 svart bonde · h6 vit löpare · e5 svart springare · e4 vit bonde · c3 vit bonde · a2 vit bonde · b2 vit bonde · e2 vit löpare · h2 vit bonde · a1 vit torn · g1 vit kung | e8 svart drottning · g8 svart kung · h8 svart torn · a7 svart bonde · h7 svart bonde · b6 svart bonde · c6 svart torn · d6 vit drottning · e6 vit bonde · f6 svart bonde · g6 svart bonde · h6 vit löpare · e5 svart springare · e4 vit bonde · c3 vit bonde · a2 vit bonde · b2 vit bonde · e2 vit löpare · h2 vit bonde · a1 vit torn · g1 vit kung | e8 svart drottning · g8 svart kung · h8 svart torn · a7 svart bonde · h7 svart bonde · b6 svart bonde · c6 svart torn · d6 vit drottning · e6 vit bonde · f6 svart bonde · g6 svart bonde · h6 vit löpare · e5 svart springare · e4 vit bonde · c3 vit bonde · a2 vit bonde · b2 vit bonde · e2 vit löpare · h2 vit bonde · a1 vit torn · g1 vit kung | e8 svart drottning · g8 svart kung · h8 svart torn · a7 svart bonde · h7 svart bonde · b6 svart bonde · c6 svart torn · d6 vit drottning · e6 vit bonde · f6 svart bonde · g6 svart bonde · h6 vit löpare · e5 svart springare · e4 vit bonde · c3 vit bonde · a2 vit bonde · b2 vit bonde · e2 vit löpare · h2 vit bonde · a1 vit torn · g1 vit kung | e8 svart drottning · g8 svart kung · h8 svart torn · a7 svart bonde · h7 svart bonde · b6 svart bonde · c6 svart torn · d6 vit drottning · e6 vit bonde · f6 svart bonde · g6 svart bonde · h6 vit löpare · e5 svart springare · e4 vit bonde · c3 vit bonde · a2 vit bonde · b2 vit bonde · e2 vit löpare · h2 vit bonde · a1 vit torn · g1 vit kung | e8 svart drottning · g8 svart kung · h8 svart torn · a7 svart bonde · h7 svart bonde · b6 svart bonde · c6 svart torn · d6 vit drottning · e6 vit bonde · f6 svart bonde · g6 svart bonde · h6 vit löpare · e5 svart springare · e4 vit bonde · c3 vit bonde · a2 vit bonde · b2 vit bonde · e2 vit löpare · h2 vit bonde · a1 vit torn · g1 vit kung | e8 svart drottning · g8 svart kung · h8 svart torn · a7 svart bonde · h7 svart bonde · b6 svart bonde · c6 svart torn · d6 vit drottning · e6 vit bonde · f6 svart bonde · g6 svart bonde · h6 vit löpare · e5 svart springare · e4 vit bonde · c3 vit bonde · a2 vit bonde · b2 vit bonde · e2 vit löpare · h2 vit bonde · a1 vit torn · g1 vit kung | e8 svart drottning · g8 svart kung · h8 svart torn · a7 svart bonde · h7 svart bonde · b6 svart bonde · c6 svart torn · d6 vit drottning · e6 vit bonde · f6 svart bonde · g6 svart bonde · h6 vit löpare · e5 svart springare · e4 vit bonde · c3 vit bonde · a2 vit bonde · b2 vit bonde · e2 vit löpare · h2 vit bonde · a1 vit torn · g1 vit kung | 2 |
| 1 | e8 svart drottning · g8 svart kung · h8 svart torn · a7 svart bonde · h7 svart bonde · b6 svart bonde · c6 svart torn · d6 vit drottning · e6 vit bonde · f6 svart bonde · g6 svart bonde · h6 vit löpare · e5 svart springare · e4 vit bonde · c3 vit bonde · a2 vit bonde · b2 vit bonde · e2 vit löpare · h2 vit bonde · a1 vit torn · g1 vit kung | e8 svart drottning · g8 svart kung · h8 svart torn · a7 svart bonde · h7 svart bonde · b6 svart bonde · c6 svart torn · d6 vit drottning · e6 vit bonde · f6 svart bonde · g6 svart bonde · h6 vit löpare · e5 svart springare · e4 vit bonde · c3 vit bonde · a2 vit bonde · b2 vit bonde · e2 vit löpare · h2 vit bonde · a1 vit torn · g1 vit kung | e8 svart drottning · g8 svart kung · h8 svart torn · a7 svart bonde · h7 svart bonde · b6 svart bonde · c6 svart torn · d6 vit drottning · e6 vit bonde · f6 svart bonde · g6 svart bonde · h6 vit löpare · e5 svart springare · e4 vit bonde · c3 vit bonde · a2 vit bonde · b2 vit bonde · e2 vit löpare · h2 vit bonde · a1 vit torn · g1 vit kung | e8 svart drottning · g8 svart kung · h8 svart torn · a7 svart bonde · h7 svart bonde · b6 svart bonde · c6 svart torn · d6 vit drottning · e6 vit bonde · f6 svart bonde · g6 svart bonde · h6 vit löpare · e5 svart springare · e4 vit bonde · c3 vit bonde · a2 vit bonde · b2 vit bonde · e2 vit löpare · h2 vit bonde · a1 vit torn · g1 vit kung | e8 svart drottning · g8 svart kung · h8 svart torn · a7 svart bonde · h7 svart bonde · b6 svart bonde · c6 svart torn · d6 vit drottning · e6 vit bonde · f6 svart bonde · g6 svart bonde · h6 vit löpare · e5 svart springare · e4 vit bonde · c3 vit bonde · a2 vit bonde · b2 vit bonde · e2 vit löpare · h2 vit bonde · a1 vit torn · g1 vit kung | e8 svart drottning · g8 svart kung · h8 svart torn · a7 svart bonde · h7 svart bonde · b6 svart bonde · c6 svart torn · d6 vit drottning · e6 vit bonde · f6 svart bonde · g6 svart bonde · h6 vit löpare · e5 svart springare · e4 vit bonde · c3 vit bonde · a2 vit bonde · b2 vit bonde · e2 vit löpare · h2 vit bonde · a1 vit torn · g1 vit kung | e8 svart drottning · g8 svart kung · h8 svart torn · a7 svart bonde · h7 svart bonde · b6 svart bonde · c6 svart torn · d6 vit drottning · e6 vit bonde · f6 svart bonde · g6 svart bonde · h6 vit löpare · e5 svart springare · e4 vit bonde · c3 vit bonde · a2 vit bonde · b2 vit bonde · e2 vit löpare · h2 vit bonde · a1 vit torn · g1 vit kung | e8 svart drottning · g8 svart kung · h8 svart torn · a7 svart bonde · h7 svart bonde · b6 svart bonde · c6 svart torn · d6 vit drottning · e6 vit bonde · f6 svart bonde · g6 svart bonde · h6 vit löpare · e5 svart springare · e4 vit bonde · c3 vit bonde · a2 vit bonde · b2 vit bonde · e2 vit löpare · h2 vit bonde · a1 vit torn · g1 vit kung | 1 |
|   | a | b | c | d | e | f | g | h |   |

Andra typer av positionella offer, till exempel av en lätt pjäs eller ett torn är inte lika vanliga. Mest sällsynta, men också mest spektakulära, är positionella damoffer. I det andra diagrammet har vit en studieartad fortsättning som bygger på svarts trånga ställning på kungsflygeln.
Vit spelade 24.Dxe5! fxe5 25.Tf1!. Svarts kung och torn på h8 är helt instängda utan hopp om att komma loss. Svarts dam är också bunden till försvaret av fältet f8 på grund av matthotet.
Vit vann genom att föra över löparen till diagonalen a2-g8, vilket tvingade svart att offra tornet för löparen, och därefter forcera en fribonde på damflygeln.